# Aeroklub Gliwicki
Aeroklub Gliwicki (AGl) – stowarzyszenie, regionalny oddział Aeroklubu Polskiego utworzony w Gliwicach, początkowo jako filia Aeroklubu Śląskiego, a od maja 1955 jako jednostka samodzielna. Bazą aeroklubu jest lotnisko Gliwice, położone w pobliżu autostrady A-4 Kraków – Wrocław.

## Zarząd
Zarząd Aeroklubu Gliwickiego:
- Ewa Mokrosz – prezes Zarządu
- Anna Bieniek – wiceprezes Zarządu
- Maciej Nowak – sekretarz
- Marek Faszczewski – skarbnik
- Ireneusz Przywuski – członek Zarządu[2].

Aktualnie dyrektorem jest Maciej Nowak, szefem wyszkolenia Tomasz Rubaj, a jego zastępcą ds. HT Radosław Krajewski.
(stan z 12 stycznia 2024)

## Sekcje specjalistyczne
Sekcje specjalistyczne podano za: 30 lat Aeroklubu Gliwickiego 1955–1985, s. 5.
- Samolotowa
- Szybowcowa
- Spadochronowa
- Modelarska.

(stan z września 2017)

## Afiliowane Kluby Seniorów Lotnictwa
- Klub Seniorów Lotnictwa przy Aeroklubie Gliwickim[a]

Zarząd KSL:
- Tadeusz Lewicki – przewodniczący
- Ireneusz Mikołajczyk – sekretarz
- Tadeusz Goraj – skarbnik.

(stan z października 2018)
Źródło:

## Szkolenia lotnicze
Aeroklub prowadzi szkolenia lotnicze do uzyskania:
- świadectwa kwalifikacji skoczka spadochronowego (PJ) metodą klasyczną „Na linę”[6]
- licencji pilota szybowcowego SPL[7]
- licencji pilota samolotu turystycznego PPL(A)[8].

(stan z września 2017)

## Sprzęt
Samoloty:
- An-2TD o znakach rozpoznawczych SP-AOB
- Cessna 150L o znakach rozpoznawczych SP-KNC
- Cessna 150J o znakach rozpoznawczych SP-KIC
- Jak-12 M o znakach rozpoznawczych SP-AWC
- PZL-101 Gawron o znakach rozpoznawczych SP-CGC
- Pipistrel Explorer o znakach rozpoznawczych SP-SPB.

Szybowce:

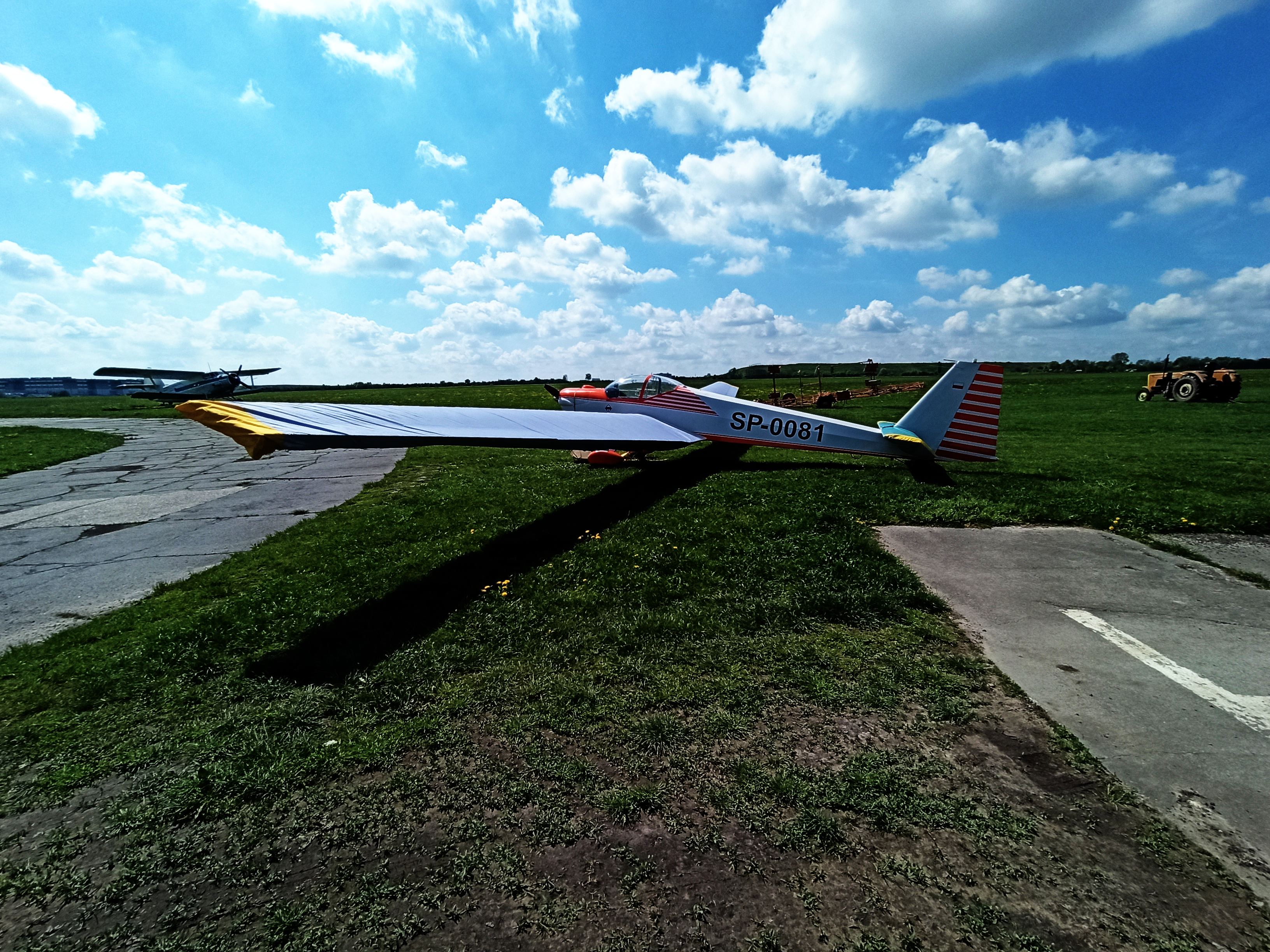
Motoszybowiec Scheibe SC-25C „Falke” SP-0081 (maj 2021)

- Dwumiejscowe wykorzystywane do szkolenia:
  - SZD-9 Bocian bis 1E – 4 egzemplarze (SP-2687, SP-2825, SP-3046, SP-3799)
  - SZD-35 Bekas – 1 egzemplarz (SP-2557)
  - SZD-40 Halny X – 1 egzemplarz (SP-2645)
  - SZD-50 Puchacz 3 – 2 egzemplarze (SP-3319, SP-3488)
- Jednomiejscowe:
  - SZD-12 Mucha 100 – 1 egzemplarz (SP-1999)
  - SZD-21 Kobuz 3 -2B – 1 egzemplarz (SP-2482)
  - SZD-22C Mucha std – 1 egzemplarz (SP-2288)
  - SZD-24 Foka C – 1 egzemplarz (SP-2384)
  - SZD-25 Lis – 1 egzemplarz (SP-3534)
  - SZD-30 Pirat – 3 egzemplarze [SP-2593(K), SP-2877(B), SP-3024(J)]
  - SZD-31 Zefir 4 – 1 egzemplarz (SP-2519)
  - SZD-36 Cobra 15A – 1 egzemplarz [SP-3088(CB)]
  - SZD-42 Jantar 2B – 1 egzemplarz [SP-3280 (PK)]
  - SZD-48 Jantar Standard 3 – 1 egzemplarz [SP-3297 (ET)]
  - SZD-51 Junior – 3 egzemplarze [SP-3310(DC), SP-3478(SC), SP-3430(AC)]
  - PW-5 Smyk – 3 egzemplarze [SP-3761 (FC), SP-3775 (UC), SP-3618 (NC)]

- Motoszybowiec:
  - Scheibe SC-25C „Falke”[9] – 1 egzemplarz (SP-0081)[10].

Inny:
- Wyciągarka szybowcowa:
  - WS-02-JK – 1 szt.
  - TUR B2 – 1 szt.
- Peugeot Partner – 1 szt.
- Opel Zafira – 1 szt.
- Ciągnik rolniczy:
  - Ursus C-360-3P – 1 szt.
  - Deutz-Fahr – 1 szt.
- Pojazd do holowania szybowców – 1 szt.
- Pojazd do przewozu sprzętu spadochronowego – 1 szt.

Aeroklub jest określany czasem mianem latającego muzeum szybowców, a to ze względu na posiadanie w swojej flocie oprócz nowych szybowców bardzo licznej grupy szybowców zabytkowych, tak klubowych, jak i prywatnych, utrzymywanych w stanie gotowości do lotu. Można tutaj zobaczyć lub polecieć, na w wielu przypadkach jedynych egzemplarzach na świecie. Oprócz tego w działającym przy Aeroklubie Gliwickim warsztacie remontuje się szybowce konstrukcji drewnianej, jak również budowana była replika polskiego przedwojennego szybowca IS-A Salamandra. Przy Aeroklubie Gliwickim działa również Klub Miłośników Zabytkowych Szybowców zrzeszający entuzjastów i właścicieli starych patyków z Polski oraz świata. Ukoronowaniem jego działalności był zorganizowany w 2004 32. Międzynarodowy Zlot Starych Szybowców na który przybyli uczestnicy wraz ze swymi szybowcami z 22 krajów między innymi z USA i Australii.

## Historia
Historię Aeroklubu Gliwickiego podano za: Aeroklub Gliwicki 1980, s. 6, 11. i Tadeusz Lewicki, 60 lat Sekcji Szybowcowej Aeroklubu Gliwickiego 1955–2015, s. 16–185.

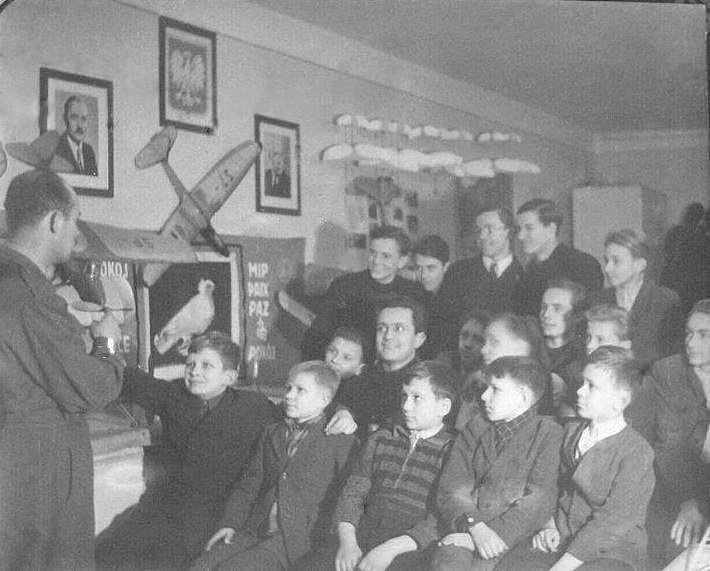
Kierownik modelarni Otton Kłos wtajemnicza w arkana sztuki modelarskiej, w nowej modelarni Ośrodka Ligi Lotniczej (lipiec 1949)

Zaraz po wyzwoleniu grupa działaczy i entuzjastów lotnictwa rozpoczęła działalność w zakresie sportów lotniczych na terenie miasta Gliwice oraz dawnego powiatu. 22 lipca 1949 w Gliwicach przy ulicy Dworcowej (1 Maja) została otwarta modelarnia lotnicza działająca pod egidą Ligi Lotniczej. Pierwszym instruktorem modelarskim był Otton Kłos. W skład ówczesnej Ligi Lotniczej wchodzili: mjr Gliszczyński (Prezes), Stankiewicz (Wiceprezes), Leonard Dąbrowski (Sekretarz). W 1953 kiedy Ligę Lotniczą włączono do Ligi Przyjaciół Żołnierza grupa działaczy sportu lotniczego, a także społeczeństwo gliwickie przystąpiło do odbudowy lotniska w Gliwicach. Odbudowano zniszczone lotnisko, hangary i budynki portowe.

### Wydarzenia

#### 1955
- 1955 – powstał Aeroklub Gliwicki, najpierw jako Filia Aeroklubu Śląskiego w Katowicach, a od 1956, kiedy to reaktywowany został Aeroklub Polskiej Rzeczypospolitej Ludowej przejął kierowanie sportem lotniczym w Polsce, Aeroklub Gliwicki stał się jednostką samodzielną. Swoim zasięgiem obejmował część Górnośląskiego Okręgu Przemysłowego z miastami: Bytom, Gliwice, Zabrze, Ruda Śląska, Tarnowskie Góry i Pyskowice.
- 1955 – sierpień, Aeroklub Gliwicki zajął 13. miejsce na 22 Aerokluby biorące udział we współzawodnictwie o Puchar Przechodni Zarządu Głównego ZMP.

#### 1956
- 1956 – 17 maja Komisja Sportowa Aeroklubu PRL zatwierdziła pierwszych komisarzy sportowych Aeroklubu Gliwickiego w osobach: Czesława Bałamut, Ryszard Czech, Jerzy Dąmbski, Krystyna Chruściel, Edmund Mikołajczyk, Jerzy Nadriczny, Lesław Gołębiowski, Jacek Popiel, Edward Rydz, Janusz Różański, Sylwester Bąk, Lech Spałek, Roman Wojczyk, Piotr Wiśniewski, Janusz Żakowski, Henryk Zubel.
- 1956 – sierpień, piloci aeroklubowi wzięli udział w wielkich (20000 widzów) pokazach z okazji Święta Lotnictwa, które odbyły się na lotnisku Aeroklubu Śląskiego w Katowicach (ówczesnym Stalinogrodzie). Akrobację na szybowcu IS-4 Jastrząb zademonstrował Zbigniew Rawicz, a na samolocie LWD Junak-2 – Edward Rydz.
- 1956 – Aeroklub Gliwicki był organizatorem II Samolotowych Mistrzostw Polski. Wśród 24 załóg na Zlinach-26 startowała załoga AGl w składzie: instr. Leszek Gołębiowski i Piotr Wiśniewski[12].
- 1956 – 4 listopada odbyło się, jako pierwsze w kraju, walne zgromadzenie ówczesnego Aeroklubu Gliwickiego LPŻ, na którym został wybrany jego pierwszy zarząd pracujący na nowych zasadach. W skład tego Zarządu weszli: Prezes – Jerzy Dąmbski, wiceprezesi – Zbigniew Kirakowski i Janusz Różański, sekretarz – Henryk Sienkiewicz, skarbnik – Anna Franke, kierownik techniczny – Andrzej Tajchman, kierownik sekcji samolotowej – Edmund Mikołajczyk, kierownik sekcji szybowcowej – Jacek Popiel, kierownik sekcji spadochronowej – Bogusław Januszewski, kierownik sekcji modelarskiej – Otton Kłos, oraz członkowie – między innymi Jerzy Dąmbski. Zebrani uchwalili rezolucję skierowaną do Komitetu Centralnego PZPR, w której domagano się, między innymi stworzenia warunków dla zupełnej demokratyzacji w lotnictwie sportowym.
- 1956 – 16 grudnia odbył się Walny Zjazd Aeroklubu LPŻ, na którym przyjęto uchwałę o usamodzielnieniu się lotnictwa sportowego i wyodrębnieniu jego działalności ze struktur LPŻ oraz o reaktywowaniu Aeroklubu Rzeczypospolitej, którą to nazwę zmieniono następnie na Aeroklub Polskiej Rzeczypospolitej Ludowej (APRL). Delegatami na ten Zjazd z Aeroklubu Gliwickiego byli m.in. Henryk Sienkiewicz i Jerzy Dąmbski, który odczytał rezolucję Aeroklubu Gliwickiego w sprawie demokratyzacji w lotnictwie sportowym. Delegacja Aeroklubu Gliwickiego przedstawiła stanowcze żądanie odnośnie do wydzielenia lotnictwa sportowego ze struktur LPŻ, co zostało poparte przez delegatów Aeroklubu Warszawskiego i większość zebranych.
- 1956 – Aeroklub Gliwicki zajął V miejsce we współzawodnictwie wszystkich aeroklubów.

#### 1957
- 1957 – Zbigniew Kirakowski został zakwalifikowany do Szybowcowej Kadry Narodowej.
- 1957 – W lipcu szkolenie podstawowe ukończyła w Aeroklubie grupa osób, którym w poprzednim stalinowskim okresie uniemożliwiono latanie z przyczyn politycznych. Szkolenie to ukończyli między innymi Aleksander Kwieciński, Jan Błaszczyk, Mokrzycki i Minc.

#### 1958
- 1958 – Anna Franke weszła w skład pierwszej kadry narodowej w sporcie spadochronowym oraz otrzymała medal i tytuł „Mistrza Sportu”.

#### 1959
- 1959 – 10 czerwca podczas treningu do mających się odbyć pokazów lotniczych wydarzył się śmiertelny wypadek. W wyniku zderzenia się 2 szybowców SZD-12 Mucha 100 zginął pilot Stanisław Mydlarz. Pilotowi drugiego szybowca Lechowi Spałkowi udało się uratować skokiem ze spadochronem.
- 1959 – Rozpoczęto odbudowę małego hangaru. Kilka gliwickich zakładów pracy sprawowało opiekę nad Aeroklubem Gliwickim. Do zakładów tych należały Huty 1 Maja i Łabędy, Kopalnie Gliwice i Sośnica oraz Gliwicka Wytwórnia Części Samochodowych.
- 1959 – 13 grudnia odbyło się Walne Zebranie Sprawozdawczo-Wyborcze Aeroklubu Gliwickiego. Prezesem nowego Zarządu został profesor Fryderyk Staub, a w jego skład weszli również Zbigniew Kirakowski, jako wiceprezes, Henryk Sienkiewicz – sekretarz, oraz Jerzy Dąmbski, Zbigniew Rawicz i Żakowski.
- 1959 – W związku z przechodzeniem szkolenia podstawowego na metodę dwusterową sekcja szybowcowa otrzymała nowy szybowiec dwumiejscowy SZD-10 Czapla SP-1912.

#### 1960
- 1960 – Sekcja spadochronowa zaczęła organizować Spadochronowe Mistrzostwa Śląska na celność lądowania.
- 1960 – Kwiecień, na lotnisku Rybnik-Gotartowice powstała filia Aeroklubu Gliwickiego, a później Aeroklubu Śląskiego stanowiąca zalążek Aeroklubu ROW[13], który uzyskał samodzielność w roku 1963.
- 1960 – Główny Komitet Kultury Fizycznej przyznał medal i tytuł „Mistrza Sportu” Zbigniewowi Kirakowskiemu i Jerzemu Dąmbskiemu.

#### 1961
- 1961 – Zbigniew Kirakowski został zakwalifikowany do Szybowcowej Kadry Narodowej.

#### 1962
- 1962 – Piloci: Bogusław Kieszkowski, Marian Kowalczewski, Zygmunt Tomanek i Franciszek Wójcikiewicz wzięli udział w szkoleniu zorganizowanym przez Ministerstwo Obrony Narodowej i mającym na celu uzyskanie nowych instruktorów szybowcowych. Szkolenie to obejmowało szkolenie ogólnowojskowe, kurs teoretyczny i loty metodyczne oraz na zakończenie, praktykę instruktorską. Absolwenci tego szkolenia zostali awansowani do stopnia podporucznika oraz otrzymali uprawnienia instruktora II klasy.

#### 1963
- 1963 – W lipcu podczas wykonywania lotu szkolnego termicznego z niewyjaśnionych przyczyn zdarzył się wypadek lotniczy, w którym zginęła załoga szybowca SZD-9 Bocian: uczeń-pilot P. Wieczorek oraz instruktor Marian Porwoł.
- 1963 – 16 listopada w Klubie Międzynarodowej Prasy i Książki odbyło się spotkanie z szybowcowymi mistrzami świata Edwardem Makulą i Adamem Witkiem oraz wicemistrzem Jerzym Popielem.

#### 1964
- 1964 – Odbyło się Walne Zgromadzenie Sprawozdawczo-Wyborcze Aeroklubu Gliwickiego, na którym wybrano nowe władze w osobach: prezes – Zbigniew Fahrenholz (Przewodniczący Powiatowej Rady Narodowej), wiceprezes – Tadeusz Rak, sekretarz – Zenon Romaniszyn.
- 1964 – 1 stycznia będący do tej pory filią Aeroklubu Gliwickiego Aeroklub ROW uzyskał samodzielność stając się kolejnym aeroklubem APRL.
- 1964 – W Gliwicach utworzono jeden z czterech Ośrodków Akrobacji Samolotowej w Polsce, obejmującym swoją działalnością osiem okolicznych Aeroklubów: Gliwicki, Śląski, Opolski, Bielsko-Bialski, Częstochowski, Nowosądecki, Nowotarski i Krakowski[b].

#### 1965
- 1965 – 5 marca w miejsce dotychczasowego Kierownika Aeroklubu Mieczysława Rybaka ZG APRL mianował na to stanowisko Olgierda Paszyca, który do tej pory pracował jako instruktor w Centralnej Szkole Szybowcowej Aeroklubu Polskiego w Lesznie. Mieczysław Rybak przeszedł do pracy na stanowisku instruktora w Aeroklubie Śląskim.
- 1965 – W kwietniu zostało podpisane porozumienie o współpracy między wojewódzkim zarządem ZMS a zarządami aeroklubów śląskich, w tym z Zarządem Aeroklubu Gliwickiego.
- 1965 – 1 sierpnia prezes Aeroklubu PRL powierzył dotychczasowemu szefowi wyszkolenia Ryszardowi Wolkowi obowiązki kierownika Aeroklubu Gliwickiego. Równocześnie został odwołany z tego stanowiska Olgierd Paszyc, który powrócił do Centralnej Szkoły Szybowcowej Aeroklubu Polskiego w Lesznie.
- 1965 – W sezonie 1965 rozpoczęto wyposażanie szybowców w radiostacje. Do tej pory loty szybowcowe, nawet szkolne, odbywały się bez łączności radiowej. Członkowie sekcji wykonując prace społeczne zamontowali 4 otrzymane z APRL radiostacje RS-2 na szybowcach i jedną na samolocie CSS-13. Ponadto wykonano również społecznie inne prace, w tym zamontowanie tablicy przyrządów w drugiej kabinie szybowca SZD-9 Bocian, jak również rozpoczęto prace związane z wykonaniem masztu dla radiostacji R-800 oraz zamontowaniem tej radiostacji. Wartość prac wykonanych przez sekcję szybowcową wyceniono na ok. 25000 zł.

#### 1966
- 1966 – W kwietniu dla uczczenia 1000-lecia Państwa Polskiego i Święta Pracy pracownicy Aeroklubu Gliwickiego podjęli i zrealizowali zobowiązania o ogólnej wartości ówczesnych 47000 zł.
- 1966 – 20 października odbyło się Walne Zgromadzenie Sprawozdawczo-Wyborcze wybrano nowy zarząd, na czele którego stanął Tadeusz Rak oraz obchodzono 10-lecie powstania Aeroklubu Gliwickiego. Na uroczystościach była obecna pisarka Maria Wardasówna.
- 1966 – 20 października Ottonowi Kłosowi zostało przyznane odznaczenie Zasłużony Działacz Lotnictwa Sportowego, jako pierwszemu z członków Aeroklubu Gliwickiego.
- 1966 – 23 listopada Ryszard Wolek został zatwierdzony przez ZG APRL jako wiceprezes urzędujący i kierownik Aeroklubu Gliwickiego.
- 1966 – Edmund Mikołajczyk w Plebiscycie „Na Najlepszego Sportowca Ziemi Gliwickiej” zajął II miejsce[12].
- 1966 – Sekcja szybowcowa otrzymała metalowy szybowiec szkolny typu Primoriec, który został podarowany Aeroklubowi PRL przez organizację paramilitarną DOSAF z ZSRR, oraz szybowiec akrobacyjny SZD-21 Kobuz.

#### 1967
- 1967–1980 – Sekcja samolotowa zaczęła organizować doroczne Ogólnopolskie Zawody w Akrobacji Samolotowej (Edmund Mikołajczyk był inicjatorem organizowanych corocznie tych zawodów, zwycięzcy kwalifikowali się do Kadry Narodowej w Akrobacji Samolotowej[c])[14].
- 1967 – W kwietniu pracownicy aeroklubu na otwartym zebraniu partyjnym dla uczczenia Święta Pracy i innych ówcześnie ważnych rocznic podjęli zobowiązania na łączną kwotę 59800 zł. Między innymi zobowiązano się wysiać nawozy sztuczne na lotnisku i zorganizować ogródek metodyczny dla spadochroniarzy, jak również uzupełnić ubytki tynku na budynku aeroklubowym.
- 1967 – W październiku z okazji Dnia Wojska Polskiego Minister Obrony odznaczył Brązowym Medalem „Za zasługi dla obronności kraju”: Tadeusza Raka, Aleksandra Kwiecińskiego i Ryszarda Wolka.
- 1967 – Edmund Mikołajczyk otrzymał Tytuł i Odznakę Mistrza Sportu w sporcie samolotowym, „Odznakę Zasłużonego Działacza Lotnictwa Sportowego”, został wyróżniony przez Władze Gliwic, „Odznaką Zasłużonego Działacza dla Rozwoju Sportu Gliwickiego”, a w Plebiscycie Na Najlepszego Sportowca Ziemi Gliwickiej zajął I miejsce[12].
- 1967 – Odbyło się Walne Zgromadzenie Sprawozdawczo-Wyborcze AGl na którym wybrano nowy zarząd w składzie: prezes – Waldemar Czyż, wiceprezesi – Zbigniew Żarnowiecki i Jan Szydło, sekretarz – Józef Mitek, skarbnik – Ferdynand Bachowski, członkowie – Tadeusz Lewicki i Ireneusz Mikołajczyk.
- 1967 – Największej pomocy w roku 1967 aeroklubowi udzieliły Przedsiębiorstwo Montochem i Zakłady Mechaniczne w Łabędach.

#### 1968
- 1968 – Edmund Mikołajczyk otrzymał Tytuł Mistrza Sportu w sporcie samolotowym.
- 1968 – 16 lipca w locie po trasie Gliwice–Krosno wydarzył się śmiertelny wypadek, w którym zginęli pilot Paweł Jaworowicz i pasażer Marian Kiełb (szef techniczny aeroklubu).
- 1968 – 8 grudnia odbyło się Walne Zgromadzenie Sprawozdawczo-Wyborcze, na którym Prezesem został wybrany Andrzej Zembala. W obradach uczestniczył sekretarz generalny Aeroklubu PRL, pilot płk Stanisław Skalski, który wręczył pilotom szybowcowym zdobyte przez nich odznaki szybowcowe (wśród nich Ireneuszowi Mikołajczykowi – złotą odznakę z 3 diamentami).
- 1968 – W Całorocznych Zawodach Szybowcowych Skrzydlatej Polski o Memoriał Ryszarda Bittnera, w klasyfikacji zbiorowej tych zawodów Aeroklub Gliwicki zajął 11. miejsce.

#### 1969
- 1969 – 3 stycznia Sekcja Szybowcowa otrzymała z Aeroklubu PRL szybowiec SZD-10 Czapla przeznaczony do szkolenia podstawowego za wyciągarką.
- 1969 – 2 kwietnia w wypadku samolotu PLL LOT pod Zawoją zginął były szef wyszkolenia i instruktor Aeroklubu Gliwickiego Zbigniew Rawicz.
- 1969 – Lipiec, dla uczczenia 25-lecia PRL i przy wydatnej pomocy WKKFiT w Katowicach oraz gliwickich zakładów pracy wykonano w czynie społecznym piaskowy krąg spadochronowy, który potem przez wiele lat był wykorzystywany przez skoczków sekcji.
- 1969 – 23 sierpnia z okazji 50-lecia lotnictwa sportowego w Polsce Zarząd Główny APRL wyróżnił Zbigniewa Kirakowskiego Odznaką Zasłużony Działacz Lotnictwa Sportowego.
- 1969 – 7 grudnia Aleksander Kwieciński został odznaczony na IX Zjeździe APRL Srebrnym Medalem „Za zasługi dla obronności kraju”.

#### 1970
- 1970 – Edmund Mikołajczyk został zakwalifikowany do Samolotowej Kadry Narodowej w Akrobacji Samolotowej.
- 1970 – Zarząd Główny Aeroklubu PRL wyróżnił Medalem 50-lecia Polskiego Lotnictwa Sportowego Prezydium Miejskiej Rady Narodowej oraz Prezydium Powiatowej Rady Narodowej w Gliwicach. Odznaczenia Zasłużonego Działacza Lotnictwa Sportowego otrzymali: Aleksander Kwieciński i Jacek Popiel.
- 1970 – Wykorzystując pomoc Kopalni Gliwice Franciszek Wójcikiewicz wykonał remont masztu radiostacji prowadzącej na dachu hangaru, remont karoserii samochodu ZSD Nysa wykorzystywanego jako wóz startowy oraz stanowisko ładowania lamp akumulatorowych wykorzystywanych podczas lotów nocnych.
- 1970 – 16 czerwca podczas holowania szybowca na V Krajowych Zawodach Szybowcowych w Lisich Kątach śmiercią lotnika zginął były kierownik Aeroklubu Gliwickiego instr. pil. Mieczysław Rybak pracujący w tym czasie w Aeroklubie Śląskim.

#### 1971
- 1971 – Instruktor Piotr Wiśniewski został odznaczony brązowym medalem „Za zasługi dla Obronności Kraju”.
- 1971 – 8 maja odbyło się Walne Zgromadzenie Sprawozdawczo-Wyborcze Aeroklubu Gliwickiego. Wybrano nowy zarząd, na czele którego stanął dyrektor Gliwickiej Wytwórni Części Samochodowych Stanisław Kadyło.
- 1971 – 22 sierpnia Edmund Mikołajczyk otrzymał odznaczenie Zasłużony Działacz Lotnictwa Sportowego. Zostało mu wręczone przez prezesa Aeroklubu PRL gen. Władysława Jagiełłę.

#### 1972
- 1972 – 9 lutego Sekcja Szybowcowa otrzymała od Aeroklubu PRL nowy szybowiec SZD-30 Pirat (SP-2593).
- 1972 – Samolot PZL-104 Wilga holował 2 szybowce SZD-10 Czapla po trasie Krosno-Gliwice. Z powodu przegrzania silnika nastąpiła utrata wysokości i uderzenie samolotu w ziemię, w wyniku czego załoga samolotu, kierownik Aeroklubu ppłk Eugeniusz Pniewski i pasażer mechanik Eugeniusz Kopeć odniosła obrażenia ciała. Pilotom Czapli krótko przed tym wypadkiem udało się odczepić i bezpiecznie wylądować.
- 1972 – 29 kwietnia podczas spotkania Kierownictwa i Zarządu Głównego Aeroklubu PRL z przodującymi instruktorami lotniczymi Tadeusz Lewicki i Edmund Mikołajczyk otrzymali dyplomy przodujących instruktorów szkolenia lotniczego od Zarządu Głównego APRL.
- 1972 – 10 czerwca zginął najstarszy instruktor samolotowy Aeroklubu Gliwickiego, Piotr Wiśniewski szkolony pilot Mirosław Antoniewski oraz pasażer porucznik MO. Z niewyjaśnionych do teraz przyczyn przy starcie na samolocie PZL-104 Wilga nastąpiło zwalenie się samolotu po ogonie[12].
- 1972 – Tomasz Kawa zakwalifikował się do Szybowcowej Kadry Narodowej.
- 1972 – 8 lipca w czasie treningu akrobacyjnego nad lotniskiem w Gliwicach zginął akrobata Jan Płoszczyca z powodu trudności wyjścia z płaskiego korkociągu odwróconego po opóźnieniu zatrzymania wykonywanej beczki odwróconej[12].
- 1972 – 30 sierpnia wykonując 13. skok na wolne otwarcie z samolotu PZL-104 Wilga w wyniku nie otwarcia się spadochronu, zginął uczeń-skoczek Stefan Trzop ponosząc śmierć na miejscu.
- 1972 – Edmund Mikołajczyk otrzymał Dyplom „Przodującego Instruktora Szkolenia Lotniczego”, nadany przez Zarząd Główny Aeroklubu PRL w Warszawie[12].
- 1972 – Pracownicy zabrzańskiego „Mostostalu” w czynie społecznym wyremontowali drzwi od hangaru Aeroklubu. Wartość wykonanych prac wyniosła 25000 ówczesnych zł.
- 1972 – Do kadry narodowej w akrobacji samolotowej zostali zakwalifikowani Edmund Mikołajczyk i Jerzy Kuźma.

#### 1973
- 1973 – Do samolotowej akrobacyjnej kadry narodowej zostali zakwalifikowani Edmund Mikołajczyk i Jerzy Kuźma.
- 1973 – Za działalność społeczną w lotnictwie sportowym zostali odznaczeni: Leon Bodnar Srebrnym Krzyżem Zasługi, Stanisław Kadyłło, Tadeusz Prendota i Eugeniusz Kopeć Odznaką Zasłużony Działacz Lotnictwa Sportowego.
- 1973 – Do Spadochronowej Kadry Narodowej został zakwalifikowany Jan Bober.
- 1973 – Do Szybowcowej Kadry Narodowej został zakwalifikowany Tomasz Kawa.
- 1973 – Tomasz Kawa został uhonorowany tytułem „Mistrza Sportu”.

#### 1974
- 1974 – 10 maja wykonując szkolny lot po trasie na samolocie Jak-18 instruktor szybowcowy St. H. uciekł z Polski razem ze swoją żoną do Austrii.
- 1974 – 1 czerwca Barbara Prinke rozpoczęła pracę na stanowisku zastępcy kierownika Aeroklubu ds. Polityczno-Wychowawczych.
- 1974 – 8 czerwca stan szybowców użytkowanych przez sekcję szybowcową powiększył się o przekazany przez Zarząd Główny APRL szybowiec szkolny SZD-9 bis Bocian 1E.
- 1974 – Tomasz Kawa został zakwalifikowany do Szybowcowej Kadry Narodowej.

#### 1975
- 1975 – W związku ze słabymi wynikami z wyszkolenia oraz związanymi z tym wystąpieniami (protestami) sekcji samolotowej i szybowcowej do Zarządu i Kierownictwa Aeroklubu, Zarząd powołał zespół do przeanalizowania tych wniosków. Zespół ten kierowany przez Edmunda Mikołajczyka działał w latach 1975–1976 i w tym okresie nieoficjalnie spełniał rolę Zarządu.
- 1975 – 5 kwietnia odbyło się Walne Zgromadzenie Sprawozdawczo-Wyborcze Aeroklubu Gliwickiego, na którym wybrano nowy Zarząd, w skład którego weszli między innymi: Prezes – Waldemar Czyż (dyrektor sąsiadującego z lotniskiem przedsiębiorstwa „Montochem”), wiceprezesi – Zbigniew Żarnowiecki (dyr. techniczny Zakładów Mechanicznych „Łabędy”) i Adam Minc (z-ca dyrektora Biura Projektów Przemysłu Nieorganicznego „Biprokwas”), skarbnik – Ferdynand Bachowski (inspektor Kuratorium Oświaty w Katowicach), sekretarz – Edmund Mikołajczyk.
- 1975 – 24 maja Aeroklubowi Gliwickiemu został przyznany Medal 40-lecia Aeroklubu Częstochowskiego.
- 1975 – 4 października aeroklub otrzymał do celów szkolenia z Zarządu Głównego APRL szybowiec typu SZD-9 bis Bocian 1E (SP-2825).
- 1975 – Tomasz Kawa został zakwalifikowany do Szybowcowej Kadry Narodowej.

#### 1976
- 1976 – 14 kwietnia Barbara Prinke zakończyła swoją pracę, jak również swoje członkostwo w Aeroklubie Gliwickim przenosząc się do aeroklubu bydgoskiego.
- 1976 – 4 kwietnia Sekcja Szybowcowa otrzymała szybowiec SZD-30 Pirat (SP-2877).
- 1976 – 5 kwietnia Sekcja Szybowcowa otrzymała szybowiec SZD-9 bis Bocian 1E (SP-2825).
- 1976 – Sekcja Szybowcowa otrzymała szybowiec SZD-38 Jantar 1.
- 1976 – Zorganizowano zaplecze niezbędne do kontroli fotograficznej osiągania punktów zwrotnych przelotów w postaci ciemni fotograficznej i niezbędnego wyposażenia, jak również zdjęć wzorcowych zatwierdzonych punktów zwrotnych.

#### 1977
- 1977 – Edmund Mikołajczyk i Marek Szufa zostali zakwalifikowani do Kadry Narodowej w akrobacji samolotowej, Jan Bober do Spadochronowej Kadry Narodowej, a Janusz Wróblewski i Jerzy Kulik do Samolotowej Kadry Narodowej Rajdowo-Nawigacyjnej Juniorów na rok 1977.
- 1977 – Waldemar Czyż i Edmund Mikołajczyk reprezentowali jako delegaci Aeroklub Gliwicki na XI Zjeździe APRL.
- 1977 – 1 maja stanowisko Kierownika Aeroklubu objął Lucjan Mężyk.
- 1977 – Lipiec, aeroklub wspólnie z Wydziałem Oświaty i Wychowania Urzędu Miejskiego w Gliwicach byli organizatorami wakacyjnego kursu lotniczego, w którym w dwóch turnusach wzięło udział około 60 uczniów z okolicznych szkół średnich. Jednym z uczestników był Witold Nowak pracujący potem w aeroklubie jako mechanik i instruktor szybowcowy.
- 1977 – Sierpień, Zarząd Główny APRL przyznał odznakę Zasłużony Działacz Lotnictwa Sportowego Aleksandrowi Kwiecińskiemu.
- 1977 – Jesień, dzięki staraniom kierownictwa aeroklubu i władz miasta Gliwic został zakupiony samolot An-2 SP-ANW do wykonywania skoków spadochronowych[15].

#### 1978
- 1978 – 15 marca Zarząd Główny APRL przekazał Aeroklubowi Gliwickiemu szybowiec typu SZD-30 Pirat (SP-3024).
- 1978 – 29 marca w Klubie Międzynarodowej Prasy i Książki odbyło się spotkanie z Szybowcową Mistrzynią Polski Barbarą Prinke, która w latach 1964–1976 była członkinią Aeroklubu Gliwickiego.
- 1978 – Z okazji Święta Lotnictwa Zarząd Główny APRL przyznał Odznakę Zasłużony Działacz Lotnictwa Sportowego Prezesowi Aeroklubu Gliwickiego Waldemarowi Czyżowi.
- 1978 – 4 września Przedsiębiorstwo Montochem, przekazało Aeroklubowi użytkowany przez siebie samolot PZL-104 Wilga, który od tej chwili był wykorzystywany przede wszystkim do holowania szybowców i wyrzucania skoczków spadochronowych, jak również do startów w zawodach rajdowo-nawigacyjnych.
- 1978 – Aeroklub Gliwicki zajął 14. miejsce w klasyfikacji Aeroklubów prowadzonej przez Zarząd Główny APRL.
- 1978 – Jerzy Makula został zakwalifikowany do Szybowcowej Kadry Narodowej.
- 1978 – Odnotowano 3 wypadki lotnicze, w wyniku których zniszczeniu uległ szybowiec SZD-22 Mucha Standard, a uszkodzeniu szybowce SZD-30 Pirat oraz SZD-24 Foka.

#### 1979
- 1979 – 28 lutego odbyło się Walne Zgromadzenie Sprawozdawczo-Wyborcze Aeroklubu Gliwickiego. Prezesem nowo wybranego Zarządu został Dyrektor przedsiębiorstwa Montochem – Waldemar Czyż, wiceprezes – Józef Mitek. W skład nowo wybranego Prezydium Zarządu weszli: Zbigniew Żarnowiecki i Jan Szydło, skarbnik – Ferdynand Bachowski. W sprawozdaniu podkreślono, że w okresie sprawozdawczym Aeroklub dostarczył do LOT-u 3 pilotów, do ZUA 10 pilotów i do wojskowych szkół lotniczych 3 pilotów.
- 1979 – 8 września w wyniku zderzenia się dwóch szybowców podczas lotu termicznego nad Gliwicami zginął Marian Legocki. Pilotowi drugiego szybowca M.M. udało się bezpiecznie wylądować na uszkodzonym szybowcu, na gliwickim lotnisku.
- 1979 – Aeroklub Gliwicki zajął 8. miejsce w prowadzonej przez ZG APRL klasyfikacji za rok 1979.

#### 1980
- 1980 – Maj, zakończono remont i oddano do użytku pomieszczenia spadochroniarni i hotelowe oraz salę wykładową w przybudówce do małego hangaru.
- 1980 – W związku z jubileuszem 25-lecia Aeroklubu Gliwickiego, pamiątkowy medal przyznano między innymi redakcji „Skrzydlatej Polski”.
- 1980 – Sierpień, z okazji Święta Lotnictwa odznaki Zasłużony Działacz Lotnictwa Sportowego otrzymali Gerard Ciepły, Bogusław Januszewski, Kacper Makowski i Jan Szydło.
- 1980 – 3 pilotów z Gliwic zostało zakwalifikowanych do Kadry Narodowej w Akrobacji Samolotowej: Edmund Mikołajczyk, Janusz Wróblewski i Marek Szufa.
- 1980 – Ośrodek Akrobacji Samolotowej został rozwiązany (z powodu braku samolotów działalność akrobacyjna wyczynowa w Aeroklubie została zlikwidowana)[12].

#### 1981
- 1981 – 18 marca odbyło się zebranie pracowników Aeroklubu Gliwickiego, na którym postanowiono wystąpić ze Związku Zawodowego Transportowców i Drogowców i wstąpić do NSZZ „Solidarność”. Wybrano Komitet Założycielski w składzie Angelika Korzeńska i Jacek Niezgoda. Komisja Zakładowa NSZZ „Solidarność” przy Aeroklubie Gliwickim została zarejestrowana w marcu 1981 i rozpoczęła swoją działalność, która trwała do wprowadzenia stanu wojennego w grudniu 1981, kiedy to została przez władze zakazana.

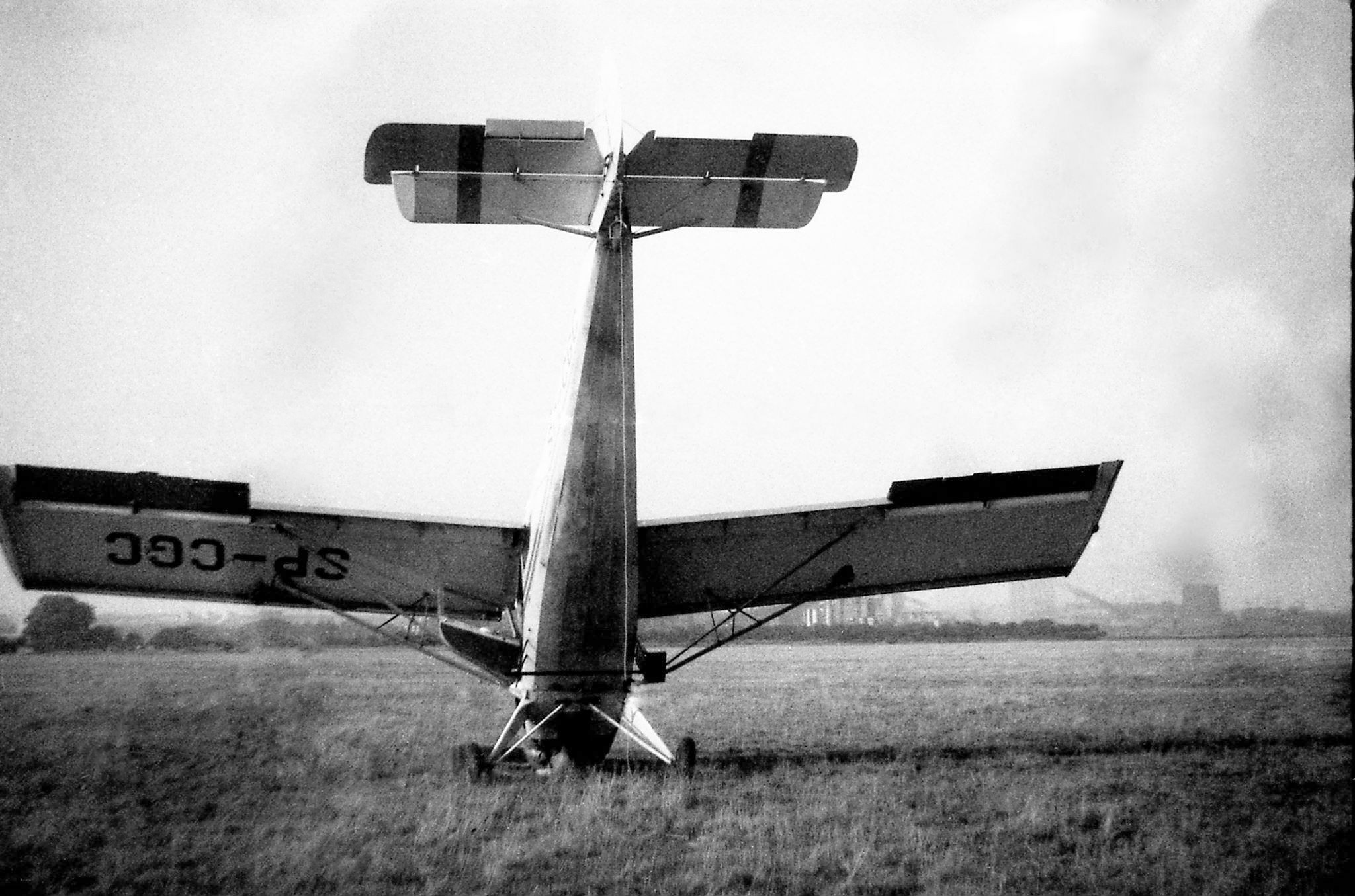
Kapotaż PZL-101 Gawron SP-CGC (Gliwice 02.08.1981)

- 1981 – 2 sierpnia podczas dobiegu samolotu PZL-101 Gawron jego pilot W.D. z powodu za gwałtownego hamowania po wylądowaniu spowodował kapotaż tego samolotu i uszkodzenie śmigła.
- 1981 – Zarząd Aeroklubu Gliwickiego dokooptował do swojego składu Antoniego Klimka i powierzył mu pełnienie funkcji wiceprezesa, a następnie, w związku z wyjazdem za granicę Waldemara Czyża, pełnienie funkcji prezesa Zarządu.
- 1981 – Zmarł zasłużony wieloletni działacz lotnictwa Otton Kłos, w latach 1928–1939, w Katowicach i Krakowie, a od 1949 Katowicach i Gliwicach, gdzie w pewnym okresie pracował jako zawiadowca lotniska.
- 1981 – Na lotnisko sprowadzono spod gór stado owiec, które pasły się tutaj i utrzymywały długość trawy na odpowiedniej długości bez konieczności jej koszenia. Owce te były sprowadzane jeszcze przez szereg lat z tym, że później spod Pszczyny.
- 1981 – 13 grudnia na terenie PRL wprowadzono stan wojenny, co znalazło swoje reperkusje również w działalności Aeroklubu Gliwickiego. Za działalność związaną z zorganizowaniem NSZZ „Solidarność” w Aeroklubie Gliwickim został zwolniony z pracy instruktor Jacek Niezgoda. Przez okres trwania stanu wojennego działalność Aeroklubu była nadzorowana przez komisarza wojskowego.

#### 1982
- 1982 – W całorocznym współzawodnictwie w roku 1981 Aeroklub Gliwicki został sklasyfikowany na 5. miejscu.
- 1982 – Do Kadry Narodowej w akrobacji samolotowej zostało zakwalifikowanych 5 pilotów z Aeroklubu Gliwickiego: Edmund Mikołajczyk, Ireneusz Mikołajczyk, Janusz Wróblewski, Marek Szufa i Marian Kujawa, a Roman Grudziński do Spadochronowej Kadry Narodowej.
- 1982 – 23 października zmarł Aleksander Kwieciński, czołowy pilot i działacz Aeroklubu Gliwickiego.
- 1982 – W listopadzie, w związku z wyjazdem za granicę Waldemara Czyża i chorobą Antoniego Klimka pełnienie obowiązków prezesa zarządu przejął Tadeusz Lewicki.

#### 1983
- 1983 – Do Spadochronowej Kadry Narodowej zostali zakwalifikowani Mariusz Bieniek, Piotr Knop i Roman Grudziński, a Jacek Marszałek został po raz pierwszy zakwalifikowany do Szybowcowej Kadry Juniorów.
- 1983 – 11 marca odbyło się Walne Zgromadzenie Sprawozdawczo-Wyborcze Aeroklubu Gliwickiego. Wybrano nowy zarząd, w skład którego weszli: Alfred Wróbel – prezes, Konstanty Dawidczyk i Janusz Łapiński – wiceprezesi, Tadeusz Lewicki – sekretarz. Zgodnie z obowiązującym statutem APRL w skład Prezydium Zarządu wszedł również przedstawiciel Wojewódzkiego Urzędu Spraw Wewnętrznych (SB) por. J.B.

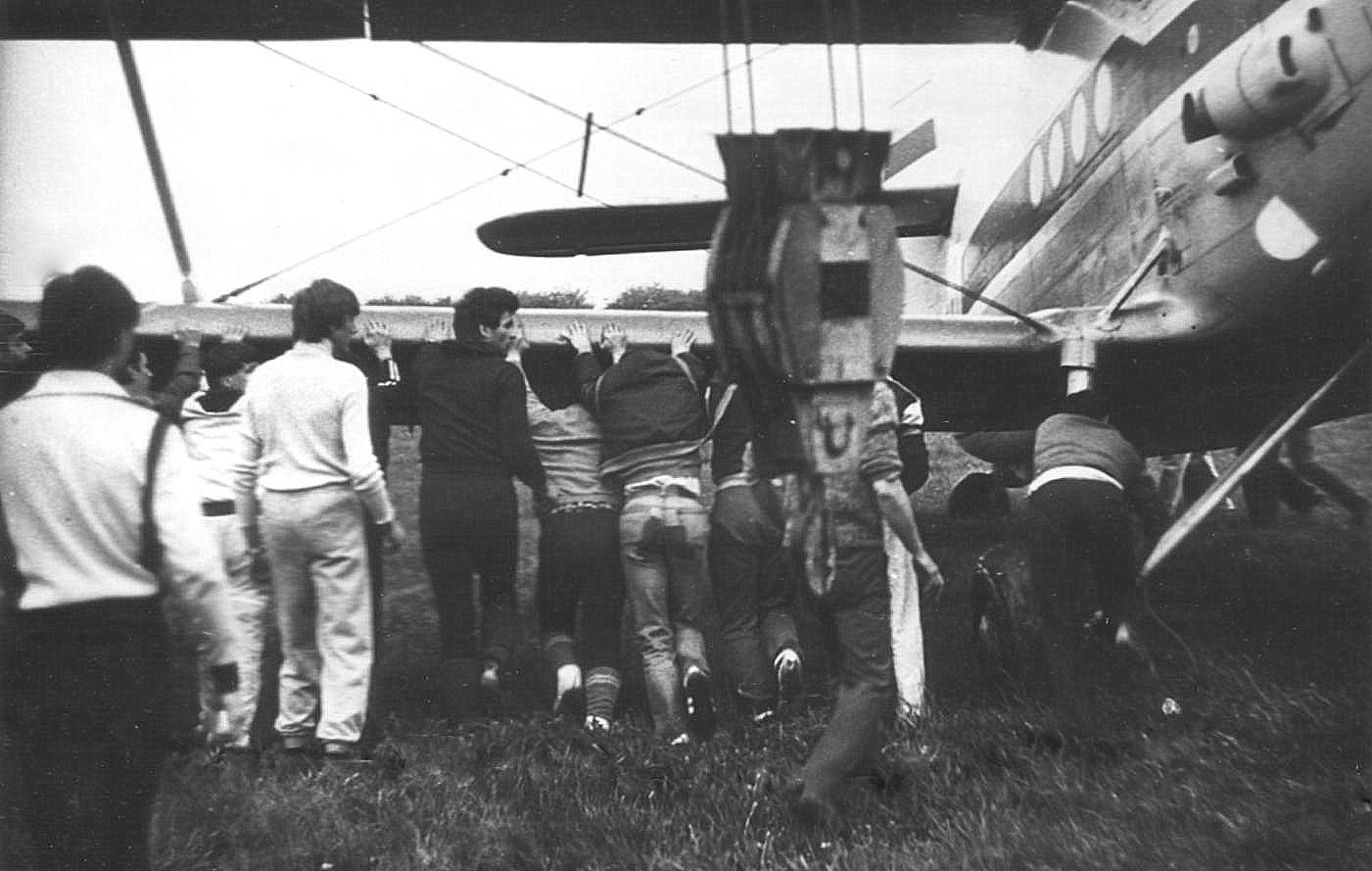
Uszkodzone lewe dolne skrzydło An-2 SP-ANW (Gliwice 4.05.1983)

- 1983 – 4 maja podczas kołowania na start samolotu An-2 SP-ANW jego lewe koło podwozia zapadło się w ziemi z powodu wypłukania przez wody gruntowe pustej przestrzeni pod nawierzchnią pola wzlotów. Uszkodzeniu uległo lewe dolne skrzydło, nikt nie odniósł obrażeń.
- 1983 – 10 grudnia odbył się XII Zjazd Krajowy Aeroklubu PRL. Znowelizowano statut, zgodnie z którym „Aeroklub PRL stał się masową, społeczną organizacją paramilitarną o charakterze obronnym i sportowym, prowadzącą całość szkolenia kadr lotniczych w kraju dla potrzeb obronności, gospodarki narodowej i sportu”. Aeroklub PRL miał współuczestniczyć w realizacji programu odrodzenia i porozumienia narodowego „wspierając swoją działalnością właściwe ogniwa Patriotycznego Ruchu Odrodzenia Narodowego”. W niedemokratycznych wyborach (wybory jawne, głosowanie na listę) delegat Aeroklubu Gliwickiego Tadeusz Lewicki został wybrany członkiem Zarządu Głównego APRL, a Stanisław Kubit członkiem Komisji Modelarskiej.
- 1983 – Stanisław Kubit został uznany sportowcem lotniczym nr 5 w roku 1983 za zwycięstwo w klasyfikacji indywidualnej i zespołowej zawodów państw socjalistycznych w Lesznie w kategorii modeli F1A., jak również za wygranie w tej samej klasie zawodów międzynarodowych w Liwnie, w Jugosławii.
- 1983 – Prezes Konstanty Dawidczyk zapobiegł odebraniu aeroklubowi przez ZG APRL szybowca SZD-36 Cobra 15 i przekazaniu go do Aeroklubu Ostrowskiego. Powodem zamiaru odebrania było małe wykorzystanie tego szybowca w Gliwicach.

#### 1984
- 1984 – Mariusz Bieniek, Piotr Knop i Roman Grudziński zostali zakwalifikowani do Spadochronowej Kadry Narodowej, a Jacek Marszałek do Szybowcowej Kadry Juniorów.
- 1984 – 26 stycznia na posiedzeniu Zarządu Głównego APRL poinformowano delegatów, że decyzją ówczesnych władz państwowych Ministerstwo Obrony Narodowej przejęło z dniem 1 stycznia 1984 nadzór nad działalnością tej organizacji. Określono również zadania dla aeroklubów regionalnych wynikające z ówczesnej sytuacji w kraju, w tym weryfikację kadr lotniczych prowadzoną pod kątem oceny postaw moralno-politycznych, szkolenie ideowo-polityczne kadry instruktorskiej, jak również określono zadania w zakresie szkolenia pilotów i skoczków dla potrzeb wojska, uzależniając wielkość dotacji od realizacji tych zadań.
- 1984 – 11 marca odbyło się Walne Zgromadzenie Sprawozdawczo-Wyborcze, na którym wybrano nowy zarząd Aeroklubu w osobach: Alfred Wróbel – prezes, Konstanty Dawidczyk i Ferdynand Bachowski – wiceprezesi, Tadeusz Lewicki – sekretarz i Józef Mitek – skarbnik.
- 1984 – 19 sierpnia podczas wykonywania przelotu warunkowego do srebrnej odznaki szybowcowej pilot J.B. zabłądził i wyniku tego wylądował na terenie CSRS przeleciawszy 85 km.
- 1984 – 23 sierpnia instruktor Tadeusz Lewicki i mechanik Józef Sypko otrzymali wyróżnienie Błękitne Skrzydła nadane przez redakcję „Skrzydlatej Polski” za całokształt wyróżniającej się działalności społecznej w lotnictwie sportowym.
- 1984 – Sierpień, Tadeusz Strzelczyk został wyróżniony poprzez przyznanie mu odznaki Zasłużony Działacz Sportowy.
- 1984 – 21 października w czasie holowania za ciągnikiem rolniczym na otwartej czaszy spadochronu, zginął członek sekcji spadochronowej i Spadochronowej Kadry Narodowej Andrzej Młyński.
- 1984 – 31 października stan szybowców sekcji szybowcowej zwiększył się o otrzymany z Aeroklubu PRL szybowiec typu SZD-48-3 Jantar Standard SP-3297.
- 1984 – Listopad, w związku z tragiczną śmiercią prezesa Alfreda Wróbla Zarząd Aeroklubu Gliwickiego powierzył pełnienie jego obowiązków dotychczasowemu wiceprezesowi Konstantemu Dawidczykowi.
- 1984 – Doprowadzono do końca realizację szeregu przedsięwzięć gospodarczych, takich jak budowa i uruchomienie nowej stacji paliw, remont instalacji elektrycznej i dachu hangaru, wykonanie nawierzchni asfaltowej dróg dojazdowych oraz trawników. Działalność Aeroklubu Gliwickiego wsparli finansowo sponsorzy: Urząd miejski, Miejskie Przedsiębiorstwo Usług Sanitarnych, Gliwicka Spółdzielnia Mieszkaniowa i Powszechna Spółdzielnia Spożywców „Społem”.

#### 1985
- 1985 – Do Spadochronowej Kadry Narodowej zostali zakwalifikowani: Roman Grudziński, Mariusz Bieniek i Piotr Knop.
- 1985 – Wykonano szereg prac remontowo-budowlanych, których zakres objął między innymi remont budynku Aeroklubu oraz malowanie bramy hangaru.
- 1985 – 29 marca odbyło się Walne Zgromadzenie Sprawozdawcze. Zgodnie z obowiązującym wtedy statutem do składu Prezydium Zarządu Aeroklubu Gliwickiego wszedł z urzędu przedstawiciel Urzędu Spraw Wewnętrznych (SB) por. B.
- 1985 – 1–27 lipca Kuratorium Oświaty wspólnie z Aeroklubem Gliwickim zorganizowało obóz szybowcowo-spadochronowy, w którym wzięło udział 10 szybowników i 20 spadochroniarzy z Aeroklubu Gliwickiego oraz 40 spadochroniarzy z Województwa Katowickiego.
- 1985 – 23 sierpnia odbyła się uroczysta akademia z okazji 30-lecia Aeroklubu Gliwickiego na której prezes gliwickiego aeroklubu Konstanty Dawidczyk zapoznał zebranych z jego historią i osiągnięciami. Podczas tej uroczystości zasłużeni zawodnicy, instruktorzy i działacze gliwickiego Aeroklubu uhonorowani zostali odznaczeniami sportowymi i wojewódzkimi. Między innymi złote i srebrne odznaki „Zasłużonemu w rozwoju województwa katowickiego” otrzymali: Leon Bodnar, Stanisław Kopacz, Józef Mitek, Tadeusz Lewicki i Janusz Łapiński. Tadeusz Lewicki i Józef Sypko wpisani zostali do Księgi „Zasłużonych dla miasta Gliwic”. Odznaki „Za zasługi dla Aeroklubu PRL” otrzymali: Janusz Krajewski, Konstanty Dawidczyk, Tadeusz Kowalczyk, Ferdynand Bachowski, Stefania Zajączkowska, Irena Paździorek, Ewald Stawinoga i Czesław Ziober, a tytuły „Zasłużony działacz lotnictwa cywilnego” Tadeusz Litarowicz i Józef Sypko[16].
- 1985 – Zbigniew Kirakowski, Jerzy Dąmbski i Tomasz Kawa otrzymali Tytuły Mistrzów Sportu[17].

#### 1986
- 1986 – Do Spadochronowej Kadry Narodowej został zakwalifikowany Roman Grudziński.
- 1986 – 6 stycznia stan szybowców sekcji szybowcowej powiększył się o przekazany przez Zarząd Główny APRL szybowiec SZD 50-3 Puchacz.
- 1986 – 2 czerwca wykonano pierwsze loty za zmodyfikowaną wyciągarką szybowcową TUR, która po modyfikacji dokonanej w POM w Kątach Wrocławskich otrzymała nazwę TUR B2. Wyciągarkę obsługiwał pod nadzorem autora tej modyfikacji Andrzeja Bachmana, Sławomir Węsierski.
- 1986 – 3 lipca zginął pilot instruktor Tadeusz Litarowicz Zygus, a kierownik Aeroklubu Gliwickiego instruktor Janusz Furtak odniósł ciężkie obrażenia ciała. Przy podejściu do lądowania na samolocie Zlín Z-142 SP-ATY, nastąpiło przepadnięcie i uderzenie o ziemię[12].
- 1986 – 7 lipca związku z wypadkiem samolotu Zlín Z-142 obowiązki kierownika Aeroklubu przejął szef wyszkolenia Ryszard Ptaszek.
- 1986 – W zderzeniu z drugim samolotem w czasie holowania szybowców na zawodach w Lisich Kątach, zginął długoletni Kierownik Aeroklubu Gliwickiego kpt. Mieczysław Rybak[12].
- 1986 – Zginął pilot Paweł Jaworowicz z kpt. Marianem Kiełbiem, zasłużonym w pionie technicznym Aeroklubu i wieloletnim Szefem Technicznym. W czasie lotu z Gliwic do Krosna na samolocie Junak-3, zmienił kurs swojego lotu w okolicy Nowego Sącza i zniżając się nad zabudowania utracił kontrolę nad samolotem, uderzając w ziemię[12].

#### 1987
- 1987 – Tomasz Rubaj został zakwalifikowany do Szybowcowej Kadry Juniorów{.
- 1987 – 14 maja Pilot M.M. zakończył swoją próbę wykonania przelotu warunkowego do złotej odznaki szybowcowej lądowaniem na terenie ZSRR. Poza granicami Polski wylądował również pilot J.K., który przekroczył granicę polsko-czechosłowacką i został zmuszony do lądowania tam przez czechosłowackie samoloty wojskowe{.
- 1987 – 1 czerwca Jacek Marszałek rozpoczął pracę jako instruktor sekcji szybowcowej.
- 1987 – 5 lipca Krzysztof Kurczab rozpoczął pracę jako instruktor sekcji szybowcowej.

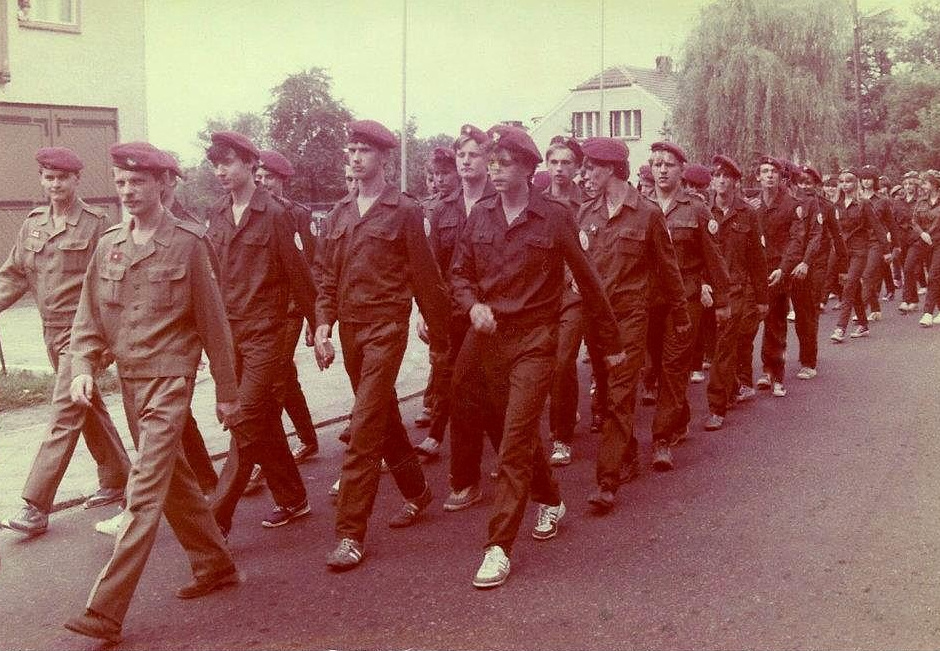
Na lotnisku odbył się obóz szybowcowo-spadochronowy 1987

- 1987 – W lipcu odbył się obóz szybowcowo-spadochronowy zorganizowany wspólnie z Kuratorium Oświaty i Wychowania Urzędu Wojewódzkiego w Katowicach, w którym uczestniczyło 50 uczniów szkół średnich Województwa Katowickiego, w tym 14 skoczków i 14 szybowników, którzy przeszli szkolenie podstawowe.

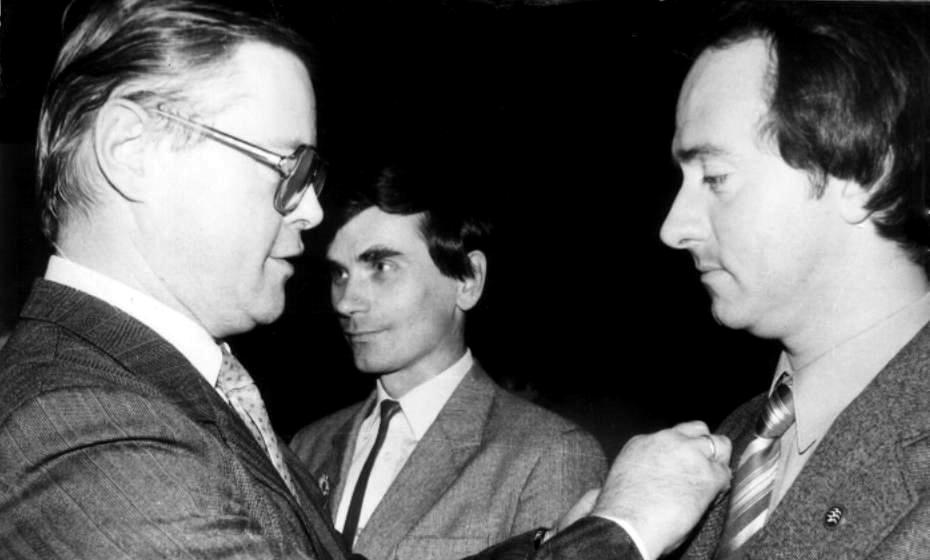
Konferencja sprawozdawczo-wyborcza 1987

- 1987 – 11 listopada odbyła się konferencja sprawozdawczo-wyborcza Aeroklubu Gliwickiego. W czasie obrad członkowie poszczególnych sekcji otrzymali wyróżnienia i odznaki. W konferencji uczestniczy przedstawiciele Aeroklubu PRL i władz miasta na czele z I sekretarzem KM PZPR Stanisławem Ogryzkiem. Dokonano wyboru nowych władz aeroklubu. Funkcję prezesa powierzono wicewojewodzie katowickiemu Januszowi Kirajewskiemu, a jego zastępcami zostali Konstanty Dawidczyk i Jerzy Derda[18] (dyr. Oddziału PZU), Tadeusz Lewicki – sekretarz, Ferdynand Bachowski – skarbnik oraz członkowie Zarządu: Stanisław Hanusek, Jan Isielenis, Stanisław Kopacz, Ryszard Mikulski i Leon Bodnar. Ponadto zgodnie z nowym statutem APRL do Zarządu i do jego Prezydium wszedł obowiązkowo przedstawiciel Urzędu do Spraw Wewnętrznych (SB) por. B., którego w okresie późniejszym zastąpił por. M.S.
- 1987 – Zarząd Główny APRL zabrał z Aeroklubu Gliwickiego samolot akrobacyjny Zlín 526 AFS.
- 1987 – Aeroklub Gliwicki zajął III miejsce we współzawodnictwie o puchar przechodni Prezesa Aeroklubu PRL w dziedzinie bezpieczeństwa lotniczego za rok 1987.
- 1987 – W Aeroklubie Gliwickim zorganizowano koło Związku Młodzieży Socjalistycznej liczące 11 członków.

#### 1988
- 1988 – 23 stycznia stan szybowców powiększył się o otrzymany z Aeroklubu PRL szybowiec typu SZD-51 Junior SP-3430.
- 1988 – 20 lutego na XIII Zjeździe Aeroklubu PRL wiceprezes Aeroklubu Gliwickiego Konstanty Dawidczyk został wybrany członkiem Zarządu Głównego APRL.
- 1988 – luty, w ogłoszonym składzie Spadochronowej Kadry Narodowej znalazł się skoczek Roman Grudziński.
- 1988 – lipiec, przez 4 tygodnie na gliwickim lotnisku prowadzony był obóz szkoleniowy dla młodzieży ze szkół średnich z całego Śląska. Ponad 60 dziewcząt i chłopców poznawało tajniki pilotowania szybowców i skoków spadochronowych. Zajęcia prowadzili instruktorzy z Aeroklubu Gliwickiego.
- 1988 – 18 sierpnia podczas przelotu pilot J.Ł. podjął za późną decyzję o lądowaniu, wynikiem czego było lądowanie na lesie i uszkodzenie szybowca.
- 1988 – Wizytował Aeroklub Gliwicki prezes Zarządu Głównego Aeroklubu PRL gen. bryg. pilot Jerzy Zych.
- 1988 – Dotychczasowy kierownik Aeroklubu Gliwickiego Leon Bodnar ustąpił z tego stanowiska. Zarząd przekazał pełnienie jego obowiązków Szefowi Wyszkolenia Ryszardowi Ptaszkowi.
- 1988 – Powstała nowa sekcja Motolotniowa, której przewodniczącym został Mariusz Kirakowski.
- 1988 – Poczyniono starania o utworzenie sekcji balonowej poprzez wystąpienie do Mostostalu Eksport o sponsorowanie zakupu balonu na ogrzane powietrze, jako latającej reklamy tego przedsiębiorstwa. Starania te, niestety nie dały pozytywnych rezultatów.
- 1988 – Sekcja szybowcowa została uznana jako najlepsza w kraju w klasyfikacji prowadzonej przez APRL.
- 1988 – Aeroklub Gliwicki zajął I miejsce w prowadzonej przez Zarząd Główny APRL corocznej klasyfikacji aeroklubów.

#### 1989
- 1989 – Siedmiu skoczków z aeroklubu zostało zakwalifikowanych do Spadochronowej Kadry Narodowej na rok 1989.
- 1989 – 11 stycznia aeroklub otrzymał z Aeroklubu PRL szybowiec typu SZD-50-3 Puchacz SP-3488.
- 1989 – 16 stycznia aeroklub otrzymał z Aeroklubu PRL szybowiec typu SZD-51-1 Junior SP-3478.
- 1989 – 28 czerwca podczas podchodzenia do lądowania na kierunku południowym znad Trynku i mając za małą wysokość pilot W.S. w celu uniknięcia zderzenia się z budynkiem Przedsiębiorstwa Montochem ściągnął gwałtownie drążek i spadł na dach tego budynku.
- 1989 – Lipiec aeroklub wspólnie z Kuratorium Oświaty i Wychowania zorganizował obóz podstawowego szkolenia szybowcowego.
- 1989 – 8 sierpnia na zgrupowaniu Spadochronowej Kadry Narodowej w Nowym Targu, zginął członek sekcji spadochronowej Roman Grudziński.
- 1989 – Minister finansów poinformował Zarząd Główny APRL, że stowarzyszenia wyższej użyteczności publicznej nie będą w roku 1990 dotowane przez Państwo. W związku z tym APRL ograniczył dotowanie aeroklubów regionalnych, co stworzyło konieczność wprowadzenia w następnych latach odpłatności za loty i skoki.
- 1989 – W związku z niskimi zarobkami personelu Aeroklubu Gliwickiego niektóre zakłady, w tym Mostostal Zabrze, udzielały mu pomocy poprzez zatrudnianie na części etatu niektórych pracowników Aeroklubu.
- 1989 – Sekcja Motolotniowa rozpoczęła budowę motolotni. Prace te nigdy nie zostały zakończone.
- 1989 – Powstała nowa sekcja Mikrolotowa.
- 1989 – Witold Nowak rozpoczął działania mające na celu zorganizowanie w Aeroklubie Gliwickim muzeum latających szybowców.
- 1989 – Tomasz Ziobro, Zbigniew Zawisza, Jacek Łabuda i Jerzy Greinert spełnili warunki zakwalifikowania do Szybowcowej Kadry Juniorów.
- 1989 – Aeroklub zajął I miejsce i zdobył dyplom Cumulusowe Niebo w klasyfikacji „Skrzydlatej Polski” 10 najlepszych wyników w roku 1989.

#### Lata 1990–1999

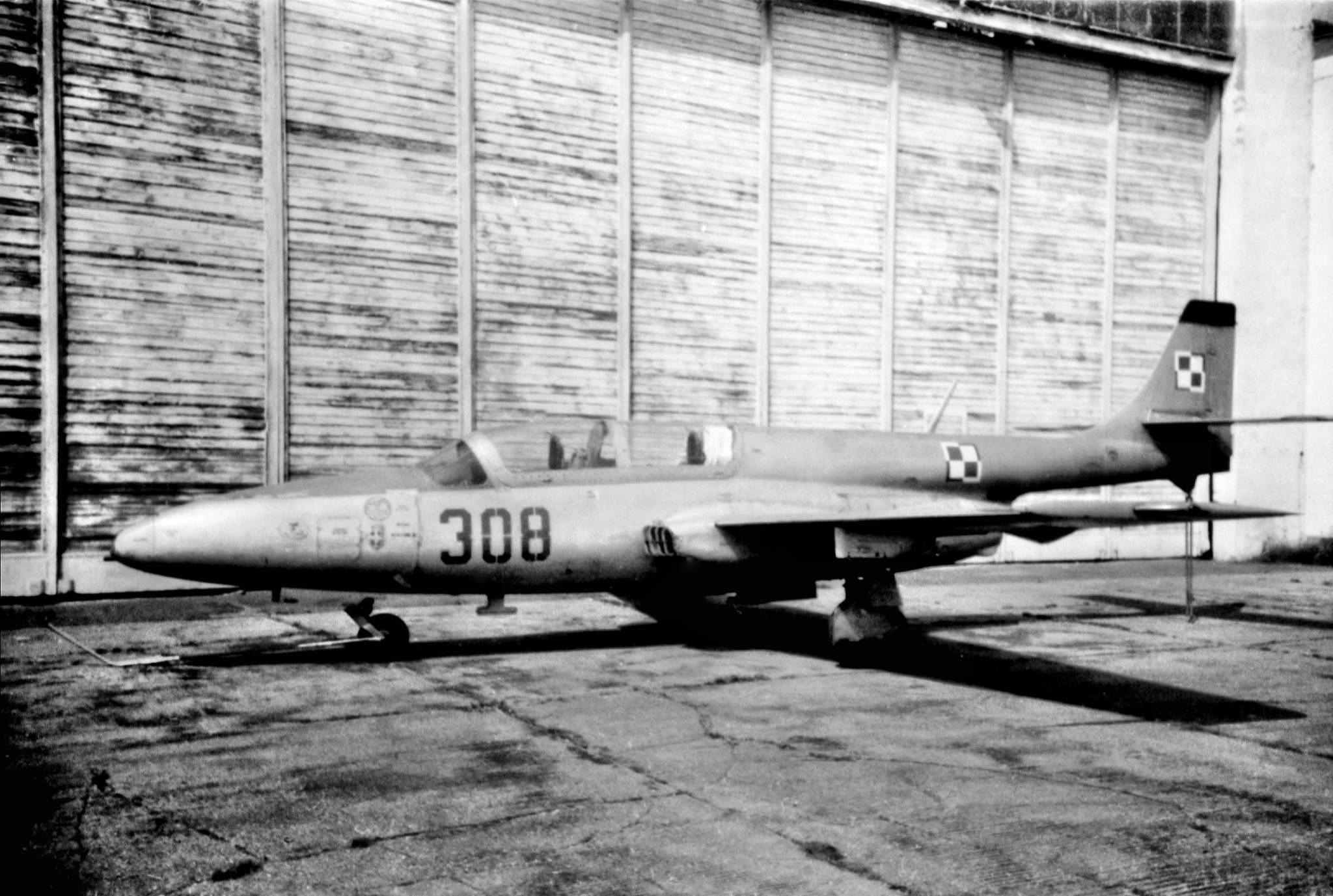
PZL TS-11 Iskra na gliwickim lotnisku

- 90. lata XX wieku – Aeroklub Gliwicki otrzymał od Wojska Polskiego samolot PZL TS-11 Iskra z kilkugodzinnym resursem (tylko działko było przewiercone) w zamian za samolot Jak-23, który stał w miejscu obecnego MiG-21. Po paru latach został sprzedany do USA.

#### 1990
- 1990 – 24–25 lutego w Lesznie XIV Nadzwyczajny Walny Zjazd APRL zapoczątkował zmiany w działalności aeroklubów, w tym Aeroklubu Gliwickiego, które zostały usamodzielnione poprzez nadanie im osobowości prawnej i zmuszone do samodzielnego zdobywania środków na prowadzenie swojej działalności. Od tego Zjazdu aerokluby, w tym gliwicki, zaczęły przejmować na własność eksploatowany przez nie sprzęt lotniczy.
- 1990 – 2 sierpnia wykonując przelot warunkowy do srebrnej odznaki szybowcowej pilot Z.M. z powodu błędnie prowadzonej nawigacji wylądował na terenie CSRS. Podczas lądowania uszkodzeniu uległ kadłub szybowca SZD-22 Mucha Standard.

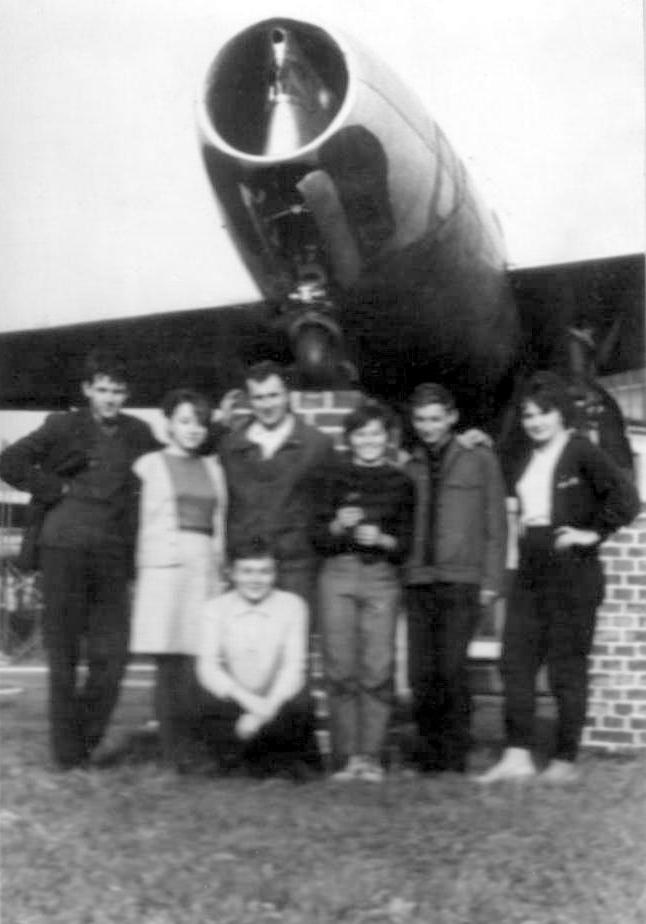
Członkowie aeroklubu przy pomniku Jak-23

- 1990 – 24 września Aeroklub Gliwicki przekazał do Lubuskiego Muzeum Wojskowego w Drzonowie samolot Jak-23 z numerem fabrycznym „807” i burtowym „06”, z pomnika sprzed hangaru na gliwickim lotnisku[d][19].
- 1990 – Skoczkowie: Mariusz Bieniek, Piotr Knop i Marcin Wilk zostali zakwalifikowani do Spadochronowej Kadry Narodowej w relativie.
- 1990 – Wojsko Polskie wstrzymało prawie całkowicie dotowanie aeroklubów regionalnych poprzez APRL. Celem zdobycia środków, aeroklub rozpoczął rozwijać działalność gospodarczą celem zdobycia środków na działalność statutową. Działalność ta objęła handel paliwem, zorganizowanie giełdy towarowej na terenie lotniska, wynajmowanie pomieszczeń.
- 1990 – Uchwałą Zarządu wprowadzono dla członków aeroklubu obowiązek przepracowania określonej ilości godzin prac społecznych. Wywiązanie się z tego obowiązku uprawniało danego członka do zniżki w opłatach za wykonane loty/skoki.
- 1990 – Stanisław Kubit otrzymał za „wybitną działalność sportową i instruktorską” wyróżnienie Błękitne Skrzydła przyznawane coroczne przez Redakcję Skrzydlatej Polski.
- 1990 – Kolekcja zabytkowych szybowców wzbogaciła się o SZD-31 Zefir 4 i SZD-40x Halny.

#### 1991
- 1991 – 27 kwietnia odbyło się Walne Zgromadzenie Sprawozdawczo-Wyborcze, na którym wybrano nowe władze: Piotr Loranc – prezes, Stanisław Hanusek i Zbigniew Pańczyk – wiceprezesi, Tadeusz Lewicki – sekretarz, Stanisław Kubit – skarbnik.
- 1991 – 11 października Tomasz Rubaj został wyróżniony Przez Prezesa Urzędu Kultury Fizycznej i Turystyki złotym medalem „Za Wybitne osiągnięcia Sportowe”.
- 1991 – Mariusz Bieniek i Marcin Wilk zostali zakwalifikowani do Spadochronowej Kadry Narodowej, a Tomasz Rubaj do Szybowcowej Kadry Narodowej na rok 1991.

#### 1992
- 1992 – Sierpień-wrzesień, Aeroklub Gliwicki udostępnił obiekty z pełną obsługą na bazę lotnictwa pożarniczego w związku z pożarem lasu w nadleśnictwie Rudy Raciborskie (350 startów i tyleż samo lądowań dziennie)[20].
- 1992 – W ramach prowadzonej działalności gospodarczej aeroklub uruchomił hurtową sprzedaż paliwa i oleju lotniczego oraz zorganizował na terenie lotniska giełdę towarową, których zadaniem było zdobywanie funduszy na działalność statutową.
- 1992 – Do Samolotowej Kadry Juniorów zostali zakwalifikowani Dariusz Zawłocki i Krzysztof Piekarczyk.
- 1992 – Sekcja Szybowcowa została uznana jako najlepsza w Polsce.

#### 1993
- 1993 – Skoczkowie: Mariusz Bieniek i Marcin Wilk zostali zakwalifikowani do Spadochronowej Kadry Narodowej w relative work, a pilot Tomasz Rubaj do Szybowcowej Kadry Narodowej na rok 1993.
- 1993 – 24 kwietnia odbyło się Walne Zgromadzenie Sprawozdawcze Aeroklubu Gliwickiego. Wybrano delegatów na walny zjazd Aeroklubu Polskiego, którymi zostali Ryszard Ptaszek, Jacek Marszałek i Tadeusz Lewicki, oraz wręczono dyplomy najlepszym sportowcom Aeroklubu Gliwickiego: Tomaszowi Rubajowi, Jerzemu Greinertowi i Józefowi Kościarzowi.
- 1993 – Lipiec, podczas wykonywania przelotu nastąpił wypadek lotniczy, w którym pilot S. odniósł obrażenia ciała, a szybowiec typu SZD-30 Pirat, na którym wykonywał lot, uległ całkowitemu zniszczeniu.
- 1993 – 15 listopada Tomasz Rubaj został odznaczony brązowym medalem „Za Wybitne Osiągnięcia Sportowe”.
- 1993 – 31 grudnia instruktor Jacek Marszałek zakończył pracę w Aeroklubie Gliwickim przenosząc się do PDPSz PZL-Bielsko, gdzie został pilotem doświadczalnym.

#### 1994
- 1994 – 24 stycznia do Szybowcowej Kadry Narodowej został zakwalifikowany pilot Tomasz Rubaj. Jako rezerwowy członek Kadry narodowej został wybrany Jerzy Greinert.
- 1994 – 24 stycznia Tomasz Rubaj został wybrany do Komisji Szybowcowej Aeroklubu Polskiego.
- 1994 – 4 października muzealną kolekcję szybowców będących w posiadaniu Aeroklubu Gliwickiego wzbogacił SZD-25 Lis, który od roku 1984 był przechowany w ukryciu, żeby uniknąć kasacji.
- 1994 – 25 października Jan Isielenis został wyróżniony Srebrną Odznaką „Za Zasługi dla Aeroklubu Polskiego”.
- 1994 – 30 października Aeroklub Gliwicki został odznaczony Medalem 75-lecia Aeroklubu Polskiego.
- 1994 – Zarząd Aeroklubu Gliwickiego przyznał Tomaszowi Rubajowi, tytuł Najlepszego Sportowca Aeroklubu Gliwickiego za rok 1993.
- 1994 – Zakupiono cysternę tatra do przewozu paliwa, co pozwoliło na rozwinięcie handlu paliwem prowadzonym przez A.Gl. od roku 1991.
- 1994 – Pilot Dariusz Zawłocki został zakwalifikowany do Samolotowej Kadry Narodowej Nawigacyjnej.
- 1994 – Szef wyszkolenia Ryszard Ptaszek został wybrany do Komisji Samolotowej Nawigacyjnej Aeroklubu Polskiego.
- 1994 – Skoczkowie: Mariusz Bieniek i Marcin Wilk zostali zakwalifikowani do Spadochronowej Kadry Narodowej RW.

#### 1995
- 1995 – 27 stycznia Zarząd Aeroklubu Gliwickiego zatwierdził listę najlepszych sportowców 40-lecia Aeroklubu Gliwickiego: Anna Franke, Edmund Mikołajczyk, Stanisław Kubit i Tomasz Rubaj.
- 1995 – Styczeń, do Samolotowej Kadry Narodowej Rajdowo-Nawigacyjnej na rok 1995 został zakwalifikowany pilot Dariusz Zawłocki.
- 1995 – 26 lutego odbyło się Walne Zgromadzenie Sprawozdawczo-Wyborcze, na którym wybrano nowy Zarząd, w tym jego Prezydium w składzie: Andrzej Jarczewski – prezes, Stanisław Hanusek i Eugeniusz Wożniak – wiceprezesi, Tadeusz Lewicki – sekretarz, Stanisław Kubit – członek prezydium.
- 1995 – 28 marca samolot An-2P SP–AOI trafił do Aeroklubu Gliwickiego. Poprzednim właścicielem samolotu było Wojsko Polskie[21].
- 1995 – Skoczkowie: Mariusz Bieniek i Marcin Wilk zostali zakwalifikowani do Spadochronowej Kadry Narodowej RW na rok 1995. Za osiągnięcia sportowe Zarząd Główny Kultury, Sportu i Turystyki przyznał im tytuły Zasłużonych Mistrzów Sportu.
- 1995 – Skoczkowie spadochronowi: Agnieszka Czajka i Mariusz Bieniek zostali wyróżnieni przez Prezydenta Miasta Gliwice za osiągnięcia w dziedzinie sportu[22].
- 1995 – Prezes Aeroklubu Gliwickiego Andrzej Jarczewski został odznaczony Medalem 75-lecia Aeroklubu Polskiego.
- 1995 – Aeroklub Gliwicki zajął 6. miejsce we współzawodnictwie aeroklubów w dziedzinie bezpieczeństwa.
- 1995 – Miały miejsce dwa przypadki uszkodzeń szybowców podczas lądowania w terenie przygodnym.

#### 1996
- 1996 – Do Samolotowej Nawigacyjnej Kadry Narodowej zostali zakwalifikowani piloci: Dariusz Zawłocki i Wojciech Guca, Agnieszka Czajka do Spadochronowej Kadry Narodowej, Mariusz Bieniek i Marcin Wilk do Spadochronowej Kadry Narodowej RW na rok 1996, do Szybowcowej Kadry Narodowej Tomasz Rubaj, a do Szybowcowej Kadry Narodowej Juniorów Przemysław Piekarski i Henryk Białek.
- 1996 – 21 maja Zarząd Aeroklubu Polskiego zatwierdził, jako kandydatów do tytułu Mistrza Sportu w szybownictwie, Krystynę Marszałek, Jacka Marszałka i Tomasza Rubaja.
- 1996 – 17 czerwca w związku z kategorycznym żądaniem Urzędu Miejskiego Zarząd Aeroklubu Gliwickiego wyraził zgodę na rozbudowę przylegającego do lotniska od strony południowej składowiska odpadów komunalnych.
- 1996 – Listopad, Stanisław Kubit został wyróżniony Odznaką Honorową „Za zasługi dla oświaty” oraz Dyplomem im. Czesława Tańskiego.
- 1996 – Aeroklub Gliwicki we współzawodnictwie aeroklubów w dziedzinie bezpieczeństwa lotniczego zajął 6. miejsce.
- 1996–2003 – Jan Isielenis instruktor sekcji spadochronowej został powołany na trenera Spadochronowej Kadry Narodowej w akrobacji zespołowej[20].
- 1996 – Odnotowano dwa wypadki szybowcowe: jeden na lotnisku, a drugi w terenie przygodnym. W drugim wypadku wystąpiło lądowanie w wysokiej trawie i wskutek tego cyrkiel oraz ukręcenie ogona szybowca.
- 1996 – W klasyfikacji 10 najlepszych wyników Skrzydlatej Polski Cumulusowe Niebo 96, Aeroklub Gliwicki zajął I miejsce.

#### 1997
- 1997 – 21 stycznia pilot Wojciech Guca został zakwalifikowany do Samolotowej Nawigacyjnej Kadry Narodowej, a do Spadochronowej Kadry Narodowej: Agnieszka Czajka oraz do kadry RW Mariusz Bieniek i Marcin Wilk. Natomiast do Szybowcowej Kadry Narodowej Tomasz Rubaj, a do Szybowcowej Kadry Juniorów: Przemysław Piekarski, Piotr Kowal i Wojciech Wójcik.
- 1997 – Lipiec zmarł Stanisław Hanusek, pilot szybowcowy i wiceprezes Zarządu Aeroklubu Gliwickiego. W związku z tym funkcję wiceprezesa Zarządu objął Tadeusz Lewicki, a sekretarza Witold Setkowicz.
- 1997 – Sierpień, Aeroklub Gliwicki zorganizował obóz przysposobienia obronnego, podczas którego 8 uczniów było szkolonych w zakresie zadań III i IV programu szybowcowego.
- 1997 – Aeroklub Polski przydzielił dla potrzeb treningowych gliwickich członków Samolotowej Kadry Narodowej samolot PZL-104 Wilga 35 SP-AFA, później SP-AGZ i na koniec SP-AHK.
- 1997 – Aeroklub Gliwicki został wyróżniony dyplomem Cumulusowe Niebo za zajęcie I miejsca w klasyfikacji 10 najlepszych wyników szybowcowych w roku 1997 pod patronatem Aeroklubu Polskiego i Skrzydlatej Polski.

#### 1998
- 1998 – 7 lutego instruktor sportów spadochronowych Jan Isielenis, otrzymał nagrodę prezydenta miasta Gliwice w kategorii trenerów za rok 1997[23].
- 1998 – 24 marca Aeroklub Gliwicki zajął 5. miejsce we współzawodnictwie aeroklubów w dziedzinie bezpieczeństwa lotniczego za rok 1997.
- 1998 – 31 marca zmarł Zbigniew Kirakowski, rekordzista świata, wicemistrz Polski z roku 1957 i II wicemistrz Rumunii.
- 1998 – 21 kwietnia Prezydium Zarządu Głównego Aeroklubu Polskiego zatwierdziło skład Komisji Spadochronowej, do której z Aeroklubu Gliwickiego wszedł Jan Isielenis – trener Spadochronowej Kadry Narodowej w RW, a do Komisji Szybowcowej weszli Jacek Marszałek i Leszek Wlazło.
- 1998 – 19 maja pilot Ryszard Ptaszek został powołany do Komisji Samolotowej Aeroklubu Polskiego.
- 1998 – Sierpień, aeroklub zorganizował obóz przysposobienia obronnego, podczas którego 14 uczniów było szkolonych w zakresie zadań III i IV programu szybowcowego.
- 1998 – 18 września Zarząd Główny Aeroklubu Polskiego uhonorował Jan Isielenisa, Witolda Setkowicza i Jerzego Gucę Tytułem i Odznaką „Zasłużonego Działacza Lotnictwa Sportowego”.
- 1998 – 24 listopada Zarząd Aeroklubu Polskiego zatwierdził skład Samolotowej Kadry Narodowej, do której z Aeroklubu Gliwickiego weszli Dariusz Zawłocki i Wojciech Guca, do Szybowcowej Kadry Narodowej: Tomasz Rubaj i Krystyna Marszałek oraz do Spadochronowej Kadry Narodowej w RW na rok 1999: Marcin Wilk i Artur Kuchta.
- 1998 – 5 grudnia zmarł mechanik samolotowy Józef Sypko.

#### 1999
- 1999 – 8 marca odbyło się Walne Zgromadzenie Sprawozdawczo-Wyborcze Aeroklubu Gliwickiego na którym wybrano nowe władze. Prezesem zarządu został Andrzej Jarczewski (wiceprezydent miasta Gliwice), wiceprezesami Tadeusz Lewicki i Stanisław Kubit, skarbnikiem Jan Isielenis, a sekretarzem Witold Setkowicz.
- 1999 – Maj–czerwiec w związku prowadzonymi pracami na gliwickim lotnisku związanymi z przyjęciem Jana Pawła II, działalność lotniczą Aeroklubu Gliwickiego przeniesiono na lotnisko Rybnik-Gotartowice.
- 1999 – 30 lipca Aeroklub Polski przekazał dla potrzeb będących członkami Szybowcowej Kadry Narodowej gliwickich pilotów szybowiec typu SZD-42-2 Jantar 2B SP-3280.
- 1999 – 14–22 sierpnia odbyły się I Zawody i Zlot Zabytkowych Szybowców o Memoriał Stanisława Hanuska. Podczas zawodów odbyło się zebranie założycielskie Klubu Miłośników Starych Szybowców VGC, którego jednym z celów było prowadzenie działalności związanej z opiekowaniem się zabytkowymi szybowcami i związanymi z tym akcjami propagandowymi. Klub ten stanowił organizację niezależną, lecz jej działalność była ściśle powiązana z Aeroklubem Gliwickim.
- 1999 – 11 września zginął w trakcie pokazów lotniczych, w Gliwicach Artur Kuchta członek sekcji spadochronowej.
- 1999 – 9 listopada do Szybowcowej Kadry Narodowej na rok 2000 zostali zakwalifikowani Tomasz Rubaj, Krystyna Marszałek i Jacek Marszałek.
- 1999 – 11 grudnia z okazji 80-lecia Aeroklubu Polskiego jego Zarząd Główny przyznał tytuł i odznaczenie Zasłużonego Działacza Lotnictwa Sportowego Ryszardowi Mandziejowi i Ryszardowi Ptaszkowi.

#### 2000
- 2000 – Luty, do Gliwic został przeniesiony 6 batalion desantowo-szturmowy. Jednostka ta nawiązała współpracę z Aeroklubem Gliwickim.
- 2000 – 1 marca powstała nowa sekcja – Sekcja Mikrolotowa.
- 2000 – 13 kwietnia z pełnienia funkcji prezesa zrezygnował Andrzej Jarczewski. Zarząd powierzył pełnienie tej funkcji Stanisławowi Kubitowi.
- 2000 – 26 września zmarł Bogusław Januszewski, były instruktor szybowcowy i samolotowy oraz szef wyszkolenia, jak również p.o. kierownika Aeroklubu Gliwickiego w roku 1972.
- 2000 – 31 października, Ryszard Mandziej zrezygnował z pełnienia funkcji dyrektora i z pracy w Aeroklubie Gliwickim na drodze porozumienia stron.
- 2000 – 1 listopada Zarząd przyjął na stanowisko dyrektora Antoniego Klimka.
- 2000 – Do Samolotowej Kadry Narodowej zostali zakwalifikowani Wojciech Gola i Wojciech Guca, a Szybowcowej Kadry Narodowej Juniorów: Sławomir Lach, Andrzej Młynarczyk i Anna Durkacz.
- 2000 – Zakupiono samolot Cessna 172 Skyhawk SP-FLT.
- 2000 – Odbył się obóz spadochronowy Lotniczego Przysposobienia Obronnego, w którym wzięło udział 38 uczestników.
- 2000 – Aeroklub Gliwicki zajął 4. miejsce we współzawodnictwie sportowym aeroklubów regionalnych. W ramach tego współzawodnictwa sekcje: szybowcowa, samolotowa i spadochronowa zajęły odpowiednio 7., 4. i 2. miejsca.
- 2000 – Sekcja Szybowcowa zajęła 7. miejsce we współzawodnictwie sportowym sekcji szybowcowych Aeroklubu Polskiego.
- 2000 – Ukazał się pierwszy numer pisma Staruchy wydanego przez Stowarzyszenie Miłośników Starych Szybowców VGC.

#### 2001
- 2001 – Styczeń, do Samolotowej Kadry Narodowej zostali zakwalifikowani piloci: Dariusz Zawłocki i Wojciech Guca, Szybowcowej Kadry Narodowej Tomasz Rubaj, Szybowcowej Kadry Narodowej Juniorów Anna Durkacz i Andrzej Młynarczyk.
- 2001 – 30 marca Aeroklub Gliwicki zajął 8. miejsce we współzawodnictwie sportowym aeroklubów regionalnych za rok 2000. Sekcje: szybowcowa, samolotowa i spadochronowa zajęły w tym współzawodnictwie odpowiednio 8., 7. i 5. miejsca. We współzawodnictwie w bezpieczeństwie lotniczym Aeroklub Gliwicki zajął 9. miejsce.
- 2001 – 2 kwietnia Stanisław Kubit zrezygnował z pełnienia funkcji Prezesa Zarządu Aeroklubu Gliwickiego oraz członka Prezydium Zarządu, a pełnienie tej funkcji Zarząd powierzył dotychczasowemu wiceprezesowi Tadeuszowi Lewickiemu.
- 2001 – 6 kwietnia odbyło się Walne Zgromadzenie Sprawozdawcze Aeroklubu Gliwickiego podsumowujące jego dwuletnią działalność. Wybrano delegatów na najbliższy zjazd Aeroklubu Polskiego w osobach: Franciszek Baraniuk, Jacek Marszałek i Leszek Wlazło.
- 2001 – Zarząd Główny AP wyraził zgodę na zbycie fragmentu południowej części lotniska gliwickiego pod budowę obwodnicy miasta Gliwice.

#### 2002
- 2002 – 19 stycznia Krystyna Marszałek zajęła 10. miejsce w klasyfikacji miesięcznika Skrzydlata Polska „Złota Dziesiątka Sportowców Lotniczych” na rok 2001.
- 2002 – Piloci: Wojciech Gola, Wojciech Guca i Dariusz Zawłocki zostali zakwalifikowani do Samolotowej Kadry Narodowej, a Krystyna Marszałek do Szybowcowej Kadry Narodowej.
- 2002 – 17 maja Ryszard Ptaszek i Jerzy Guca weszli w skład Komisji Samolotowej, a Jan Isielenis Komisji Spadochronowej powołanej przez Zarząd Aeroklubu Polskiego.
- 2002 – 22 sierpnia uczeń-skoczek Wojciech Babczyński, wykonując 22. skok na wolne otwarcie z samolotu An-2, spadochron typu: L-2 Kadet, wys. 1000 m, opóźnienie 5 s, zginął ponosząc śmierć na miejscu. Przyczyną było nie zastosowanie się do odpowiednich procedur, podczas niezsunięcia się osłony z czaszy spadochronu (Raport Końcowy PKBWL 21/02).
- 2002 – 30 września Jacek Marszałek i Leszek Wlazło weszli w skład Komisji Szybowcowej powołanej przez Zarząd Aeroklubu Polskiego.
- 2002 – 12 grudnia Zarząd Aeroklubu Polskiego zatwierdził skład Samolotowej Kadry Narodowej na rok 2003, do której z Aeroklubu Gliwickiego weszli Wojciech Guca i Dariusz Zawłocki, a Szybowcowej Kadry Narodowej na rok 2003 Krystyna Marszałek.
- 2002 – Jan Isielenis, Jacek Marszałek i Leszek Włazło wzięli udział jako delegaci Aeroklubu Gliwickiego w XX Zjeździe Aeroklubu Polskiego. Na Zjeździe tym podjęto, między innymi, uchwałę o przeniesieniu majątku ruchomego na własność aeroklubów regionalnych. Na mocy tej uchwały Aeroklub Gliwicki rozpoczął przejmowanie na własność użytkowanych samolotów i szybowców oraz innego majątku ruchomego.
- 2002 – Z inicjatywy członków AGl zorganizowano szybowcowe zawody korespondencyjne, które początkowo jako „Szybowcowy Puchar Śląska”, a w 2003 umożliwiono start wszystkim krajowym pilotom, by w 2004 został przemianowany na „Szybowcowy Puchar Polski”.
- 2002 – Dariusz Zawłocki został sklasyfikowany na 9–10. miejscu w klasyfikacji Skrzydlatej Polski na najlepszego sportowca lotniczego roku 2002.
- 2002 – Powstał pomysł rekonstrukcji przedwojennego szybowca IS-A Salamandra, do którego realizacji przystąpili prezes VGC Polska Zbigniew Jezierski (gromadzenie niezbędnych funduszy), Roman Kiełpikowski (wykonanie rysunków warsztatowych w programie CAD), oraz przede wszystkim Witold Nowak (przyszły wykonawca konstrukcji tego szybowca).

#### 2003
- 2003 – Luty, pilot Dariusz Zawłocki zajął 10. miejsce w klasyfikacji miesięcznika „Skrzydlata Polska” 10 najlepszych sportowców lotniczych – tzw. złota dziesiątka – w roku 2002.
- 2003 – 27 marca w pomieszczeniach garażowych zakończono budowę warsztatu obsługi szybowców, a aeroklubowa Organizacja Obsługowa pomyślnie przeszła przeprowadzony przez Urząd Lotnictwa Cywilnego audyt certyfikacyjny, który stwierdził jej zgodność z Wymaganiami 03/95. W wyniku tego Aeroklub Gliwicki uzyskał Certyfikat nr 073/01 uprawniający go do wykonywania większości przeglądów i napraw drobnych sprzętu lotniczego.
- 2003 – 5 kwietnia odbyło się Walne Zgromadzenie Sprawozdawczo-Wyborcze Aeroklubu Gliwickiego. Prezesem Zarządu został wybrany Tadeusz Lewicki, a wiceprezesem Leszek Wlazło. Tytuł członka honorowego Aeroklubu Gliwickiemu nadano Edmundowi Mikołajczykowi, Ireneuszowi Mikołajczykowi, Ewaldowi Stawinodze oraz Krystynie Pączkowskiej. Delegatami na Walny Zjazd Aeroklubu Polskiego wybrano Jana Isielenisa, Stanisława Kubita, Jacka Marszałka oraz Leszka Wlazło.
- 2003 – 12 kwietnia Aeroklub Gliwicki otrzymał dyplom za zajęcie 2. miejsca we współzawodnictwie aeroklubów w popularyzacji sportów lotniczych w roku 2002.
- 2003 – 24 maja doszło do zdarzenia lotniczego w wyniku którego doszło do uszkodzenia śmigła w samolocie PZL-101 Gawron SP-CGC, a w szybowcu SZD-51 Junior-1C SP-3430 statecznika pionowego. Przyczyną była zła organizacja pracy podczas lotów i niepełna obserwacja płyty lotniska przez Kierownika Lotów, co doprowadziło do nakołowania samolotu na szybowiec przez pilota, który nie został powiadomiony o innym ustawieniu statków powietrznych na płycie lotniska.
- 2003 – 13 grudnia Witold Nowak wykonał pierwszy element szybowca WWS-1 Salamandra rozpoczynając w ten sposób proces rekonstrukcji tego szybowca. Prace te były wykonywane w pomieszczeniach Aeroklubu Gliwickiego, który udostępnił je na ten cel.
- 2003 – Piloci sekcji szybowcowej rozpoczęli rozgrywanie konkurencji do Internetowego Pucharu Śląska. Regulamin tych zawodów, będący modyfikacją regulaminu Całorocznych Zawodów Szybowcowych o Memoriał Ryszarda Bitnera, opracowali Leszek Wlazło i Przemysław Piekarski przy współudziale Marka Mrozka z Aeroklubu ROW. Oprogramowanie opracował i stronę internetową imprezy prowadził Wojciech Wójcik. Podczas sezonu 2003 roku sklasyfikowano ogółem 123 pilotów z 15 aeroklubów w tym 7 pilotów z Aeroklubu Gliwickiego.

#### 2004
- 2004 – 17 lutego Zarząd Aeroklubu Polskiego zatwierdził skład Szybowcowej Kadry Narodowej na rok 2004, do której z Aeroklubu Gliwickiego zostali zakwalifikowani Tomasz Rubaj i Krystyna Marszałek.
- 2004 – 25 lutego odbyło się Walne Zgromadzenie Sprawozdawcze Aeroklubu Gliwickiego, na którym zebrani nadali tytuły członka honorowego Aeroklubu Gliwickiego Henrykowi Sienkiewiczowi i Barbarze Prinke-Kusiba.
- 2004 – 28 czerwca zgodnie z przepisami nowego prawa lotniczego Aeroklub Gliwicki otrzymał certyfikat Urzędu Lotnictwa Cywilnego uprawniający do szkolenia lotniczego jako organizacja szkoleniowa ATO.
- 2004 – 4 lipca doszło do zdarzenia lotniczego szybowca SZD-42 Jantar 2B SP-3455, którego przyczyną było, kontynuowanie dolotu do lotniska pomimo wcześniej podjętej decyzji o lądowaniu w terenie przygodnym i zbyt późne wykonanie manewru do lądowania na przypadkowym polu, z tylno-bocznym wiatrem, zwiększającym prędkość przyziemienia, co doprowadziło do cyrkla i uszkodzenia szybowca. Pilot nie odniósł obrażeń (Raport PKBWL 132/04).
- 2004 – 8 lipca podczas wykonywania lotu szkolnego na szybowcu SZD-9 Bocian po kręgu po starcie za wyciągarką, jego załoga po trzecim zakręcie kręgu z powodu za małej wysokości została zmuszona do lądowania w terenie przygodnym koło Sikornika, w wyniku czego został wyłamany statecznik poziomy i złamany ogon tego szybowca.
- 2004 – 6–14 sierpnia Aeroklub Gliwicki był organizatorem 32. Międzynarodowego Zlotu Zabytkowych Szybowców[24][25].
- 2004 – Sekcja Szybowcowa posiadała swoich przedstawicieli w Komisji Szybowcowej Aeroklubu Polskiego w osobach Jacka Marszałka i Leszka Wlazło.

#### 2005
- 2005 – 25 lutego odbyło się Walne Zgromadzenie Sprawozdawcze na którym Tytuł członka honorowego Aeroklubu Gliwickiego nadano Janowi Wojtakowi. Jako delegatów na Walny Zjazd Aeroklubu Polskiego wybrano Jerzego Gucę, Romualda Chruściela i Leszka Wlazło. Zebrani postanowili nadać Aeroklubowi Gliwickiemu imię znanego przedwojennego konstruktora szybowców Wacława Czerwińskiego (Nadanie imienia aeroklubowi nigdy nie zostało nadane w praktyce).
- 2005 – 2–3 kwietnia Leszek Wlazło, jako delegat Aeroklubu Gliwickiego, został wybrany członkiem Zarządu Aeroklubu Polskiego na Zjeździe Aeroklubu Polskiego.
- 2005 – 9 września w związku z przypadającą w tym roku 50. rocznicą powstania Aeroklubu Gliwickiego odbyło się Uroczyste Nadzwyczajne Walne Zgromadzenie na którym Medale 50-lecia wręczono 68 członkom Aeroklubu Gliwickiego.
- 2006 – 3 marca odbyło się Nadzwyczajne Walne Zgromadzenie członków Aeroklubu Gliwickiego, na którym podjęto uchwałę wyrażając zgodę na sprzedaż prawa wieczystego użytkowania kilku działek na terenie lotniska. Delegatami na Walny Zjazd A.P. zostali wybrani Romuald Chruściel, Jerzy Guca, Jan Isielenis, i Leszek Wlazło.

#### 2006
- 2006 – 30 czerwca Prezydent Gliwic Zygmunt Frankiewicz wręczył doroczne nagrody dla sportowców i trenerów za osiągnięcia sportowe w roku 2005. Z Aeroklubu Gliwickiego nagrody otrzymali: Stanisław Kubit w kategorii sportowców seniorów oraz Jan Isielenis w kategorii trenerów[23].
- 2006 – Piloci: Christoph Matkowski, Tomasz Rubaj, Jacek Marszałek, Krystyna Marszałek zostali powołani do Szybowcowej Kadry Narodowej.

#### 2007
- 2007 – 20 kwietnia na Walnym Zgromadzeniu Sprawozdawczo-Wyborczym wybrano na nową kadencję zarząd, którego Prezydium ukonstytuowało się w następującym składzie: Leszek Wlazło – prezes, Józef Gumienny – wiceprezes, Jan Isielenis – sekretarz, Stanisław Włoczyk – skarbnik. Tytuł członka honorowego zebrani nadali Tadeuszowi Lewickiemu i Jackowi Popielowi. Delegatami na Walny Zjazd Aeroklubu Polskiego wybrano: Leszka Wlazło, Józefa Gumiennego, Jana Isielenisa i Zbigniewa Jezierskiego.
- 2007 – 7 sierpnia doszło do zdarzenia lotniczego szybowca SZD-9bis „Bocian 1E” SP-2825, którego przyczyną było: brak bieżącej analizy zmieniających się dynamicznie warunków meteorologicznych, podjęcie decyzji o powrocie na lotnisko i wlot w strefę oddziaływania chmury burzowej Cb. W wyniku czego szybowiec rozbił się nieopodal lotniska w pobliżu osiedla Sikornik. Obaj lecący szybowcem mężczyźni odnieśli obrażenia ciała[26] (Raport końcowy PKBWL 338/07).
- 2007 – 8 września doszło do zdarzenia lotniczego szybowca SZD-42-2 „Jantar” 2B SP-3280, którego przyczyną było: niedostosowanie sposobu wykonania planowanego zadania lotu do zmieniających się warunków pogodowych, wykonanie zakrętu na kierunku lądowania, przy krytycznie małej wysokości i malejącej prędkości szybowca. W wyniku czego szybowiec dynamicznie przyziemił i został poważnie uszkodzony. Pilot nie odniósł obrażeń i o własnych siłach opuścił kabinę szybowca (Raport PKBWL 390/07).
- 2007 – Na Zjeździe Aeroklubu Polskiego do jego najwyższych władz zostali wybrani następujący członkowie Aeroklubu Gliwickiego: Leszek Wlazło – członek Zarządu A.P., Jerzy Guca i Jan Isielenis – członkowie Komisji Rewizyjnej A.P., Romuald Chruściel – członek sądu Honorowego A.P.

#### 2008
- 2008 – 24 stycznia sekcja spadochronowa po raz drugi przekazała do Muzeum Lotnictwa Polskiego w Krakowie na potrzeby ekspozycji Muzeum, 8 spadochronów. Od Kadeta, poprzez spadochrony typu: SP-6, SZ-60, SW-12, FENIKSA+M, Minora SZ-82, 3 automaty spadochronowe KAP-3 oraz 2 noże spadochronowe tzw. sierpaki[27].
- 2008 – 11 lipca odbyło się Nadzwyczajne Walne Zgromadzenie Aeroklubu Gliwickiego, na którym zebrani wyrazili zgodę na przystąpienie Aeroklubu Gliwickiego do spółki mającej na celu rozbudowę lotniska gliwickiego.
- 2008 – 31 lipca pilot szybowcowy H.D. wykonywał pierwszy lot na uzyskanie uprawnień do pilotowania szybowca Jantar 2B (laszowanie). Start odbywał się za samolotem PZL-101 Gawron. Po wyczepieniu, na wysokości 30–40 m pilot szybowca rozpoczął zakręt w prawo, w trakcie którego doszło do przeciągnięcia szybowca i autorotacyjnego zderzenia z ziemią. Szybowiec został zniszczony, a pilot z poważnymi obrażeniami został przetransportowany do szpitala (Raport końcowy PKBWL 530/08).
- 2008 – Stanisław Kubit instruktor sekcji modelarskiej AGl został trenerem Modelarskiej Kadry Narodowej[28].
- 2008 – Stan sprzętu Aeroklubu Gliwickiego przejętego na własność od Aeroklubu Polskiego, zakupionego ze środków własnych, jak i depozytowych A.P. obejmował 11 samolotów i 24 szybowce.

#### 2009
- 2009 – Maj, w okresie dwóch tygodni przeprowadzono podstawowe szkolenie szybowcowe grupy 16. uczennic i uczniów z klasy o profilu lotniczym Zespołu Szkół Ogólnokształcących nr 5 w Bytomiu. Szkolenie prowadzili instruktor Tadeusz Lewicki oraz odbywający praktykę instruktorską Andrzej Duszyński.
- 2009 – 24 września Aeroklub Gliwicki otrzymał certyfikat PL.MF.003 uprawniający go do obsługi statków powietrznych wg przepisów PART MF.
- 2009 – Październik, Aeroklub Gliwicki otrzymał certyfikat nr PL.MG.524 zatwierdzający go jako Organizację Zarządzania Ciągłą Zdatnością do Lotu (CAMO) wg przepisów PART MG.
- 2009 – 13 listopada odbyło się Nadzwyczajne Walne Zgromadzenie, na którym wybrano delegatów na Walny Zjazd Aeroklubu Polskiego w osobach: Leszek Wlazło, Tomasz Rubaj, Ryszard Ptaszek i Krzysztof Piekarczyk.

#### 2010
- 2010 – 5 marca odbyło się Nadzwyczajne Walne Zgromadzenie, na którym wybrano delegatów na walny Zjazd Aeroklubu Polskiego w osobach: Leszek Wlazło, Tomasz Rubaj, Krzysztof Piekarczyk.
- 2010 – Maj, przeprowadzono podstawowe szkolenie szybowcowe grupy 16 uczniów i uczennic z klasy szybowcowej w Gimnazjum w Zabrzu. Szkolenie prowadzili instruktor Tadeusz Lewicki oraz Andrzej Duszyński. Szkolenie to ukończyła tylko jedna osoba. Oprócz tego szkolono 11-osobową grupę z Gliwic.
- 2010 – Lipiec, Urząd Miejski ogłosił przetarg na opracowanie ekspertyzy rozbudowy gliwickiego lotniska.
- 2010 – 28 sierpnia odbył się Piknik Lotniczo–Militarny na gliwickim lotnisku, podczas którego Prezes Aeroklubu Polskiego Włodzimierz Skalik wręczył dyplom Aeroklubu Polskiego w dowód uznania dla dorobku 55 lat aktywności Aeroklubu Gliwickiego[29].
- 2010 – Wrzesień, przy Zespole Szkół Samochodowych na Trynku została utworzona klasa kształcąca mechaników lotniczych. Uczniowie tej klasy zajęcia praktyczne odbywali na gliwickim lotnisku pod kierunkiem mechaników Witolda Nowaka i Tomasza Wostala.
- 2010 – Zgodnie z uchwałą rady miasta, prezydent Gliwic Zygmunt Frankiewicz przyznał nagrodę za wyniki sportowe osiągnięte w 2009 roku dla Jana Isielenisa, instruktora sekcji spadochronowej Aeroklubu Gliwickiego[30].

#### 2011
- 2011 – 18 lutego Stanisław Kubit za swoje osiągnięcia w pracy społecznej, a także za rozsławianie Gliwic na arenie krajowej i międzynarodowej w 2010 roku otrzymał tytuł Człowieka Ziemi Gliwickiej (Gliwicjusza)[31].
- 2011 – 25 marca odbyło się Walne Zgromadzenie Sprawozdawczo-Wyborcze, na którym wybrano nowy Zarząd Aeroklubu Gliwickiego, w skład którego weszli: Józef Gumienny – prezes, Leszek Wlazło – wiceprezes, Ewa Mokrosz – sekretarz, Jan Isielenis – skarbnik. Członkowie zarządu: Romuald Chruściel, Wojciech Szumiński, Dariusz Wocka, Tomasz Włoczyk, Stanisław Wołczyk.
- 2011 – Maj, rozpoczął pracę nowy instruktor sekcji szybowcowej Artur Tennenberg.
- 2011 – Maj, po trwających ponad pół roku pracach remontowych otwarto restaurację Avion, która zajęła pomieszczenia na parterze budynku aeroklubowego i jego piwnicach.
- 2011 – 12–26 czerwca aeroklub prowadził szkolenie szybowcowe dla młodzieży z 1 klasy XI Liceum Ogólnokształcącego w Zabrzu. Z uczniami tymi latali instruktorzy Artur Tennenberg i Tadeusz Lewicki.
- 2011 – Lipiec, szkolenie szybowcowe kontynuowała grupa młodzieży z Liceum w Bytomiu.
- 2011 – Wrzesień, w ramach zajęć warsztatowych dla młodzieży z Zespołu Szkół Samochodowych prowadzonych przez Witolda Nowaka rozpoczęto prace nad rekonstrukcją szybowca szkolnego IS-3 ABC.

#### 2012
- 2012 – 9 listopada odbyło się Nadzwyczajne Walne Zgromadzenie Aeroklubu Gliwickiego, na którym zebrani wyrazili zgodę na zbycie prawa do wieczystego użytkowania nieużywanych działek na terenie lotniska.

#### 2013
- 2013 – 15 marca odbyło się Walne Zgromadzenie Sprawozdawczo-Wyborcze, na którym wybrano delegatów na Walny Zjazd Aeroklubu Polskiego: Krzysztofa Piekarczyka, Ryszarda Ptaszka oraz Wojciecha Schneidera{.
- 2013 – 13 kwietnia podczas wykonywania oblotu ultralekkiego samolotu Dedal KB zginął Jacek Marszałek.
- 2013 – 26 kwietnia Gliwickie Stowarzyszenie Modelarzy Lotniczych zostało uznane za organizację roku 2012, a Stanisław Kubit – społecznym Liderem 2012 roku w Gliwicach[32].
- 2013 – Sierpień, Józef Gumienny został odznaczony Medalem „Za zasługi dla obronności kraju”.
- 2013 – 31 sierpnia zmarł Jerzy Guca „Wujek” związany z Aeroklubem Gliwickim, były: członek sekcji spadochronowej, przewodniczący sekcji samolotowej, członek zarządu Aeroklubu Gliwickiego, członek ogólnopolskiego zespołu sędziowskiego sportów samolotowych rajdowo-nawigacyjnych, wielokrotny sędzia główny i członek Komisji Rewizyjnej Aeroklubu Polskiego[33].
- 2013 – Jan Isielenis otrzymał Dyplom Prezydenta Miasta Gliwice Zygmunta Frankiewicza w podziękowaniu za pasję i wysiłek włożony w dążeniu do mistrzostwa oraz za wyniki sportowe osiągnięte w 2012 roku.

#### 2014
- 2014 – 29 sierpnia odbyło się Nadzwyczajne Walne Zgromadzenie Aeroklubu Gliwickiego, na którym członkowie wyrazili zgodę na sprzedaż prawa do wieczystego użytkowania dwóch działek na terenie lotniska gliwickiego.
- 2014 – 10 września zasłużeni instruktorzy Aeroklubu Gliwickiego Jacek Popiel, Tadeusz Lewicki i Jan Isielenis zostali odznaczeni przez Prezydenta Rzeczypospolitej Polskiej złotymi i srebrnym Krzyżem Zasługi[34].
- 2014 – Aeroklub Gliwicki zrezygnował z prowadzenia własnej organizacji CAMO i zlecił wykonywanie czynności związanych z zapewnieniem ciągłej zdatności do lotu firmom WIRKK dla szybowców oraz Aeroplan S.C. dla samolotów. To nowe rozwiązanie okazało się bardziej kłopotliwe w stosowaniu niż poprzednie.

#### 2015
- 2015 – 20 marca odbyło się Walne Zgromadzenie Sprawozdawczo-Wyborcze Aeroklubu Gliwickiego, na którym wybrano nowy Zarząd, w skład którego weszli: Bogdan Traczyk – prezes, Radosław Wesołowski – wiceprezes, Jerzy Wojtas – sekretarz, Przemysław Piekarski – skarbnik oraz Artur Frączek, Jacek Niezgoda i Wojciech Schneider – członkowie. Do wybranego Zarządu weszło tylko siedmiu członków.
- 2015 – 15 lipca Sekcja Spadochronowa otrzymała dla swoich potrzeb samolot An-2TD SP-AOB, który zastąpił dotychczas eksploatowany samolot tego samego typu o znakach SP-AOI. Samolot ten został zakupiony od |Aeroklubu Opolskiego i wyremontowany dzięki pomocy Górnośląskiej Agencji Przedsiębiorczości i Rozwoju sp. z o.o.
- 2015 – 28 sierpnia na Polu Mokotowskim, przed Pomnikiem Ku Czci Lotników Polskich Poległych w latach 1939–1945, odbyły się uroczystości z okazji Święta Lotnictwa. Podczas nich zostały wręczone „Błękitne Skrzydła 2015” m.in. dla Edmunda Mikołajczyka – za wybitny wkład w rozwój polskiej akrobacji samolotowej i zaangażowanie w szkolenie młodych kadr lotniczych[35].
- 2015 – We wrześniu Komisja Rewizyjna Aeroklubu Gliwickiego ufundowała Puchar Przechodni za najdłuższy przelot szybowcowy sezonu. W pucharowej rywalizacji mogli brać udział członkowie sekcji szybowcowej Aeroklubu Gliwickiego[36].
- 2015 – 7–29 listopada, pod patronatem Aeroklubu Gliwickiego z udziałem wszystkich sekcji, została zorganizowana Wystawa Lotnicza, na terenie „Europa Centrum” w Gliwicach. Wystawiono: dwa samoloty: Cessna 150 i PZL-104 Wilga 35, szybowiec SZD-32 Foka 5, silnik An-2, czy śmigło An-2, spadochrony oraz inny sprzęt lotniczy[37].
- 2015 – 4 grudnia odbyło się Nadzwyczajne Walne Zgromadzenie Aeroklubu Gliwickiego, na którym zebrani członkowie wyrazili zgodę na podział własności terenu lotniska będącego w wieczystym posiadaniu Aeroklubu Gliwickiego pomiędzy Miasto Gliwice i Aeroklub Gliwicki za dopłatą ze strony Miasta Gliwice. Na odstąpionej, południowej części terenu lotniska Miasto Gliwice miało wybudować pas startowy. Ponadto uchwałą nr 2 nadano Franciszkowi Wójcikiewiczowi, Honorowe Członkostwo Aeroklubu Gliwickiego.
- 2015 – 19 grudnia odbyło się pierwsze, inauguracyjne zebranie Klubu Seniorów Lotnictwa (KSL) afiliowanego przy Aeroklubie Gliwickim.

#### 2016
- 2016 – 11 lutego zmarł Franciszek Wójcikiewicz, instruktor spadochronowy, szybowcowy i pilot samolotowy w Aeroklubie Gliwickim, w latach 1955–1975.
- 2016 – 12 kwietnia zmarł Antoni Klimek, były dyrektor Aeroklubu Gliwickiego (1.11.2000–31.08.2002).
- 2016 – 28 sierpnia Aeroklub Gliwicki, wspólnie z Urzędem Miasta Gliwice i Górnośląską Agencją Przedsiębiorczości i Rozwoju sp. z o.o., byli organizatorami Pikniku Lotniczego z okazji „100 lat lotniska w Gliwicach & 60 lat Aeroklubu Gliwickiego”, zorganizowanego na gliwickim lotnisku[38]. W części oficjalnej władze Aeroklubu Gliwickiego uhonorowały specjalnymi dyplomami seniorów AGl: Krystynę Makowską–Chruściel, Edmunda Mikołajczyka, Tadeusza Lewickiego, Ireneusza Mikołajczyka i?. Z kolei Prezes Aeroklubu Polskiego Włodzimierz Skalik, wręczył dyplom Aeroklubu Polskiego w dowód uznania dla godnego dorobku 60 lat aktywności Aeroklubu Gliwickiego[39].
- 2016 – 6 października replika szybowca IS-A Salamandra SP-8018 przeszła pomyślnie odbiór przez Komisję z Urzędu Lotnictwa Cywilnego (Proces budowy Gliwickiego egzemplarza rozpoczął się w 2003 pod kierownictwem mechanika szybowcowego Witolda Nowaka, Gliwicki Klub Miłośników Zabytkowych Szybowców z części przekazanych przez Muzeum Lotnictwa Polskiego w Krakowie rozpoczął rekonstrukcję tego szybowca z zamiarem przywrócenia go do stanu lotnego)[40][41][42].

#### 2017
- 2017 – Luty, Antonov An-2P SP-AOI został sprzedany, a jego nabywcą został pochodzący z São Paulo reżyser, pisarz i aktor Joe Penna[21].
- 2017 – Maj, Aeroklub nabył nową wyciągarkę szybowcową WS-02-JK, wyprodukowaną przez firmę Moto-Hurt z Ropczyc.
- 2017 – 3 czerwca Prezydent Miasta Gliwice, Aeroklub Gliwicki oraz Stowarzyszenie Seniorów Lotnictwa Wojskowego pod patronatem honorowym Ministra Obrony Narodowej oraz Marszałka Województwa Śląskiego, byli organizatorami Pikniku Lotniczego Śląskie Służby Mundurowe Dzieciom, zorganizowanego na gliwickim lotnisku.

#### 2020
- 2020 – 26 czerwca nadano tytułu Honorowego Członka Aeroklubu Gliwickiego Tadeuszowi Gorajowi i Krzysztofowi Piekarczykowi.

#### 2023
- 2023 – 20–23 lipca Aeroklub Gliwicki był organizatorem IV Międzynarodowego Zlotu  Zabytkowych Szybowców im. Stanisława Hanuska w Gliwicach[43].

#### 2024
- 2024 – 28 czerwca na walnym zgromadzeniu zostali przyjęci w poczet członków honorowych Aeroklubu Gliwickiego: Tomasz Rubaj, Witold Nowak i Christoph Matkowski[44].

## Prezesi Zarządu
Prezesów zarządu Aeroklubu Gliwickiego podano za: Tadeusz Lewicki, 60 lat Sekcji Szybowcowej Aeroklubu Gliwickiego 1955–2015, s. 209.
1. Zbigniew Kirakowski (1956–1958)
2. Ludwik Karczewski (1958–13.12.1959)
3. Fryderyk Staub (13.12.1959–20.05.1964)
4. Zbigniew Fahrenholz (20.05.1964–20.11.1966)
5. Tadeusz Rak (20.10.1966–1968)
6. Andrzej Zembala (1968–1971)
7. Stanisław Kadyłło (1971–1975)
8. Waldemar Czyż (1.04.1975–23.02.1979), (28.02.1979–11.03.1983)
9. Alfred Wróbel[e] (11.03.1983–14.11.1987)
10. Konstanty Dawidczyk (14.11.1987–14.11.1988)
11. Janusz Krajewski (14.11.1987–27.04.1991)
12. Piotr Loranc (27.04.1991–26.02.1995)
13. Andrzej Jarczewski (26.02.1995–6.03.2000)
14. Andrzej Jarczewski[45] (8.03.1999–13.04.2000)
15. Stanisław Kubit 13.04.2000–2.04.2001
16. Tadeusz Lewicki (.02.04.2001–20.04.2007)
17. Leszek Wlazło[29] (20.04.2007–25.03.2011)
18. Józef Gumienny (25.03.2011–20.03.2015)
19. Bogdan Traczyk (20.03.2015–11.2017)
20. Wojciech Schneider (24.11.2017–23.06.2018)
21. Tomasz Jackiewicz (23.06.2018–12.2018
22. Leszek Kula (.12.2018–9.2019[46])
23. Paweł Szary (2019–26.10.2023)
24. Ewa Mokrosz (26.10.2023–obecnie)[2].

(stan z 26 października 2023)

## Kierownicy/dyrektorzy
Kierowników/dyrektorów Aeroklubu Gliwickiego podano za: Tadeusz Lewicki, 60 lat Sekcji Szybowcowej Aeroklubu Gliwickiego 1955–2015, s. 211.
1. Stefan Worobiec (1955–1956)
2. Mieczysław Rybak (1956–31.07.1965)
3. Olgierd Paszyc (5.03.1965–1.08.1965)
4. Ryszard Wolek (1.08.1965–1967)
5. ppłk Eugeniusz Pniewski (1967–1972)
6. Bogusław Januszewski p.o. (1972–1973)
7. Leon Bodnar (1973–1975)
8. Mieczysław Herzyk p.o. (1975–1976)
9. Mieczysław Herzyk (1976–1.05.1977)
10. Lucjan Mężyk (1.05.1977–1980)
11. Ryszard Ptaszek p.o. (1980)
12. Tadeusz Strzelczyk (1.06.1980–11.06.1984)
13. Janusz Furtak (1984–1986)
14. Ryszard Ptaszek p.o. (7.07.1986–1.07.1987)
15. Leon Bodnar (1.07.1987–16.10.1989)
16. Ryszard Ptaszek (1.08.1988–15.10.1989)
17. Ryszard Mandziej[23] (16.10.1989–31.10.2000)
18. Antoni Klimek (1.11.2000–25.07.2002)
19. Krzysztof Piekarczyk (25.07.2002–28.09.2016)
20. Edmund Mikołajczyk p.o. (29.09.2016–5.10.2016)
21. Wojciech Gawroński (6.10.2016–31.12.2017)
22. Beata Miącz-Pałka p.o. (1.01.2018–23.06.2018)
23. Beata Miącz-Pałka (24.06.2018–31.12.2019)
24. Michał Palarz (1.01.2020[47]–31.12.2023)
25. Maciej Nowak (1.01.2024[3]–obecnie).

(stan z 1 stycznia 2024)

## Szefowie wyszkolenia
Szefów wyszkolenia Aeroklubu Gliwickiego podano za: Tadeusz Lewicki, 60 lat Sekcji Szybowcowej Aeroklubu Gliwickiego 1955–2015, s. 211.
1. Edward Rydz (1955–1956)
2. Zbigniew Rawicz (1956–1960)
3. Leon Bodnar (1960–30.09.1962)
4. Jan Tomaszewski (1964–1965)
5. Ryszard Wolek (1965–1966)
6. Bogusław Januszewski (1966–15.03.1974)
7. Leon Bodnar (1.01.1972–28.02.1975)
8. Andrzej Borowik (21.06.1974–31.12.1976)
9. Mieczysław Herzyk
10. Jerzy Makula (16.02.1977–10.05.1978)
11. Leon Bodnar (1.12.1978–30.04.1980)
12. Józef Ambroziak (15.02.1978–31.05.1979)
13. Jerzy Kulik (1979–1980)[48]
14. Tadeusz Strzelczyk (1980)
15. Janusz Furtak (1980–1984)
16. Leon Bodnar (1.01.1987–31.07.1988)
17. Ryszard Ptaszek (1984–1989)
18. Przemysław Piekarski
19. Ryszard Ptaszek (?–30.09.2016)
20. Edmund Mikołajczyk p.o. (30.09.2016–30.09.2017)
21. Mariusz Siodłoczek (1.10.2017–31.07.2018)
22. Andrzej Duszyński[49] (1.08.2018–28.05.2020)
23. Sławomir Adamczyk (29.05.2020[50]–23.07.2023)
24. Stanisław Kęsoń (24.07.2023[51]–11.01.2024)
25. Tomasz Rubaj (12.01.2024[4]–nadal).

(stan z 12 stycznia 2024)
Kierownik i trener Ośrodka Akrobacji w Gliwicach
1. Edmund Mikołajczyk (1.04.1974–30.04.1977).

## Szefowie techniczni/Kierownicy Organizacji Kompleksowej Zdatności do Lotu
Szefów technicznych Aeroklubu Gliwickiego podano za: Tadeusz Lewicki, 60 lat Sekcji Szybowcowej Aeroklubu Gliwickiego 1955–2015, s. 213.
1. Wiśniewski
2. Edward Mieczkowski
3. Marian Kiełb (24.01.1964–16.07.1968)
4. Zbigniew Zając (16.03.1977–30.06.1980)
5. Mieczysław Kruszelnicki (1.06.1980–19.08.1980)
6. Janusz Krynicki (1980–31.01.1985)
7. Andrzej Gryguś (1987)
8. Eugeniusz Kopeć (1.03.1993–2008)
9. Witold Nowak
10. Tomasz Wostal (2009–2015)
11. Witold Nowak (2021–2025)
12. Michał Warda (2025–obecnie)

W roku 2015 stanowisko szefa technicznego zostało zlikwidowane. Przywrócono w 2021 w postaci Kierownika Organizacji Kompleksowej Zdatności do Lotu.

## Mechanicy
Mechaników Aeroklubu Gliwickiego podano za: Tadeusz Lewicki, 60 lat Sekcji Szybowcowej Aeroklubu Gliwickiego 1955–2015, s. 213.
1. Wiktor Dzionsko (1977–1978)[f]
2. Tomasz Jackiewicz
3. Jerzy Kamiński[g]
4. Mariusz Korytko
5. Eugeniusz Kopeć[h]
6. Piotr Kubowicz
7. Dariusz Leśkiewicz
8. Władysław Markowicz (1968–10.10.1983)[i]
9. Jacek Niezgoda (1975–1978)[f]
10. Witold Nowak[52] (12.05.1983 – nadal)[f]
11. Adam Owsianowski[h]
12. Henryk Nowosiński (24.04.1961–30.06.1968)[f]
13. Jan Piekarski[j]
14. Tadeusz Prendota (1.07.1969–30.06.1976)[f]
15. Radzio[h]
16. Józef Sypko
17. Roman Steuer (1956)[f]
18. Joachim Wieńczyk
19. Daniel Wowra (społeczny)
20. Tomasz Wostal[h]
21. Zbigniew Zając[h].
22. Michał Wójcik (02.2025–obecnie)
23. Maciej Nowak (02.2025–obecnie)
24. Michał Warda (02.2025–obecnie)

(stan z lutego 2025)

## Instruktorzy
Instruktorów prowadzących sekcje Aeroklubu Gliwickiego podano za: Aeroklub Gliwicki 1980, s. 6, 15–16. i Tadeusz Lewicki, 60 lat Sekcji Szybowcowej Aeroklubu Gliwickiego 1955–2015, s. 212.

### Sekcja szybowcowa
Etatowi:

1. Wojciech Antczak (1.07.1985–31.05.1988)
2. Józef Ambroziak (31.05.1978–31.05.1979)?
3. Andrzej Baran (1.06.1980–30.08.1980)
4. Henryk Białek
5. Jacek Bogatko
6. Andrzej Borowik[k] (21.06.1974–31.12.1976)
7. Mirosław Cania (18.08.1980–28.02.1982), (3.01.1983–28.02.1983)
8. Andrzej Duszyński[49] (1.04.2012–nadal)
9. Janusz Furtak
10. Roman Gąsior
11. Maciej Godlewski
12. Tomasz Górski
13. Stanisław Hajduk (1.12.1973–10.05.1974)
14. Alfons Hellebrandt „Ali” (od 1955)
15. Kazimierz Herduś
16. Mieczysław Herzyk[l]
17. Lidia Iwańska-Wróblewska[m] (od 1.09.1976)
18. Tomasz Jackiewicz
19. Bogusław Januszewski (od 1.03.1956)
20. Stanisław Kęsoń (1.12.1978–29.02.1980)
21. Piotr Kowal „Zając” (2004–2007)
22. Jerzy Kulik[n][48]
23. Krzysztof Kurczab (od 5.07.1987)
24. Jerzy Makula[o]
25. Andrzej Malec (30.11.1977–10.05.1978)
26. Jacek Marszałek[53] (1.06.1987–31.12.1993)
27. Krystyna Marszałek
28. Lucjan Mężyk[p]
29. Tomasz Migurski
30. Jacek Niezgoda (1.02.1976–31.03.1982)
31. Witold Nowak (12.05.1983–nadal)
32. Grzegorz Pancek
33. Krzysztof Piekarczyk
34. Przemysław Piekarski
35. Barbara Prinke-Kusiba[q]
36. Marian Porwoł (do 07.1963[r])
37. Zbigniew Rawicz[s] (od 1955)
38. Grażyna Rzepecka-Gebauer (1.01.1975–17.07.1976)
39. Eugeniusz Stogniew (1.05.1963–30.11.1973)
40. Marek Szufa[t]
41. Artur Tenenberg[54] (1.04.2011–31.12.2012)
42. Zbigniew Wędrychowicz
43. Janusz Wróblewski[u] (1.03.1977–31.08.1973)
44. Janusz Wróblewski (3.01.1983–28.02.1987)
45. Daniel Wowra (06.1994–02.1998)
46. Henryk Wójcikiewicz (16.02.1973–30.11.1973)
47. Leszek Żabicki.

(stan z września 2017)
Społeczni:

1. Sławomir Adamczyk (obecnie)
2. Andrzej Duszyński (2012)
3. Stanisław Dziurkowski (obecnie)
4. Zbigniew Gajewski (1962–1974)
5. Tomasz Kawa
6. Stanisław Kęsoń
7. Piotr Kowal (6.09.2002–2004)
8. Tadeusz Lewicki (1962–obecnie)
9. Zbigniew Litarowicz „Zygus”[v]
10. Jacek Marszałek (1986–1987)
11. Jerzy Mercik (2014–obecnie)
12. Edmund Mikołajczyk (od 1957)
13. Witold Nowak (1981–1983)
14. Marek Pierchała
15. Jacek Popiel
16. Henryk Sienkiewicz
17. Zbigniew Wędrychowicz (obecnie)
18. Leszek Wlazło (od 1996)
19. Franciszek Wójcikiewicz.

(stan z września 2017)

### Sekcja modelarska
1. Stanisław Barycki
2. Jerzy Grześka
3. Mieczysław Gumuliński
4. mgr inż. Karol Handzik
5. Adam Jabłoński[w]
6. Otton Kłos[x]
7. Piotr Mikucki
8. mjr Jan Wojtak
9. Janusz Pajunk
10. Irena Paździorek[y]
11. Andrzej Pilch
12. Rzepczyk[z]
13. Witold Stabiszewski[aa]
14. Ewald Stawinoga
15. Wieńczyk[ab].

### Sekcja spadochronowa
Instruktorów Sekcji Spadochronowej Aeroklubu Gliwickiego podano za: Jan Isielenis, Archiwum Sekcji Spadocjronowej Aeroklubu Gliwickiego, s. 1.
1. Sylwester Bąk
2. Mariusz Bieniek (INS(SL), aktualnie)
3. Jan Boryczka
4. Agnieszka Czajka
5. Anna Franke
6. Janusz Furtak
7. Andrzej Gemza
8. Jacek Gołębiewski
9. Andrzej Grabania
10. Roman Grudziński
11. Jan Isielenis (INS(SL)
12. Krzysztof Janus
13. Marcin Jaxa-Rożenn
14. Aleksandra Knapik
15. Ryszard Kopijczuk
16. Edward Miler
17. Ziemowit Nowak (INS(SL), aktualnie)
18. Piotr Polewski (INS(SL))
19. Wojciech Schneider
20. Józef Stelmaszczyk
21. Marcin Stencel (INS(SL), INS(TANDEM))
22. Leszek Tomanek (INS(SL)
23. Marcin Wilk
24. Franciszek Wójcikiewicz

(stan z grudnia 2024)

### Sekcja samolotowa
Instruktorów Sekcji Samolotowej Aeroklubu Gliwickiego podano za: Edmund Mikołajczyk, Dzieje Sekcji Samolotowej Aeroklubu Gliwickiego. Brak numerów stron w książce i Aeroklub Gliwicki 1980, s. 6, 16.
1. Ludwik Antonowicz
2. Leon Bodnar (społeczny)
3. Gerard Ciepły (społeczny)
4. Janusz Furtak
5. Roman Gąsior
6. Leszek Gołębiowski
7. Tomasz Górski
8. Mieczysław Herzyk[ac]
9. Bogusław Januszewski
10. Jerzy Kulik[ad]
11. Krzysztof Kurczab
12. Krystyna Makowska-Chruściel
13. Jerzy Makula[ae]
14. Lucjan Mężyk[af]
15. Edmund Mikołajczyk[55]
16. Krzysztof Piekarczyk
17. Przemysław Piekarski
18. Ryszard Ptaszek
19. Barbara Prinke-Kusiba[ag]
20. Zbigniew Rawicz
21. Edward Rydz
22. Mariusz Siodłoczek
23. Eugeniusz Stogniew (społeczny)
24. Marek Szufa[ah]
25. Tomasz Wal[ai]
26. Piotr Wiśniewski
27. Janusz Wróblewski[aj]
28. Leszek Żabicki.

## Osiągnięcia sportowe

### Sekcja samolotowa
Osiągnięcia sportowe Sekcji Samolotowej Aeroklubu Gliwickiego podano za: Edmund Mikołajczyk, Dzieje Sekcji Samolotowej Aeroklubu Gliwickiego. Brak numerów stron w książce, Tadeusz Lewicki, 60 lat Sekcji Szybowcowej Aeroklubu Gliwickiego 1955–2015, s. 22–179. i Aeroklub Gliwicki 1980, s. 10–12.

#### Lata 1950–1969

##### 1956
- 1956 – 4–14 października I Samolotowe Mistrzostwa Polski Juniorów – Gliwice: III miejsce – załoga w składzie Zbigniew Rawicz, Marian Kotylak (mechanik).

##### 1958
- 1958 – 25 sierpnia–1 września IV(XVII) Samolotowe Mistrzostwa Polski – Toruń: I miejsce i tytuł Mistrza Polski – załoga Zbigniew Rawicz i Henryk Sienkiewicz[56].

##### 1959
- 1959 – 25 września–2 października V(XVIII) Samolotowe Mistrzostwa Polski – Bielsko-Biała: I miejsce i tytuł samolotowego Mistrza Polski załoga w składzie – Zbigniew Rawicz i Henryk Sienkiewicz[56].

##### 1960
- 1960 – 23–28 maja XII Lot Południowo-Zachodniej Polski im. Franciszka Żwirki – Kraków: I miejsce – załoga w składzie Zbigniew Rawicz i Henryk Sienkiewicz na samolocie Jak-18.
- 1960 – 25 września-2 października VI(XIX) Samolotowe Mistrzostwa Polski – Kraków: III miejsce i tytuł II Wicemistrza Polski – załoga w składzie Zbigniew Rawicz i Henryk Sienkiewicz na samolocie Jak 18.

##### 1961
- 1961 – 2–10 września VII(XX) Samolotowe Mistrzostwa Polski – Katowice: II miejsce i tytuł Wicemistrzów Polski – załoga w składzie Marian Porwoł i Henryk Sienkiewicz na samolocie Junak 2.
- 1961 – 15–20 maja XIII Lot Południowo-Zachodniej Polski im. Franciszka Żwirki: I miejsce – załoga w składzie Edmund Mikołajczyk i nawigator Henryk Sienkiewicz[57].

##### 1962
- 1962 – Zlot do Morza: I miejsce – załoga w składzie Mieczysław Rybak i Janusz Lis na samolocie Jak-18.

##### 1963
- 1963 – 17–23 czerwca IV Mistrzostwa Polski w Akrobacji Samolotowej – Zielona Góra: III miejsce i tytuł II Wicemistrza Polski – Edmund Mikołajczyk[58] na samolocie Zlin 26.
- 1963 – 5–9 października I Ogólnopolskie Zawody Samolotowe w Akrobacji Zespołowej Krajów Demokracji Ludowej – Hajdúszoboszló (Węgry): II miejsce – załoga Bogusław Januszewski i Zbigniew Wróblewski z Aeroklubu Śląskiego.

##### 1964
- 1964 – 20–27 września V Mistrzostwa Polski w Akrobacji Samolotowej – Bielsko-Biała: II miejsce i tytuł Wicemistrza Polski – Edmund Mikołajczyk na samolocie Zlín Z-26 S.K.Akrobat[58].

##### 1965
- 1965 – 2–5 września III Ogólnopolski Konkurs Samolotowej Akrobacji Zespołowej – Włocławek: II miejsce – zespół mieszany w składzie Edmund Mikołajczyk, Ryszard i Stanisław Kasperkowie oraz Stefan Studencki.

##### 1966
- 1966 – 12–19 czerwca VI Mistrzostwa Polski w Akrobacji Samolotowej – Rzeszów: I miejsce i tytuł Mistrza Polski – Edmund Mikołajczyk na samolocie Z-26 SK Akrobat[58].
- 1966 – 7–11 września I Gliwickie Zawody w Akrobacji Samolotowej – Gliwice: III miejsce – Bogusław Januszewski.
- 1966 – 6–8 października IV Zawody Samolotowe (Mistrzostwa Polski) Akrobacji Zespołowej – Katowice: I miejsce i tytuł Mistrza Polski – zespół akrobacyjny „Śląsk” w składzie: Edmund Mikołajczyk, Bogusław Januszewski i Felicjan Kawala (Aeroklub Śląski) na samolotach Super Kasper Akrobat (przerobiony Zlin-26).

##### 1967
- 1967 – 25 września–1 października VII Mistrzostwa Polski w Akrobacji Samolotowej – Gliwice: II miejsce i tytuł Wicemistrza Polski – Edmund Mikołajczyk na samolocie Z-26 SK Akrobat[ak].
- 1967 – 14 października V Samolotowe Mistrzostwa Polski w Akrobacji Zespołowej – Lotnisko Gocław. II miejsce – zespół Śląsk II w składzie: Bogusław Januszewski, Wacław Kozielski i Felicjan Kawala Aeroklub Śląski.

##### 1968
- 1968 – 6–8 września VI Ogólnopolskie Zawody w Akrobacji Zespołowej – lotnisko Włocławek-Kruszyn: III miejsce – zespół w składzie Edmund Mikołajczyk i Felicjan Kawala (Aeroklub Śląski).
- 1968 – Mistrzostwa Polski Zespołowej Akrobacji Samolotowej: II miejsce – Zespół Śląsk I w składzie: Wacław Kozielski, Felicjan Kawala, Bogusław Januszewski i Edmund Mikołajczyk.

##### 1969
- 1969 – 2–5 października VII Ogólnopolskie Zawodach w Akrobacji Zespołowej – Kielce. II miejsce – zespół Śląsk I w składzie: Wacław Kozielski, Bogusław Januszewski i Edmund Mikołajczyk, III miejsce – zespół „Śląsk II” w składzie: Edmund Mikołajczyk, Felicjan Kawala (Aeroklub Śląski) i Bogusław Januszewski.

#### Lata 1970–1979

##### 1970
- 1970 – 3–4 września VIII Ogólnopolskie Zawody Samolotowe w Akrobacji Zespołowej – Toruń: III miejsce – zespół w składzie Edmund Mikołajczyk i Bogusław Januszewski na samolotach Jak-18.
- 1970 – 9–13 września II Samolotowe Mistrzostwa Śląska – Katowice: III miejsce – załoga w składzie pilot Ireneusz Mikołajczyk z nawigatorem Mirosławem Antoniewskim.

##### 1971
- 1971 – wrzesień, III Ogólnopolskie Zawody w Akrobacji Samolotowej – Gliwice: I miejsce – Jerzy Kuźma.

##### 1972
- 1972 – 16–20 sierpnia IV Ogólnopolskie Zawody w Akrobacji Samolotowej – Gliwice: I miejsce – Jerzy Kuźma, II miejsce – Ireneusz Mikołajczyk na samolocie Zlín 526 AFS.
- 1972 – 3–10 września Międzynarodowe Zawody w Akrobacji Samolotowej w Toruniu: II miejsce i tytuł Wicemistrza Polski – Edmund Mikołajczyk.

##### 1973
- 1973 – Ogólnopolskie Zawody w Akrobacji Samolotowej: III miejsce – Ireneusz Mikołajczyk.

##### 1975
- 1975 – 5–11 lipca Mistrzostwa Polski w Akrobacji Samolotowej: I miejsce i tytuł mistrza Polski – Edmund Mikołajczyk.
- 1975 – Samolotowe Mistrzostwa Śląska: III miejsce – załoga w składzie Ryszard Rutkowski i Janusz Wróblewski.
- 1975 – VII Ogólnopolskie Zawody w Akrobacji Zespołowej: I miejsce – Ireneusz Mikołajczyk.

##### 1976
- 1976 – 5–12 lipca XIII Samolotowe Mistrzostwa Polski w Akrobacji – Radom: I miejsce i tytuł Mistrza Polski – Edmund Mikołajczyk na samolocie Zlín 526 AFS.
- 1976 – II Ogólnopolskie Zawody w Akrobacji Samolotowej, w klasie akrobacji wyższej: I miejsce – Marek Szufa.
- 1976 – VIII Samolotowe Mistrzostwa Polski Juniorów – Piotrków Trybunalski: II miejsce i tym samym zdobyła tytuł Wicemistrza Polski juniorów – załoga w składzie Janusz Wróblewski i Marian Bednorz.

##### 1977
- 1977 – Rajdowo-Nawigacyjne Samolotowe Mistrzostwa Polski Juniorów – Piotrków Trybunalski: II miejsce – załoga w składzie: Janusz Wróblewski i Marian Bednorz.
- 1977 – Lipiec, VIII Samolotowe Mistrzostwa Polski Juniorów – Piotrków Trybunalski: II miejsce i tytuł Wicemistrza Polski – załoga w składzie Marian Bednorz i Janusz Wróblewski.
- 1977 – 8–10 września IX Ogólnopolskie Zawody w Akrobacji Samolotowej – Gliwice: I miejsce – Marek Szufa, III miejsce – Janusz Wróblewski.
- 1977 – IX Ogólnopolskie Zawody w Akrobacji Samolotowej – Szczecin: I miejsce – Marek Szufa.

##### 1978
- 1978 – Ogólnopolskie Zawody w Akrobacji Samolotowej – Szczecin: I miejsce – Marek Szufa.

##### 1979
- 1979 – 3–9 września XIV Mistrzostwa Polski w Akrobacji Samolotowej – Gdańsk: II miejsce i tytuł Wicemistrza Polski – Edmund Mikołajczyk, III miejsce i tytuł II Wicemistrza Polski – Janusz Wróblewski[al].

#### Lata 1980–1989

##### 1980
- 1980 – 4 sierpnia V Ogólnopolskie Zawody w Akrobacji Samolotowej – Szczecin: II miejsce – Marian Kujawa, VIII miejsce – Jerzy Kulik.

##### 1983
- 1983 – Samolotowe Mistrzostwa Polski Juniorów: I miejsce i tytuł Mistrza Polski – Krzysztof Tadaj[58].

#### Lata 1990–1999

##### 1995
- 1995 – 18–30 lipca IX Rajdowe Mistrzostwa Świata – Herning (Dania): III miejsce – załoga w składzie Dariusz Zawłocki (pilot), Wacław Wieczorek (nawigator) z Aeroklubu Krakowskiego.

##### 1996
- 1996 – 21–22 czerwca XXXIV Lot Południowo-Zachodniej Polski im. Franciszka Żwirki – Kraków: II miejsce – załoga w składzie Marek Kachaniak (Aeroklub Rzeszowski) i Dariusz Zawłocki.
- 1996 – 9–14 września XXV Samolotowe Nawigacyjne Mistrzostwa Polski Juniorów – Częstochowa: I miejsce i Mistrzostwo Polski – Wojciech Guca.

##### 1997
- 1997 – 26–31 sierpnia XXVI Samolotowe Nawigacyjne Mistrzostwa Polski Juniorów – Lubin: I miejsce i tytuł Mistrza Polski – Wojciech Guca.

##### 1998
- 1998 – 24–28 lutego XXXII Lubelskie Zimowe Zawody Samolotowe: III miejsce – załoga w składzie Wojciech Guca (pilot) i Wojciech Gola (nawigator).
- 1998 – 22–27 września Samolotowe Nawigacyjne Mistrzostwa Polski Juniorów – Częstochowa: I miejsce i tytuł Mistrza Polski – Wojciech Guca.

##### 1999
- 1999 – 4–12 września XI Mistrzostwa Świata w Lataniu Rajdowym – Rawenna (Włochy). Klasyfikacja zespołowa: I miejsce – Reprezentacja Polski w tym załoga, w załodze Dariusz Zawłocki (nawigator) i Jerzy Markiewicz (pilot) z Aeroklubu Krakowskiego.

#### Lata 2000–2009

##### 2000
- 2000 – 22–25 czerwca XXXVIII Lot Południowo-Zachodniej Polski – Pobiednik: II miejsce – Wojciech Guca.
- 2000 – 26 września–1 października XXIX Samolotowe Rajdowo-Nawigacyjne Mistrzostwa Juniorów – Gliwice: I miejsce i tytuł Mistrza Polski – Wojciech Guca, II miejsce i tytuł Wicemistrza Polski – Wojciech Gola.

##### 2001
- 2001 – 29–31 marca XXI Ogólnopolskie Zawody Samolotowe im. Zdzisława Dudzika – Rudniki: III miejsce – Wojciech Guca.
- 2001 – 17–20 maja VII Dolnośląski Rajd Dziennikarzy i Pilotów – Mirosławice: III miejsce – załoga w załodze Wojciech Gola (pilot) z dziennikarką Baczyńską.
- 2001 – 24 czerwca–1 lipca XII Mistrzostwa Świata w Lataniu Rajdowym w ramach II Światowych Igrzysk Lotniczych – Sewilla (Hiszpania): Klasyfikacja zespołowa: I miejsce – Reprezentacja Polski w tym załoga w załodze Dariusz Zawłocki (nawigator) i Marek Kachaniak (pilot), załoga w załodze Wojciech Guca (nawigator) i Jerzy Markiewicz (pilot).
- 2001 – 25–30 września XXX Samolotowe Nawigacyjne Mistrzostwa Polski Juniorów – Częstochowa: I miejsce i tytuł Mistrza Polski – Wojciech Guca, II miejsce i tytuł Wicemistrza Polski – Wojciech Gola.

##### 2002
- 2002 – VIII Rajd Dziennikarzy i Pilotów – Mirosławice: II miejsce – załoga w załodze Wojciech Szyszka (pilot) z dziennikarzem Zowczakiem, III miejsce – załoga w załodze Wojciech Gola (pilot) z dziennikarzem Jarosławem Dobrzańskim.
- 2002 – sierpień, Mistrzostwa Europy w samolotowym lataniu rajdowym – Praga: III miejsce – załoga w załodze Dariusz Zawłocki i Wacław Wieczorek.
- 2002 – październik, I Górski Rajd Lotniczy Żar 2002: III miejsce – załoga w załodze Jacek Marszałek i Kos.

##### 2003
- 2003 – 13–16 lutego XXXVII Zimowe Zawody Samolotowe – Radawiec. Konkurencja zgodnie z regulaminem lotów precyzyjnych: I miejsce – załoga w załodze Wojciech Szyszka (nawigator) i Wojciech Gola (pilot).
- 2003 – 26 lipca–3 sierpnia XIII Mistrzostwa Świata w Lataniu Rajdowym – Rustenburg (RPA): Klasyfikacja zespołowa: III miejsce – Reprezentacja Polski w tym załoga w składzie – Marek Kachaniak (pilot) i Dariusz Zawłocki (nawigator).
- 2003 – 16–21 września XLVI Samolotowe Nawigacyjne Mistrzostwa Polski Seniorów – Lublin: Celność lądowania: I miejsce – Dariusz Zawłocki konkurencję lądowania na celność.

##### 2005
- 2005 – 3–9 sierpnia VI Rajdowe Mistrzostwa Europy – Dubnica (Słowacja): III miejsce – Dariusz Zawłocki.

##### 2006
- 2006 – 26 lipca–1 sierpnia XV Mistrzostwa Świata w Lataniu Rajdowym – Troyes (Francja): Klasyfikacja drużynowa: II miejsce – Reprezentacja Polski w tym załoga w składzie Dariusz Zawłocki (pilot) i Marek Kachaniak (nawigator).

##### 2007
- 2007 – 6–11 lutego XLI Lubelskie Zimowe Zawody Samolotowe – Radawiec: III miejsce – załoga w składzie Wojciech Szyszka i Wojciech Gola.

#### Lata 2010–2019

##### 2012
- 2012 – 21–25 sierpnia Ogólnopolskie Zawody w Akrobacji Samolotowej – Radom. Klasa Advanced (Grupa B – akrobacja średnia) na samolocie Zlin 526F: I miejsce – Artur Frączek, II miejsce – Marcin Winiarski[59].

##### 2013
- 2013 – 1 grudnia Klubowe Zawody Samolotowe na Celność Lądowania – Gliwice: I miejsce – Jacek Łabuda, II miejsce – Jacek Bomba, III–IV miejsce – Przemysław Piekarski, III–IV miejsce – Romuald Chruściel.

##### 2014
- 2014 – 4 października Aeroklubie Samolotowe Zawody na Celność Lądowania – Gliwice. I miejsce – Krzysztof Mikołajczak (0 pkt), II miejsce – Krzysztof Żmuda (10 pkt), III miejsce – Krzysztof Idziak (20 pkt).

#### Lata 2020-nadal

##### 2020
- 2020 – 5 września Aeroklubowe Samolotowe Zawody na Celność Lądowania – Gliwice. I miejsce – Maciej Nowak, II miejsce – Piotr Grzybczyk, III miejsce – Anna Buchta[60].

##### 2021
- 2021 – 2 października Aeroklubowe Samolotowe Zawody na Celność Lądowania im. Jacka Marszałka – Gliwice. I miejsce – Wiktor Pawuska, II miejsce – Denis Szczodry, III miejsce – Anna Buchta[61].

##### 2022
- 2022 – 24 września Aeroklubowe Samolotowe Zawody na Celność Lądowania im. Jacka Marszałka – Gliwice. I miejsce – Jakub Zdzieblik, II miejsce – Przemysław Targosz, III miejsce – Stanisław Grzesiak[62].

### Sekcja spadochronowa
Osiągnięcia sportowe podano za: Jan Isielenis, Archiwum Aeroklubu Gliwickiego. Brak numerów stron w książce, Franciszek Wójcikiewicz, Historia Sekcji Spadochronowej. Brak numerów stron w książce i Kronika Spadochronowa Aeroklubu Gliwickiego 1969–1998

#### Lata 1950–1959

##### 1955
- 1955 – 18–25 września II Spadochronowe Mistrzostwa Polski, Białystok. Klasyfikacja indywidualna: XXXVII miejsce – Anna Franke.

##### 1956
- 1956 – 9–21 września III Spadochronowe Mistrzostwa Polski – Kraków. Klasyfikacja kobiet: III miejsce – Anna Franke[63].
- 1956 – III Spadochronowe Mistrzostwa Świata – Moskwa. Klasyfikacja indywidualna: XVII miejsce – Anna Franke.

##### 1957
- 1957 – 4–16 sierpnia, IV Spadochronowe Mistrzostwa Polski – Strzebielino brała udział drużyna z Gliwic w składzie: kapitan drużyny – Franciszek Wójcikiewicz oraz Anna Franke, Jan Boryczka i Bronisława Pastuszko. Konkurencja kobiet: III miejsce i tytuł drugiej Wicemistrzyni Polski – Anna Franke.

##### 1958
- 1958 – 10 lipca Anna Franke ustanowiła 2 rekordy krajowe na celność lądowania z wysokości 1500 m wynikiem 2,7 m w klasyfikacji kobiet i ogólnej.
- 1958 – 21 lipca Anna Franke wspólnie z Antoniną Chmielarczyk i Marią Wojtkowską pobiły rekord Polski w skokach dziennych z natychmiastowym otwarciem spadochronu, grupa 3, z wys. 600 m w Nowym Targu, uzyskując wynik 15,63 m.
- 1958 – 9 sierpnia Anna Franke wspólnie z Antoniną Chmielarczyk i Marią Wojtkowską pobiły rekord Polski, grupa 3, z wysokości 1500 m, na Mistrzostwach Świata w Bratysławie uzyskując wynik 14,04 m[64].
- 1958 – 16 sierpnia IV Spadochronowe Mistrzostwa Świata – Bratysława (Czechosłowacja). Polska wystawiła reprezentację kobiet w składzie: Anna Franke, Antonina Chmielarczyk, Maria Wojtkowska. W konkurencji skoku grupowego zawodniczki te zajęły drugie miejsce zdobywając wicemistrzostwo świata i srebrny medal. Indywidualnie Anna Franke zdobyła również srebrny medal i tytuł Wicemistrzyni Świata. W klasyfikacji drużynowej kobiet, w tym samym składzie, zajęły drugie miejsce zdobywając Wicemistrzostwo Świata i srebrny medal. Ogólnie, na tych Mistrzostwach Świata, Anna Franke reprezentując Polskę i Aeroklub Gliwicki zdobyła 3 srebrne medale[65].

#### Lata 1960–1969

##### 1960
- 1960 – 12–19 czerwca sekcja spadochronowa po raz pierwszy zorganizowała I Spadochronowe Mistrzostwa Śląska na celność lądowania Gliwice 1960.
- 1960 – 5–11 września Zawody Spadochronowe Katowice-Ostrava zorganizowane przez Aeroklub Śląski i Komendę Chorągwi ZHP na lotnisku w Katowice-Muchowiec w których uczestniczył Franciszek Wójcikiewicz.

##### 1961
- 1961 – Zawody Spadochronowe w Gera (NRD). Klasyfikacja zespołowa: II miejsce – ekipa polska z Anną Franke.
- 1961 – VII Spadochronowe Mistrzostwa Polski. Udział wzięła Bronisława Pastuszka.

##### 1962
- 1962 – maj, Międzynarodowe Zawody Spadochronowe Krajów Demokracji Ludowej – Hajdúszoboszló. Franciszek Wójcikiewicz i Alfred Kopiec wzięli udział, jako członkowie ekipy Aeroklubu Śląskiego.
- 1962 – 2 lipca w Bukareszcie, Anna Franke ustanowiła rekord krajowy skoku z wysokości 1000 m z opróżnionym otwarciem spadochronu na celność lądowania wynikiem 3,283 m i w skoku grupowym w celności lądowania z opóźnionym otwarciem spadochronu z wysokości 1000 m, wynikiem 5,073 m.
- 1962 – VI Spadochronowe Mistrzostwa Świata – Stany Zjednoczone. Polskę reprezentowała drużyna kobieca w składzie: Anna Franke, Antonina Chmielarczyk, Janina Krajewska i Marianna Puchar. W konkurencji drużynowej zajęły III miejsce zdobywając brązowy medal. W konkurencji skoku grupowego zdobyły II miejsce, srebrny medal i tytuł Wicemistrzyń Świata. W sumie Anna Franke ustanowiła w skokach spadochronowych 5 rekordów krajowych, plasując się na 3. miejscu w klasyfikacji krajowej kobiet i na 6. miejscu w klasyfikacji ogólnej[66].

##### 1963
- 1963 – maj, Międzynarodowe Zawody Spadochronowe Krajów Demokracji Ludowej – Hajdúszoboszló (Węgry). Na zawody te jako reprezentanci Aeroklubu Śląskiego zostali oddelegowani Franciszek Wójcikiewicz i Alfred Kopiec.

##### 1965
- 1965 – Klubowe Zawody Spadochronowe – Gliwice. Klasyfikacja indywidualna: I miejsce – Marian Kowalczewski.

##### 1967
- 1967 – 20–26 sierpnia IV Spadochronowe Mistrzostwa Juniorów Środa Wielkopolska. V miejsce – Jan Bober.
- 1967 – X Całoroczne Zawody Spadochronowe, stanowiących eliminację do Spadochronowych Mistrzostw Polski. LXV miejsce – Stanisław Sirko, LXVI miejsce – Jan Bober.

##### 1968
- 1968 – 1–8 września V Spadochronowe Mistrzostwa Polski Juniorów – Konin. Klasyfikacja indywidualna (celność): I miejsce – Jan Bober. Klasyfikacja indywidualna (ogólna): III miejsce – Jan Bober i tytuł drugiego Wicemistrza Polski Juniorów.
- 1968 – 5–8 września II Nowoczesny Pięciobój Spadochronowy – Mielec. Klasyfikacja zespołowa: XIII miejsce – Aeroklub Gliwicki[am].
- 1968 – 29–30 września II Spadochronowe Mistrzostwa Śląska na celność lądowania Gliwice 1968.

##### 1969
- 1969 – 4 maja V Międzynarodowe Klubowe Zawody Spadochronowe o Puchar Zagłębia Miedziowego – Lubin. Klasyfikacja indywidualna: I miejsce – Jan Bober. Klasyfikacja drużynowa: III miejsce – Aeroklub Gliwicki, na osiem drużyn[65].
- 1969 – 13–15 czerwca III Nowoczesny Pięciobój Spadochronowy – Mielec. Klasyfikacja indywidualna: III miejsce – Jan Bober. Klasyfikacja zespołowa: III miejsce – Aeroklub Gliwicki[an].
- 1969 – 10–17 sierpnia VI Spadochronowe Mistrza Polski Juniorów – Elbląg. Klasyfikacja indywidualna: I miejsce i tytuł Mistrza Polski – Jan Bober[67].
- 1969 – 20–28 września XIII Spadochronowe Mistrzostwa Polski Poznań. IV miejsce – Jan Bober.
- 1969 – 1–5 października III Spadochronowe Mistrzostwa Śląska na celność lądowania Gliwice 1969.
- 1969 – XII Całoroczne Zawody Spadochronowe: IV miejsce – Stanisław Sirko, X miejsce – Andrzej Martyniak, XV–XVI miejsce – Jan Bober.

#### Lata 1970–1979

##### 1970
- 1970 – 2–8 marca IV Zimowe Zawody Spadochronowe o Puchar Redakcji „Żołnierza Polskiego i Walki Młodych – Jelenia Góra. Klasyfikacja indywidualna – X miejsce – Jan Bober.
- 1970 – 3–12 lipca XIV Spadochronowe Mistrzostwa Polski Krosno. Klasyfikacja indywidualna: XVII miejsce – Jan Bober.
- 1970 – 4–8 sierpnia I Ogólnopolskie Zawody w Akrobacji Spadochronowej Gliwice 1970.
- 1970 – 16–23 sierpnia VII Spadochronowe Mistrzostwa Polski Juniorów Radom. Klasyfikacja indywidualna: VIII miejsce – Ryszard Kopijczuk.
- 1970 – 3–13 września IV Nowoczesny Pięciobój Spadochronowy – Mielec. Klasyfikacja zespołowa: IV–XIII miejsce – Aeroklub Gliwicki[ao].
- 1970 – 13 września II Zawody Lotnicze Aeroklubów Śląskich o Puchar ROW – Rybnik. Klasyfikacja drużynowa: II miejsce – Aeroklub Gliwicki (Stanisław Sirko, Jan Strzałkowski, Józef Stelmaszczyk).
- 1970 – Międzynarodowe Spadochronowe Mistrzostwa Jugosławii – Portorož. Klasyfikacja indywidualna: III miejsce – Jan Bober. Klasyfikacja drużynowa: I miejsce – Aeroklub Gliwicki[68].
- 1970 – 10 października I Spadochronowe Zawody Spadochronowe o Puchar Beskidów – Bielsko-Biała. Klasyfikacja indywidualna: I miejsce – Jan Bober[69]. Klasyfikacja drużynowa: I miejsce – Aeroklub Gliwicki (Jan Bober, Andrzej Martyniak, Ryszard Kopijczuk).
- 1970 – Spadochronowe Mistrzostwa Śląska na celność lądowania – Częstochowa. III miejsce – Józef Stelmaszczyk. Klasyfikacja drużynowa: II miejsce – Aeroklub Gliwicki.

##### 1971
- 1971 – 20–24 czerwca Ogólnopolskie Zawody w Akrobacji Spadochronowej Gliwice 1971.
- 1971 – 29 sierpnia-5 września XV Spadochronowe Mistrzostwa Polski – Kielce. Klasyfikacja indywidualna: IV miejsce – Jan Bober (najlepsze miejsce wśród startujących skoczków cywilnych). Ponadto udział wzięła Krystyna Pączkowska.
- 1971 – 16–19 września V Nowoczesny Pięciobój Spadochronowy – Mielec. Klasyfikacja zespołowa: XIX miejsce – Aeroklub Gliwicki[ap].
- 1971 – Ogólnopolskie Zawody Spadochronowe Kobiet – Zielona Góra. Klasyfikacja indywidualna: I miejsce – Krystyna Pączkowska[69].
- 1971 – Międzynarodowe Zawody Spadochronowe Gdańsk. Klasyfikacja indywidualna: III miejsce – Jan Bober.
- 1971 – Spadochronowe Mistrzostwa Śląska. Klasyfikacja indywidualna: II miejsce – Jan Bober.
- 1971 – VII Spadochronowe Mistrzostwa Polski Juniorów. Wziął udział Ryszard Kopijczuk.

##### 1972
- 1972 – 17–22 lipca Ogólnopolskie Zawody w Akrobacji Spadochronowej Gliwice 1972.
- 1972 – 25 sierpnia-3 września XVI Spadochronowe Mistrzostwa Polski – Katowice. Klasyfikacja indywidualna: XVII miejsce – Jan Bober, XXVII miejsce – Krystyna Pączkowska, XXXII miejsce – Ryszard Kopijczuk.
- 1972 – 14–17 września VI Nowoczesny Pięciobój Spadochronowy – Mielec. Klasyfikacja zespołowa: X miejsce – Aeroklub Gliwicki[aq].

##### 1974
- 1974 – lipiec, Międzynarodowe Zawody Spadochronowe – Katowice. Klasyfikacja drużynowa: I miejsce – Aeroklub Gliwicki (Ryszard Kopijczuk, Edward Miler, Andrzej Grabania).
- 1974 – Para-ski – Alta Badia. Klasyfikacja drużynowa (celność lądowania): II miejsce – Drużyna polska (Ryszard Wiśniewski, Jerzy Matusiak i Ryszard Kopijczuk).

##### 1975
- 1975 2–5 lutego Puchar Świata Para-ski Corvara. Klasyfikacja indywidualna skoki spadochronowe: V miejsce – Ryszard Kopijczuk. Klasyfikacja indywidualna ogólna: XXIII miejsce – Ryszard Kopijczuk. Klasyfikacja drużynowa skoki spadochronowe: II miejsce – Drużyna z Polski.
- 1975 – 22–23 maja I Międzynarodowe Klubowe Zawody Spadochronowe Gliwice 1975.
- 1975 – 17–20 lipca Ogólnopolskie Zawody Spadochronowe – Częstochowa w konkurencji 3 skoki grupowe: I miejsce – Gliwice I.
- 1975 – Międzynarodowe Zawody Spadochronowe – Burgas (Bułgaria). Klasyfikacja indywidualna: I miejsce – Jan Bober. Klasyfikacja drużynowa: II miejsce – Aeroklub Gliwicki[68].

##### 1976
- 1976 – 13–16 maja II Międzynarodowe Klubowe Zawody Spadochronowe Gliwice 1976.
- 1976 – 20–29 czerwca Międzynarodowe Zawody Spadochronowe Kazanłyk (Bułgaria). Konkurencja indywidualna (celność lądowania): IV miejsce – Jan Bober. Konkurencja indywidualna (akrobacja): XXXI miejsce – Jan Bober. Klasyfikacja ogólna: XXIII miejsce – Jan Bober.
- 1976 – 8–19 lipca XI Spadochronowe Mistrzostwa NRD Halle/Opin. Klasyfikacja indywidualna: VI miejsce – Jan Bober.
- 1976 – 19–29 września XX Spadochronowe Mistrzostwa Polski w Bielsko-Biała. XIV miejsce – Jan Bober.
- 1976 – Międzynarodowe Zawody Spadochronowe – Bułgaria. Skoki grupowe – I miejsce – Jan Bober. Skoki do wody – klasyfikacja indywidualna: I miejsce – Ryszard Kopijczuk, III miejsce – Jan Bober. Klasyfikacja indywidualna ogólna: II miejsce – Jan Bober[69].
- 1976 – XI Spadochronowe Mistrzostwa NRD. Klasyfikacja indywidualna: VI miejsce – Jan Bober.

##### 1977
- 1977 – 8–11 maja III Międzynarodowe Klubowe Zawody Spadochronowe Gliwice 1977.
- 1977 – 4–13 czerwca Międzynarodowe Zawody Spadochronowe – Kazań (Bułgaria). Konkurencji skoków na celność lądowania, klasyfikacja indywidualna: IV miejsce – Jan Bober.
- 1977 – 8–14 września XXI Spadochronowe Mistrzostwa – Katowice. Reprezentacja Aeroklubu Gliwickiego wzięła udział.
- 1977 – Międzynarodowe Zawody Spadochronowe – Burgas (Bułgaria). Klasyfikacja indywidualna: I miejsce – Jan Bober, II miejsce – Edward Miler. Klasyfikacja drużynowa: I miejsce – Aeroklub Gliwicki[69].

##### 1978
- 1978 – 14–20 maja IV Międzynarodowe Klubowe Zawody Spadochronowe Gliwice 1978.
- 1978 – 29 sierpnia–1 września Międzynarodowe Zawody Spadochronowe – Częstochowa. Klasyfikacja indywidualna (celność z 800 m): I miejsce – Jan Bober (0,00 pkt), IV miejsce – Jan Strzałkowski (0,27 pkt), VI miejsce – Zdzisław Śliwa (0,72 pkt). Klasyfikacja (akrobacja z 2000 m): I miejsce – Jan Bober, 8,3 pkt, III miejsce – Jan Strzałkowski (11,3 pkt), V miejsce – Zdzisław Śliwa (13,2 pkt). Klasyfikacja skoki grupowe na celność lądowania z wys. 1000 m): I miejsce – Aeroklub Gliwicki (Jan Bober, Zdzisław Śliwa, Jan Strzałkowski). Klasyfikacja akrobacja zespołowa: I miejsce – Aeroklub Gliwicki.
- 1978 – 14–17 września XII Ogólnopolski Pięciobój Spadochronowy – Mielec. Klasyfikacja indywidualna (celność lądowania): II miejsce – Jan Strzałkowski (0,23 pkt), VI miejsce – Edward Miler (0,75 pkt), XI miejsce Jan Isielenis (1,30 pkt). Klasyfikacja indywidualna (strzelanie z kbks w pozycji leżąc i klęcząc na 50 m po 5 strzałów w ciągu 5 min.): I miejsce – Jan Isielenis (76 pkt), II miejsce – Edward Miler (55 pkt), XV miejsce – Jan Strzałkowski (38 pkt). Klasyfikacja indywidualna (pływanie na 100 m styl dowolny): I miejsce – Edward Miler, XXXIII – Jan Isielenis, XXXIX miejsce – Jan Strzałkowski. Klasyfikacja indywidualna (bieg przełajowy na dystansie 1500 m): XXVIII miejsce – Jan Isielenis, XXXIV miejsce – Edward Miler, XLVIII miejsce – Jan Strzałkowski. Klasyfikacja indywidualna: I miejsce – Jan Isielenis (3628 pkt), II miejsce – Edward Miler (3595,8). Klasyfikacja drużynowa: I miejsce – Aeroklub Gliwicki (Jan Isielenis, Edward Miler, Jan Strzałkowski).
- 1978 – 14–15 października 8 Challenge International D’Automne – Chambéry (Francja). Klasyfikacja zespołowa: X miejsce – Aeroklub Gliwicki (17,96 pkt) Jan Strzałkowski (1,82 pkt), Jan Bober (0,30 pkt), Edward Miler (1,76 pkt), Zdzisław Śliwa (1,34 pkt), Jan Isielenis (8,91 pkt). Trenerem był Jan Boryczka, a kierownikiem Lucjan Mężyk[69].
- 1978 – Międzynarodowe Zawody Spadochronowe – Burgas (Bułgaria). Klasyfikacja indywidualna: I miejsce – Jan Bober. Skoki grupowe – I miejsce – Jan Bober. Klasyfikacja zespołowa: II miejsce – Aeroklub Gliwicki[69].

##### 1979
- 1979 – 20–27 maja V Międzynarodowe Klubowe Zawody Spadochronowe Gliwice 1979.
- 1979 – 17–23 czerwca I Mistrzostwa Polski w Wieloboju Spadochronowym – Mielec. Udział skoczków Sekcji Spadochronowej AGl.
- 1979 – 23–29 lipca XXIII Mistrzostwa Polski Seniorów – Lublin. Klasyfikacja ogólna: X miejsce – Edward Miler, XXXIII miejsce – Andrzej Młyński. Klasyfikacja indywidualna wśród zawodników cywilnych: I miejsce – Edward Miler.
- 1979 – Międzynarodowe Zawody Spadochronowe – Prešov (Czechosłowacja). Klasyfikacja ogólna: I miejsce – Marcin Wilk.
- 1979 – Międzynarodowe Zawody Spadochronowe – Burgas (Bułgaria). Klasyfikacja indywidualna (celność): III miejsce – Andrzej Grabania. Klasyfikacja drużynowa w skokach na plażę: I miejsce – Andrzej Grabania, Zdzisław Śliwa, Marcin Wilk.
- 1979 – Mistrzostwa Polski Juniorów – Łódź. Akrobacja indywidualna: III miejsce – Roman Grudziński[23].
- 1979 – I zawody spadochronowe o „Puchar Naczelnika Miasta Świdnik” – Świdnik. Klasyfikacja ogólna: II miejsce – Andrzej Młyński. Klasyfikacja drużynowa: II miejsce – Aeroklub Gliwicki.
- 1979 – W Międzynarodowych Zawodach Spadochronowych o Challenge Jesieni – Chambéry (Francja). Brała udział ekipa Aeroklubu Gliwickiego: Jan Bober, Edward Miler, Witold Lewandowski, Zdzisław Śliwa, Jan Strzałkowski, Andrzej Młyński, instruktor – Jan Boryczka.

#### Lata 1980–1989

##### 1980
- 1980 – 12–16 marca VIII Zimowe Zawody Spadochronowe – Jeżów Sudecki (wielobój zimowy)[ar]. Klasyfikacja indywidualna (celność): II miejsce – Marcin Wilk (0,25 m). Klasyfikacja końcowa indywidualnie: IV miejsce – Marcin Wilk (1569 pkt). Klasyfikacja drużynowa: V miejsce – Aeroklub Gliwicki (2982 pkt).
- 1980 – 14–17 maja VI Międzynarodowe Klubowe Zawody Spadochronowe Gliwice 1980.
- 1980 – 14–23 czerwca XVIII Spadochronowe Mistrzostwa Polski Juniorów – Gliwice 1980.

##### 1981
- 1981 – 5–12 września XXV Spadochronowe Mistrzostwa Polski konkurencje klasyczne – Gliwice 1981.

##### 1982
- 1982 – 23–28 sierpnia XXVI Spadochronowe Mistrzostwa Polski – Zielona Góra. Klasyfikacja indywidualna (dwubój): XXX miejsce – Andrzej Młyński. Konkurencja (celność): 1156 pkt (akrobacja): 484 pkt, ogółem: 1640 pkt.
- 1982 – 23–28 sierpnia XIX Spadochronowe Mistrzostwa Polski Juniorów – Zielona Góra. Konkurencja (celność): 36 pkt (akrobacja): 100 pkt, Ogółem punktów: 136. VI miejsce – Roman Grudziński. Konkurencja (celność): 784 pkt (akrobacja): 841 pkt, Ogółem punktów: 1625. XXX miejsce – Piotr Knop.

##### 1983
- 1983 – 12–22 maja VII Międzynarodowe Klubowe Zawody Spadochronowe Gliwice 1983.
- 1983 – 2–5 czerwca X Zawody Spadochronowe – Prešov (Czechosłowacja). Klasyfikacja (celność indywidualnie): VI miejsce – Jan Strzałkowski (4,94 m), IX miejsce – Andrzej Młyński (7,87), X miejsce – Witold Lewandowski (11,20 m), XI miejsce – Piotr Knop (11,99 m), XIII miejsce – Jan Isielenis (12,13 m), XV miejsce – Marcin Willner (15,64 m). Klasyfikacja (celność drużynowo): III miejsce – Aeroklub Gliwicki I Jan Strzałkowski (8,01 m), Andrzej Młyński (1,36 m), Piotr Knop (3,04 m), V miejsce – Aeroklub Gliwicki II (Witold Lewandowski 5,80 m), Jan Isielenis (0,61 m), Marcin Willner (8,28 m).
- 1983 – 22–24 lipca Międzynarodowe Zawody Spadochronowe o „Puchar ROW” – Rybnik. Klasyfikacja (celność indywidualnie): XII miejsce Roman Grudziński (3,85 pkt), XIII miejsce – Marcin Wilk (3,87 pkt), XVII miejsce – Jan Isielenis (5,81 pkt), XXII miejsce – Witold Lewandowski (8,74 pkt). Klasyfikacja (celność drużynowo): V miejsce – Aeroklub Gliwicki (Roman Grudziński, Marcin Wilk, Jan Isielenis, Witold Lewandowski).
- 1983 – 24–30 lipca Mistrzostwa Polski w Pięcioboju Spadochronowym – Mielec. Klasyfikacja ogólna: XIII miejsce – Mariusz Bieniek, Piotr Knop, Bogdan Bryzik.
- 1983 – 5–8 sierpnia XX Spadochronowe Mistrzostwa Polski Juniorów. Klasyfikacja ogólna: VI miejsce – Piotr Knop, XVIII miejsce – Marcin Wilk.
- 1983 – 27–29 sierpnia Międzynarodowe Zawody Spadochronowe – Szlezwik-Holsztyn (RFN). Klasyfikacja indywidualna: III miejsce – Andrzej Młyński, nn miejsce – Piotr Knop, X miejsce – Marcin Wilk, XXIV miejsce – Witold Lewandowski. Klasyfikacja drużynowa: IV miejsce – Aeroklub Gliwicki (Piotr Knop, Marcin Wilk, Andrzej Młyński, Witold Lewandowski).
- 1983 – 20–24 września XII Ogólnopolskie Zawody Spadochronowe im. Wiesława Szelca – Krosno. Klasyfikacja indywidualna: I miejsce – Roman Grudziński (0,02 m), XVI miejsce – Piotr Knop (3,40 m), XVIII miejsce – Jan Strzałkowski (4,27 m).
- 1983 – 21–24 października II Barbórkowe Zawody Spadochronowe – Katowice. Klasyfikacja indywidualna (celność): ? miejsce – Roman Grudziński (0,54 m), XIX miejsce – Andrzej Młyński (2,03 m), XX miejsce – Jan Isielenis (2,60 m). Klasyfikacja indywidualna (akrobacja): X miejsce – Andrzej Młyński (32,25 s), XI miejsce – Roman Grudziński (34,66 s), XIV miejsce – Jan Isielenis (38,45 s). Klasyfikacja indywidualna (dwubój): XI miejsce – Roman Grudziński, XIII miejsce – Andrzej Młyński, XIV miejsce – Jan Isielenis. Klasyfikacja drużynowa: (celność) V miejsce – Aeroklub Gliwicki (akrobacja): III miejsce – Aeroklub Gliwicki (dwubój): III miejsce – Aeroklub Gliwicki.

##### 1984
- 1984 – 20–27 maja XV Spadochronowe Mistrzostwa Śląska 1984.
- 1984 – 28–30 czerwca I Spadochronowe Zawody o Puchar Opola – Opole. Klasyfikacja indywidualna (celność): III miejsce – Witold Lewandowski (1,13 m), V miejsce – Jan Strzałkowski (2,23 m), VI miejsce – Marcin Wilk (3,15 m). Klasyfikacja drużynowa: I miejsce – Aeroklub Gliwicki (Witold Lewandowski, Jan Strzałkowski, Marcin Wilk).
- 1984 – 1–8 lipca VI Mistrzostwa Polski w Wieloboju Spadochronowym – Mielec. Klasyfikacja indywidualna: (pływanie: XXXIX miejsce – Marek Boryczka, XX miejsce – Piotr Knop), (strzelanie: LI miejsce – Marek Boryczka, XV miejsce – Piotr Knop), (bieg: XXVI miejsce – Marek Boryczka, XXXI miejsce – Piotr Knop), (skoki: XXXII miejsce – Marek Boryczka, V miejsce – Piotr Knop). Klasyfikacja ogólna: XXIX miejsce – Marek Boryczka, XVI miejsce – Piotr Knop.
- 1984 – 22–29 lipca XXI Spadochronowe Mistrzostwa Polski Juniorów – Kielce. W zawodach wzięli udział: Bogdan Bryzik, Piotr Knop.
- 1984 – 23–27 lipca Międzynarodowe Zawody Spadochronowe o Puchar ROW – Rybnik. Klasyfikacja indywidualna: (celność: XI miejsce – Witold Lewandowski, VI miejsce – Andrzej Młyński, XVII miejsce – Jan Strzałkowski), (akrobacja: XIII miejsce – Witold Lewandowski, V miejsce – Andrzej Młyński, XII miejsce – Jan Strzałkowski), (ogólnie: XII miejsce – Witold Lewandowski, V miejsce – Andrzej Młyński, XV miejsce – Jan Strzałkowski). Klasyfikacja drużynowa: III miejsce – Aeroklub Gliwicki (Witold Lewandowski, Andrzej Młyński, Jan Strzałkowski).
- 1984 – 5–8 sierpnia XX Międzynarodowe Zawody O Puchar Zatoki Gdańskiej – Gdańsk. Klasyfikacja indywidualna (celność): XXIII miejsce – Andrzej Bączek, XXV miejsce – Marek Boryczka, XXVI miejsce – Piotr Dudzik. Klasyfikacja ogólna: IX miejsce – Aeroklub Gliwicki (Andrzej Bączek, Marek Boryczka, Piotr Dudzik).
- 1984 – 11–12 sierpnia Spadochronowe Mistrzostwa Północnych Niemiec – Lubeka (RFN). Klasyfikacja indywidualna (celność): XXXV miejsce – Jan Isielenis, VII miejsce – Witold Lewandowski, XI miejsce – Andrzej Młyński, XXXVI miejsce – Jan Strzałkowski. Klasyfikacja drużynowa: V miejsce – Aeroklub Gliwicki (Jan Isielenis, Witold Lewandowski, Andrzej Młyński, Jan Strzałkowski).
- 1984 – 7–8 września VI Ogólnopolskie Zawody Spadochronowe im. Wiesława Szelca – Krosno. Klasyfikacja indywidualna (celność): VII miejsce – Bogdan Bryzik (0,42 m), XI miejsce – Witold Lewandowski (1,00 m), X miejsce – Jan Strzałkowski (0,86 m). Klasyfikacja drużynowa: I miejsce – Aeroklub Gliwicki (2,28 m Bogdan Bryzik, Witold Lewandowski, Jan Strzałkowski).
- 1984 – 7–12 września III Barbórkowe Zawody Spadochronowe – Katowice. Klasyfikacja indywidualna (celność): XIII miejsce – Jan Isielenis (1,64 m), XI miejsce – Andrzej Młyński (1,12 m), XII miejsce – Marcin Wilk (1,50 m). Klasyfikacja drużynowa: IV miejsce – Aeroklub Gliwicki (4,26 m Jan Isielenis, Andrzej Młyński, Marcin Wilk).
- 1984 – Ogólnopolskie Zawody Spadochronowe – Krosno. Klasyfikacja drużynowa: I miejsce – Aeroklub Gliwicki (Mariusz Bieniek, Witold Lewandowski, Jan Strzałkowski.

##### 1985
- 1985 – 28–31 maja XVI Spadochronowe Mistrzostwa Śląska 1985.
- 1985 – 27–30 czerwca II Spadochronowe Zawody O Puchar Prezydenta Opola – Opole. Klasyfikacja indywidualna (celność): XVI miejsce – Bogdan Bryzik, Jan Isielenis, Jan Strzałkowski. Klasyfikacja drużynowa (celność): V miejsce – Aeroklub Gliwicki (Bogdan Bryzik, Jan Isielenis, Jan Strzałkowski).
- 1985 – 15–22 lipca IX Międzynarodowe Zawody Spadochronowe O Błękitną Wstęgę Odry – Wrocław. Klasyfikacja indywidualna (akrobacja): XII miejsce – Mariusz Bieniek, XIII miejsce – Marcin Wilk. Klasyfikacja drużynowa (celność): V miejsce – Aeroklub Gliwicki (Mariusz Bieniek, Bogdan Bryzik, Marcin Wilk).
- 1985 – 17–24 lipca XVII Międzynarodowe Zawody Spadochronowe o Puchar Miasta Lublina – Lublin. W zawodach wzięli udział: Jerzy Hercuń, Andrzej Bączek, Piotr Dudziak.
- 1985 – 25–30 lipca III Zawody Spadochronowe Aeroklubu Krakowskiego – Kraków. Klasyfikacja indywidualna (celność): XII miejsce – Piotr Dudziak,? miejsce – Andrzej Bączek,? miejsce – Ryszard Łodzikowski. Klasyfikacja indywidualna (akrobacja): X miejsce – Piotr Dudziak, XIX miejsce – Andrzej Bączek,? miejsce – Ryszard Łodzikowski. Klasyfikacja drużynowa (dwubój): VIII miejsce – Aeroklub Gliwicki (Piotr Dudziak, Andrzej Bączek, Ryszard Łodzikowski).
- 1985 – 22–30 sierpnia XXIX Spadochronowe Mistrzostwa Polski konkurencje klasyczne – Gliwice 1985.
- 1985 – 2–6 września Zawody Spadochronowe o Puchar Wojewódzkiego Sztabu Wojskowego w Rzeszowie – Rzeszów. Klasyfikacja indywidualna (celność): XXVII miejsce – Jan Strzałkowski, II miejsce – Roman Grudziński, VII miejsce – Bogdan Bryzik. Klasyfikacja indywidualna (akrobacja): VII miejsce – Jan Strzałkowski, II miejsce – Roman Grudziński, XXII miejsce – Bogdan Bryzik. Klasyfikacja drużynowa – II miejsce – Aeroklub Gliwicki.
- 1985 – Międzynarodowe Zawody Spadochronowe o Puchar ROW – Rybnik. W zawodach wzięli udział: Piotr Dudziak, Jerzy Hercuń.
- 1985 – Zawody Spadochronowe im. Wiesława Szelca – Krosno. Klasyfikacja indywidualna (celność): VI miejsce – Roman Grudziński, IX miejsce – Mariusz Bieniek, XIV miejsce – Jan Strzałkowski, Klasyfikacja drużynowa: II miejsce – Aeroklub Gliwicki.
- 1985 – XX Spadochronowe Mistrzostwa Polski Juniorów – Częstochowa. Klasyfikacja (celność): XLIX miejsce – Marek Boryczka, Bogdan Bryzik. Klasyfikacja (akrobacja): XXXIX miejsce – Marek Boryczka, Bogdan Bryzik. Klasyfikacja (dwubój): XLIV miejsce – Marek Boryczka, Bogdan Bryzik.

##### 1986
- 1986 – 4–9 lutego IV Zawody Spadochronowe Para-Ski – Poprad (Czechosłowacja). Klasyfikacja indywidualna (zjazd): XXIX miejsce – Bogdan Bryzik, IX miejsce – Jacek Gołębiewski, VI miejsce – Roman Grudziński. Klasyfikacja indywidualna (skoki): XLIII miejsce – Bogdan Bryzik, XVII miejsce – Jacek Gołębiewski, XXXVII miejsce – Roman Grudziński. Klasyfikacja drużynowa (sztafeta): X miejsce – Ekipa Aeroklubu Gliwickiego. Klasyfikacja indywidualna (ogólna): XXXI miejsce – Bogdan Bryzik, IX miejsce – Jacek Gołębiewski, XVI miejsce – Roman Grudziński.
- 1986 – 8–11 marca XI Zimowe Zawody Spadochronowe – Jelenia Góra-Jeżów Sudecki-Jakuszyce. Klasyfikacja indywidualna (pływanie): XI miejsce – Jacek Gołębiewski (761 pkt), I miejsce – Witold Lewandowski (1092 pkt), VIII miejsce – Jan Strzałkowski (891 pkt). Klasyfikacja indywidualna (strzelanie): XVI–XVII miejsce – Jacek Gołębiewski (160 pkt), II miejsce – Witold Lewandowski (680 pkt), III miejsce – Jan Strzałkowski (550 pkt). Klasyfikacja indywidualna (skoki): VI miejsce – Jacek Gołębiewski (959 pkt), II miejsce – Witold Lewandowski (988 pkt), III miejsce – Jan Strzałkowski (971 pkt). Klasyfikacja indywidualna (bieg narciarski): I miejsce – Jacek Gołębiewski (975 pkt), XI miejsce – Witold Lewandowski (290 pkt), XVII–XXI miejsce – Jan Strzałkowski (0 pkt). Klasyfikacja indywidualna (ogólna): I miejsce – Witold Lewandowski (3050 pkt), II miejsce – Jacek Gołębiewski (2825 pkt), V miejsce – Jan Strzałkowski (2412 pkt). Klasyfikacja skoki grupowe: II miejsce – Aeroklub Gliwicki (2881 pkt Jacek Gołębiowski, Jan Strzałkowski, Witold Lewandowski). Klasyfikacja drużynowa (ogólna): I miejsce – Aeroklub Gliwicki (8287 pkt Jacek Gołębiowski, Jan Strzałkowski, Witold Lewandowski).
- 1986 – 7–11 maja XII Międzynarodowe Świętokrzyskie Zawody Spadochronowe – Masłów. Klasyfikacja indywidualna (akrobacja): VI miejsce – Jan Isielenis, X miejsce – Bogdan Bryzik, XI miejsce – Jan Strzałkowski. Klasyfikacja indywidualna (celność): IV miejsce – Jan Isielenis, IX miejsce – Bogdan Bryzik, XXIII miejsce – Jan Strzałkowski. Klasyfikacja indywidualna (ogólna): IV miejsce – Jan Isielenis, VII miejsce – Bogdan Bryzik, XIV miejsce – Jan Strzałkowski. Klasyfikacja drużynowa: III miejsce – Aeroklub Gliwicki (Bogdan Bryzik, Jan Isielenis, Jan Strzałkowski).
- 1986 – 14–17 maja I Zawody Spadochronowe Dowódcy Wojsk Lotniczych – Zielona Góra. Klasyfikacja indywidualna (skoki): XIX miejsce – Jacek Gołębiewski, XVIII miejsce – Roman Grudziński, X miejsce – Jan Strzałkowski. Klasyfikacja indywidualna (pływanie): XXIV miejsce – Jacek Gołębiewski, XXV miejsce – Roman Grudziński, IX miejsce – Jan Strzałkowski. Klasyfikacja indywidualna (strzelanie): XXII miejsce – Jacek Gołębiewski, XVI miejsce – Roman Grudziński, XVII miejsce – Jan Strzałkowski. Klasyfikacja indywidualna (bieg): V miejsce – Jacek Gołębiewski, XIX miejsce – Roman Grudziński, XXII miejsce – Jan Strzałkowski. Klasyfikacja indywidualna (ogólna): XXI miejsce – Jacek Gołębiewski, XVIII miejsce – Roman Grudziński, XIII miejsce – Jan Strzałkowski. Klasyfikacja drużynowa: V miejsce – Jacek Gołębiewski, Roman Grudziński, Jan Strzałkowski.
- 1986 – Międzynarodowe Spadochronowe Mistrzostwa Zielonej Góry – Zielona Góra. Klasyfikacja indywidualna (akrobacja): XII miejsce – Jerzy Hercuń, II miejsce – Roman Grudziński, XVII miejsce – Marcin Wilk. Klasyfikacja indywidualna (celność): XVII miejsce – Jerzy Hercuń, VIII miejsce – Roman Grudziński, XVI miejsce – Marcin Wilk. Klasyfikacja indywidualna (ogólna): XIII miejsce – Jerzy Hercuń, V miejsce – Roman Grudziński, XVII miejsce – Marcin Wilk. Klasyfikacja drużynowa: III miejsce – Jerzy Hercuń, Roman Grudziński, Marcin Wilk.
- 1986 – 21–24 maja XVII Spadochronowe Mistrzostwa Śląska 1986.
- 1986 – 7–13 czerwca I Międzynarodowe Mistrzostwa Krakowa – Kraków. Klasyfikacja indywidualna (celność): XVIII miejsce – Bogdan Bryzik (0,42 pkt), XXVI miejsce – Jacek Gołębiewski (0,71 pkt), LXVI miejsce – Jerzy Hercuń (10,48 pkt), XXXIX miejsce – Marek Boryczka (1,80 pkt), LXVI miejsce – Roman Grudziński (20,00 pkt). Klasyfikacja drużynowa: VIII miejsce – Aeroklub Gliwicki (6,92  pkt Bogdan Bryzik, Jacek Gołębiewski, Jerzy Hercuń, Marek Boryczka, Roman Grudziński – nie sklasyfikowany).
- 1986 – 26–29 czerwca III Spadochronowe Zawody o Puchar Prezydenta Miasta Opola – Opole. Klasyfikacja indywidualna (celność): XIV miejsce – Marek Boryczka, VI miejsce – Jan Isielenis, III miejsce – Witold Lewandowski. Klasyfikacja indywidualna (akrobacja): IX miejsce – Marek Boryczka, XI miejsce – Jan Isielenis, X miejsce – Witold Lewandowski. Klasyfikacja indywidualna (ogólna): XII miejsce – Marek Boryczka, VII miejsce – Jan Isielenis, V miejsce – Witold Lewandowski. Klasyfikacja drużynowa: II miejsce – Aeroklub Gliwicki (Marek Boryczka, Jan Isielenis, Witold Lewandowski).
- 1986 – 19–22 lipca XII Międzynarodowe Zawody Spadochronowe o Błękitną Wstęgę Odry – Wrocław. Klasyfikacja indywidualna (celność): XII miejsce – Bogdan Bryzik, VI miejsce – Jan Isielenis, III miejsce – Krzysztof Janus. Klasyfikacja indywidualna (akrobacja): XIV miejsce – Bogdan Bryzik, VIII miejsce – Jan Isielenis, XIII miejsce – Krzysztof Janus. Klasyfikacja indywidualna (ogólna): XII miejsce – Bogdan Bryzik, V miejsce – Jan Isielenis, VI miejsce – Krzysztof Janus. Klasyfikacja drużynowa: III miejsce – Aeroklub Gliwicki (Bogdan Bryzik, Jan Isielenis, Krzysztof Janus).
- 1986 – 18–24 lipca XVIII Międzynarodowe Spadochronowe Mistrzostwa Lublina – Lublin. Klasyfikacja indywidualna (celność): XXXII miejsce – Artur Kuchta (5,47 pkt), XLVI miejsce – Dariusz Szczodry (11,97 pkt), XXXVII miejsce – Marcin Willner (8,51 pkt). Klasyfikacja grupowe skoki na celność lądowania: XVI miejsce – Aeroklub Gliwicki (15,99 pkt Artur Kuchta, Dariusz Szczodry Marcin Willner). Klasyfikacja indywidualna (akrobacja): XXXVII miejsce – Artur Kuchta (48,0 pkt), XXXVIII miejsce – Dariusz Szczodry (48,0 pkt), XXXVII miejsce – Marcin Willner (48,0 pkt). Klasyfikacja indywidualna (ogólna): XXXIX miejsce – Artur Kuchta (70 pkt), XLVII miejsce – Dariusz Szczodry (84 pkt), XL miejsce – Marcin Willner (75 pkt). Klasyfikacja drużynowa: XVI miejsce – Aeroklub Gliwicki (47 pkt Artur Kuchta, Dariusz Szczodry, Marcin Willner).
- 1986 – 27–31 lipca IV Międzynarodowe Zawody Spadochronowe – Kraków. Klasyfikacja indywidualna (celność): XI miejsce – Artur Kuchta, XI miejsce – Piotr Dudziak, XXIV miejsce – Dariusz Szczodry. Klasyfikacja indywidualna (akrobacja): XXIV miejsce – Artur Kuchta, V miejsce – Piotr Dudziak, XXIV miejsce – Dariusz Szczodry. Klasyfikacja indywidualna (ogólna): XIX miejsce – Artur Kuchta, IX miejsce – Piotr Dudziak, XXIV miejsce – Dariusz Szczodry.
- 1986 – 8–16 sierpnia XXIII Spadochronowe Mistrzostwa Polski Juniorów – Piotrków Trybunalski. Klasyfikacja indywidualna (celność): XXVII miejsce – Marek Boryczka (1,39 pkt), XIX miejsce – Piotr Dudziak (1,58 pkt). Klasyfikacja indywidualna (akrobacja): XIII miejsce – Piotr Dudziak (32,66 pkt), XXXV miejsce – Marek Boryczka (38,39 pkt). Klasyfikacja indywidualna (dwubój): XX miejsce – Piotr Dudziak (42 pkt), XXXIV miejsce – Marek Boryczka (62 pkt).
- 1986 – 8–16 sierpnia XXX Spadochronowe Mistrzostwa Polski Seniorów – Piotrków Trybunalski. Klasyfikacja indywidualna (celność): XXII miejsce – Roman Grudziński (0,16 pkt). Klasyfikacja indywidualna (akrobacja): XVIII miejsce – Roman Grudziński (27,49 pkt). Klasyfikacja indywidualna (dwubój): XXII miejsce – Roman Grudziński 40 pkt).
- 1986 – 16–18 sierpnia Międzynarodowe Międzyklubowe Zawody Spadochronowe – Ostrów Wielkopolski. Klasyfikacja indywidualna (celność): III miejsce – Bogdan Bryzik (0,26 pkt), IX miejsce – Artur Kuchta (1,91 pkt), XXI miejsce – Stanisław Dzwonkowski (23,14 pkt). Klasyfikacja drużynowa (celność): VI miejsce – Aeroklub Gliwicki (25,31 pkt). Klasyfikacja indywidualna (akrobacja): IV miejsce – Bogdan Bryzik (24,80 pkt), VI miejsce – Artur Kuchta (27,60 pkt). Klasyfikacja indywidualna (dwubój): III miejsce – Bogdan Bryzik, V miejsce – Artur Kuchta, XXI miejsce – Stanisław Dzwonkowski.
- 1986 – 21–26 sierpnia Międzynarodowe Zawody Spadochronowe Relativ – Szczecin. II miejsce – Mariusz Bieniek, Jerzy Hercuń, Witold Lewandowski, Marcin Wilk.
- 1986 – 8–13 września XII Międzynarodowe Zawody Spadochronowe o Puchar Tatr. Klasyfikacja indywidualna (celność): XX miejsce – Piotr Dudziak (1,55 m), VI miejsce – Roman Grudziński (0,19 m), XXIX miejsce – Ryszard Łodzikowski (4,14 m). Klasyfikacja grupowe skoki na celność lądowania: XI miejsce – Aeroklub Gliwicki (5,85 m Piotr Dudziak, Roman Grudziński, Ryszard Łodzikowski). Klasyfikacja indywidualna (akrobacja): XVI miejsce – Piotr Dudziak, IV miejsce – Roman Grudziński, XXXIX miejsce – Ryszard Łodzikowski. Klasyfikacja indywidualna (dwubój): XVIII miejsce – Piotr Dudziak (36 pkt), IV miejsce – Roman Grudziński (10 pkt), XXXIII miejsce – Ryszard Łodzikowski (63 pkt). Klasyfikacja drużynowa: VIII miejsce – Aeroklub Gliwicki (24 pkt Piotr Dudziak, Roman Grudziński, Ryszard Łodzikowski).
- 1986 – 20–27 września Międzynarodowe Zawody Spadochronowe – Budapeszt. W zawodach wzięli udział: Roman Grudziński, Jacek Gołębiewski.

##### 1987
- 1987 – 24–28 czerwca Międzynarodowe Zawody Spadochronowe o Puchar Prezydenta Miasta Opola – Opole. Klasyfikacja indywidualna (celność): VI miejsce – Bogdan Bryzik, XV miejsce – Piotr Dudziak. Klasyfikacja (akrobacja): II miejsce – Bogdan Bryzik, IX miejsce – Piotr Dudziak. Klasyfikacja ogólna: II miejsce – Bogdan Bryzik. Klasyfikacja drużynowa – IV miejsce Aeroklub Gliwicki (Bogdan Bryzik, Piotr Dudziak, Mirosław Flaszka).
- 1987 – 25–28 czerwca Zawody o „Puchar Bałtyku” – Słupsk. W zawodach wzięli udział: Jerzy Hercuń, Marcin Wilk, Mariusz Bieniek.
- 1987 – 26–28 czerwca IV Zawody o Puchar Naczelnika Miasta Świdnika – Świdnik. Klasyfikacja (celność grupowa): IV miejsce – Aeroklub Gliwicki (Marcin Willner, Jarosław Rubinkowski, Grzegorz Polewski). Klasyfikacja (ogólna): V miejsce – Aeroklub Gliwicki (Marcin Willner, Jarosław Rubinkowski, Grzegorz Polewski).
- 1987 – 26–29 czerwca XVIII Spadochronowe Mistrzostwa Śląska 1987.
- 1987 – 10–16 sierpnia XXXI Spadochronowe Mistrzostwa Polski – Katowice. Klasyfikacja indywidualna (celność): XLVI miejsce – Bogdan Bryzik, XVIII miejsce Roman Grudziński. Klasyfikacja drużynowa (celność): X miejsce – Aeroklub Gliwicki (Bogdan Bryzik, Roman Grudziński). Klasyfikacja indywidualna (akrobacja): XXXVII miejsce – Bogdan Bryzik, XIV miejsce Roman Grudziński. Klasyfikacja drużynowa (akrobacja): IX miejsce – Aeroklub Gliwicki (Bogdan Bryzik, Roman Grudziński). Klasyfikacja indywidualna ogólna: XLII miejsce – Bogdan Bryzik, XIV miejsce – Roman Grudziński. Klasyfikacja ogólna (drużynowo): IX miejsce – Aeroklub Gliwicki (Bogdan Bryzik, Roman Grudziński).
- 1987 – 27–30 sierpnia V Międzynarodowe Zawody Spadochronowe o Puchar ZSMP – Rybnik. Klasyfikacja (akrobacja zespołowa): II miejsce – Aeroklub Gliwicki (Jerzy Hercuń, Bogdan Bryzik, Marcin Wilk).
- 1987 – 11–15 września Ogólnopolskie Zawody Spadochronowe o Memoriał Wiesława Szelca – Krosno. Klasyfikacja indywidualna (celność): XV miejsce – Marcin Willner. Klasyfikacja indywidualna (akrobacja): XIV miejsce – Marcin Willner.
- 1987 – 24–30 września Międzynarodowe Zawodu o Puchar Tatr – Nowy Targ. W zawodach wzięli udział: Roman Grudziński, Bogdan Bryzik, Marcin Willner, Krzysztof Stawinoga.
- 1987 – wrzesień, Międzynarodowe Zawody Spadochronowe o Puchar Budapesztu – Budapeszt. W zawodach wzięli udział: Roman Grudziński, Piotr Dudziak.

##### 1988
- 1988 – XX Lubelskie Zawody Spadochronowe – Lublin. W zawodach wzięli udział: Robert Borodiuk, Jarosław Rubinkowski, Dariusz Nadzieja.
- 1988 – 26–29 maja XIX Spadochronowe Mistrzostwa Śląska 1988.
- 1988 – 27–30 czerwca V Spadochronowe Mistrzostwa Opola – Opole. W zawodach wzięli udział: Dariusz Nadzieja, Jarosław Rubinkowski, Krzysztof Wąsik.
- 1988 – 3–10 lipca XXXII Spadochronowe Mistrzostwa Polski – Rybnik. Klasyfikacja indywidualna (celność): XLII miejsce – Roman Grudziński (0,34 pkt). Klasyfikacja indywidualna (akrobacja): XX miejsce – Roman Grudziński (37,82 pkt). Klasyfikacja indywidualna (dwubój): XXXIV miejsce – Roman Grudziński (62 pkt). Klasyfikacja grupowa (celność): IX miejsce – Okręg Bielsko-Biała (25 pkt Marek Groborz, Leszek Żak, Roman Grudziński, Leszek Dawidziuk, Zbigniew Łaski).
- 1988 – 16–17 lipca XII Zawody Spadochronowe o Puchar Prezydenta Krosna i X Ogólnopolskie Zawody Spadochronowe o „Memoriał Wiesława Szelca” – Krosno. Klasyfikacja indywidualna (celność): VIII miejsce – Jarosław Rubinkowski (0,31 pkt), X miejsce – Marcin Willner (0,34 pkt), XVI miejsce – Krzysztof Wąsik (0,57 pkt). Klasyfikacja indywidualna (akrobacja): XV miejsce – Krzysztof Wąsik (27,80 pkt), XVII miejsce – Jarosław Rubinkowski (40,10 pkt), XXIV miejsce – Marcin Willner (45,40 pkt). Klasyfikacja indywidualna (dwubój): XI miejsce – Jarosław Rubinkowski (25 pkt), XV miejsce – Krzysztof Wąsik (31 pkt), XVII–XVIII miejsce – Marcin Willner (34 pkt). Klasyfikacja drużynowa: III miejsce – Aeroklub Gliwicki (34 pkt Jarosław Rubinkowski, Krzysztof Wąsik, Marcin Willner).
- 1988 – 20–28 sierpnia X Mistrzostwa Polski w Wieloboju Spadochronowym Juniorów – Kielce. Klasyfikacja generalna: IV miejsce – Robert Borodiuk 3044 pkt (X miejsce – skoki 740 pkt, IV miejsce – pływanie 905 pkt, X miejsce – strzelanie 480 pkt, V miejsce – bieg przełajowy 919 pkt), VII miejsce – Dariusz Nadzieja 2735 pkt (IX miejsce – skoki 766 pkt, VIII miejsce – pływanie 861 pkt, XVII miejsce – strzelanie 80 pkt, II miejsce – bieg przełajowy 1028 pkt). Klasyfikacja drużynowa (celność lądowania): VIII miejsce – Okręg Bielsko-Bialski 2592 pkt (Robert Borodiuk, Dariusz Nadzieja, Ryszard Sobczak). Klasyfikacja drużynowa (ogólna): VIII miejsce – Okręg Bielsko-Bialski 11839 pkt (Robert Borodiuk, Dariusz Nadzieja, Ryszard Sobczak).
- 1988 – 26–30 sierpnia V Międzynarodowe Zawody Spadochronowe Aeroklubu Krakowskiego – Kraków. Klasyfikacja indywidualna (celność): II miejsce – Roman Grudziński, XIX miejsce – Jarosław Rubinkowski, XXII miejsce – Krzysztof Stawinoga. Klasyfikacja indywidualna (akrobacja): III miejsce – Roman Grudziński, XXII miejsce – Jarosław Rubinkowski, XV miejsce – Krzysztof Stawinoga. Klasyfikacja ogólna: I miejsce – Roman Grudziński, XXIII miejsce – Jarosław Rubinkowski, XIX miejsce – Krzysztof Stawinoga. Klasyfikacja drużynowa: IV miejsce – Aeroklub Gliwicki (Roman Grudziński, Jarosław Rubinkowski, Krzysztof Stawinoga).
- 1988 – 1–6 września Międzynarodowe Zawody o Puchar Tatr. Klasyfikacja indywidualna (celność): IX miejsce – Roman Grudziński. Klasyfikacja indywidualna (akrobacja): XXI miejsce – Robert Borodiuk, II miejsce – Roman Grudziński. Klasyfikacja ogólna: V miejsce – Roman Grudziński.
- 1988 – II Spadochronowe Mistrzostwa Częstochowy – Rudniki. Klasyfikacja indywidualna (celność): XIII miejsce – Grzegorz Polewski, XVII miejsce – Krzysztof Stawinoga, XIII miejsce – Jan Isielenis.
- 1988 – 4 grudnia Barbórkowe Zawody Spadochronowe o Puchar Dyrektora Kopalni Węgla Kamiennego Staszic – Katowice. Klasyfikacja indywidualna (celność): II miejsce – Roman Grudziński (0,16 m), XVII miejsce – Jan Isielenis (0,36 m), X-XI miejsce – Jarosław Rubinkowski (0,34 m). Klasyfikacja skoki grupowe na celność lądowania: III miejsce – Aeroklub Gliwicki (0,89 m Roman Grudziński, Jan Isielenis, Jarosław Rubinkowski).
- 1988 – członek Kadry Narodowej Roman Grudziński reprezentował Polskę podczas zawodów w NRD i mistrzostw państw socjalistycznych w Czechosłowacji.

##### 1989
- 1989 – 26–28 maja XX Spadochronowe Mistrzostwa Śląska 1989
- 1989 – 29–31 lipca VII Międzynarodowe Zawody Spadochronowe – Kraków. Klasyfikacja indywidualna (celność): XV miejsce – Artur Kuchta, XI miejsce – Grzegorz Polewski, XXII miejsce – Wiesław Walasiewicz. Klasyfikacja drużynowa: VI miejsce – Aeroklub Gliwicki (Artur Kuchta, Grzegorz Polewski, Wiesław Walasiewicz).
- 1989 – 9–15 sierpnia XI Mistrzostwa Polski w Wieloboju Spadochronowym – Mielec. Klasyfikacja indywidualna (celność lądowania): XVIII miejsce – Dariusz Nadzieja (1132 pkt), XX miejsce – Robert Borodiuk (1052 pkt). Klasyfikacja indywidualna (strzelanie): XXIV miejsce – Dariusz Nadzieja (160 pkt), XXV miejsce – Robert Borodiuk (158 pkt). Klasyfikacja indywidualna (pływania): XIII miejsce – Robert Borodiuk (1.19,9), XIV miejsce – Dariusz Nadzieja (1.20,5). Klasyfikacja indywidualna (bieg przełajowy): VII miejsce – Robert Borodiuk (10,19), XV miejsce – Dariusz Nadzieja (10,58). Klasyfikacja indywidualna (ogólna): XVII miejsce – Robert Borodiuk (3346 pkt), XVIII miejsce – Dariusz Nadzieja (3452 pkt).
- 1989 – 21–28 sierpnia XXVI Spadochronowe Mistrzostwa Polski Juniorów – Jelenia Góra. Klasyfikacja indywidualna (celność lądowania): XXVIII miejsce – Marek Boryczka (0,89 m), XXXVII miejsce – Krzysztof Stawinoga (1,08 m). Klasyfikacja indywidualna (akrobacja): XVI miejsce – Marek Boryczka (31,02), XIV miejsce – Krzysztof Stawinoga (30,98). Klasyfikacja indywidualna (dwubój): XXI miejsce – Marek Boryczka (44 pkt), XXIX miejsce – Krzysztof Stawinoga (52 pkt).
- 1989 – 21–28 sierpnia XXXIII Spadochronowe Mistrzostwa Polski – Jelenia Góra. Klasyfikacja indywidualna (celność lądowania): LIV miejsce – Marek Boryczka (0,89 m), LX miejsce – Krzysztof Stawinoga (1,08 m). Klasyfikacja indywidualna (akrobacja): XLIII miejsce – Marek Boryczka (31,02), XLI miejsce – Krzysztof Stawinoga (30,98). Klasyfikacja indywidualna (dwubój): XLIX miejsce – Marek Boryczka (97 pkt), LV miejsce – Krzysztof Stawinoga (101 pkt).
- 1989 – 21–28 sierpnia I Spadochronowe Mistrzostwa Polski w Akrobacji Zespołowej RW-4 Jelenia Góra 1989.
- 1989 – 29 sierpnia–1 września VI Międzynarodowe Zawody Spadochronowe o „Puchar ROW” – Rybnik. Klasyfikacja indywidualna (celność): ? miejsce – Sebastian Guzy, XXIII miejsce – Oktawian Guzy, XXXIII miejsce – Piotr Wybraniec. Klasyfikacja drużynowa: VII miejsce – Aeroklub Gliwicki (Sebastian Guzy, Oktawian Guzy, Piotr Wybraniec).
- 1989 – 29 sierpnia–6 września XXVI Międzynarodowe Spadochronowe Mistrzostwa – Lublin. Klasyfikacja indywidualna (celność): XI miejsce – Grzegorz Polewski, XXVI miejsce – Krzysztof Stawinoga. Klasyfikacja indywidualna (akrobacja): XIII miejsce – Grzegorz Polewski, III miejsce – Krzysztof Stawinoga. Klasyfikacja indywidualna (dwubój): IX miejsce – Grzegorz Polewski, XV miejsce – Krzysztof Stawinoga.
- 1989 – Spadochronowe Mistrzostwa Świata w RW-4 – Barcelona. Wzięła udział drużyna Aeroklubu Gliwickiego w składzie: Mariusz Bieniek, Bogdan Bryzik, Piotr Knop, Marcin Wilk.

#### Lata 1990–1999

##### 1990
- 1990 – 22–30 września Puchar Europy w RW-4 – Gap. Klasyfikacja zespołowa: XVI miejsce – Kadra Narodowa Aeroklubu Polskiego (Mariusz Bieniek, Bogdan Bryzik, Piotr Knop, Marcin Wilk), Startowało 17 ekip.

##### 1991
- 1991 – Spadochronowe Mistrzostwa Wojska Polskiego w RW-4 – Kraków. Klasyfikacja zespołowa: I miejsce – Mariusz Bieniek, Krzysztof Filus, Piotr Knop, Marcin Wilk.
- 1991 – 1–12 sierpnia IX Spadochronowe Mistrzostwa Świata w RW – Lučenec (Czechosłowacja). Klasyfikacja zespołowa: XXIII miejsce – Kadra Narodowa Aeroklubu Polskiego (Mariusz Bieniek, Marcin Wilk, Piotr Knop i Krzysztof Filus. Startowało 27 ekip.

##### 1993
- 1993 – 25–28 września II Spadochronowe Mistrzostwa Polski w Akrobacji Zespołowej RW-4 Nowy Targ 1993.

##### 1994
- 1994 – 4–6 marca Ogólnopolski Zimowy Wielobój Spadochronowy – Jelenia Góra-Szklarska Poręba. Klasyfikacja indywidualna (ogólna): LXII miejsce – Bartosz Wasielewski (skoki 0 pkt, strzelanie 866 pkt, bieg narciarski 0 pkt, pływanie 758 pkt, bieg na orientację 931 pkt, suma 2555 pkt), LXIII miejsce – Piotr Królak (skoki 790 pkt, strzelanie 796 pkt, bieg narciarski 0 pkt, pływanie 916 pkt, bieg na orientację 0 pkt, suma 2502 pkt), LXVI miejsce – Wiesław Walasiewicz (skoki 0 pkt, strzelanie 886 pkt, bieg narciarski 0 pkt, pływanie 958 pkt, bieg na orientację 0 pkt, suma 1844 pkt).
- 1994 – 29 czerwca–3 lipca III Spadochronowe Mistrzostwa Polski w Akrobacji Zespołowej RW-4 Kraków 1994.

##### 1995
- 1995 – 23–25 lutego I Puchar Polski Para-Ski – Bielsko Biała-Szczyrk. Klasyfikacja indywidualna (slalom gigant):IX miejsce – Jan Isielenis (1.16,28), XXIII miejsce – Mariusz Bieniek (1.21,93), XLI miejsce – Marcin Wilk (1.31,07). Klasyfikacja drużynowa (slalom gigant): VII miejsce – Aeroklub Gliwicki (73 pkt Jan Isielenis, Mariusz Bieniek, Marcin Wilk). Klasyfikacja indywidualna (celność lądowania): XXX miejsce – Jan Isielenis (151 pkt), XXXIV miejsce – Marcin Wilk (173 pkt), XXXVII miejsce – Mariusz Bieniek (189 pkt). Klasyfikacja indywidualna (dwubój): XV miejsce – Jan Isielnis (39 pkt), XXXIV miejsce – Mariusz Bieniek (60 pkt), XLIII miejsce – Marcin Wilk (75 pkt). Klasyfikacja drużynowa: X miejsce – Aeroklub Gliwicki (9  pkt Jan Isielenis, Mariusz Bieniek, Marcin Wilk).
- 1995 – 18 czerwca II Ogólnopolski Wielobój Spadochronowy Łódź. Udział wzięli: Joachim Hatko, Artur Król i Piotr Macalik.
- 1995 – 25–27 sierpnia IV Spadochronowe Mistrzostwa Polski w Akrobacji Zespołowej RW-4 Zielona Góra 1995.
- 1995 – 23 września, I Spadochronowe Mistrzostwa Śląska Juniorów w celności lądowania 1995.
- 1995 – 3–10 września XXV Międzynarodowe Zawody Spadochronowe o „Puchar Tatr” – Nowy Targ. Klasyfikacja indywidualna (celność lądowania): V miejsce – Wiesław Walasiewicz (5 pkt), Klasyfikacja indywidualna (akrobacja): XIII miejsce – Wiesław Walasiewicz. Klasyfikacja indywidualna (dwubój): XVIII miejsce – Wiesław Walasiewicz.
- 1995 – Spadochronowe Mistrzostwa Polski Zielona Góra. Agnieszka Czajka startowała, reprezentując WKS Wawel Kraków.

##### 1996
- 1996 – 14–16 marca II Puchar Polski Para-Ski – Bielsko Biała-Szczyrk. Klasyfikacja indywidualna (celność lądowania): XVII miejsce – Piotr Polewski (0,11), XXVI miejsce – Jan Isielenis (0,52), XXXIII miejsce – Danuta Polewska (1,44)[as]. Klasyfikacja indywidualna (slalom gigant): VII miejsce – Jan Isielenis (58,28), XIX miejsce – Piotr Polewski (1.05,03), XXXIV miejsce – Danuta Polewska (1.16,88). Klasyfikacja indywidualna kobiety (slalom gigant): VI miejsce – Danuta Polewska (1.16,88). Klasyfikacja indywidualna kobiety (celność lądowania): VI miejsce – Danuta Polewska (1,44). Klasyfikacja indywidualna kobiety (ogólna): VII miejsce – Danuta Polewska (12 pkt). Klasyfikacja indywidualna: XI miejsce – Jan Isielenis (33 pkt), XV miejsce – Piotr Polewski, XLI miejsce – Danuta Polewska. Klasyfikacja drużynowa: V miejsce – Aeroklub Gliwicki (67 pkt Jan Isielenis, Danuta Polewska, Piotr Polewski).
- 1996 – 7–9 czerwca III Ogólnopolski Letni Wielobój Spadochronowy – Glinnik. Klasyfikacja indywidualna (skoki-dzień): XIX miejsce – Robert Krawczak, XIV miejsce – Dominik Orpel, XII miejsce – Tomasz Kurczyna, XXII-XXVI miejsce – Paweł Smuda. Klasyfikacja indywidualna (skok-noc): XIII-XXVIII miejsce – Robert Krawczak, XIII-XXVIII miejsce – Dominik Orpel, XIII-XXVIII miejsce – Tomasz Kurczyna, XIII-XXVIII miejsce – Paweł Smuda. Klasyfikacja indywidualna (strzelanie z kbks): III miejsce – Robert Krawczak, XXII miejsce – Dominik Orpel, XXVI miejsce – Tomasz Kurczyna, XVIII miejsce – Paweł Smuda. Klasyfikacja indywidualna (pływanie na 100 m): I miejsce – Paweł Smuda, X miejsce – Robert Krawczak, XIII miejsce – Dominik Orpel, XXVI miejsce – Tomasz Kurczyna. Klasyfikacja indywidualna (bieg): VIII miejsce – Paweł Smuda, IX miejsce – Dominik Orpel, XIII miejsce – Robert Krawczak, XXVI miejsce – Tomasz Kurczyna. Klasyfikacja indywidualna (ogólna): XIII miejsce – Robert Krawczak, XV miejsce – Paweł Smuda, XVII–XVIII miejsce – Dominik Orpel, XXIV miejsce – Tomasz Kurczyna. Klasyfikacja drużynowa: VI miejsce – Aeroklub Gliwicki (Robert Krawczak, Dominik Orpel, Tomasz Kurczyna, Paweł Smuda).
- 1996 – 27–30 czerwca XXIII Spadochronowe Mistrzostwa Polski Juniorów – Inowrocław. Klasyfikacja indywidualna kobiety (celność lądowania): II miejsce – Agnieszka Czajka (0,60 m). Klasyfikacja indywidualna ogólna (celność lądowania): XV miejsce – Agnieszka Czajka (0,60 m), XXVIII miejsce – Dominik Orpel (0,87 m). Klasyfikacja indywidualna kobiety (akrobacja): III miejsce – Agnieszka Czajka (4 pkt). Klasyfikacja indywidualna ogólna (akrobacja): XVIII miejsce – Agnieszka Czajka (18 pkt), XX miejsce – Dominik Orpel (20 pkt). Klasyfikacja indywidualna kobiety (dwubój): III miejsce – Agnieszka Czajka (7 pkt). Klasyfikacja indywidualna ogólna (dwubój): XVIII miejsce – Agnieszka Czajka (33 pkt), XXVII miejsce – Dominik Orpel (48 pkt).
- 1996 – 22–25 sierpnia V Spadochronowe Mistrzostwa Polski w Akrobacji Zespołowej RW-4 Nowy Targ 1996.
- 1996 – 22–25 sierpnia XL Spadochronowe Mistrzostwa Polski w Akrobacji i Celności – Nowy Targ. Klasyfikacja indywidualna kobiety (celność lądowania): VII miejsce – Agnieszka Czajka (68 pkt). Klasyfikacja indywidualna kobiety (akrobacja): VI miejsce – Agnieszka Czajka (37,68 s). Klasyfikacja indywidualna kobiety (dwubój): VII miejsce – Agnieszka Czajka (10 pkt). Klasyfikacja indywidualna (celność lądowania): XXXVI miejsce – Wiesław Walasiewicz (55 pkt), XLII miejsce – Agnieszka Czajka (68 pkt), XLIV miejsce – Krzysztof Stawinoga (61 pkt). Klasyfikacja indywidualna (akrobacja): XLVI miejsce – Wiesław Walasiewicz (32,00 s), XXXIX miejsce – Agnieszka Czajka (26,03 s), XXXIII miejsce – Krzysztof Stawinoga (21,41 s). Klasyfikacja indywidualna (dwubój): XL miejsce – Krzysztof Stawinoga (77 pkt), XLII miejsce – Agnieszka Czajka (81 pkt), XLIII miejsce – Wiesław Walasiewicz (82 pkt). Klasyfikacja celność grupowa: VIII miejsce – Inter II 271 pkt (Izabela Pilarczyk, Agnieszka Czajka, Ewa Rybacka, Katarzyna Wójcik, Irena Paczek), IX miejsce – Inter I 372 pkt (Krzysztof Stawinoga, Wiesław Walasiewicz, Maciej Holas, Monika Klocek, Nobu Miwa).
- 1996 – Ogólnopolskie Zawody Spadochronowe – Ostrów Wielkopolski. Klasyfikacja indywidualna (celność lądowania): I miejsce – Piotr Królak.

##### 1997
- 1997 – 6–8 marca III Zawody Spadochronowo-Narciarskie o Puchar Polski Para-ski – Bielsko-Biała. Klasyfikacja indywidualna kobiety (celność lądowania): III miejsce – Danuta Polewska. Klasyfikacja indywidualna kobiety (dwubój – zjazd, celność lądowania): III miejsce – Danuta Polewska[70].
- 1997 – 24–25 maja Międzynarodowe Spadochronowe Mistrzostwa Śląska 1997.
- 1997 – 10–11 maja XIII Międzynarodowe Zawody Spadochronowe o Błękitną Wstęgę Odry – Wrocław. Klasyfikacja indywidualna (celność lądowania): X miejsce – Piotr Polewski (1,26 m), XXIV miejsce – Agnieszka Czajka (3,01 m), XXXI-XXXVI miejsce – Danuta Polewska (4,00 m).
- 1997 – 20–22 czerwca I Międzynarodowe Spadochronowe Mistrzostwa Polski Związku Polskich Spadochroniarzy – Katowice. Klasyfikacja indywidualna mężczyźni (celność lądowania): XXIV miejsce – Wiesław Walasiewicz (0,24 m), XXXIV miejsce – Artur Kuchta (0,29 m). Klasyfikacja indywidualna kobiety (celność lądowania): VII miejsce – Danuta Polewska (0,43 m), IX miejsce – Agnieszka Czajka (0,49 m). Klasyfikacja drużynowa (celność lądowania): X miejsce – ZPS Gliwice 0,78 m (Wiesław Walasiewicz, Artur Kuchta, Danuta Polewska), XIV miejsce – Inter I 1,08 m (Bogna Bielecka, Irena Paczek, Agnieszka Czajka).
- 1997 – 18–24 lipca XXIV Spadochronowe Mistrzostwa Polski – Radawiec. Klasyfikacja indywidualna juniorzy (celność lądowania): I miejsce – Agnieszka Czajka. Klasyfikacja juniorzy (dwubój): III miejsce – Agnieszka Czajka.
- 1997 – 27–28 września VI Międzynarodowe Spadochronowe Mistrzostwa Polski w Akrobacji Zespołowej RW-4 Gliwice 1997.
- 1997 – 1–5 października XXVII Międzynarodowe Zawody Spadochronowe o Puchar Tatr – Nowy Targ. Klasyfikacja indywidualna kobiety (celność lądowania): III miejsce – Agnieszka Czajka (32 pkt). Klasyfikacja ogólna (celność lądowania): XXVII miejsce – Agnieszka Czajka (32 pkt). Klasyfikacja celność grupowa: X miejsce – WKS Wawel II 155 pkt (Monika Filipowska, Ewa Rybacka, Agnieszka Czajka, Bogna Bielecka, Irena Paczek.

##### 1998
- 1998 – 28 stycznia–1 lutego, Puchar Świata (slalom gigant i konkurs na celność lądowania) Innsbruck (Austria). XVI miejsce – Jan Isielenis.
- 1998 – 9–10 maja XIV Międzynarodowe Zawody Spadochronowe o Błękitną Wstęgę Odry – Wrocław. Klasyfikacja indywidualna, kobiety: II miejsce – Danuta Polewska. Klasyfikacja indywidualna ogólna: XVII miejsce – Danuta Polewska. Klasyfikacja drużynowa: II miejsce – Robert Krawczak, Danuta Polewska, Piotr Błażewicz.
- 1998 – 29–30 maja Międzynarodowe Spadochronowe Mistrzostwa Śląska 1998.
- 1998 – 20 sierpnia VI Open Chempionship Czech Republic 4-WAY Dive – Kunovice. Klasyfikacja zespołowa: III miejsce – Polska (Bartłomiej Repka, Krzysztof Filus Artur Kuchta, Marcin Wilk, Wiesław Walasiewicz). Startowało 12 ekip. Zespół razem z trenerem Janem Isielenisem został zakwalifikowany do Kadry Narodowej w RW-4.
- 1998 – 19–20 września VII Międzynarodowe Spadochronowe Mistrzostwa Polski w Akrobacji Zespołowej RW-4 Gliwice 1998.
- 1998 – 31 grudnia XV Mikołajkowe Mistrzostwa Wrocławia – Szymanów. W zawodach brali udział: Danuta Polewska i Mariusz Bieniek[71].
- 1998 – I Ogólnopolskie Zawody Spadochronowe Łódź. Klasyfikacja indywidualna: VI miejsce – Jan Isielenis. Klasyfikacja drużynowa: III miejsce – Aeroklub Gliwicki (Jan Isielenis, Danuta Polewska i Bartosz Repka).

##### 1999
- 1999 – 24–27 lutego VI Puchar Polski Para-Ski – Bielsko-Biała. Klasyfikacja indywidualna (dwubój): VII miejsce – Jan Isielenis (26 pkt). Klasyfikacja drużynowa (dwubój): VII miejsce – ZPS Katowice (66 pkt Jan Isielenis, Tadeusz Ozga, Wojciech Wieczorkiewicz). Klasyfikacja indywidualna (zjazd narty): XI miejsce – Jan Isielenis (01:17,12). Klasyfikacja indywidualna (skok na celność lądowania): XV miejsce – Jan Isielenis (10 pkt).
- 1999 – Międzynarodowe Mistrzostwa Słowacji w RW-4. Klasyfikacja drużynowa: V miejsce Aeroklub Gliwicki (5 zawodników).
- 1999 – Międzynarodowe Mistrzostwa Czech w RW-4. Klasyfikacja drużynowa: III miejsce Aeroklub Gliwicki (5 zawodników).
- 1999 – Mistrzostwa Polski Związku Polskich Spadochroniarzy. Startowało 2 zawodników AGl.
- 1999 – Mistrzostwa Polski Konkurencje Klasyczne. Startowała 1 zawodniczka AGl.
- 1999 – Spadochronowe Mistrzostwa Wrocławia. Startowało 3 zawodników AGl.
- 1999 – Międzynarodowe Zawody Spadochronowe Wrocław. Startowało 2 zawodników AGl.
- 1999 – XVI Mikołajkowe Międzynarodowe Mistrzostwa Wrocławia – Wrocław. Klasyfikacja indywidualna, kobiety (celność lądowania): II miejsce – Danuta Polewska. Klasyfikacja seniorów (celność lądowania): III miejsce – Jan Isielenis.

#### Lata 2000–2009

##### 2000
- 2000 – VI Puchar Polski Para-Ski Bielsko-Biała. Klasyfikacja indywidualna ogólna: VIII miejsce – Jan Isielenis.
- 2000 – 22–23 stycznia I Noworoczne Zawody Spadochronowe – Łódź. Klasyfikacja indywidualna: III miejsce – Jan Isielenis (62 pkt), X miejsce – Danuta Polewska (266 pkt), XVI miejsce – Bartłomiej Repka (684 pkt). Klasyfikacja drużynowa (celność lądowania): III miejsce – Danuta Polewska, Jan Isielenis, Bartłomiej Repka (31 pkt).
- 2000 – 27–28 maja Międzynarodowe Spadochronowe Mistrzostwa Śląska 2000.
- 2000 – III Bystrzyckie Zawody Spadochronowe – Bystrzyca Kłodzka. Kategoria kobiet: I miejsce – Danuta Polewska[72].
- 2000 – 1–3 września VIII Spadochronowe Mistrzostwa Polski w Akrobacji Zespołowej RW-4 Gliwice 2000.
- 2000 – 3 września w miejscowości Piešťany, Danuta Polewska i Jan Szlęk wykonali skok z wysokości 7300 m, z samolotu Turbolet L-410.
- 2000 – 2–3 grudnia XVII Mikołajkowe Mistrzostwa Wrocławia o Puchar Gazety Wyborczej – Szymanów. Klasyfikacja indywidualna (celność lądowania) kobiety: II miejsce – Aleksandra Knapik (0,38 m), II miejsce – Danuta Polewska (0,38 m). Klasyfikacja drużynowa: III miejsce – G.M.D (2,46 Danuta Polewska, Jaromir Bejtkovsky, Jan Krs), XII miejsce – ZARDOZ (15,73 Aleksandra Knapik, Rafał Grabowski, Mariusz Wolak)[73].

##### 2001
- 2001 – 12–14 stycznia II Noworoczne Zawody Spadochronowe – Łódź. Klasyfikacja indywidualna (kobiety): I miejsce – Aleksandra Knapik (26 cm). Klasyfikacja indywidualna: VI miejsce – Bartłomiej Repka (15 cm), VIII miejsce – Aleksandra Knapik (26 cm), XVII – Jan Isielenis (308 cm). Klasyfikacja drużynowa: IV miejsce – Aeroklub Gliwicki (349 cm Aleksandra Knapik, Bartłomiej Repka, Jan Isielenis).
- 2001 – Zawody o Puchar Polski Para-ski Bielsko-Biała. Klasyfikacja indywidualna zjazd: VII miejsce – Jan Isielenis. Klasyfikacja indywidualna ogólna: XII miejsce – Jan Isielenis.
- 2001 – 27–28 maja Międzynarodowe Spadochronowe Mistrzostwa Śląska 2001[74].
- 2001 – 4–6 maja XVII Międzynarodowe Zawody Spadochronowe o Błękitną Wstęgę Odry – Wrocław. Klasyfikacja indywidualna (kobiety): III miejsce – Aleksandra Knapik (6,03 m)[74][75].

##### 2002
- 2002 – 21–23 lutego VI Puchar Polski Para-Ski – Bielsko-Biała. Klasyfikacja indywidualna (dwubój): XII miejsce – Jan Isielenis (29 pkt), XX miejsce – Bartłomiej Repka (36 pkt). Klasyfikacja drużynowa (dwubój): VII miejsce – Wawel IV (57 pkt Jan Isielenis, Marcin Mazur, Bartłomiej Repka). Klasyfikacja indywidualna (slalom gigant): V miejsce – Jan Isielenis (1:14,08), XXIV miejsce – Bartłomiej Repka (1,28,38. Klasyfikacja indywidualna (skok na celność lądowania): XII miejsce – Bartłomiej Repka (71 pkt), XXIV miejsce – Jan Isielenis (127 pkt).
- 2002 – 1–2 czerwca 2002 roku Międzynarodowe Spadochronowe Mistrzostwa Śląska 2002.
- 2002 – 21 lipca Ogólnopolskie Zawody Spadochronowe o Puchar Prezydenta Miasta Kalisza – Michałków. Klasyfikacja indywidualna (celność lądowania): VII miejsce – Jan Isielenis (2,19 pkt). Klasyfikacja drużynowa (celność lądowania): II miejsce – ZPS Katowice (6,84 pkt Danuta Polewska, Jan Isielenis, Andrzej Naumienia).
- 2002 – 21–22 września II Mistrzostwa P.O.P.S. Polski – Jelenia Góra. Klasyfikacja indywidualna: XV–XVI miejsce – Jan Isielenis (0,86 m). Klasyfikacja HIT&ROCK: IV miejsce – Jan Isielenis.
- 2002 – 29–30 sierpnia X Spadochronowe Mistrzostwa Polski w Akrobacji Zespołowej RW-4 Ostrów Wielkopolski 2002.
- 2002 – Ogólnopolskie Zawody Spadochronowe – Ostrów Wielkopolski. Klasyfikacja drużynowa: II miejsce – drużyna w składzie Jan Isielenis, Danuta Polewska i Andrzej Naumienia.
- 2002 – Ogólnopolskie Spadochronowe Mistrzostwa ZPS Stalowa Wola. Wzięli udział: Krystyna Bielecka, Szymon Szpitalny i Damian Ragus.

##### 2003
- 2003 – 27 lutego–1 marca IX Puchar Polski Para-ski – Bielsko-Biała. Klasyfikacja indywidualna, dwubój (zjazd i celność lądowania): XV miejsce – Jan Isielenis, XXI miejsce – Danuta Polewska, XLIV miejsce – Tomasz Kurczyna. Klasyfikacja drużynowa (dwubój): XI miejsce – Aeroklub Gliwicki (80 pkt Jan Isielenis, Danuta Polewska, Tomasz Kurczyna). Klasyfikacja indywidualna (dwubój kobiety): I miejsce – Danuta Polewska.
- 2003 – 7–8 czerwca Międzynarodowe Spadochronowe Mistrzostwa Śląska 2003.
- 2003 – 30 września, udział czterech skoczków Aeroklubu Gliwickiego w ustanowieniu rekordu Polski w RW-30 – Piotrków Trybunalski: Marcin Wilk, Mariusz Bieniek, Piotr Knop, Krzysztof Stawinoga w klasie G–G-2-c-2 największa formacja w grupie „Relative Work”[76].
- 2003 – I Mistrzostwa w Akrobacji Zespołowej w RW-2 – Piotrków Trybunalski. Klasyfikacja drużynowa: II miejsce – Zbigniew Izbicki, Szymon Szpitalny, Mariusz Bieniek (kamera).

##### 2004
- 2004 – 29–30 maja Międzynarodowe Spadochronowe Mistrzostwa Śląska 2004.
- 2004 – 24 lipca Gliwickie Zawody w Dwuboju Spadochronowym Gliwice 2004.
- 2004 – 15 sierpnia XXII Świętokrzyskie Zawody Spadochronowe i IX Zawody Para-Rura – Masłów, Nowiny. Klasyfikacja indywidualna (celność lądowania): XVI miejsce – Stanislav Ivan (0,53 m), XX miejsce – Jan Isielenis (1,71 m), XLIII miejsce – Marcin Stencel (14,00 m). Klasyfikacja drużynowa (celność lądowania): X miejsce – Aeroklub Gliwicki (16,24 pkt Stanislav Ivan, Jan Isielenis, Marcin Stencel). Klasyfikacja indywidualna (zjazd): IX miejsce – Marcin Stencel (33,23), XX miejsce – Jan Isielenis (34,70), XIV miejsce – Stanislav Ivan (34,36).
- 2004 – 3–5 września XII Międzynarodowe Spadochronowe Mistrzostwa Polski w Akrobacji Zespołowej RW-4 Ostrów Wielkopolski 2004.
- 2004 – 11–12 września I Piknik Spadochronowy Gliwice 2004.

##### 2005
- 2005 – 23–26 marca XI Puchar Polski Para-ski – Bielsko-Biała. Klasyfikacja indywidualna (kobiety zjazd): II miejsce – Danuta Polewska (02:00,94), III miejsce – Iwona Majewska (02:14,03), IV miejsce Emanuela Paczulla (02:26,01). Klasyfikacja indywidualna P.O.P.S. (mężczyźni zjazd): II miejsce – Jan Isielenis (01:43,80)[70]. Klasyfikacja indywidualna(zjazd): XI miejsce – Jan Isielenis, XX miejsce – Danuta Polewska, XXXII miejsce – Emanuela Paczulla. Klasyfikacja drużynowa (zjazd): VI miejsce – Aeroklub Gliwicki (65 pkt Jan isielenis, Danuta Polewska, Emanuela Paczulla).
- 2005 – 28–29 maja Spadochronowe Mistrzostwa Śląska 2005.
- 2005 – 22–26 czerwca Mistrzostwa Europejskiej Federacji Spadochroniarzy w Wieloboju Spadochronowym – Tomaszów Mazowiecki[at][77]. Konkurencja Hit & Rock, klasyfikacja P.O.P.S.[au] (sprint spadochronowy): I miejsce – Jan Isielenis. Klasyfikacja ogólna Mistrzostw Europy: VIII miejsce – Jan Isielenis. Mistrzostwa Polski w Wieloboju Spadochronowym Związku Polskich Spadochroniarzy – Tomaszów Mazowiecki. Konkurencja „Hit & Rock” (sprint spadochronowy): II miejsce – Jan Isielenis[78][79][80].
- 2005 – 2–3 lipca VIII Bystrzyckie Zawody Spadochronowe – Lasówka[av]. Klasyfikacja indywidualna, kobiety: II miejsce – Danuta Polewska (1,51)[81]. Klasyfikacja indywidualna: VIII miejsce (1,51). Klasyfikacja drużynowa: I miejsce – 6 Brygada Powietrznodesantowa wspomagana przez Danutę Polewską (4,23)[82][83].
- 2005 – XIII Spadochronowe Mistrzostwa Polski w Akrobacji Zespołowej RW-4 Ostrów Wielkopolski 2005.

##### 2006
- 2006 – 23–25 marca XII Puchar Para-Ski – Bielsko-Biała/Szczyrk. Klasyfikacja indywidualna (slalom gigant): IV miejsce – Wojciech Schneider (01:31,03), XV miejsce – Jan Isielenis (01:40,53), XXV miejsce – Jacek Brzeziński (01:52,62). Klasyfikacja indywidualna (celność lądowania): IX miejsce – Jacek Brzeziński (110 pkt), XII miejsce – Jan Isielenis (246 pkt), XIX miejsce – Wojciech Schneider (400 pkt). Klasyfikacja indywidualna (dwubój): XVII miejsce – Wojciech Schneider (33 pkt), XIX miejsce – Jacek Brzeziński (34 pkt), XXIII miejsce – Jan Isielenis (37 pkt). Klasyfikacja drużynowa (dwubój): VI miejsce – Aeroklub Gliwicki (59 pkt Jan Isielenis, Wojciech Schneider, Jacek Brzeziński). Klasyfikacja indywidualna P.O.P.S.: IV–V miejsce – Jacek Brzeziński, VI miejsce – Jan Isielenis.
- 2006 – 27 maja Zawody Spadochronowe w RW–2 – Polska Nowa Wieś. II miejsce – Sznajdi–Gliwice (Emanuela Paczulla, Wojciech Schneider, Szymon Szpitalny – kamera)).
- 2006 – 1–3 września XIV Spadochronowe Mistrzostwa Polski w Akrobacji Zespołowej RW-4 Ostrów Wielkopolski 2006.
- 2006 – 9 września Spadochronowe Mistrzostwa Śląska 2006.
- 2006 – Mistrzostwa Polski w Wieloboju Spadochronowym P.O.P.S. – Łódź. Klasyfikacja ogólna: V miejsce – Jan Isielenis (II miejsce strzelanie z pistoletu).
- 2006 – Puchar Ligi RW–2. Klasyfikacja drużynowa: I miejsce – Emanuela Paczulla, Wojciech Schneider, Szymon Szpitalny (kamera), VI miejsce – Marcin Stencel, Tomasz Kurczyna.

##### 2007
- 2007 – Mistrzostwa Polski w Wieloboju Spadochronowym – Łódź. Klasyfikacja ogólna: III miejsce – Jan Isielenis (III miejsce – strzelanie z broni krótkiej).
- 2007 – 26–27 maja Spadochronowe Mistrzostwa Śląska 2007.
- 2007 – X Ogólnopolskie Zawody Spadochronowe w Celności Lądowania o Puchar Prezydenta Miasta Opola. Klasyfikacja indywidualna: XII miejsce – Jan Isielenis (385 pkt), XIX miejsce – Marcin Stencel (600 pkt), XIX miejsce – Wojciech Schneider (600 pkt). Klasyfikacja drużynowa: VII miejsce – Aeroklub Gliwicki (1585 pkt Jan Isielenis, Marcin Stencel, Wojciech Schneider).
- 2007 – 1–2 grudnia XXIV Mikołajkowe Zawody Spadochronowe – Wrocław. Klasyfikacja drużynowa (celność lądowania): V miejsce – Aeroklub Gliwicki (7,13 pkt Danuta Polewska, Jan Isielenis, Józef Marczyński). Klasyfikacja indywidualna P.O.P.S.(celność lądowania): X miejsce – Jan Isielenis (2,00 pkt), XI miejsce – Józef Marczyński. Klasyfikacja indywidualna (celność lądowania): XIV–XXVIII miejsce – Jan Isielenis 2,00 pkt), XIV–XXVIII miejsce – Danuta Polewska (2,00 pkt), XIV–XXVIII miejsce – Józef Marczyński (2,00 pkt).

##### 2008
- 2008 – 13–15 marca XIV Puchar Polski Para-ski – Bielsko-Biała/Szczyrk. Klasyfikacja indywidualna (slalom): VII miejsce – Piotr Budzyna (01:01,99), XIV miejsce – Jan Isielenis (01:06,83), XXVI miejsce – Mariusz Szybiak (01:20,41). Klasyfikacja indywidualna (celność lądowania): VIII miejsce – Mariusz Szybiak (103 pkt), XX miejsce – Jan Isielenis (200 pkt), XX miejsce – Piotr Budzyna. Klasyfikacja indywidualna (dwubój): IX miejsce – Piotr Budzyna (27 pkt), XVIII miejsce – Jan Isielenis (34 pkt), XVIII miejsce – Mariusz Szybiak (34 pkt). Klasyfikacja drużynowa: IV miejsce – Aeroklub Gliwicki (45 pkt Piotr Budzyna, Jan Isielenis, Mariusz Szybiak). Klasyfikacja P.O.P.O.S.(slalom): II miejsce – Piotr Budzyna, IV miejsce – Jan Isielenis. Klasyfikacja P.O.P.S (celność lądowania): VII miejsce – Jan Isielenis, VII miejsce – Piotr Budzyna. Klasyfikacja P.O.P.S (dwubój): III miejsce – Piotr Budzyna, V miejsce – Jan Isielenis.
- 2008 – 30 maja–1 czerwca XV Mistrzostwa ZPS w Wieloboju spadochronowym – Łódź. Klasyfikacja końcowa: II miejsce i tytuł Wicemistrza Polski – Jan Isielenis (zdobycie pięciu medali w poszczególnych konkurencjach → 3 brązowe, 1 srebrny, 1 złoty).
- 2008 – 14–15 czerwca Spadochronowe Mistrzostwa Śląska 2008.
- 2008 – 15–17 sierpnia XXVII Świętokrzyskie Zawody Spadochronowe i XIII Zawody Para-Rura – Masłów, Nowiny. Klasyfikacja indywidualna (celność lądowania): IX miejsce – Jan Isielenis (0,18 pkt). Klasyfikacja drużynowa: IV miejsce – Team Wujka Janka (1,67 pkt Jan Isielenis, Rafał Skora, Andrzej Bielecki). Klasyfikacja indywidualna (zjazd): XXI miejsce – Jan Isielenis (36,09 pkt).

##### 2009
- 2009 – 12 marca Puchar Polski Para-ski – Szczyrk. Klasyfikacja indywidualna P.O.P.S. (konkurencje narciarskie): V miejsce – Jan Isielenis[84].
- 2009 – 30–31 maja Spadochronowe Mistrzostwa Śląska 2009.
- 2009 – 17–20 czerwca VII Międzynarodowe Mistrzostwa Polski w Wieloboju Spadochronowym P.O.P.S. – Tomaszów Mazowiecki. Klasyfikacja indywidualna: II miejsce – Jan Isielenis (strzelanie z pistoletu), III miejsce – Jan Isielenis (sprint spadochronowy).

#### Lata 2010–2019

##### 2010
- 2010 – 10–13 marca XV Puchar Polski Para-ski – Szczyrk. Klasyfikacja końcowa P.O.P.S.: II miejsce – Jan Isielenis (II miejsce – slalom, III miejsce – strzelanie)[85].

##### 2011
- 2011 – 9–13 marca, XV Puchar Polski Para-ski – Bielsko-Biała/Szczyrk. Klasyfikacja ogólna P.O.P.S.: III miejsce – Jan Isielenis (II miejsce – slalom, III miejsce – strzelanie)[86].
- 2011 – 29 maja Spadochronowe Mistrzostwa Śląska 2011.
- 2011 – Mistrzostwa Polski w Wieloboju Spadochronowym – Tomaszów Mazowiecki. Klasyfikacja generalna: II miejsce – Tymoteusz Tabor[87].
- 2011 – 1 października w miejscowości Prostějov (Czechy) skoczkowie spadochronowi z Aeroklubu Gliwickiego ustanowili klubowy rekord w tworzeniu formacji wieloosobowych. Rekord, to formacja zbudowana z 16 skoczków w składzie: Mariusz Bieniek, Zbigniew Izbicki, Krzysztof Szawerna, Bartłomiej Ryś, Michał Marek, Jan Isielenis, Tomasz Laskowski, Joachim Hatko, Tomasz Wojciechowski, Szymon Szpitalny, Mirosław Zakrzewski, Dominik Grajner, Tomasz Kurczyna, Danuta Polewska, Piotr Dudziak, Łukasz Geilke[88].
- 2011 – 4–7 października XV Spadochronowe Mistrzostwa Polski w Akrobacji Zespołowej RW-4 Bednary 2011.

##### 2012
- 2012 – 7–10 marca XVII Puchar Polski Para-ski – Bielsko-Biała/Szczyrk. Klasyfikacja końcowa P.O.P.S.: III miejsce – Jan Isielenis (II miejsce – strzelanie, III miejsce – slalom gigant), II miejsce – Bartłomiej Ryś (strzelanie z pistoletu), III miejsce – Tymoteusz Tabor (pływanie)[89][90].
- 2012 – 16–19 maja Mistrzostwa Polski w Wieloboju Spadochronowym Związku Polskich Spadochroniarzy – Spała. Klasyfikacja indywidualna: II miejsce – Tymoteusz Tabor (pływanie). Klasyfikacja drużynowa: III miejsce – Tymoteusz Tabor[91].
- 2012 – 2 czerwca Spadochronowe Mistrzostwa Śląska 2012.
- 2012 – 26–28 września ustanowiono Rekord Polski RW-70 – Klatovy (Czechy). Udział w tworzeniu rekordowej formacji brali udział skoczkowie z Gliwic, tj.: Bartosz Cisek, Emanuela Paczulla, Wojciech Schneider, Szymon Szpitalny, Tomasz Wojciechowski[92].

##### 2013
- 2013 – 6–9 marca XVIII Puchar Polski Para-ski – Bielsko-Biała/Szczyrk. Klasyfikacja indywidualna P.O.P.S. (wielobój): X miejsce – Jan Isielenis (85 pkt). Klasyfikacja indywidualna P.O.P.S. (strzelanie): VI miejsce – Jan Isielenis (81 pkt). Klasyfikacja indywidualna P.O.P.S. (slalom gigant): V miejsce – Jan Isielenis (00:09,94). Klasyfikacja indywidualna P.O.P.S. (pływania): XXIII miejsce – Jan Isielenis (00:52,39). Klasyfikacja drużynowa (wielobój zimowy): XII miejsce – ZPS Lublin-ZPS Katowice(302 pkt Jan Isielenis, Piotr Blendner, Andrzej Dziobal). Klasyfikacja indywidualna (wielobój OPEN): XVII miejsce Jan Isielenis (85 pkt)[93].
- 2013 – 15 czerwca Spadochronowe Mistrzostwa Śląska 2013.
- 2013 – Mistrzostwa Polski Speed Star – Włocławek. Klasyfikacja zespołowa: II miejsce – Michał Marek, III miejsce – Bartłomiej Ryś[94].

##### 2014
- 2014 – 26 lutego–1 marca XVIII Puchar Polski Para-Ski – Bielsko-Biała/Szczyrk. Klasyfikacja (celność lądowania Open): XVII miejsce – Tymoteusz Tabor, XXIV miejsce – Leszek Tomanek, XXIV miejsce – Monika Locińska, XXIV miejsce – Bartłomiej Ryś. Klasyfikacja kobiety (celność lądowania): IV miejsce – Monika Locińska. Klasyfikacja (narciarstwo Open): XV miejsce – Tymoteusz Tabor, XXI miejsce – Leszek Tomanek, XXII miejsce – Bartłomiej Ryś, XXXI miejsce – Monika Locińska. Klasyfikacja kobiety (narciarstwo): IV miejsce – Monika Locińska. Klasyfikacja indywidualna Open (narty, skoki): XV miejsce – Tymoteusz Tabor, XXII miejsce – Leszek Tomanek, XXIII miejsce – Bartłomiej Ryś, XXX miejsce – Monika Locińska. Klasyfikacja indywidualna kobiety Open (narty, skoki): IV miejsce – Monika Locińska. Klasyfikacja indywidualna Open (pływanie): III miejsce – Tymoteusz Tabor, XVI miejsce – Leszek Tomanek, XXV miejsce – Bartłomiej Ryś, XLI miejsce – Monika Locińska. Klasyfikacja indywidualna kobiety Open (pływanie): VII miejsce – Monika Locińska. Klasyfikacja indywidualna Open (strzelanie): IX miejsce – Tymoteusz Tabor, XVI miejsce – Bartłomiej Ryś, XXXI miejsce – Monika Locińska, XXXII miejsce – Leszek Tomanek. Klasyfikacja indywidualna kobiety Open (strzelanie): IV miejsce – Monika Locińska. Klasyfikacja wielobój zimowy Open: V miejsce – Tymoteusz Tabor, XXI miejsce – Bartłomiej Ryś, XXII miejsce – Leszek Tomanek, XXXVII miejsce – Monika Locińska. Klasyfikacja wielobój zimowy kobiety Open: VI miejsce – Monika Locińska. Klasyfikacja drużynowa: VIII miejsce (307 pkt) – „Ruda nie wygra” (Tomanek Leszek, Monika Locińska, Bartłomiej Ryś)[95].
- 2014 – 31 maja Spadochronowe Mistrzostwa Śląska 2014.

##### 2015
- 2015 – 4–7 marca XX Puchar Polski Para-Ski – Szczyrk/Bielsko-Biała. Klasyfikacja drużynowa: II miejsce – Jan Isielenis (Aeroklub Gliwicki), Paweł Rey (Kraków) i Rafał Zgierski (Kielce)[96].
- 2015 – 14–16 maja Wielobój Spadochronowy 2015 – Spała. Klasyfikacja indywidualna (skoki): VI miejsce – Tymoteusz Tabor, XI miejsce – Bartłomiej Ryś, XVII miejsce – Michał Marek, XXIV miejsce – Paweł Mostowski, XXV miejsce – Monika Locińska. Klasyfikacja indywidualna (pływanie): I miejsce – Tymoteusz Tabor, XIII miejsce – Bartłomiej Ryś, VIII miejsce – Michał Marek, XXI miejsce – Paweł Mostowski, XXII miejsce – Monika Locińska. Klasyfikacja indywidualna generalna: II miejsce – Tymoteusz Tabor, X miejsce – Bartłomiej Ryś, XII miejsce – Michał Marek, XXII miejsce – Paweł Mostowski, XXIV miejsce – Monika Locińska. Klasyfikacja drużynowa generalna: II miejsce – „Sky-Masters” (Michał Marek, Bartłomiej Ryś, Tymoteusz Tabor), VII miejsce – „Ruda Team” (Grzegorz Wawrzyniak, Paweł Mostowski, Monika Locińska)[97].
- 2015 – 5–6 czerwca Speed Star Slovakia n.g. 6. ročník – Slavnica (Słowacja)[aw]. Klasyfikacja zespołowa: II miejsce – „Szybkie Szakale”: Mariusz Bieniek, Krzysztof Szawerna, Joachim Hatko, Szymon Szpitalny, Dominik Grajner i Peter Novak (kamera), IV miejsce – „Ruda Team”: Monika Locińska, Małgorzata Solnica, Bartłomiej Ryś, Paweł Rey, Łukasz Bryła, Tymoteusz Tabor (kamera).
- 2015 – 13 sierpnia ustanowiono Rekord Polski RW-100 – Klatovy (Czechy). Udział w tworzeniu rekordowej formacji brali udział skoczkowie z sekcji spadochronowej AGl, tj.: Bartłomiej Ryś, Krzysztof Szawerna i Wojciech Schneider oraz skoczkowie wyszkoleni w Aeroklubie Gliwickim: Emanuela Paczulla, Tomasz Wojciechowski, Bartosz Cisek i Szymon Szpitalny[98].
- 2015 – 25 września ustanowiono Rekord Polski Head Down – Piotrków Trybunalski. Udział w tworzeniu rekordowej formacji 13-way plus 2 kamery, brał udział skoczek z sekcji spadochronowej AGl Dominik Grajner oraz skoczkowie wyszkoleni w Aeroklubie Gliwickim: Tomasz Wojciechowski i Przemysław Zdziech. Rekord został pobity w 5. skoku...[99]
- 2015 – 27 września Spadochronowe Mistrzostwa Śląska 2015.
- 2015 – 23–24 października Speed Star – Soutěž ve formaci HVĚZDA – Prostejov (Czechy). Klasyfikacja zespołowa: I miejsce – „Szybkie Szakale”: Mariusz Bieniek, Krzysztof Szawerna, Joachim Hatko, Dominik Grajner, Tymoteusz Tabor (kamera) oraz wyszkoleni w Aeroklubie Gliwickim: Szymon Szpitalny i Tomasz Wojciechowski[100].

##### 2016
- 2016 – 30 kwietnia 10-Way Speed Star, Klatovy 2016. Klasyfikacja zespołowa: VIII miejsce – „Szybkie Szakale”: Mariusz Bieniek, Krzysztof Szawerna, Joachim Hatko, Dominik Grajner, Bartłomiej Ryś, Michał Marek oraz wyszkolony w Aeroklubie Gliwickim: Szymon Szpitalny. Ponadto: Paweł Rey, Łukasz Bryła, Małgorzata Solnica, Andrzej Bartłomowicz (kamera)[ax].
- 2016 – 11 czerwca Spadochronowe Mistrzostwa Śląska 2016.
- 2016 – 9 października Speed–Star – Zawody spadochronowe Antek – Gliwicka Gwiazda 2016: I miejsce – „Szybkie Szakale” – Gliwice: Mariusz Bieniek, Krzysztof Szawerna, Dominik Grajner, Joachim Hatko, Bartłomiej Ryś i Tymoteusz Tabor (kamera). Wynik – 45,07
- 2016 – 29 października Międzynarodowe Zawody Speed-Star – Prostejov (Czechy). Klasyfikacja zespołowa: I miejsce – „Szybkie Szakale”: Bartłomiej Ryś, Mariusz Bieniek, Krzysztof Szawerna, Joachim Hatko, Dominik Grajner i Tymoteusz Tabor (kamera) oraz wyszkolony w Aeroklubie Gliwickim: Szymon Szpitalny[101][102][103][104].

##### 2017
- 2017 – 1–4 marca XXI Puchar Polski Para-Ski i Wielobój Spadochronowy Związku Polskich Spadochroniarzy – Bielsko-Biała/Szczyrk. Klasyfikacja (celność lądowania): I miejsce – Tomasz Wojciechowski (Balance), VI miejsce – Tymoteusz Tabor (18 bpd), XII miejsce – Dominik Grajner (Balance). Klasyfikacja (narciarstwo): IV miejsce – Tomasz Wojciechowski, VII miejsce – Dominik Grajner, XII miejsce – Tymoteusz Tabor. Klasyfikacja indywidualna (pływanie): II miejsce – Tymoteusz Tabor, XIII miejsce – Dominik Grajner, XIV miejsce – Tomasz Wojciechowski. Klasyfikacja indywidualna (strzelanie): I miejsce – Tymoteusz Tabor, XI miejsce – Tomasz Wojciechowski, XX miejsce – Dominik Grajner. Klasyfikacja indywidualna wielobój „spadochrony szybkie”: II miejsce – Tymoteusz Tabor, V miejsce – Tomasz Wojciechowski, XI miejsce – Dominik Grajner. Klasyfikacja indywidualna Para-Ski „spadochrony szybkie”: II miejsce – Tomasz Wojciechowski, VI miejsce – Tymoteusz Tabor, VII miejsce – Dominik Grajner.
- 2017 – 30 kwietnia–1 maja 10-Way Speed Star, Klatovy 2017. Klasyfikacja zespołowa: X miejsce – „Szybkie Szakale”: Mariusz Bieniek, Krzysztof Szawerna, Joachim Hatko, Bartłomiej Ryś, Dominik Grajner, Leszek Tomanek, Tomasz Wojciechowski oraz wyszkoleni w Aeroklubie Gliwickim: Robert Krawczak, Szymon Szpitalny. Ponadto: Tomasz Burza i Bartosz Dyjeciński[105].
- 2017 – 25 czerwca Spadochronowe Mistrzostwa Śląska 2017.
- 2017 – 13 września ustanowiono nowy spadochronowy Sekwencyjny Rekord Polski 30 way, na strefie spadochronowej Sky Force Piotrków Trybunalski, przy współpracy z Flyspot oraz strefami spadochronowymi Silesia i Baltic. Dwa punkty zostały zrobione w trzecim skoku. Udział w tworzeniu rekordowej formacji brali udział skoczkowie z sekcji spadochronowej AGl, tj.: Bartłomiej Ryś, Krzysztof Szawerna i wyszkolony w Aeroklubie Gliwickim Tomasz Wojciechowski[106].
- 2017 – 30 września II Zawody Speed–Star – Zawody spadochronowe Antek – Gliwicka Gwiazda 2017.
- 2017 – 28 października Międzynarodowe Zawody Speed-Star – Prostejov (Czechy). Klasyfikacja zespołowa: I miejsce – „Szybkie Szakale”: Bartłomiej Ryś, Mariusz Bieniek, Krzysztof Szawerna, Joachim Hatko, Dominik Grajner i Tomasz Burza (kamera) oraz wyszkolony w Aeroklubie Gliwickim: Szymon Szpitalny (skok 1: 1,77 s, skok 2: 7,85 s, skok 3: 7,38 s, skok 4: 8,90 s, suma 25,90 s), III miejsce – „Łowcy Szakali”: Jan Isielenis, Danuta Polewska, Leszek Tomanek, Rafał Duda, Grzegorz Polewski, Paweł Mostowski i Wojciech Kielar (kamera) (skok 1: 12,95 s, skok 2: 18,94 s, skok 3: 19,53 s, skok 4: 22,24 s, suma 73,66 s)[107].

##### 2018
- 2018 – 28 stycznia XXXI PauLOVE Scramble, Katowice. Flyspot 4-Way & 2-Way FS Scrambles[ay]. Klasyfikacja zespołowa 4-way: II miejsce – Blue Żaneta Olczyk (kapitan), Krzysztof Szawerna (Aeroklub Gliwicki), Ziemowit Nowak (Aeroklub Gliwicki), Adrianna Wawrzyniak (166 pkt.), III miejsce – Yellow Wiktor Jarka (kapitan), Paweł Rey, Paweł Banakowicz, Michał Witas (Aeroklub Gliwicki) (146 pkt.), IV miejsce – Orange Martyna Oziemblewska (kapitan), Grzegorz Wawrzyniak, Bartłomiej Ryś (Aeroklub Gliwicki), Michał Palka (140 pkt.), VI miejsce – Lime Karina Laszuk (kapitan), Leszek Tomanek (Aeroklub Gliwicki), Paweł Mostowski (Aeroklub Gliwicki), Jakub Suliga (117 pkt.).
- 2018 – 16 marca XXXIII PauLOVE Scramble, Katowice. Flyspot 4-Way & 2-Way FS Scrambles. Klasyfikacja zespołowa 4-way: II miejsce – Black Żaneta Olczyk (kapitan), Urszula Król, Krzysztof Szawerna (Aeroklub Gliwicki), Emily Holden (148 pkt.), III miejsce – White Piotr Małek (kapitan), Michał Witas (Aeroklub Gliwicki), Paweł Mostowski (Aeroklub Gliwicki), Łukasz Bryła (136 pkt.), IV miejsce – Blue Dominika Olczyk (kapitan), Piotr Huss, Monika Locińska (Aeroklub Gliwicki), Małgorzata Solnica (122 pkt.), V miejsce – Lime Agata Chmielak (kapitan), Paweł Szewczyk, Mirosław Ziarkowski, Ziemowit Nowak (Aeroklub Gliwicki) (95 pkt.), VI miejsce – Sky Blue Arkadiusz Kluźniak (kapitan), Mariusz Bieniek (Aeroklub Gliwicki), Jakub Suliga, Leszek Tomanek (Aeroklub Gliwicki) (81 pkt.), VIII miejsce – Orange Sylwia Jaworska (kapitan), Joachim Hatko (Aeroklub Gliwicki), Michał Palka, Bartłomiej Ryś (Aeroklub Gliwicki) (78 pkt.).
- 2018 – 2 czerwca Spadochronowe Mistrzostwa Śląska 2018.
- 2018 – 22 września V Tunelowe Mistrzostwa Polski (Flyspot Open Indoor Championship 2018 Vertical Formation Skydiving – Open, Katowice. Klasyfikacja „Rookie”: I miejsce – Bartłomiej Ryś, Tomasz Wojciechowski, Emanuela Paczulla, Krzysztof Szawerna[108].
- 2018 – 29 września III Zawody Speed–Star – Zawody spadochronowe Antek – Gliwicka Gwiazda 2018.

##### 2019
- 2019 – 25 stycznia XXXIX PauLOVE Scramble, Katowice. Flyspot 4-Way & 2-Way FS Scrambles. Klasyfikacja zespołowa 4-way: I miejsce – Lime Marcin Ruciński (kapitan), Piotr Małek, Grzegorz Wawrzyniak, Michał Witas (Aeroklub Gliwicki), III miejsce – Blue Marek Olczyk (kapitan), Łukasz Bryła, Łukasz Hapoński, Robert Okseniuk (Aeroklub Gliwicki), IV miejsce – Yellow Maciej Krygier (kapitan), Michał Stępień, Konrad Piesyk, Ziemowit Nowak (Aeroklub Gliwicki).
- 2019 – 31 maja SpeedStar Slovakia Open n.g. 10. ročník – Slavnica (Słowacja). Klasyfikacja zespołowa: I miejsce – „Gliwickie Szakale”: Mariusz Bieniek, Joachim Hatko, Dominik Grajner, Monika Locińska, Paweł Mostowski, Danuta Polewska, Leszek Tomanek, Szymon Szpitalny (wyszkolony w AGl) i Wojciech Kielar (kamera)[109].
- 2019 – 3 sierpnia Spadochronowe Mistrzostwa Śląska 2019.
- 2019 – 28 września Międzynarodowe Zawody Speed-Star – Prostejov (Czechy). Klasyfikacja zespołowa: I miejsce – „Szybkie Szakale”: Mariusz Bieniek, Bartłomiej Ryś, Tomasz Wojciechowski, Joachim Hatko, Dominik Grajner, Szymon Szpitalny i Wojciech Kielar (kamera)[110]. II miejsce – „Łowcy Szakali”: Danuta Polewska, Leszek Tomanek, Monika Locińska, Paweł Mostowski, Rafał Duda, Dariusz Nawacki i Tymoteusz Tabor (kamera)[111].

#### Lata 2020-obecnie

##### 2020
- 2020 – 27–29 marca XXII Puchar Polski Para-ski i Trójbój Zimowy ZPS – Bielsko-Biała/Szczyrk. Klasyfikacja indywidualna spadochrony szybkie: II miejsce – Tymoteusz Tabor. Klasyfikacja drużynowa spadochrony szybkie: III miejsce – Tymoteusz Tabor, Monika Locińska, Paweł Mostowski. Klasyfikacja indywidualna Trójbój Zimowy spadochrony szybkie: III miejsce – Tymoteusz Tabor. Klasyfikacja drużynowa Trójbój Zimowy spadochrony szybkie: III miejsce – Tymoteusz Tabor, Monika Locińska, Paweł Mostowski[112]. Klasyfikacja indywidualna Trójbój Zimowy spadochrony klasyczne: III miejsce – Jan Isielenis. Klasyfikacja drużynowa Trójbój Zimowy spadochrony klasyczne: II miejsce – Jan Isielenis, Robert Krawczak, Cezary Berent[113]. Klasyfikacja drużynowa „PARA-SKI” spadochrony klasyczne: II miejsce – Jan Isielenis, Robert Krawczak, Cezary Berent.
- 2020 – 12 września Gliwickie Spadochronowe Zawody w Celności Lądowania 2020.
- 2020 – 3 października Międzynarodowe Zawody Speed-Star – Prostejov (Czechy). Klasyfikacja zespołowa: I miejsce – „Szybkie Szakale”: Mariusz Bieniek, Bartłomiej Ryś, Tomasz Wojciechowski, Joachim Hatko, Dominik Grajner, Szymon Szpitalny i Wojciech Kielar (kamera)[114][115][116]. II miejsce – „Łowcy Szakali”: Danuta Polewska, Leszek Tomanek, Paweł Mostowski, Rafał Duda, Ziemowit Nowak, Michał Marek i Tymoteusz Tabor (kamera)[117][118].

#### 2021
- 2021 – 6 czerwca Spadochronowe Mistrzostwa Śląska 2021.
- 2021 – 22 sierpnia Bartłomiej Ryś, Krzysztof Szawerna i Leszek Tomanek uczestniczyli w Rekordzie Polski RW-36, total break, 2 punkty, na strefie spadochronowej Sky Force[az].
- 2021 – 28 sierpnia podczas Baltic Wingsuit Meet – Elbląg, Dominik Grajner uczestniczył w ustanowieniu rekordu świata największej formacji AWF (Airplane Wingsuit Formation). Udało się stworzyć formację 17 osób plus kamerzysta z samolotem – razem 18. Skoki oddano z dwóch samolotów Turbo Finist SMG–92. Jednym z pilotów samolotów był Marcin Winiarski z Aeroklubu Gliwickiego[119].
- 2021 – 2–3 września Międzynarodowe Zawody Speed-Star – Prostejov (Czechy). Klasyfikacja zespołowa: I miejsce – „Szybkie Szakale”: Mariusz Bieniek, Joachim Hatko, Bartłomiej Ryś, Szymon Szpitalny, Mariusz Koba Sajgon, Zuzanna Foltyn, Wojciech Kielar (kamera) (skok 1: -2 pkt, skok 2: 1 pkt, skok 3: 2 pkt, skok 4: 1 pkt, skok 5: -3 pkt, suma: -1 pkt)[120]. II miejsce – „Łowcy Szakali”: Danuta Polewska, Monika Locińska, Paweł Mostowski, Małgorzata Solnica, Paweł Rey, Łukasz Bryła i Tymoteusz Tabor (kamera) (skok 1: 11 pkt, skok 2: 9 pkt, skok 3: 12 pkt, skok 4: 7 pkt, skok 5: 15 pkt, suma: 54 pkt)[121].

#### 2022
- 2022 – 5 marca XXIII Puchar Polski Para-ski – Bielsko-Biała/Wisła. Mistrzostwa Polski PARA-SKI Związku Polskich Spadochroniarzy, Trójbój Zimowy o Puchar Beskidów. Klasyfikacja indywidualna spadochrony szybkie celność lądowania: I miejsce – Wojciech Kielar, II miejsce – Tymoteusz Tabor. Klasyfikacja indywidualna spadochrony szybkie Trójbój: I miejsce – Wojciech Kielar, II miejsce – Tymoteusz Tabor. Klasyfikacja zespołowa spadochrony szybkie Trójbój: III miejsce – Tymoteusz Tabor, Bartłomiej Ryś, Paweł Mostowski[122].
- 2022 – 26–27 maja SpeedStar 8way sequential (optional) Slavnica 2022. Klasyfikacja zespołowa: I miejsce – Szybkie Szakale: Mariusz Bieniek, Grzegorz Cichy, Joachim Chatko, Szymon Szpitalny, Rafał Duda, Dominik Grajner, Danuta Polewska, Jozef Just, Wojciech Kielar (kamera)[123][124].
- 2022 – 24 września Aeroklubowe Spadochronowe Zawody na Celność Lądowania im. Jacka Marszałka – Gliwice 2022.
- 2022 – 30 września–1 października Międzynarodowe Zawody Speed-Star – Prostejov (Czechy). Klasyfikacja zespołowa: I miejsce – „Szybkie Szakale”: Mariusz Bieniek, Joachim Hatko, Bartłomiej Ryś, Szymon Szpitalny, Paweł Rey, Danuta Polewska, Wojciech Kielar (kamera)[125][126][127].

#### 2023
- 2023 – 3–4 marca Zawody o Puchar Beskidów. Klasyfikacja indywidualna slalom gigant: I miejsce – Wojciech Kielar.
- 2023 – 4 czerwca SpeedStar Slovakia Open Slavnica 2023. Klasyfikacja zespołowa: II miejsce – Wstrząśnięci i Zmieszani: Mariusz Bieniek, Joachim Hatko, Rafał Duda, Danuta Polewska, Monika Locińska, Robert Okseniuk, Artur Paszek, Taras Wozviuk, Wojciech Kielar (kamera)[128][129].
- 2023 – 30 września Zawody Speed-Star – Prostejov (Czechy). Klasyfikacja zespołowa: II miejsce – „Szybkie Szakale”: Mariusz Bieniek, Joachim Hatko, Bartłomiej Ryś, Szymon Szpitalny, Monika Locińska, Artur Paszek, Wojciech Kielar (kamera)[130].
- 2023 – 29 października Aeroklubowe Spadochronowe Zawody na Celność Lądowania im. Jacka Marszałka – Gliwice 2023.

#### 2024

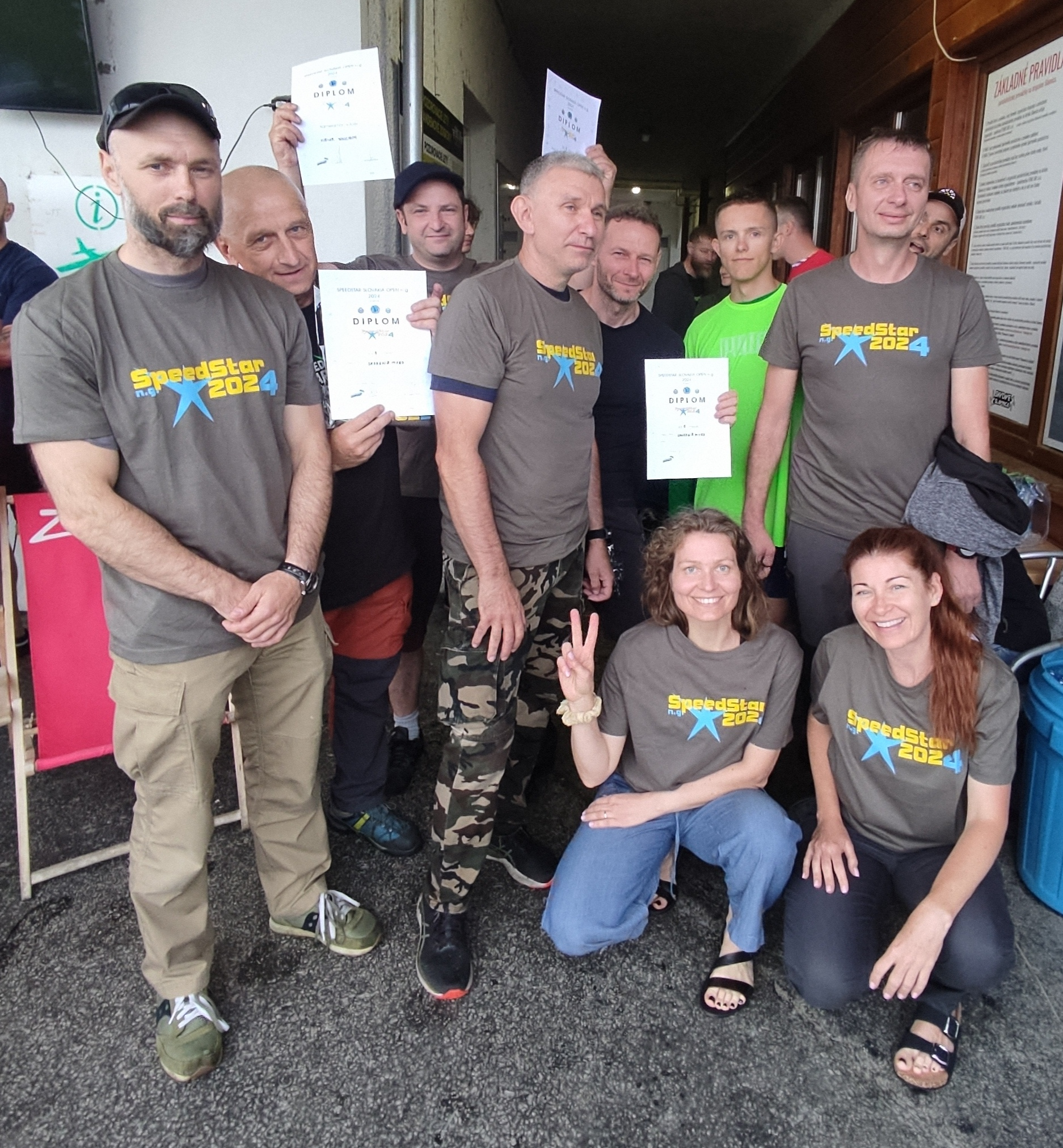
SpeedStar Slovakia Open Slavnica 2024 Wstrząśnięci i Zmieszani (maj 2014)

- 2024 – 31 maja SpeedStar Slovakia Open Slavnica 2024. Klasyfikacja zespołowa: I miejsce – Wstrząśnięci i Zmieszani: Mariusz Bieniek (kapitan), Grzegorz Cichy, Joachim Hatko, Just Ivica, Monika Locińska, Szymon Parys, Artur Paszek, Tomasz Żyła, Wojciech Kielar (kamera)[131][132].

### Sekcja szybowcowa
Osiągnięcia sportowe Sekcji Szybowcowej Aeroklubu Gliwickiego podano za: Tadeusz Lewicki, 60 lat Sekcji Szybowcowej Aeroklubu Gliwickiego 1955–2015, s. 15–184. i Aeroklub Gliwicki 1980, s. 13–14.

#### Lata 1950–1959

##### 1955
- 1955 – 3–17 lipca II Szybowcowe Mistrzostwa Polski w Lisich Kątach. Kategoria szybowców jednomiejscowych: XII miejsce – Zbigniew Kirakowski., Kategoria szybowców dwumiejscowych: IV miejsce – Jerzy Dąmbski.

##### 1956
- 1956 – 22 maja–3 czerwca Szybowcowe Mistrzostwa Polski – Jelenia Góra. Kategoria szybowców dwumiejscowych: VII miejsce – Zbigniew Kirakowski z pasażerem Andrzejem Tajchmanem. Kategoria szybowców jednomiejscowych: X miejsce – Jerzy Dąmbski.
- 1956 – 4–20 września II Szybowcowe Mistrzostwa Polski Juniorów na Żarze: VIII miejsce – Lech Spałek na szybowcu SZD-12 Mucha 100.

##### 1957
- 1957 – 2–17 czerwca IV Szybowcowe Mistrzostwa Polski – Leszno: II miejsce – Zbigniew Kirakowski.
- 1957 – III Całoroczne Zawody Szybowcowe o Memoriał Ryszarda Bittnera: XL miejsce – Jerzy Dąmbski, XLIV miejsce – Zbigniew Kirakowski, LXXXIX miejsce – Czesława Bałamut.

##### 1958
- 1958 – 14–27 lipca IV Szybowcowe Mistrzostwa Polski Juniorów – Kielce: V miejsce – Eugeniusz Stogniew.
- 1958 – Eliminacje do Szybowcowej Kadry Narodowej, do udziału w Szybowcowych Mistrzostwach Świata: IX miejsce – Zbigniew Kirakowski.
- 1958 – Całoroczne Zawody Szybowcowych o Memoriał Ryszarda Bittnera za przelot po trójkącie 200 km: XXI miejsce – Jerzy Dąmbski.

##### 1959
- 1959 – 12 maja Zbigniew Krakowski z pasażerem Andrzejem Wiśniewskim ustanowił międzynarodowy rekord w klasie szybowców dwumiejscowych w przelocie docelowo-powrotnym na dystansie 488, 9 km na trasie Leszno – Lisie Kąty – Leszno.
- 1959 – 7–28 czerwca V(XIV) Szybowcowe Mistrzostwa Polski – Leszno: III miejsce i tytuł II Wicemistrza Polski – Zbigniew Kirakowski. XII miejsce – Jerzy Dąmbski.
- 1959 – III Konkurs Akrobacji Szybowcowej – Gdańsk: VI miejsce – Henryk Sienkiewicz
- 1959 – V Całoroczne Zawody Szybowcowe o Memoriał Ryszarda Bittnera: I miejsce – Zbigniew Kirakowski za przelot docelowo-powrotny o długości 488 km (rekord świata) oraz za przelot po trójkącie 100 km z prędkością 84,3 km/godz. XXVII miejsce – Jerzy Dąmbski.

#### Lata 1960–1969

##### 1960
- 1960 – 14–28 sierpnia VI Szybowcowe Mistrzostwa Polski: VII miejsce – Zbigniew Kirakowski zajął (w jedynej zaliczonej konkurencji, które nie zostały rozegrane z powodu złej pogody).

##### 1961
- 1961 – 14–28 czerwca VII Szybowcowe Mistrzostwa Polski – Leszno. XXXVII miejsce – Zbigniew Kirakowski.
- 1961 – 7–24 września I Jeżowskie Zawody Szybowcowe – Jeżów Sudecki: VIII miejsce Eugeniusz Stogniew.
- 1961 – Szybowcowe Mistrzostwa Polski: V miejsce – Jerzy Dąmbski i junior Tadeusz Strzelczyk[17].
- 1961 – VII Całoroczne Zawody Szybowcowe o Memoriał Ryszarda Bittnera: XXVII miejsce – Jerzy Dąmbski za trójkąt 100 km przeleciany z prędkością V = 75,3 km/h, XLIII miejsce – Henryk Sienkiewicz za przelot docelowy 504 km, LXV miejsce – Eugeniusz Stogniew za trójkąt 100 km z prędkością V = 55,7 km/h.

##### 1962
- 1962 – 3–17 czerwca VIII Szybowcowe Mistrzostwa Polski – Leszno: V miejsce – Jerzy Dąmbski, X miejsce – Zbigniew Kirakowski.
- 1962 – 16–31 sierpnia II Jeżowskie Zawody Szybowcowe – Jeżów Sudecki: IX miejsce – Eugeniusz Stogniew.

##### 1963
- 1963 – Całoroczne Zawody Szybowcowe o Memoriał Ryszarda Bittnera: CIXV miejsce – Ireneusz Mikołajczyk, CLXXXIV–CXCIII miejsce – Jan Płoszczyca, CLXXXIV–CXCIII miejsce – Jacek Popiel, CCXLI–CLXXXIII miejsce – Zbigniew Wędrychowicz.

##### 1964
- 1964 – X Całoroczne Zawody Szybowcowe o Memoriał Ryszarda Bittnera: LXVII miejsce – Tadeusz Lewicki, CXXI miejsce – Ireneusz Mikołajczyk, CCLVIII miejsce – Jan Płoszczyca, CCLXXIV miejsce – Tadeusz Strzelczyk, CCCXLIII miejsce – Zbigniew Gajewski (na 424 sklasyfikowanych pilotów).

##### 1965
- 1965 – Lipiec, I Gliwickie Zawody Szybowcowe – Gliwice: I miejsce – Jan Płoszczyca, II miejsce – Tadeusz Lewicki, III miejsce – Marian Grzędziński, IV miejsce – Zbigniew Kirakowski, V miejsce – Zbigniew Gajewski[ba].
- 1965 – Ogólnopolskie Zawody Szybowcowe Juniorów: II miejsce – Tadeusz Strzelczyk.

##### 1966
- 1966 – 17 lipca–2 września IV Szybowcowe Zawody Juniorów na Żarze: III miejsce – Tadeusz Strzelczyk.
- 1966 – Ogólnopolskie Zawody Szybowcowe Juniorów: III miejsce – Tadeusz Strzelczyk.
- 1966 – XII Całoroczne Zawody Szybowcowe o Memoriał Ryszarda Bittnera: LXXVII miejsce – Eugeniusz Stogniew (dcp 160 km, trójkąt 100 km V = 65,86 km/h), XCVII miejsce – Ireneusz Mikołajczyk (przelot docelowy 320 km, trójkąt 100 km V = 52,0 km/h).

##### 1967
- 1967 – 22 czerwca Aleksander Kwieciński został sklasyfikowany na IX miejscu w klasyfikacji 10 najlepszych wyników szybowcowych w 1967 za przelot docelowy o długości 558 km.
- 1967 – 14–28 lipca III Klubowe Zawody Szybowcowe – Gliwice: I miejsce – Henryk Włoch.
- 1967 – 22 lipca–6 sierpnia VII Jeżowskie Zawody Szybowcowe – Jeżów Sudecki: VII miejsce – Ireneusz Mikołajczyk.
- 1967 – V Krajowe Zawody Szybowcowe Juniorów na Żarze: VI miejsce – Tadeusz Strzelczyk.
- 1967 – XII Całoroczne Zawody Szybowcowe o Memoriał Ryszarda Bittnera: XXXI miejsce – Tadeusz Lewicki (373 km, dcp 396 km, trójkąt 100 km z V = 72,55 km/h).

##### 1968
- 1968 – 1–14 lipca II Szybowcowe Mistrzostwach Śląska – Częstochowa: VIII miejsce – Jan Szydło.
- 1968 – 7 sierpnia przeloty Franciszka Wójcikiewicza i Jacka Krajewskiego docelowe o długości 505 km, sklasyfikowane zostały na miejscu X w klasyfikacji 10 najlepszych wyników szybowcowych w 1968.
- 1968 – Całoroczne Zawody Szybowcowe o Memoriał Ryszarda Bittnera: XLIV miejsce – Tadeusz Lewicki, LIX miejsce – Franciszek Wójcikiewicz.

##### 1969
- 1969 – 22 maja–5 czerwca IV Krajowe Zawody Szybowcowe im. Szczepana Grzeszczyka – Lisie Kąty: XIII miejsce – Tadeusz Lewicki.
- 1969 – I Zawody Szybowcowe o Puchar Beskidów: Eugeniusz Stogniew wziął udział.
- 1969 – XV Całoroczne Zawody Szybowcowe o Memoriał Ryszarda Bittnera: XLVI miejsce – Ireneusz Mikołajczyk, L miejsce – Aleksander Kwieciński.

#### Lata 1970–1979

##### 1970
- 1970 – 27 czerwca–10 sierpnia V Krajowe Zawody Szybowcowe Kobiet – Lisie Kąty: XX miejsce – Barbara Prinke{.
- 1970 – 1 lipca–12 lipca Szybowcowe Mistrzostwa Śląska: II miejsce – Tadeusz Lewicki.
- 1970 – 9–23 sierpnia X Jeżowskie Zawody Szybowcowe: XV miejsce – Ireneusz Mikołajczyk.

##### 1971
- 1971 – 30 maja–10 czerwca Ogólnopolskie Zawody Szybowcowe im. Szczepana Grzeszczyka – Leszno: I miejsce – Tomasz Kawa.
- 1971 – Ogólnopolskie Zawody Szybowcowe: I miejsce – Tomasz Kawa[17].
- 1971 – W całorocznym współzawodnictwie posiadających licencję pilotów sekcji szybowcowej czołowe miejsca zajęli: I miejsce – Eugeniusz Stogniew (dcp. 130 km, trójkąt 260 km z V = 67,2 km/h, docel 520 km), II miejsce – Ireneusz Mikołajczyk (dcp. 340 km, trójkąt 260 km z V = 65,22 km/h), II miejsce – Tomasz Kawa.

##### 1972
- 1972 – 4–18 czerwca XVII Szybowcowe Mistrzostwa Polski: IV miejsce – Tomasz Kawa.
- 1972 – 19–29 czerwca VI Szybowcowe Mistrzostwa Śląska – Leszno: III miejsce – Tadeusz Lewicki.
- 1972 – 27 czerwca–7 lipca V Krajowe Zawody Szybowcowe – Lisie Kąty: XX miejsce – Barbara Prinke.

##### 1973
- 1973 – Całoroczne Zawody Szybowcowe: XVIII miejsce – Tomasz Kawa za przeloty po trasie trójkąta 100 km z prędkością V = 81 km/godz. oraz trójkąta 200 km z prędkością V = 64,18 km/godz.

##### 1974
- 1974 – 2 stycznia Henryk Dawiec w Jeleniej Górze uzyskał w locie falowym przewyższenie 6250 m. Przewyższenie to zostało sklasyfikowane na IV miejscu w klasyfikacji 10 najlepszych wyników w 1974.
- 1974 – 22 sierpnia–4 września XXI Szybowcowe Mistrzostwa Węgier – Dunakeszi: XIII miejsce – Tomasz Kawa (startował jako reprezentant Polski.
- 1974 – Całoroczne Zawody Szybowcowe: XXXI miejsce – Aleksander Kwieciński za 2 konkurencje: trójkąt 100 km z prędkością V = 83,20 km/godz. i trójkąt 300 km z prędkością V = 90,41 km/godz.

##### 1975
- 1975 – 2–9 lipca VII Szybowcowe Mistrzostwa Śląska – Rybnik: II miejsce – Tadeusz Lewicki, VII miejsce – Gerard Ciepły, XIV miejsce – Janusz Wróblewski, XVI miejsce – Jerzy Kulik.
- 1975 – Ogólnopolskie Zawody Szybowcowe: I miejsce – Tomasz Kawa[17].
- 1975 – Całoroczne Zawody Szybowcowe o Memoriał Ryszarda Bittnera, Aleksander Kwieciński został sklasyfikowany na XXXI miejscu za 2 konkurencje: trójkąt 100 km z prędkością V = 83,20 km/godz. i trójkąt 300 km z prędkością V = 90,41 km/godz.

##### 1976
- 1976 – 4–11 lipca Szybowcowe Mistrzostwa Śląska/Okręgowe Zawody Szybowcowe – Częstochowa, wzięli udział: Marian Bednorz, Witold Setkowicz i Janusz Wróblewski.
- 1976 – Zarząd Sekcji Szybowcowej zorganizował całoroczne współzawodnictwo pilotów sekcji. Klasyfikacja pilotów I i II klasy, czołowe miejsca zajęli: Tomasz Kawa, Marian Bednorz, Janusz Wróblewski i Leszek Wlazło. Kategoria pilotów III klasy, wyróżnili się Witold Nowak, Andrzej Knesz i Jacek Niezgoda.
- 1976 – XXII Całoroczne Zawody Szybowcowe o Memoriał Ryszarda Bittnera: X miejsce – Tomasz Kawa.
- 1976 – Klasyfikacja „Skrzydlatej Polski” „10 najlepszych wyników w 1976 roku”, Tomasz Kawa został sklasyfikowany na 4–5. miejscu. Uzyskał następujące wyniki: przelot otwarty – 714 km – 1. miejsce, przelot prędkościowy po trasie trójkąta 100 km –118,32 km/godz. – 5. miejsce, przelot prędkościowy po trasie trójkąta 200 km – 111,36 km/godz. – 7. miejsce, przelot prędkościowy po trasie trójkąta 300 km – 105,08 km/godz. – 7. miejsce, przelot prędkościowy po trasie trójkąta 500 km – 89,92 km/h – 9. miejsce.

##### 1977
- 1977 – 29 maja–12 czerwca XXII Szybowcowe Mistrzostwa Polski – Leszno. Klasa otwarta: XII miejsce – Jerzy Makula.
- 1977 – 12–2 lipca IX Okręgowe Zawody Szybowcowe Polski Południowej tzw. III liga – Gliwice: I miejsce – Tadeusz Lewicki, III miejsce – Marian Bednorz, X miejsce – Gerard Ciepły. W zawodach też startowali: Marian Kujawa, Joachim Murgot i Henryk Dawiec[bb].
- 1977 – 31 lipca–14 sierpnia XII Krajowe Zawody Szybowcowe – Lisie Kąty: I miejsce – Tomasz Kawa.
- 1977 – Szybowcowe Mistrzostwa Węgier: Jerzy Makula zajął miejsce kwalifikujące go do startu w Szybowcowych Mistrzostwach Polski w 1978.
- 1977 – Szybowcowe Mistrzostwa Śląska: I miejsce – Tadeusz Lewicki, III miejsce – Marian Bednorz.
- 1977 – Klasyfikacja Skrzydlatej Polski 10 najlepszych wyników w 1977, Jerzy Makula uzyskał najlepszy wynik w kategorii trójkąt 100 km uzyskując prędkość V = 116 km/godz. oraz 8 wynik za trójkąt 300 km z prędkością V = 98,7 km/h.

##### 1978
- 1978 – 29–30 lipca Klubowe Zawody Szybowcowe – Gliwice, czołowe miejsca zajęli: Józef Ambroziak, Tomasz Kawa i Henryk Makula[bc].
- 1978 – Ogólnopolskie Zawody Szybowcowe tzw. II liga, wzięli udział: Tadeusz Lewicki, Marian Bednorz.
- 1978 – Mistrzostwa Śląska tzw. III liga – Rybnik, wzięli udziału piloci Aeroklubu Gliwickiego.
- 1978 – Klasyfikacja Skrzydlatej Polski 10 najlepszych wyników w 1978, Tomasz Kawa uzyskał w klasyfikacji ogólnej – 5–6. miejsce: kategoria przelot prędkościowy po trasie trójkąta 100 km – prędkość V = 116,19 km/h – 7. miejsce, kategoria przelot prędkościowy po trasie trójkąta 200 km – prędkość V = 99,51 km/h – 4. miejsce, kategoria przelot prędkościowy po trasie trójkąta 400 km – prędkość V = 77,96 km/h 1. miejsce.

##### 1979
- 1979 – 4–15 lipca XI Szybowcowe Mistrzostwa Śląska – Gliwice: VI miejsce – Gerard Ciepły, VII miejsce – Henryk Dawiec, IX miejsce – Konrad Wojciechowski, XIII miejsce – Edward Miler, XV miejsce – Tadeusz Lewicki, XVI miejsce – Mieczysław Szabłowski[bd].
- 1979 – Klasyfikacja Skrzydlatej Polski 10 najlepszych wyników w 1979, Tomasz Kawa uzyskał w klasyfikacji ogólnej 7. miejsce: kategoria przelot po trójkącie 100 km – prędkość V = 124,84 km/h – 4. miejsce, kategoria przelot po trójkącie 400 km – prędkość V = 91,35 km/h – 1. miejsce.

#### Lata 1980–1989

##### 1980
- 1980 – Całoroczne Zawody Szybowcowe o Memoriał Ryszarda Bittnera, Tomasz Kawa zajął 28. miejsce za: Trójkąt 500 km V = 95,52 km/h, trójkąt 300 km V = 98,99 km/h, trójkąt 100 km V = 117,04 km/h. Ten ostatni przelot został sklasyfikowany na 5. miejscu w klasyfikacji 10 najlepszych wyników w 1980.

##### 1983
- 1983 – 22–30 lipca XIV Szybowcowe Mistrzostwa Śląska – Gliwice: I miejsce – Tadeusz Lewicki, III miejsce – Tomasz Kawa, IV miejsce – Gerard Ciepły[be].

##### 1984
- 1984 – Szybowcowe Mistrzostwa Polski Juniorów: XIV miejsce – Jacek Marszałek.
- 1984 – XXX Całoroczne Zawody Szybowcowe o Memoriał Ryszarda Bittnera, Tomasz Kawa – 8. miejsce za przeloty po trasie trójkąta 100 km z prędkością V = 153,03 km/h, trójkąta 200 km z prędkością V = 77,69 km/h oraz za prędkość V = 88,10 km/h na trasie przelotu docelowo-powrotnego 500 km. Tadeusz Lewicki – 48. miejsce za przelot po trasie trójkąta 100 km z prędkością V = 113,97 km/h oraz za prędkość V = 87,35 km/h na trasie przelotu docelowo-powrotnego.
- 1984 – Klasyfikacja „Skrzydlatej Polski” „10 najlepszych wyników w 1984 roku”, Tomasz Kawa zajął następujące miejsca: 1. miejsce w kategorii przelotu po trasie trójkąta 100 km uzyskując prędkość V = 153 km/h, 4. miejsce w kategorii prędkość przelotu docelowo-powrotnego 500 km uzyskując prędkość V = 88,10 km/h, 5. miejsce w kategorii długość przelotu docelowo-powrotnego uzyskując odległość 511 km. Tadeusz Lewicki zajął 6. miejsce w kategorii przelotu po trasie trójkąta 100 km uzyskując prędkość V = 113,97 km/h.

##### 1985
- 1985 – 26 maja–9 czerwca XXX Szybowcowe Mistrzostwa Polski – Lisie Kąty: XLIII miejsce – Tomasz Kawa.
- 1985 – 30 czerwca–14 lipca XIX Krajowe Zawody Szybowcowe im. Szczepana Grzeszczyka – Lisie Kąty: XXIX miejsce – Tadeusz Lewicki.
- 1985 – 28 lipca–10 sierpnia XIII Szybowcowe Mistrzostwa Polski Juniorów – Leszno: XXII miejsce – Jacek Marszałek.
- 1985 – 17–25 sierpnia Okręgowe Zawody Szybowcowe tzw. III liga – Stalowa Wola: VI miejsce – Wojciech Antczak[bf], XV miejsce – Adam Sadowski.
- 1985 – 17–30 sierpnia Okręgowe Zawody Szybowcowe tzw. III liga – Opole: XIV miejsce – Jacek Marszałek.

##### 1986
- 1986 – 9–17 maja Zawody Szybowcowe tzw. III liga – Stalowa Wola: VI miejsce – Adam Sadowski[bg], XI miejsce – Jacek Marszałek.
- 1986 – 15–29 czerwca XX Krajowe Zawody Szybowcowe im. Szczepana Grzeszczyka – Lisie Kąty: XIII miejsce – Wojciech Antczak.
- 1986 – 22 czerwca–5 lipca XIV Szybowcowe Mistrzostwa Juniorów w Klasie STD: IV miejsce – Jacek Marszałek[133].
- 1986 – 8–17 sierpnia Szybowcowe Mistrzostwa Śląska – Gliwice: VIII miejsce – Wojciech Antczak, X miejsce – Adam Sadowski, XII miejsce – Jacek Marszałek, XIV miejsce – Tadeusz Lewicki, XVI miejsce – Tomasz Rubaj, XXV miejsce – Krzysztof Dominiak 25. miejsce, XXVII miejsce – Witold Nowak, XXIX miejsce – Piotr Wanecki, XXX miejsce – Ryszard Mandziej, XXXI miejsce – Jan Isielenis, XXXII miejsce – Jarosław Bożek[bh].
- 1986 – Klasyfikacja Skrzydlatej Polski 10 najlepszych wyników w 1986: wysokość absolutna Wojciech Antczak – 8250 m 3–4. miejsce, przewyższenie Wojciech Antczak – 6150 m 4–6. miejsce, przelot docelowo-powrotny Wojciech Antczak – 326 km 6–13. miejsce, prędkość na przelocie docelowo-powrotnym Wojciech Antczak – 88,57 km/h 5. miejsce.

##### 1987
- 1987 – 17–31 maja XII Szybowcowe Mistrzostwa Polski w Klasie Otwartej – Stalowa Wola: XX miejsce – Jacek Marszałek.
- 1987 – 26 czerwca–5 lipca XVIII Szybowcowe Mistrzostwa Śląska – Rybnik: VIII miejsce – Wojciech Antczak, XIII miejsce – Tadeusz Lewicki, XIV miejsce – Piotr Kubowicz, XXI miejsce – Ryszard Mandziej.
- 1987 – 11–22 lipca XV Szybowcowe Mistrzostwa Polski Juniorów – Leszno. Klasa klub: X miejsce – Tomasz Rubaj. Klasa STD: XVIII – Jacek Marszałek.
- 1987 – 4–12 sierpnia Okręgowe Zawody Szybowcowe tzw. III liga – Lublin: Wziął udział Robert Gorczyca.
- 1987 – 3–18 sierpnia Szybowcowe Mistrzostwa Polski w Klasie STD: XXVII miejsce – Jacek Marszałek (zawody nie zostały rozegrane).
- 1987 – 14–23 sierpnia Okręgowe Zawody Szybowcowe tzw. III liga – Kielce: XIX miejsce – Wojciech Antczak, XXIII miejsce – Dariusz Leśkiewicz.
- 1987 – 17–31 sierpnia XXI Krajowe Zawody Szybowcowe im. Szczepana Grzeszczyka – Lisie Kąty: XXIX miejsce – Adam Sadowski (zawody nie zostały rozegrane).
- 1988 – Zawody Szybowcowe tzw. III liga – Kraków: I miejsce – Tomasz Rubaj[bi].
- 1987 – Klasyfikacja Skrzydlatej Polski 10 najlepszych wyników w 1987. Wysokość absolutna: V miejsce – Tomasz Rubaj 7350 m, VII miejsce – Leszek Wlazło 7000 m, X miejsce – Witold Nowak 5600 m. Przewyższenie: VIII miejsce – Tomasz Rubaj 5200 m, IX miejsce – Leszek Wlazło 5050 m. Przelot otwarty: VI miejsce – Wojciech Antczak 433 km. Prędkość na wieloboku 300 km: IV miejsce – Wojciech Antczak 105,80 km/h.

##### 1988
- 1988 – 14–29 maja XIII Szybowcowe Mistrzostwa Polski w Klasie Otwartej – Nowy Targ: XII miejsce – Jacek Marszałek.
- 1988 – 3–11 czerwca Okręgowe Zawody Szybowcowe tzw. III liga – Kraków: XII miejsce – Robert Gorczyca, XVIII – Tomasz Migurski (zawody nie zostały rozegrane, wyniki po 1 konkurencji).
- 1988 – 10–24 czerwca XXII Krajowe Zawody Szybowcowe im. Szczepana Grzeszczyka – Lisie Kąty: XI miejsce – Tomasz Rubaj.
- 1988 – 24 czerwca–7 lipca XIX Szybowcowe Mistrzostwa Śląska – Gliwice: I miejsce – Tomasz Rubaj, II miejsce – Jacek Marszałek, V miejsce – Robert Gorczyca, X miejsce – Krzysztof Kurczab, XIV miejsce – Mieczysław Mydłowski, XVI miejsce – Tomasz Migurski, XVI miejsce – Jan Isielenis, XXII miejsce – Dariusz Leśkiewicz[bj].
- 1988 – 17–31 lipca XXXIII Szybowcowe Mistrzostwa Polski w Klasie Standard – Leszno: XXIV miejsce – Jacek Marszałek, XLV miejsce – Jacek Bogatko.
- 1988 – 5–14 sierpnia Opolskie Zawody Szybowcowe tzw. III liga – Polska Nowa Wieś: V miejsce – Ireneusz Przywuski,? miejsce – Robert Gorczyca.
- 1988 – 5–14 sierpnia XXII Lubelskie Zawody Szybowcowe tzw. III liga – Lublin: XXV miejsce – Krzysztof Kurczab, XXVIII miejsce – Tomasz Migurski.
- 1988 – 15–28 sierpnia XVI Szybowcowe Mistrzostwa Polski Juniorów – Lisie Kąty. Klasa STD: I miejsce zdobywając w ten sposób tytuł Mistrza Polski Juniorów – Tomasz Rubaj. Klasa Klub: XVIII miejsce – Robert Gorczyca.
- 1988 – XXXIV Całoroczne Zawody Szybowcowe o Memoriał Ryszarda Bittnera: XXIII miejsce – Jacek Marszałek, XXIV miejsce – Tomasz Rubaj.
- 1988 – Klasyfikacja Skrzydlatej Polski 10 najlepszych wyników w 1988. Wysokość absolutna: I miejsce – Jacek Marszałek 8778 m. Przewyższenie: I miejsce – Jacek Marszałek 6600 m. Przelot docelowo–powrotny: VIII miejsce – Tomasz Rubaj 338 km. Prędkość na wieloboku 100 km: V miejsce – Tomasz Rubaj 124,80 km/h. Prędkość na wieloboku 200 km: IX miejsce – Jacek Marszałek 112,22 km/h. Prędkość przelotu docelowo–powrotnego 300 km: VI miejsce – Jacek Marszałek 86,02 km/h, VII miejsce – Tomasz Rubaj 84,50 km/h, IX miejsce – Krzysztof Kurczab 78,10 km/h. Klasyfikacja ogólna: VI miejsce – Jacek Marszałek.

##### 1989
- 1989 – 4–14 maja Bad Breisig Segelflugwoche – (RFN): V miejsce – Tomasz Rubaj.
- 1989 – 19–28 maja Pokal der Zeisswerker – Jena (NRD): II miejsce – Krzysztof Kurczab.
- 1989 – 10–24 czerwca XXIII Krajowe Zawody Szybowcowe im. Szczepana Grzeszczyka – Lisie Kąty: XXXIV miejsce – Ireneusz Przywuski, XLI miejsce – Robert Gorczyca.
- 1989 – 25 czerwca–9 lipca XXXIV Szybowcowe Mistrzostwa Polski w Klasie STD – Leszno: XXXI miejsce – Tomasz Rubaj.
- 1989 – 22–30 lipca Szybowcowe Mistrzostwa Śląska – Częstochowa: XXVI miejsce – Ireneusz Przywuski, XXXI miejsce – Jerzy Greinert, XXXIII miejsce – Zbigniew Zawisza.
- 1989 – 29 lipca–13 sierpnia I Szybowcowe Mistrzostwa Europy Juniorów – Cambrai: I miejsce – Tomasz Rubaj (Zawody te z przyczyn formalnych nie zostały uznane przez FAI jako oficjalne Mistrzostwa).
- 1989 – 5–18 sierpnia Szybowcowe Mistrzostwa Polski Juniorów w Klasie Klub – Lisie Kąty: XII miejsce – Ireneusz Przywuski.
- 1989 – Całoroczne Zawody Szybowcowe O Memoriał Ryszarda Bittnera: IX miejsce – Tomasz Rubaj, XXXVII miejsce – Jacek Marszałek.
- 1989 – Klasyfikacja Skrzydlatej Polski 10 najlepszych wyników w 1989. Wysokość absolutna: V miejsce – Krzysztof Kurczab 7142 m. Przewyższenie: VII–VIII miejsce – Krzysztof Kurczab 5700 m. Prędkość na trasie wieloboku o obwodzie 100 km: V–VI miejsce – Jacek Marszałek V = 128,94 km/h, V–VI miejsce – Tomasz Rubaj V = 128,94 km/h. Prędkość na trasie wieloboku o obwodzie 200 km: X miejsce – Tomasz Rubaj V = 106,65 km/h. Prędkość na trasie wieloboku o obwodzie 300 km: X miejsce – Tomasz Rubaj V = 104,75 km/h. Prędkość na trasie przelotu docelowo–powrotnego o długości 300 km: X miejsce – Tomasz Rubaj V = 80,33 km/h.

#### Lata 1990–1999

##### 1990
- 1990 – 26 maja–10 czerwca V Szybowcowe Mistrzostwa Europy – Leszno. Klasa STD: VII miejsce – Tomasz Rubaj.
- 1990 – 14–28 czerwiec XXIV Krajowe Zawody Szybowcowe im. Szczepana Grzeszczyka – Lisie Kąty: XVIII miejsce – Jacek Marszałek.
- 1990 – 1–15 lipca XXXV Szybowcowe Mistrzostwa Polski – Leszno. Klasa STD: XVI miejsce – Tomasz Rubaj.
- 1990 – 22 lipca–4 sierpnia XVIII Szybowcowe Mistrzostwa Polski Juniorów – Leszno. Klasa Klub: III miejsce i tytuł II Wicemistrza Polski – Jerzy Greinert, XXIII miejsce – Zbigniew Zawisza. Klasa STD: XXIII miejsce – Ireneusz Przywuski.
- 1990 – 16–29 sierpnia Szybowcowe Mistrzostwa Polski. Klasa Otwarta: XI miejsce – Tomasz Rubaj.
- 1990 – Całoroczne Zawody Szybowcowe o Memoriał Ryszarda Bittnera: IV miejsce – Tomasz Rubaj, XII miejsce – Adam Sadowski, XXX miejsce – Jacek Marszałek.

##### 1991
- 1991 – 19 maja–2 czerwca XXXVI Szybowcowe Mistrzostwa Polski – Leszno. Klasa STD: I miejsce i tytuł Mistrza Polski – Tomasz Rubaj.
- 1991 – 2–16 czerwca Międzynarodowe Zawody Szybowcowe – Leszno: IX miejsce – Krystyna Marszałek.
- 1991 – 8–16 czerwca XX Szybowcowe Mistrzostwa Śląska – Gliwice: I miejsce – Zbigniew Zawisza, II miejsce – Adam Sadowski, V miejsce – Sławomir Adamczyk, XI miejsce – Jacek Bogatko, XII miejsce – Ireneusz Przywuski, XIII miejsce – Jerzy Greinert, XIV miejsce – Daniel Wowra, XVII miejsce – Jan Isielenis, XVIII miejsce – Jacek Łabuda.
- 1991 – 21 czerwca–7 lipca II Szybowcowe Mistrzostwa Europy Juniorów – Falköping (Szwecja): Klasa STD: I miejsce i tytuł Mistrza Europy – Tomasz Rubaj.
- 1991 – 13–28 lipca XIX Szybowcowe Mistrzostwa Polski Juniorów – Leszno. Klasa STD: XVIII miejsce – Jerzy Greinert.
- 1991 – 12–25 sierpnia XXV Krajowe zawody Szybowcowe im. Szczepana Grzeszczyka – Lisie Kąty: V miejsce – Jacek Marszałek, XV miejsce – Jerzy Greinert.
- 1991 – 2–11 sierpnia Międzynarodowe Zawody Szybowcowe Vidzeme 91 – Cēsis (ZSRR). Klasa Otwarta: IV miejsce – Adam Sadowski. Klasa STD: V miejsce – Ireneusz Przywuski, VI miejsce – Zbigniew Zawisza[bk].
- 1991 – 26 lipca–11 sierpnia XXII Szybowcowe Mistrzostwa Świata – Uvalde. Klasa 15 m: XX miejsce – Tomasz Rubaj.
- 1991 – XXXVI Całoroczne Zawody Szybowcowe O Memoriał Ryszarda Bittnera: IV miejsce – Tomasz Rubaj.

##### 1992
- 1992 – 17–30 maja XXXVII Szybowcowe Mistrzostwa Polski – Leszno. Klasa STD: VIII miejsce – Tomasz Rubaj, XXI miejsce – Jacek Marszałek, XLVI miejsce – Ireneusz Przywuski, LI miejsce – Adam Sadowski, LII miejsce – Zbigniew Zawisza.
- 1992 – 19–28 czerwca XXI Szybowcowe Mistrzostwa Śląska – Rybnik: II miejsce – Sławomir Adamczyk, IV miejsce – Mirosław Przeliorz, XIV miejsce – Arkadiusz Korzuśnik{.
- 1992 – 15–28 lipca XX Szybowcowe Mistrzostwa Polski Juniorów – Leszno. Klasa Juniorów Starszych: I miejsce i tytuł Mistrza Polski – Jerzy Greinert.
- 1992 – 17–30 lipca VI Szybowcowe Mistrzostwa Europy – Békéscsaba. Klasa STD: IV miejsce – Tomasz Rubaj.
- 1992 – 1–9 sierpnia Okręgowe Zawody Szybowcowe tzw. III liga – Ostrów Wielkopolski: XVIII miejsce – Henryk Białek.
- 1992 – 3–15 sierpnia Szybowcowe Mistrzostwa Polski – Stalowa Wola. Klasa Otwarta: I miejsce i tytuł Mistrza Polski.
- 1992 – Całoroczne Zawody Szybowcowe Aeroklubu Gliwickiego Gliwice: I miejsce – Jerzy Greinert, II miejsce – Tomasz Rubaj, III miejsce – Adam Sadowski.
- 1992 – XXXVII Całoroczne Zawody Szybowcowe o Memoriał Ryszarda Bittnera: VIII miejsce – Tomasz Rubaj, XXII miejsce – Adam Sadowski, XXVI miejsce – Jerzy Greinert, XXXII miejsce – Zbigniew Zawisza, XXXIV miejsce – Ryszard Mandziej, LVI miejsce – Mirosław Przeliorz, LVIII miejsce – Krystyna Marszałek, LXIV miejsce – Stanisław Hanusek.

##### 1993
- 1993 – 18–29 maja XVIII Szybowcowe Mistrzostwa Polski – Leszno. Klasie Otwarta: IV miejsce – Tomasz Rubaj, XVII miejsce – Jerzy Greinert.
- 1993 – 7–27 czerwca XXIII Szybowcowe Mistrzostwa Świata – Borlänge (Szwecja). Klasa STD: III miejsce i tytuł II Wicemistrza Świata – Tomasz Rubaj, startując na nowym polskim szybowcu SZD-55 Promyk.
- 1993 – 27 czerwca–10 lipca II Ogólnopolskie Zawody Szybowcowe im. Szczepana Grzeszczyka o Puchar Tatr: XIII miejsce – Mirosław Przeliorz.
- 1993 – 17–31 lipca XXI Szybowcowe Mistrzostwa Polski Juniorów – Leszno. Kategorii Juniorów Młodszych: V miejsce – Mirosław Przeliorz, VI miejsce – Henryk Białek (Rozegrano tylko 1 konkurencję).
- 1993 – 23 lipca–6 sierpnia Szybowcowe Mistrzostwa Europy Juniorów – La Roche-sur-Yon: XII miejsce – Jerzy Greinert.
- 1993 – 1–14 sierpnia XXXVIII Szybowcowe Mistrzostwa Polski – Leszno. Klasa STD: II miejsce i tytuł Wicemistrza Polski – Tomasz Rubaj.
- 1993 – 16–18 sierpnia Okręgowe Zawody Szybowcowe tzw. III liga – Zielona Góra: I miejsce – Adam Sadowski (Zakwalifikowanie się do Mistrzostw Polski), XVI miejsce – Sławomir Adamczyk.
- 1993 – 17–28 sierpnia Okręgowe Zawody Szybowcowe tzw. III liga – Ostrów Wielkopolski: II miejsce – Henryk Białek, X miejsce – Przemysław Piekarski.
- 1993 – 17–28 sierpnia XI Szybowcowe Mistrzostwa Kobiet – Ostrowiec Wielkopolski: V miejsce – Krystyna Marszałek.
- 1993 – Sierpień, Okręgowe Zawody Szybowcowe tzw. III liga – Nowy Targ: ? miejsce – Mirosław Przeliorz.
- 1993 – XVII Szybowcowe Mistrzostwa Polski – Stalowa Wola. Klasa OPEN: I miejsce i tytuł Mistrza Polski – Tomasz Rubaj.
- 1993 – Międzynarodowe Zawody Regionalne – Klix (Niemcy): I miejsce – Tomasz Rubaj.
- 1993 – Całoroczne Zawody Szybowcowe Aeroklubu Polskiego o memoriał Ryszarda Bittnera: I miejsce – Jerzy Greinert[bl], IV miejsce – Jacek Marszałek, XXVI miejsce – Henryk Białek, XXXVI miejsce – Sławomir Adamczyk, XLI miejsce – Krystyna Marszałek, LXXXVIII miejsce – Przemysław Piekarski.
- 1993 – Całoroczne Zawody Szybowcowe Aeroklubu Gliwickiego Gliwice: I miejsce – Jacek Marszałek, II miejsce – Jerzy Greinert, III miejsce – Henryk Białek.

##### 1994
- 1994 – 28 kwietnia–7 maja Międzynarodowe Zawody Regionalne – Klix (Niemcy). Klasa STD: I miejsce – Tomasz Rubaj. Klasa OPEN: IV miejsce – Jacek Marszałek.
- 1994 – 15–28 maja XIX Szybowcowe Mistrzostwa Polski – Ostrów Wielkopolski. Klasa OPEN: I miejsce i tytuł Mistrza Polski – Tomasz Rubaj.
- 1994 – Czerwiec, Krajowe Zawody Szybowcowe im. Szczepana Grzeszczyka – Leszno: ? miejsce – Krystyna Marszałek,? miejsce – Henryk Białek.
- 1994 – 25 czerwca–9 lipca XXXIX Szybowcowe Mistrzostwa Polski – Leszno. Klasa STD: XVI miejsce – Tomasz Rubaj, XVIII miejsce – XLIV miejsce – Jacek Marszałek, XLIV miejsce – Jerzy Greinert.
- 1994 – 25 lipca–6 sierpnia VII Szybowcowe Mistrzostwa Europy – Rieti: XI miejsce – Tomasz Rubaj.
- 1994 – 24 lipca–5 sierpnia XXII Szybowcowe Mistrzostwa Polski Juniorów – Leszno. Klasa Klub: XV miejsce – Henryk Białek, XXI miejsce – Przemysław Piekarski.
- 1994 – Lipiec, Szybowcowe Mistrzostwa Europy – Dubnica. Klasa Klub: XXXIII miejsce – Jerzy Greinert.
- 1994 – 7 sierpnia–20 sierpnia XII Szybowcowe Mistrzostwa Polski Kobiet – Zielona Góra: VII miejsce – Krystyna Marszałek.
- 1994 – Całoroczne Zawody Szybowcowe o Memoriał Ryszarda Bittnera: IV miejsce – Jacek Marszałek, XXXIV miejsce – Daniel Wowra, XLVI miejsce – Krzysztof Piekarczyk.
- 1994 – Całoroczne Zawody Szybowcowe Aeroklubu Gliwickiego Gliwice: I miejsce – Jacek Marszałek, II miejsce – Stanisław Hanusek, III miejsce – Ryszard Mandziej.

##### 1995
- 1995 – 1–22 stycznia XXIV Szybowcowe Mistrzostwa Świata – Omarama: XLIII miejsce – Tomasz Rubaj.
- 1995 – 14–28 maja XIII Szybowcowe Mistrzostwa Kobiet – Olsztyn: X miejsce – Krystyna Marszałek.
- 1995 – 14–28 maja XX Szybowcowe Mistrzostwa Polski – Olsztyn. Klasa OPEN: II miejsce i tytuł Wicemistrza Polski – Tomasz Rubaj.
- 1995 – 19–27 maja IV Międzynarodowe Mistrzostwa Szybowcowe Juniorów – Hahnweide (Niemcy): VIII miejsce – Jerzy Greiner (Zawody zaliczane do Pucharu Świata).
- 1995 – 11–25 czerwca XXXX Szybowcowe Mistrzostwa Polski – Leszno. Klasa STD: XLVII miejsce – Jacek Marszałek.
- 1995 – 1–23 lipca III Szybowcowe Mistrzostwa Europy Juniorów – Leszno. Klasa STD: VIII miejsce – Jerzy Greinert.
- 1995 – 22–30 lipca Szybowcowe Mistrzostwa Śląska – Gliwice: III miejsce – Krystyna Marszałek, V miejsce – Przemysław Piekarski, VIII miejsce – Leszek Wlazło, IX miejsce – Henryk Białek, XII miejsce – Sławomir Adamczyk, XVI miejsce – Paweł Wiatr. Klasyfikacja drużynowa: III miejsce – Aeroklub Gliwicki.
- 1995 – 6–20 sierpnia XXIII Szybowcowe Mistrzostwa Polski Juniorów. Klasa Klub: XI miejsce – Przemysław Piekarski, XV miejsce – Henryk Białek.
- 1995 – XXXXI Całoroczne Zawody Szybowcowe im. Ryszarda Bittnera: V miejsce – Jacek Marszałek, VI miejsce – Leszek Wlazło. Klasyfikacja drużynowa: I miejsce – Aeroklub Gliwicki.
- 1995 – Całoroczne Zawody Szybowcowe Aeroklubu Gliwickiego Gliwice: I miejsce – Jacek Marszałek, II miejsce – Leszek Wlazło, III miejsce – Przemysław Piekarski.
- 1995 – Lista rankingowa pilotów szybowcowych na sezony 1994 i 1995: XXXV miejsce – Jerzy Greinert, XXXVI miejsce – Tomasz Rubaj, LII miejsce – Jacek Marszałek, LXXXV miejsce – Henryk Białek, CXXV miejsce – Sławomir Adamczyk.
- 1995 – Klasyfikacja 10 najlepszych wyników szybowcowych pisma Aerokluby: konkurencje odległościowe z punktami zwrotnymi > 300 km I miejsce – Tomasz Rubaj (643 km), konkurencja odległościowa POST > 300 km IV miejsce – Tomasz Rubaj (426,3 km), konkurencja prędkościowa trójkąt > 100 km VI miejsce – Jerzy Greinert (92,47 km/h), konkurencja prędkościowa trójkąt > 200 km III miejsce – Jerzy Greinert (110,23 km/h), konkurencja prędkościowa trójkąt > 300 km VII miejsce – Tomasz Rubaj (91,30 km/h), konkurencja prędkościowa trójkąt 600–750 km IX miejsce – Tomasz Rubaj (109,60 km/h), konkurencja prędkościowa POST > 300 km III miejsce – Tomasz Rubaj (95,83 km/h). Klasyfikacja ogólna: V miejsce – Tomasz Rubaj.

##### 1996
- 1996 – 27 kwietnia–12 maja XXI Szybowcowe Mistrzostwa Polski – Lisie Kąty. Klasa OPEN: VII miejsce – Tomasz Rubaj (Mistrzostwa nierozegrane).
- 1996 – 2–16 czerwca VIII Szybowcowe Mistrzostwa Europy – Räyskälä (Finlandia). Klasa STD: XIX miejsce – Tomasz Rubaj.
- 1996 – 22 czerwca–25 sierpnia XXIII Mistrzostwa Śląska/Krajowe Zawody Szybowcowe – Gliwice. Klasa STD: VII miejsce – Przemysław Piekarski, VIII miejsce – Krystyna Marszałek. Klasa CLUB: I miejsce – Sławomir Adamczyk, IV miejsce – Wojciech Wójcik, VI miejsce – Leszek Wlazło, VII miejsce – Grzegorz Pancek, X miejsce – Piotr Kowal, XI miejsce – Jan Isielenis.
- 1996 – 20 lipca–4 sierpnia XXXXI Szybowcowe Mistrzostwa Polski – Leszno. Klasa STD: XXI miejsce – Jacek Marszałek, XXIV miejsce – Krystyna Marszałek[bm].
- 1996 – 23 lipca–4 sierpnia Krajowe Zawody Szybowcowe – Ostrów Wielkopolski: VIII miejsce – Piotr Kowal, XIII miejsce – Wojciech Wójcik, XL miejsce – Daniel Wowra.
- 1996 – 5–20 sierpnia XIV Szybowcowe Mistrzostwa Polski Kobiet – Leszno. III miejsce i tytuł II Wicemistrzyni Polski – Krystyna Marszałek.
- 1996 – 5–20 sierpnia XXIV Szybowcowe Mistrzostwa Polski Juniorów – Leszno. Klasa STD: XII miejsce – Przemysław Piekarski.
- 1996 – XLII Całoroczne Zawody Szybowe o Memoriał Ryszarda Bittnera: I miejsce – Przemysław Piekarski (Zakwalifikowanie się do M.P. w klasie STD), IV miejsce – Wojciech Wójcik, V miejsce – Jacek Marszałek, V miejsce – Sławomir Adamczyk, VII miejsce – Henryk Białek, IX miejsce – Piotr Kowal, XIV miejsce – Leszek Wlazło, XVIII miejsce – Grzegorz Pancek, XXIII miejsce – Krystyna Marszałek, XXIV miejsce – Damian Szczurek. Klasyfikacja drużynowa: I miejsce – Aeroklub Gliwicki.
- 1996 – Całoroczne Zawody Szybowcowe Aeroklubu Gliwickiego Gliwice: I miejsce – Przemysław Piekarski, II miejsce – Wojciech Wójcik, III miejsce – Sławomir Adamczyk.
- 1996 – Klasyfikacja 10 najlepszych wyników roku 1996 pod patronatem „Skrzydlatej Polski”. Konkurencja odległościowa docelowo-powrotna > 300 km: III miejsce (314,4 km) – Piotr Kowal, Jacek Marszałek, Grzegorz Pancek, Wojciech Wójcik. Konkurencja odległościowa z PZ (430 km): II miejsce – Krystyna Marszałek, Tomasz Rubaj. Konkurencje odległościowe POST (337,7 km): IV miejsce – Leszek Wlazło. Konkurencja prędkościowa docelowo-powrotna > 300 km: I miejsce – Jacek Marszałek V = 92,303 km/h, II miejsce – Przemysław Piekarski V = 86,930 km/h, III miejsce – Wojciech Wójcik V = 65,010 km/h, IV miejsce – Piotr Kowal V = 64,729 km/h, VI miejsce – Grzegorz Pancek V = 57,829 km/h. Konkurencja prędkościowa trójkąt 100 km: I miejsce – Sławomir Adamczyk V = 100,161 km/h, IV miejsce – Jacek Marszałek V = 91,250 km/h. Konkurencja prędkościowa trójkąt 200 km: V miejsce – Henryk Białek V = 79,693 km/h. Klasyfikacja łączna 10 najlepszych wyników w 1996: II miejsce – Jacek Marszałek. Klasyfikacja zespołowa dyplom Cumulusowe Niebo: I miejsce – Aeroklub Gliwicki.
- 1996 – Lista rankingowa pilotów szybowcowych za lata 1995 i 1996: XV miejsce – Krystyna Marszałek, XLIX miejsce – Tomasz Rubaj, LXXXIII miejsce – Przemysław Piekarski, CXI miejsce – Leszek Wlazło, CXXVIII miejsce – Wojciech Wójcik, CLIII miejsce – Jerzy Greinert, CLXVII miejsce – Grzegorz Pancek.

##### 1997
- 1997 – 17 maja–1 czerwca XXII Szybowcowe Mistrzostwa Polski – Zielona Góra. Klasa OPEN: XIX miejsce – Tomasz Rubaj, XXXIII miejsce – Krystyna Marszałek.
- 1997 – 19 lipca–3 sierpnia X Szybowcowe Mistrzostwa Europy Kobiet – Prievidza. V miejsce – Krystyna Marszałek.
- 1997 – 27 lipca–10 sierpnia, XXXXII Szybowcowe Mistrzostwa Polski – Leszno. Klasa STD: II miejsce i tytuł Wicemistrza Polski – Tomasz Rubaj, XLI miejsce – Przemysław Piekarski, XLIII miejsce – Sławomir Adamczyk.
- 1997 – 25 lipca–10 sierpnia Krajowe Zawody Szybowcowe – Ostrów Wielkopolski: XI miejsce – Leszek Wlazło.
- 1997 – 27 lipca–10 sierpnia, Międzynarodowe Mistrzostwa Pre-Europa – Leszno: I miejsce – Tomasz Rubaj.
- 1997 – 13–27 sierpnia, XXV Szybowcowe Mistrzostwa Polski Juniorów – Leszno. Klasa STD: V miejsce – Przemysław Piekarski. Klasa CLUB: X miejsce – Piotr Kowal.
- 1997 – Sierpień, Krajowe Zawody Szybowcowe – Opole: II miejsce – Jacek Marszałek.
- 1997 – Całoroczne Zawody Szybowcowe Aeroklubu Gliwickiego Gliwice: I miejsce – Leszek Wlazło, II miejsce – Jacek Marszałek, III miejsce – Krystyna Marszałek.
- 1997 – Klasyfikacja 10 najlepszych wyników szybowcowych 1997 pod patronatem Aeroklubu Polskiego i Skrzydlatej Polski. Konkurencja odległościowa, dowolna i wielokrotna po trasie trójkąta > 300 km: II miejsce – Jacek Marszałek (488,2 km). Konkurencja prędkościowa po trasie trójkąta > 100 km: V miejsce – Jacek Marszałek (V = 111,04 km/h), VIII miejsce – Przemysław Piekarski (V = 105,74 km/h). Konkurencja prędkościowa po trasie trójkąta > 200 km: II miejsce – Jacek Marszałek (V = 107,84 km/h). Konkurencja prędkościowa po trasie trójkąta > 500 km: I miejsce – Przemysław Piekarski (V = 83,29 km/h), II miejsce – Leszek Wlazło (V = 82,67 km/h). Konkurencja wysokościowa (wysokość absolutna): II miejsce – Daniel Wowra, III miejsce – Sławomir Adamczyk (8150 m), VII miejsce – Leszek Wlazło (7370 m). Konkurencja wysokościowa (przewyższenie > 5000 m): IV miejsce – Daniel Wowra (6100 m), VIII miejsce – Sławomir Adamczyk (5900 m). Klasyfikacja indywidualna łączna: III miejsce – Jacek Marszałek, VI miejsce – Leszek Wlazło, VIII miejsce – Przemysław Piekarski. Klasyfikacja aeroklubowa Cumulusowe Niebo dla najaktywniejszego Aeroklubu w Polsce: I miejsce – Aeroklub Gliwicki[20].
- 1997 – Lista rankingowa pilotów szybowcowych za lata 1996 i 1997: X miejsce – Tomasz Rubaj, XXXIII miejsce – Przemysław Piekarski, L miejsce – Krystyna Marszałek, LXIV miejsce – Sławomir Adamczyk, LXXXI miejsce – Piotr Kowal, LXXXVI miejsce – Leszek Wlazło{.

##### 1998
- 1998 – 14–28 czerwca XLIII Szybowcowe Mistrzostwa Polski – Zielona Góra. Klasa STD: XVI miejsce – Przemysław Piekarski, XXIV miejsce – Jacek Marszałek, XXXV miejsce – Krystyna Marszałek, XLIII miejsce – Leszek Wlazło.
- 1998 – 17–30 czerwca Przedmistrzostwa Szybowcowe Europy/XVI Szybowcowe Mistrzostwa Polski Kobiet – Leszno. Klasa STD: III miejsce/I miejsce i tytuł Mistrzyni Polski – Krystyna Marszałek.
- 1998 – 17–30 czerwca Międzynarodowe Szybowcowe Mistrzostwa Polski – Leszno. Klasa OPEN/XXIII Szybowcowe Mistrzostwa Polski – Leszno. Klasa OPEN: II miejsce i tytuł Wicemistrza Polski/ – Tomasz Rubaj, XXIV miejsce/XXII miejsce – Jacek Marszałek, XXXIV miejsce/XXXII miejsce – Sławomir Adamczyk.
- 1998 – 17 lipca–2 sierpnia IX Szybowcowe Mistrzostwa Europy – Leszno. Klasa OPEN: VIII miejsce – Tomasz Rubaj.
- 1998 – 24 lipca–2 sierpnia Krajowe Zawody Szybowcowe/XXV Szybowcowe Mistrzostwa Śląska. Klasa STD: IV miejsce – Przemysław Piekarski, V miejsce – Sławomir Adamczyk, VII miejsce – Leszek Wlazło. Klasa CLUB: III miejsce – Sławomir Lach, VI miejsce – Andrzej Młynarczyk, XII miejsce – Anna Durkacz, XVII miejsce – Krzysztof Mikołajczak (Wyniki po 3 konkurencjach. Zawody nierozegrane z powodu złej pogody).
- 1998 – 8–23 sierpnia XXVI Szybowcowe Mistrzostwa Polski Juniorów – Leszno. Klasa STD: I miejsce i tytuł Mistrza Polski – Przemysław Piekarski. Klasa CLUB: XI miejsce – Sławomir Lach, XII miejsce – Andrzej Młynarczyk.
- 1998 – 14–22 sierpnia I Międzynarodowy Zlot i Zawody Zabytkowych Szybowców Gliwice: XI miejsce – Piotr Buchta.
- 1998 – XLIV Całoroczne zawody Szybowcowe o Memoriał Ryszarda Bittnera: XII miejsce – Przemysław Piekarski, XIV miejsce – Sławomir Lach, XV miejsce – Sławomir Adamczyk, XVI miejsce – Leszek Wlazło, XIX miejsce – Eugeniusz Stogniew, XXXII miejsce – Andrzej Młynarczyk.
- 1998 – Klasyfikacja 10 najlepszych wyników szybowcowych w 1998. Konkurencje odległościowe z punktami zwrotnymi > 300 km: II miejsce – Tomasz Rubaj (672,6 km), IX miejsce – Jacek Marszałek (577,5 km), IX miejsce – Krystyna Marszałek (512,5 km). Konkurencje odległościowe POST > 300 km: VIII miejsce – Tomasz Rubaj (460,2 km). Konkurencje prędkościowe docelowo-powrotne 300 km ≤ L < 500 km: II miejsce – Przemysław Piekarski (70,25 km/h), IV miejsce – Andrzej Młynarczyk (50,23 km/h), V miejsce – Sławomir Lach (46,27 km/h). Konkurencje prędkościowe po trasie trójkąta 100 km: X miejsce – Krystyna Marszałek (104,20 km/h). Konkurencje prędkościowe po trasie trójkąta 200 km: IV miejsce – Jacek Marszałek (104,76 km/h), IX miejsce – Krystyna Marszałek (77,61 km/h). Konkurencje prędkościowe po trasie trójkąta 300 km: II miejsce – Tomasz Rubaj (126,65 km/h), V miejsce – Jacek Marszałek (96,33 km/h). Konkurencje prędkościowe po trasie wieloboku > 300 km: VII miejsce – Tomasz Rubaj (123,20 km/h). Konkurencje prędkościowe po trasie POST L >300 km: I miejsce – Tomasz Rubaj (94,21 km/h). Konkurencje wysokościowe – wysokość przewyższenia: II miejsce – Ryszard Mandziej (5900 m), V miejsce – Jan Isielenis (5350 m). Konkurencje wysokościowe – wysokość przewyższenia: III miejsce – Ryszard Mandziej (8000 m), V miejsce – Jan Isielenis (7450 m). Klasyfikacja ogólna: II miejsce – Tomasz Rubaj, IX miejsce – Jacek Marszałek.
- 1998 – Całoroczne Zawody Szybowcowe Aeroklubu Gliwickiego Gliwice: I miejsce Przemysław Piekarski, II miejsce – Jacek Marszałek, III miejsce – Sławomir Lach.
- 1998 – Lista rankingowa pilotów szybowcowych za lata 1997 i 1998. Klasyfikacja ogólna: VI miejsce – Tomasz Rubaj, XXV miejsce – Jacek Marszałek, XXIX miejsce – Krystyna Marszałek, XXXIII miejsce – Przemysław Piekarski, XCV miejsce – Grzegorz Pancek, CXXIV miejsce – Andrzej Młynarczyk, CXLIX miejsce – Wojciech Wójcik, CLXIII miejsce – Sławomir Lach. Klasyfikacja juniorów: IV miejsce – Przemysław Piekarski, XIV miejsce – Andrzej Młynarczyk, LXXXIII miejsce – Piotr Kowal, XCII miejsce – Anna Durkacz, C miejsce – Krzysztof Mikołajczak. Klasyfikacja kobiet: I miejsce – Krystyna Marszałek, XVI miejsce – Anna Durkacz.

##### 1999
- 1999 – 16–30 maja Międzynarodowe XXIV Szybowcowe Mistrzostwa Polski – Piła. Klasa OPEN: XVI miejsce – Przemysław Piekarski, XXIV miejsce – Jacek Marszałek.
- 1999 – 13–27 czerwca XLIV Międzynarodowe Szybowcowe Mistrzostwa Polski – Zielona Góra. Klasa STD: II miejsce i tytuł Wicemistrza Polski – Tomasz Rubaj, VI miejsce – Jacek Marszałek, XXX miejsce – Krystyna Marszałek, XXXVIII miejsce Przemysław Piekarski.
- 1999 – 26 czerwca–18 lipca XI Szybowcowe Mistrzostwa Europy Kobiet Leszno. Klasa CLUB: V miejsce – Krystyna Marszałek.
- 1999 – 19–31 lipca Krajowe Zawody Szybowcowe o Puchar Prezydenta Miasta – Ostrów Wielkopolski: II miejsce – Sławomir Lach, XIV miejsce – Anna Durkacz, XX miejsce – Leszek Wlazło.
- 1999 – 1–15 sierpnia XXVI Szybowcowe Mistrzostwa Polski Juniorów – Leszno: VI miejsce – Krystyna Marszałek, XII miejsce – Jacek Marszałek, XVI miejsce – Andrzej Duszyński.
- 1999 – 1–12 sierpnia Krajowe Zawody Szybowcowe – Ostrów Wielkopolski: II miejsce – Sławomir Lach.
- 1999 – 14–22 sierpnia I Zawody i Zlot Zabytkowych Szybowców o Memoriał Stanisława Hanuska – Gliwice: II miejsce – Ireneusz Przywuski na SZD-24 Foka C, III miejsce – Daniel Wowra na SZD-35 Bekas, VI miejsce – Jacek Popiel, IX miejsce – Damian Szczurek, XI miejsce – Piotr Buchta, XIII miejsce – Zbigniew Jezierski[bn].
- 1999 – Puchar Przelotów Szybowcowych 1998/1999: XI miejsce – Jacek Marszałek (515 km), XXV miejsce – Krystyna Marszałek (320,03 km), LXII miejsce – Leszek Wlazło (201 km).

#### Lata 2000–2009

##### 2000
- 2000 – 21 maja–4 czerwca XXV Szybowcowe Mistrzostwa Polski – Leszno. Klasa OPEN: I miejsce i tytuł Mistrza Polski – Tomasz Rubaj, XIII miejsce – Jacek Marszałek, XXIV miejsce – Przemysław Piekarski.
- 2000 – 24 czerwca–9 lipca XLV Międzynarodowe Szybowcowe Mistrzostwa Polski – Leszno. Klasa STD: XXVII miejsce – Krystyna Marszałek, XLI miejsce – Przemysław Piekarskie.
- 2000 – 22 lipca–6 sierpnia XVIII Szybowcowe Mistrzostwa Polski Kobiet Lisie Kąty: IV miejsce – Krystyna Marszałek, XI miejsce – Anna Durkacz.
- 2000 – 14–29 sierpnia XXVIII Szybowcowe Mistrzostwa Polski Juniorów – Leszno: VII miejsce – Andrzej Młynarczyk, X miejsce – Anna Durkacz.
- 2000 – 19–26 sierpnia II Międzynarodowy Zlot i Zawody Zabytkowych Szybowców o Memoriał Stanisława Hanuska – Gliwice: II miejsce – Ireneusz Przywuski (ex aequo) na SZD-24 Foka C[bo].
- 2000 – Całoroczne Zawody Szybowcowe Aeroklubu Gliwickiego: I miejsce – Eugeniusz Stogniew, II miejsce – Witold Kruczek, III miejsce – Andrzej Duszyński.

##### 2001
- 2001 – 20 stycznia VII (nieoficjalne) Szybowcowe Mistrzostwa Polski w Lądowaniu na Celność – Żar: VI miejsce – Weronika Durkacz, XIX miejsce – Przemysław Piekarski.
- 2001 – 28 kwietnia–6 maja I Szybowcowe Zawody Szybowcowe o Puchar Euroregionu Beskidy – Żar: IX miejsce – Jacek Marszałek, XV miejsce – Krystyna Marszałek.
- 2001 – 12–27 maja XVIII Szybowcowe Mistrzostwa Polski Kobiet – Piła: VI miejsce – Anna Durkacz.
- 2001 – 28 lipca–12 sierpnia I Szybowcowe Mistrzostwa Świata Kobiet – Pociūnai (Litwa). Klasa CLUB: II miejsce i tytuł Wicemistrzyni Świata – Krystyna Marszałek.
- 2001 – 2–12 sierpnia XXIX Szybowcowe Mistrzostwa Polski Juniorów – Leszno. Klasa STD: XI miejsce – Anna Durkacz.
- 2001 – 10–19 sierpnia Krajowe Zawody Szybowcowe/XXVI Szybowcowe Mistrzostwa Śląska – Gliwice: IV miejsce – Leszek Wlazło, V miejsce Sławomir Adamczyk, VIII miejsce – Sławomir Lach, X miejsce – Eugeniusz Stogniew, XI miejsce – Witold Kruczek, XIII miejsce – Katarzyna Mościńska, XIV miejsce – Piotr Buchta, XVI miejsce – Zbigniew Jezierski[bp].
- 2001 – Całoroczne Zawody Szybowcowe Aeroklubu Gliwickiego – Gliwice: I miejsce – Leszek Wlazło, III miejsce – Tomasz Rubaj.
- 2001 – Miejsca pilotów gliwickich na liście rankingowej pilotów szybowcowych w latach 2000/2001. Klasyfikacja ogólna: XV miejsce – Krystyna Marszałek, XLVII miejsce – Jacek Marszałek, LIX miejsce – Tomasz Rubaj, LXVII miejsce – Leszek Wlazło, LXIX miejsce – Sławomir Adamczyk, LXXVII miejsce – Sławomir Lach, CI miejsce – Eugeniusz Stogniew, CII miejsce – Przemysław Piekarski, CV miejsce – Witold Kruczek, CXXIX miejsce – Katarzyna Mościńska, CXXXII miejsce – Piotr Buchta, CXXXVI miejsce – Jezierski Zbigniew. Klasyfikacja kobiet: I miejsce – Krystyna Marszałek, XIII miejsce – Anna Durkacz. Klasyfikacja juniorów: XXXIII miejsce – Anna Durkacz, LII miejsce – Sławomir Lach, LXII miejsce – Andrzej Młynarczyk, LXXVII miejsce – Katarzyna Mościńska, LXXVIII miejsce – Piotr Buchta.

##### 2002
- 2002 – 19 stycznia klasyfikacja miesięcznika Skrzydlata Polska „Złota Dziesiątka Sportowców Lotniczych” za 2001: X miejsce – Krystyna Marszałek.
- 2002 – 27 kwietnia–5 maja II Międzynarodowe Zawody Szybowcowe o Puchar Euroregionu Beskidy – Żar: III miejsce – Tomasz Rubaj, XIV miejsce – Krystyna Marszałek.
- 2002 – 18 maja–2 czerwca XXVII Międzynarodowe Mistrzostwa Polski – Leszno. Klasa OPEN: I miejsce i tytuł Mistrza Polski – Tomasz Rubaj, XVII miejsce – Jacek Marszałek.
- 2002 – 18 maja–2 czerwca I Szybowcowe Mistrzostwa Polski – Leszno. Klasa CLUB: XXII miejsce – Leszek Wlazło.
- 2002 – 18 maja–2 czerwca XVIII Szybowcowe Mistrzostwa Polski Kobiet – Leszno: I miejsce i tytuł Mistrzyni Polski – Krystyna Marszałek, XII miejsce – Anna Durkacz.
- 2002 – 5–19 lipca Krajowe Zawody Szybowcowe – Rudniki: IV miejsce – Przemysław Piekarski.
- 2002 – 6–27 lipca XI Szybowcowe Mistrzostwa Europy – Békéscsaba. Klasa OPEN: VIII miejsce – Tomasz Rubaj.
- 2002 – 20 lipca–4 sierpnia XLVII Międzynarodowe Mistrzostwa Polski – Piła. Klasa STD: VIII miejsce – Jacek Marszałek, XXVIII miejsce – Krystyna Marszałek, XXXIX miejsce – Anna Durkacz.
- 2002 – 3–11 sierpnia III Zlot i Zawody Zabytkowych Szybowców o Memoriał Stanisława Hanuska – Gliwice. Poza konkursem latał Leszek Wlazło na szybowcu SZD-40 Halny[bq].
- 2002 – 10–25 sierpnia XXX Szybowcowe Mistrzostwa Polski Juniorów – Leszno. Klasa STD: IX miejsce – Anna Durkacz. Klasa CLUB: XIV miejsce – Piotr Buchta.
- 2002 – Sierpień, Zawody Szybowcowe o Puchar Starosty Leszczyńskiego – Leszno. Klasa CLUB: XXV miejsce – Leszek Wlazło.
- 2002 – Całoroczne Zawody Szybowcowe Aeroklubu Gliwickiego Gliwice: I miejsce – Jacek Wlazło, II miejsce – Piotr Buchta, III miejsce – Anna Durkacz.

##### 2003
- 2003 – 16–19 stycznia IX Szybowcowe Mistrzostwa Polski w Lądowaniu na Celność – Żar: I miejsce – Jacek Marszałek, X miejsce – Przemysław Piekarski, XIV miejsce – Andrzej Duszyński, XV miejsce – Tomasz Rubaj, XXXIX miejsce – Grzegorz Pancek, XLVI miejsce – Zbigniew Kwieciński.
- 2003 – 25 kwietnia–4 maja III Międzynarodowe Zawody Szybowcowe o Puchar Euroregionu Beskidy – Żar: VIII miejsce – Tomasz Rubaj.
- 2003 – 17–31 maja II Szybowcowe Mistrzostwa Świata Kobiet – Jihlava. Klasa STD: XIV miejsce – Krystyna Marszałek.
- 2003 – 17 maja–1 czerwca XXVIII Szybowcowe Mistrzostwa Polski – Leszno. Klasa OPEN: I miejsce i tytuł Mistrza Polski – Tomasz Rubaj.
- 2003 – 17 maja–1 czerwca II Szybowcowe Mistrzostwa Polski – Leszno. Klasa CLUB: XVIII miejsce – Anna Durkacz.
- 2003 – 29 czerwca–12 lipca XLVIII Międzynarodowe Mistrzostwa Polski – Częstochowa. Klasa STD: XXIII miejsce – Krystyna Marszałek.
- 2003 – 19 lipca–10 sierpnia XXVIII Szybowcowe Mistrzostwa Świata – Leszno. Klasa STD: X miejsce – Tomasz Rubaj.
- 2003 – 12–26 sierpnia XXXI Mistrzostwa Polski Juniorów – Piła. Klasa CLUB: VI miejsce – Piotr Buchta, XVII miejsce – Wojciech Klein. Klasa STD: XIII miejsce – Anna Durkacz.
- 2003 – 12–26 sierpnia XIX Szybowcowe Mistrzostwa Polski Kobiet – Leszno: IV miejsce – Anna Durkacz.
- 2003 – 17 maja–1 czerwca XXVIII Szybowcowe Mistrzostwa Polski w Klasie OPEN Leszno: I miejsce – Tomasz Rubaj.
- 2003 – Całoroczne Zawody Szybowcowe Aeroklubu Gliwickiego Gliwice: I miejsce – Piotr Buchta, II miejsce – Jacek Wlazło, III miejsce – Jacek Łabuda.
- 2003 – Klasyfikacja klubowa Szybowcowego Pucharu Śląska 2003: I miejsce – Sekcja Szybowcowa Aeroklubu Gliwickiego.
- 2003 – Internetowy Puchar Śląska sezon 2003: IV miejsce – Piotr Buchta, VIII miejsce – Leszek Wlazło, XVII miejsce – Tomasz Rubaj, XXII miejsce – Jacek Łabuda, XXIV miejsce – Wojciech Klein, XXVI miejsce – Eugeniusz Stogniew, XXXII miejsce – Anna Durkacz.

##### 2004
- 2004 – 23 kwietnia–2 maja IV Międzynarodowe Zawody Szybowcowe o Puchar Euroregionu Beskidy – Żar: V miejsce – Tomasz Rubaj.
- 2004 – 14–23 maja XXIX Szybowcowe Mistrzostwa Polski – Leszno. Klasa OPEN: II miejsce i tytuł Wicemistrza Polski – Tomasz Rubaj, VII miejsce – Jacek Marszałek.
- 2004 – 15 maja–23 maja II Krajowe Zawody Szybowcowe o Puchar Prezydenta Leszna – Leszno. Klasa CLUB: XXI miejsce – Krystyna Marszałek.
- 2004 – 21 maja–29 maja III Orlikowske Přeháňky – Hriňová (Słowacja): XII miejsce – Zbigniew Jezierski.
- 2004 – 26 czerwca–11 lipca XLIX Szybowcowe Mistrzostwa Polski – Leszno. Klasa STD: XII miejsce – Adam Krasnodębski, XXXV miejsce – Jacek Marszałek, XLIV miejsce – Krystyna Marszałek.
- 2004 – 21 lipca–9 sierpnia XII Szybowcowe Mistrzostwa Europy – Pociūnai (Litwa). Klasa STD: I miejsce i tytuł Mistrza Europy – Tomasz Rubaj[134].
- 2004 – 30 lipca–9 sierpnia III Szybowcowe Mistrzostwa Polski – Częstochowa. Klasa CLUB: XXXI miejsce – Piotr Buchta.
- 2004 – 30 lipca–9 sierpnia Krajowe Zawody Szybowcowe – Częstochowa. Klasa CLUB: VI miejsce – Zbigniew Kwieciński, XII miejsce – Sławomir Adamczyk, XV miejsce – Wojciech Szumiński.
- 2004 – 9 sierpnia–22 sierpnia XXXII Szybowcowe Mistrzostwa Polski Juniorów – Poznań: XVII miejsce – Piotr Buchta.
- 2004 – 23 października Zawody Sekcji Szybowcowej Aeroklubu Gliwickiego w Lądowaniu na Celność – Gliwice: I miejsce – Przemysław Piekarski[br].
- 2004 – Całoroczne Zawody Szybowcowe Puchar Polski: XVII miejsce – Adam Krasnodębski, XXIII miejsce – Christoph Matkowski, XLIX miejsce – Leszek Wlazło, LV miejsce – Jacek Marszałek, LV miejsce – Edmund Bester, LXX miejsce – Zbigniew Kwieciński. Klasyfikacja drużynowa: IV miejsce – Aeroklub Gliwicki[bs].

##### 2005
- 2005 – 29 kwietnia–8 maja V Międzynarodowe Zawody Szybowcowe o Puchar Euroregionu Beskidy – Eurobeskidy Glide 2005 – Żar: III miejsce – Tomasz Rubaj.
- 2005 – 13–22 maja XXX Międzynarodowe Szybowcowe Mistrzostwa Polski – Leszno. Klasa OPEN: IX/XV miejsce – Christoph Matkowski, X miejsce – Tomasz Rubaj, XXVIII/XXIX miejsce – Jacek Marszałek.
- 2005 – 3–12 czerwca L Szybowcowe Mistrzostwa Polski – Leszno. Klasa STD (klasyfikacja międzynarodowa): VII miejsce – Jacek Marszałek, VIII miejsce – Christoph Matkowski. Klasyfikacja krajowa: VIII miejsce – Jacek Marszałek, X miejsce – Christoph Matkowski.
- 2005 – 4 lipca–16 lipca XIII Szybowcowe Mistrzostwa Europy – Räyskälä (Finlandia). Klasa OPEN): XIV miejsce – Christoph Matkowski.
- 2005 – 9–23 lipca Szybowcowe Mistrzostwa Europy Nitra (Słowacja). Klasa STD: XVII miejsce – Tomasz Rubaj.
- 2005 – 29 lipca–7 sierpnia Krajowe Zawody Szybowcowe o Puchar Prezydenta Miasta Częstochowy – Częstochowa. Klasa Klub-B: V miejsce – Sławomir Adamczyk, XIII miejsce – Zbigniew Kwieciński.
- 2005 – Krajowe Zawody Szybowcowe – Żar. Klasa STD: III miejsce – Tomasz Rubaj.
- 2005 – Całoroczne Zawody Szybowcowy Puchar Polski: XV miejsce – Adam Krasnodębski, XXXII miejsce – Christoph Matkowski, XLI miejsce – Tomasz Rubaj, L miejsce – Edmund Bester, LXX miejsce – Jacek Łabuda, LXXXIV miejsce – Wojciech Wójcik. Klasyfikacja zespołowa: V miejsce – Aeroklub Gliwicki[bt].

##### 2006
- 2006 – 28 kwietnia–7 maja VI Międzynarodowe Zawody Szybowcowe o Puchar Euroregionu Beskidy – Żar: VIII miejsce – Christoph Matkowski.
- 2006 – 12–21 maja XXXI Międzynarodowe Szybowcowe Mistrzostwa Polski – Leszno. Klasa OPEN (Klasyfikacja międzynarodowa): III miejsce – Christoph Matkowski, XIII miejsce – Tomasz Rubaj, XXII miejsce – Jacek Marszałek, XLII miejsce – Sławomir Adamczyk. Klasyfikacja krajowa: II miejsce i tytuł Wicemistrza Polski – Christoph Matkowski, XVII miejsce – Jacek Marszałek 17. miejsce, XXXV miejsce – Sławomir Adamczyk.
- 2006 – 4–17 czerwca Szybowcowe Mistrzostwa Świata – Eskilstuna. Klasa OPEN: VII miejsce – Tomasz Rubaj.
- 2006 – 14–23 lipca LI Szybowcowe Mistrzostwa Polski – Leszno. Klasa STD: V miejsce – Jacek Marszałek, XXX miejsce – Krystyna Marszałek.
- 2006 – 14–23 lipca Krajowe Zawody Szybowcowe – Leszno: III miejsce – Zbigniew Kwieciński.
- 2006 – 14–30 lipca IV Szybowcowe Mistrzostwa Świata – Francja. Klasa CLUB: XXII miejsce – Christoph Matkowski.
- 2006 – 4–15 sierpnia V Szybowcowe Mistrzostwa Polski – Zielona Góra. Klasa CLUB (Klasyfikacja krajowa): XXII miejsce – Krystyna Marszałek, XXXI miejsce – Christoph Matkowski.
- 2006 – 4–15 sierpnia Krajowe Zawody Szybowcowe – Zielona Góra. Klasa CLUB: VIII miejsce – Witold Kruczek.
- 2006 – Całoroczne Zawody Szybowcowy Puchar Polski: XIV miejsce – Jerzy Mercik, XVI miejsce – Tomasz Rubaj, XXIII miejsce – Edmund Bester, XXXII miejsce – Witold Kruczek, XXXVIII miejsce – Ryszard Pachla, XLIV miejsce – Eugeniusz Stogniew, LXX miejsce – Jacek Łabuda, LXXXIV miejsce – Wojciech Wójcik. Klasyfikacja zespołowa: II miejsce – Aeroklub Gliwicki[bu].

##### 2007
- 2007 – 18–27 maja 5th International Gliding Competition in Club Class – Leszno Cup 2007 – Leszno: XXX miejsce – Krystyna Marszałek.
- 2007 – 18–27 maja V Krajowe Zawody Szybowcowe o Puchar Prezydenta Miasta Leszna – Leszno. Klasa CLUB-A: XXIX miejsce – Krystyna Marszałek.
- 2007 – 18–27 maja 32nd International Polish Gliding Championship in Open Class – Leszno: IX miejsce – Christoph Matkowski, XIX miejsce – Tomasz Rubaj, XXIV miejsce – Jacek Marszałek.
- 2007 – 18–27 maja XXXII Międzynarodowe Szybowcowe Mistrzostwa Polski – Leszno. Klasa OPEN: X miejsce – Christoph Matkowski, XIX miejsce – Rubaj Tomasz, XXIV miejsce – Jacek Marszałek.
- 2007 – 6–19 lipca 4th FAI Women’s World Gliding Championship – Romorantin: XIII miejsce – Krystyna Marszałek.
- 2007 – 22 lipca–1 sierpnia XVI Krajowe Zawody Szybowcowe o Puchar Prezydenta Miasta Ostrowa Wielkopolskiego – Ostrów Wielkopolski: IX miejsce – Jerzy Mercik.
- 2007 – 3–15 sierpnia Krajowe Zawody Szybowcowe – Częstochowa. Klasa CLUB-B: XV miejsce – Maciej Ćwikliński.
- 2007 – 6–18 sierpnia European Gliding Championship Issoudun – Issoudun: VIII miejsce – Tomasz Rubaj, XIV miejsce – Christoph Matkowski.
- 2007 – Całoroczne Zawody Szybowcowe Puchar Polski: VI miejsce – Tomasz Rubaj, XVII miejsce – Krystyna Marszałek, XXXII miejsce – Christoph Matkowski, XLIII miejsce – Jerzy Mercik, XLV miejsce – Jacek Łabuda, XLVII miejsce – Edmund Bester, LXXXIV miejsce – Wojciech Wójcik. Klasyfikacja zespołowa: III miejsce – Aeroklub Gliwicki[bv].

##### 2008
- 2008 – 25 kwietnia–4 maja I Międzynarodowe Mistrzostwa Polski w Wyścigach Szybowcowych – Żar: V miejsce – Tomasz Rubaj.
- 2008 – 16–25 maja XXXIII Szybowcowe Mistrzostwa Polski – Leszno. Klasa Otwarta (Klasyfikacja krajowa): VII miejsce – Tomasz Rubaj, XXVI miejsce – Christoph Matkowski. Klasyfikacja międzynarodowa: VIII miejsce – Tomasz Rubaj, XXXII miejsce – Christoph Matkowski.
- 2008 – 27 czerwca–6 lipca LII Szybowcowe Mistrzostwa Polski – Zielona Góra. Klasa STD (Klasyfikacja międzynarodowa i krajowa): VI miejsce – Christoph Matkowski, XVI miejsce – Jacek Marszałek, XXXVII miejsce – Krystyna Marszałek.
- 2008 – 6–20 lipca 30th FAI World Gliding Championships – Rieti: IX miejsce – Tomasz Rubaj.
- 2008 – 1–10 sierpnia VII Szybowcowe Mistrzostwa Polski – Częstochowa. Klasa CLUB-A: XXX miejsce – Jacek Marszałek.
- 2008 – 2–16 sierpnia 30th FAI World Gliding Championships – Lüsse (Niemcy): XXII miejsce – Christoph Matkowski.
- 2008 – 22–31 sierpnia Szybowcowe Mistrzostwa Polski – Piła. Klasa 18 m: III miejsce – Christoph Matkowski.
- 2008 – 21–22 listopada Zawody Sekcji Szybowcowej Aeroklubu Gliwickiego w Lądowaniu na Celność – Gliwice: I miejsce – Wojciech Ścigała (0,75 m), II miejsce – Marcin Winiarski (4,0 m), III miejsce – Stanisław Dziurkowski (5,0 m)[bw].
- 2008 – Całoroczne Zawody o Memoriał Ryszarda Bittnera: XLIV miejsce – Witold Kruczek, LIII miejsce – Wojciech Ścigała, LIV miejsce – Eugeniusz Stogniew, LVIII miejsce – Ryszard Pachla, LXIII miejsce – Jacek Marszałek, LXIV miejsce – Edmund Bester, LXV miejsce – Adam Krasnodębski, LXX miejsce – Jacek Łabuda, LXXIII miejsce – Marta Marszałek, LXXIX miejsce – Maciej Ćwikliński.
- 2008 – Całoroczne Zawody Szybowcowy Puchar Polski: XXXII miejsce – Edmund Bester, XLIII miejsce – Ryszard Pachla, XLV miejsce – Witold Kruczek, XLVI miejsce – Wojciech Ścigała, LVIII miejsce – Eugeniusz Stogniew, LXII miejsce – Adam Krasnodębski. Klasyfikacja zespołowa: IV miejsce – Aeroklub Gliwicki[bx].

##### 2009
- 2009 – 8–17 maja VII Krajowe Zawody Szybowcowe o Puchar Prezydenta Miasta Leszna – Leszno. Klasa CLUB-A: XIII miejsce – Jacek Marszałek.
- 2009 – 8–17 maja XXXIV Międzynarodowe Szybowcowe Mistrzostwa Polski – Leszno. Klasa OPEN: IV miejsce – Christoph Matkowski, VII miejsce – Tomasz Rubaj.
- 2009 – 10–21 czerwca LIV Szybowcowe Mistrzostwa Polski – Zielona Góra. Klasa STD: II miejsce i tytuł Wicemistrza Polski – Tomasz Rubaj.
- 2009 – 14–23 sierpnia II Szybowcowe Mistrzostwa Polski – Lisie Kąty. Klasa 18 m: XI miejsce – Tomasz Rubaj, XII miejsce – Christoph Matkowski.
- 2009 – Całoroczne Zawody Szybowcowy Puchar Polski: VIII miejsce – Adam Krasnodębski, XIV miejsce – Ryszard Pachla, XXIV miejsce – Jacek Łabuda, XXV miejsce – Edmund Bester, XXXIX miejsce – Radosław Krajewski, L miejsce – Wojciech Ścigała. Klasyfikacja zespołowa: IV miejsce – Aeroklub Gliwicki[by].

#### Lata 2010–2019

##### 2010
- 2010 – 3–10 kwietnia Pribina Cup – Nitra (Słowacja). Klasa 15 m: I miejsce – Tomasz Rubaj.
- 2010 – 3–13 czerwca LV Szybowcowe Mistrzostwa Polski – Zielona Góra. Klasa STD: XXI miejsce – Christoph Matkowski.
- 2010 – 18–27 czerwca V Karkonoskie Zawody Szybowcowe – Jelenia Góra. Klasa CLUB-B: II miejsce – Radosław Krajewski.
- 2010 – 5–14 lipca XIX Krajowe Zawody Szybowcowe – Ostrów Wielkopolski. Klasa STD: XVIII miejsce – Krystyna Marszałek.
- 2010 – 18–27 lipca XIX Krajowe Zawody Szybowcowe – Ostrów Wielkopolski. Klasa OPEN: XI miejsce – Jacek Marszałek.
- 2010 – 20 lipca–7 sierpnia XXXI Szybowcowe Mistrzostwa Świata – Segedyn. Klasa 15 m: IV miejsce – Tomasz Rubaj. Klasa OPEN: XIII miejsce – Christoph Matkowski.
- 2010 – 30 lipca–8 sierpnia XXXVIII Szybowcowe Mistrzostwa Polski Juniorów – Leszno. Klasie CLUB-B: XV miejsce – Marta Marszałek.
- 2010 – 14–22 sierpnia IX Szybowcowe Mistrzostwa Polski – Stalowa Wola. Klasie CLUB-A: XIX miejsce – Jacek Marszałek.
- 2010 – 14–21 sierpnia III Szybowcowe Mistrzostwa Polski – Lisie Kąty. Klasa 18 m: I miejsce i tytuł Mistrza Polski – Christoph Matkowski, XII miejsce – Tomasz Rubaj.
- 2010 – 10–18 września Kwalifikacyjne Grand Prix Słowacji – Nitra (Słowacja). Klasa 18 m: I miejsce – Christoph Matkowski.
- 2010 – Całoroczne Zawody Szybowcowy Puchar Polski: XI miejsce – Radosław Krajewski, XXVIII miejsce – Jacek Marszałek, XXX miejsce – Edmund Bester, XXXIX miejsce – Adam Krasnodębski, XXXVI miejsce – Ryszard Pachla, LV miejsce – Jacek Łabuda. Klasyfikacja zespołowa: V miejsce – Aeroklub Gliwicki[bz].

##### 2011
- 2011 – 23–30 kwietnia XI Pribina Cup – Nitra (Słowacja). Klasa 15 m: XIV miejsce – Tomasz Rubaj.
- 2011 – 14–22 maja XXXVI Szybowcowe Mistrzostwa Polski – Częstochowa. Klasa OPEN: IV miejsce – Tomasz Rubaj. Klasa CLUB-A: IX miejsce – Christoph Matkowski.
- 2011 – 14–22 maja Krajowe Zawody Szybowcowe – Częstochowa. Klasa STD: I miejsce – Jacek Marszałek, VIII miejsce – Krystyna Marszałek. Klasa CLUB-B: I miejsce – Radosław Krajewski, IV miejsce – Marta Marszałek.
- 2011 – 28 maja–5 czerwca LVI Szybowcowe Mistrzostwa Polski – Zielona Góra. Klasa STD: X miejsce – Christoph Matkowski.
- 2011 – 23 czerwca–3 lipca IV Szybowcowe Mistrzostwa Polski – Leszno. Klasa 18 m: II miejsce – Tomasz Rubaj, VI miejsce – Christoph Matkowski.
- 2011 – 15–24 lipca XXXIX Szybowcowe Mistrzostwa Polski Juniorów – Jelenia Góra. Klasa CLUB-B: XVIII miejsce – Krystyna Marszałek.
- 2011 – 23–31 lipca IV Mistrzostwa Świata w Szybowcowym Grand Prix – Wasserkuppe. Klasa 15 m: XV miejsce – Christoph Matkowski.
- 2011 – 31 lipca–14 sierpnia XVI Szybowcowe Mistrzostwa Europy – Pociūnai (Litwa). Klasa 15 m: VIII miejsce – Tomasz Rubaj.
- 2011 – 13–21 sierpnia X Szybowcowe Mistrzostwa Polski – Leszno. Klasa CLUB-B: I miejsce i tytuł Mistrza Polski – Christoph Matkowski, XXVII miejsce – Jacek Marszałek, XLV miejsce – Krystyna Marszałek.
- 2011 – Ranking Polskich pilotów szybowcowych. Klasyfikacja ogólna: V miejsce – Tomasz Rubaj, VII miejsce – Christoph Matkowski (okres obliczeniowy 2010/2011).

##### 2012
- 2012 – 28 kwietnia–7 maja V Szybowcowe Mistrzostwa Polski – Częstochowa. Klasa 18 m: I miejsce i tytuł Mistrza Polski – Tomasz Rubaj, XXIX miejsce – Christoph Matkowski.
- 2012 – 28 kwietnia–7 maja XVII Krajowe Zawody Szybowcowe – Częstochowa. Klasa CLUB-B: II miejsce – Radosław Krajewski.
- 2012 – 18–27 maja XXXVII Szybowcowe Mistrzostwa Polski – Leszno. Klasa OPEN: VI miejsce – Christoph Matkowski, XVII miejsce – Tomasz Rubaj.
- 2012 – 2–9 czerwca Provence Glide 2012 (Przedmistrzostwa Europy) – Vinon-sur-Verdon. Klasa 18 m: XV miejsce – Christoph Matkowski. Klasa 15 m: XV miejsce – Tomasz Rubaj.
- 2012 – 29 czerwca–8 lipca XI Szybowcowe Mistrzostwa Polski – Grudziądz. Klasa CLUB-A: I miejsce i tytuł Mistrza Polski – Christoph Matkowski, II miejsce i tytuł Wicemistrza Polski – Jacek Marszałek.
- 2012 – 20–29 lipca XX Szybowcowe Mistrzostwa Polski Kobiet – Jelenia Góra. Klasa 15 m: IV miejsce – Krystyna Marszałek, VI miejsce – Marta Marszałek.
- 2012 – 28 lipca–19 sierpnia 32 Szybowcowe Mistrzostwa Świata – Uvalde (Teksas). Klasa 15 m: VII miejsce – Tomasz Rubaj. Klasa 18 m: XI miejsce – Christoph Matkowski.
- 2012 – 1–12 sierpnia XL Szybowcowe Mistrzostwa Polski Juniorów – Leszno. Klasa STD: XXIV miejsce – Marta Marszałek.
- 2012 – 15–26 sierpnia II Szybowcowe Mistrzostwa Polski – Stalowa Wola. Klasa 15 m: XXIX miejsce – Jacek Marszałek, XLV miejsce – Marta Marszałek, XLIX miejsce – Krystyna Marszałek.
- 2012 – Ranking Polskich pilotów szybowcowych (okres obliczeniowy 2011/2012). Klasyfikacja ogólna: III miejsce – Tomasz Rubaj, X miejsce – Christoph Matkowski, XXXVII miejsce – Jacek Marszałek, CXII miejsce – Radosław Krajewski, CXIV miejsce – Krystyna Marszałek, CXXI miejsce – Marta Marszałek.

##### 2013
- 2013 – 6–19 stycznia, XXXII Szybowcowe Mistrzostwa Świata – Adolfo Gonzales Chaves. Klasa STD: XII miejsce – Tomasz Rubaj.
- 2013 – 27 kwietnia–6 maja XV Krajowe Zawody Szybowcowe – Częstochowa. Klasa CLUB-B: VII miejsce – Daniel Rubaj.
- 2013 – 27 kwietnia–6 maja XLII Krajowe Zawody Szybowcowe – Leszno. Klasa CLUB-A: XXXII miejsce – Marta Marszałek.
- 2013 – 27 kwietnia–6 maja Przedmistrzostwa Świata – Leszno. Klasa 15 m: VII miejsce – Tomasz Rubaj.
- 2013 – 11–19 maja, Szybowcowe Mistrzostwa Polski – Turbia. Klasa CLUB-A: I miejsce i tytuł Mistrza Polski – Tomasz Rubaj[135], XLV miejsce – Marta Marszałek.
- 2013 – 25 maja–2 czerwca Kwalifikacyjne Grand Prix – Prievidza (Słowacja). Klasa 18 m: VIII miejsce – Christoph Matkowski.
- 2013 – 7–16 czerwca III Szybowcowe Mistrzostwa Polski – Częstochowa. Klasa 15 m: VIII miejsce – Tomasz Rubaj.
- 2013 – 7–22 czerwca XVII Szybowcowe Mistrzostwa Europy – Vinon sur Verdon (Francja). Klasa 18 m: XVI miejsce – Christoph Matkowski.
- 2013 – 15–25 sierpnia XXXVIII Szybowcowe Mistrzostwa Polski – Częstochowa. Klasa OPEN: XV miejsce – Christoph Matkowski, XVI miejsce – Tomasz Rubaj.
- 2013 – 15–25 sierpnia XLI Szybowcowe Mistrzostwa Polski Juniorów – Grudziądz. Klasa STD: X miejsce – Marta Marszałek.

##### 2014
- 2014 – 16–25 maja XXXIX Szybowcowe Mistrzostwa Polski – Stalowa Wola. Klasa OPEN. VI miejsce – Christoph Matkowski.
- 2014 – 16–25 maja XLVII Krajowe Zawody Szybowcowe – Stalowa Wola. Klasa STD: II miejsce – Tomasz Rubaj, XXXVIII miejsce – Marta Marszałek.
- 2014 – 30 maja–8 czerwca IV Szybowcowe Mistrzostwa Polski – Piła. Klasa 15 m[ca]: I miejsce – Christoph Matkowski, VII – miejsce Tomasz Rubaj.
- 2014 – 12–21 czerwca XXXII Internationaler Bayreuth Wettbewerb – Bayreuth. Klasa 18 m: X miejsce – Christoph Matkowski.
- 2014 – 11–20 lipca I Krajowe Zawody Szybowcowe – Ostrów Wielkopolski. Klasa 18 m: IV miejsce – Christoph Matkowski.
- 2014 – 11–20 lipca XXI Szybowcowe Mistrzostwa Polski Kobiet – Ostrów Wielkopolski. Klasa CLUB-A: VI miejsce – Marta Marszałek.
- 2014 – 11–20 lipca 22 Regionalne Zawody Szybowcowe – Ostrów Wielkopolski. Klasa CLUB-B: VI miejsce – Marta Marszałek.
- 2014 – 1–10 sierpnia XIII Szybowcowe Mistrzostwa Polski – Lisie Kąty. Klasa CLUB-A: III miejsce – Christoph Matkowski, XXXVI miejsce – Tomasz Rubaj.
- 2014 – 1–10 sierpnia XIII Krajowe Zawody Szybowcowe – Lisie Kąty. Klasa CLUB-B: X miejsce – Daniel Rubaj.
- 2014 – 14–24 sierpnia III Leszno Cup – Leszno: XIII – Christoph Matkowski.
- 2014 – Ranking Pilotów Szybowcowych w roku 2014: XI miejsce – Christoph Matkowski, XVII miejsce – Tomasz Rubaj, LXXXVI miejsce – Marta Marszałek, CLII miejsce – Daniel Rubaj.

##### 2015
- 2015 – 15–24 maja XLI Szybowcowe Mistrzostwa Polski – Stalowa Wola. Klasa OPEN: III miejsce i tytuł II Wicemistrza Polski – Christoph Matkowski.
- 2015 – 15–24 maja Krajowe Zawody Szybowcowe – Stalowa Wola. Klasa CLUB-A: XXXIX miejsce – Marta Marszałek.
- 2015 – 4–14 czerwca LVII Szybowcowe Mistrzostwa Polski – Ostrów Wielkopolski. Klasa STD: XI miejsce – Tomasz Rubaj, XIV miejsce – Christoph Matkowski, XLVII miejsce – Marta Marszałek.
- 2015 – 17–26 lipca Ostrów Glide – Ostrów Wielkopolski. Klasa CLUB-B: V miejsce – Daniel Rubaj.
- 2015 – 31 lipca–9 sierpnia Regionalne Zawody Szybowcowe – Lisie Kąty. Klasa CLUB: X miejsce – Daniel Rubaj.
- 2015 – Edmund Bester wykonał najdłuższy zarejestrowany przelot szybowcowy sezonu na odległość 319,2 km i został posiadaczem Pucharu Przechodniego ufundowanego przez Komisję Rewizyjną Aeroklubu Gliwickiego.
- 2015 – Ranking Pilotów Szybowcowych w 2015: X miejsce – Tomasz Rubaj, XII miejsce – Christoph Matkowski, CXXXI miejsce – Marta Marszałek.

##### 2017
- 2017 – 16 grudnia Szybowcowe Zawody na Celność Lądowania – Gliwice. I miejsce – Ewa Mokrosz, III miejsce – Anna Buchta[136].

##### 2018
- 2018 – 24 maja–3 czerwca XXVII Zawody Ostrów Glide – Ostrów Wielkopolski. Klasa CLUB-A: I miejsce – Tomasz Rubaj[137].
- 2018 – 21–22 lipca XXXV Szybowcowe Mistrzostwa Świata – Ostrów Wielkopolski. Klasa CLUB: II miejsce – Tomasz Rubaj[138].
- 2018 – 16 czerwca–25 sierpnia XXXXV Szybowcowe Mistrzostwa Świata – Hosin (Czechy). Klasa 20 m, szybowce dwumiejscowe: I miejsce – Christoph Matkowski i Sebastian Kawa[139].

#### Lata 2020-nadal

##### 2020
- 2020 – 18 lipca–25 lipca X Szybowcowe Mistrzostwa Polski – Ostrów Wielkopolski. Klasa 15 m: II miejsce – Tomasz Rubaj[140].
- 2020 – 5 września Aeroklubie Szybowcowe Zawody na Celność Lądowania – Gliwice. I miejsce – Mateusz Krzos, II miejsce – Mariusz Sienkiewicz, III miejsce – Mateusz Purchla[60].

##### 2021
- 2021 – 2 października Aeroklubowe Szybowcowe Zawody na Celność Lądowania im. Jacka Marszałka – Gliwice. I miejsce – Aleksandra Sowada, II miejsce – Ewa Mokrosz, III miejsce – Beata Kołodziej[61].

##### 2022
- 2022 – 24 września Aeroklubowe Szybowcowe Zawody na Celność Lądowania im. Jacka Marszałka – Gliwice. I miejsce – Wojciech Ścigała, II miejsce – Witold Nowak, III miejsce – Adam Urych[62].

#### 2023
- 2023 – 20 maja 48.Szybowcowe Mistrzostwa Polski w klasie Otwartej – Leszno. II miejsce – Tomasz Rubaj[141].
- 2023 – 28 października Aeroklubowe Szybowcowe Zawody na Celność Lądowania im. Jacka Marszałka – Gliwice. I miejsce – Maciej Nowak, II miejsce – Mirosław Kabaciński, III miejsce – Paweł Puchalski[142].

### Sekcja modelarska
Osiągnięcia sportowe Sekcji Modelarskiej Aeroklubu Gliwickiego podano za: Aeroklub Gliwicki 1980, s. 8–10.
Maksymilian Paździorek ustanowił dwa rekordy Polski na długotrwałość lotu: w modelach szybowców bezogonowych – 19 min., w modelach o napędzie silnikowym (klasa F1C) – 52 min. 21 s.
- 1953 – Stanisław Grzywa wywalczył Mistrzostwo Polski w klasie F1A (szybowce)[143].
- 1962 – Piotr Miozga – I miejsce w klasie F1A (szybowce) środ juniorów.
- 1968 – Klemens Dziedzic – III miejsce w klasie rakiet.
- 1970 – Jacek Michna – II miejsce w klasie F1B (gumówki), Bronisław Wieńczyk – I miejsce w klasie F1A (szybowce), Józef Monkiewicz – III miejsce w klasie F1A.
- 1972 – Stanisław Kubit – III miejsce w klasie F1A, Piotr Płachetka (junior) – III miejsce w klasie rakiet.
- 1973 – Piotr Płachetka (junior) – miejsce w klasie F1C (silnikówki).
- 1974 – Piotr Płachetka – III miejsce w klasie F1C.
- 1975 – Jerzy Uryga (junior) – I miejsce w klasie F1B (silnikówki), Aleksander Sokołowski (junior) – II miejsce w klasie F1B (gumówki), Ryszard Dec (junior) – III miejsce w klasie F1A (szybowce), Stanisław Kubit – Mistrz Polski w klasie F1A/b (modele szybowców bezogonowych), Bronisław Wieńczyk – III miejsce w klasie F1A/b, Stanisław Kubit – II miejsce w klasie F1C/b (silnikówki bezogonowe), Edward Stawinoga – Mistrz Polski w klasie FaB/b (modele bezogonowe o napędzie gumowym). Mistrzostwa Krajów Socjalistycznych – Erfent (NRD) – Reprezentacja Polski w której startował Stanisław Kubit zajęła I miejsce. Międzynarodowe Zawody Modeli Latających Leszno – Stanisław Kubit zajął VI miejsce.
- 1976 – Jan Ziober – Mistrz Polski Młodzików w klasie szybowców, Piotr Płachetka – Mistrz Polski w klasie F1C (silnikówki), Czesław Ziober (junior) – III miejsce w klasie szybowców, Aleksander Sokołowski (junior) – III miejsce w klasie F1B (gumówki), Stanisław Kubit – III miejsce w klasie F1A (szybowce). Ogólnopolskie Zawody Modeli Latających Spółdzielni Mieszkaniowych – zespół AGL zajął III miejsce.
- 1977 – Aleksander Sokołowski Mistrz Polski Juniorów w klasie F1B (gumówki), Olaf Piechaczek (młodzik) – II miejsce w klasie gumówek, Stanisław Kubit – III miejsce w klasie F1A (szybowce). Międzynarodowe Zawody Modeli Latających – Sezimovo Ústí (CSSR) – Stanisław Kubit zajął VI miejsce w klasie szybowców. Ogólnopolskie Zawody Modeli Latających Spółdzielni Mieszkaniowych – Olszyn. Zespół AGL zajął III miejsce.
- 1978 – Edward Stawinoga – Wicemistrz Polski w klasie F1B (gymówki), Stanisław Kubit – Wicemistrz Polski F1A (szybowce). Ogólnopolskie Zawody Modeli Latających Spółdzielni Mieszkaniowych – Kielce. Zespół AGL zajął III miejsce{.
- 1979 – Stanisław Kubit – Wicemistrz Polski w klasie F1A (szybowce). Mistrzostwa Krajów Socjalistycznych – Pazardżik (Bułgaria) – Edward Stawinoga zajął VII miejsce w klasie gumówek. Ogólnopolskie Zawody Modeli Latających Spółdzielni Mieszkaniowych – Opole. Zespół AGL zajął I miejsce.
- 1980 – Jean-Claude Droździk – Wicemistrz Polski w klasie F1A, Piotr Płachetka – Wicemistrz Polski w klasie F1A (silnikówki), Roman Sowa (junior) – II miejsce w klasie F1B (gumówki), Piotr Zajdel (junior) – II miejsce w klasie F1A (szybowce), Jan Szandar (junior) – III miejsce w klasie F1A (szybowce). Ogólnopolskie Zawody Modeli Latających Spółdzielni Mieszkaniowych – Warszawa. Zespół AGL zajął I miejsce.
- 1983 – Stanisław Kubit zdobył tytuł Mistrza Państw Socjalistycznych w klasie F1A (szybowców – modelarstwo lotnicze)[56].
- 2004 – We współzawodnictwie sekcji modelarskich aeroklubów regionalnych i stowarzyszeń modelarskich Aeroklubu Polskiego, Gliwickie Stowarzyszenie Modelarzy Lotniczych zajęło I miejsce. Indywidualne i drużynowe osiągnięcia: Sylwester Zazula i Łukasz Zagórowski startując w reprezentacji Polski juniorów zostali drużynowymi wicemistrzami Europy w zawodach modeli swobodnie latających, które rozegrano w Dęblinie. Paweł Dumanowski wraz z reprezentacją juniorów Polski zajął drużynowo piąte miejsce w mistrzostwach świata modeli szybowców sterowanych mechanicznie w Turda (Rumunia). W mistrzostwach Polski młodzików i juniorów zawodnicy GSML drużynowo zdobyli dwa złote medale, dwa srebrne i jeden brązowy. Indywidualnie na najwyższym stopniu podium stanęli: dwukrotnie Łukasz Zagórowski i Łukasz Kępski. Wicemistrzostwo kraju wywalczyli Krzysztof Jeżewski, Piotr Niewiadomski (dwukrotnie), Sylwester Zazula. W końcowej klasyfikacji Pucharu Polski Jeżewski zajął drugie miejsce w klasie szybowców sterowanych mechanicznie i trzecie w klasie szybowców, a Zagórowski był drugi w klasie z napędem silnikowym. Członkami kadry narodowej juniorów w minionym roku byli: Dumowski, Zazula, Zagórowski, Jeżewski. Stanisław Kubit na mistrzostwach świata we wspomnianej miejscowości Turda w Rumunii zajął drużynowo drugie miejsce w klasie modeli F1E i ósme indywidualnie w klasie modeli szybowców sterowanych mechanicznie F1E. Ponadto gliwiczanie stawali wielokrotnie na podium międzynarodowych zawodów w kraju i za granicą. Mistrzem Polski został Czesław Ziober (F1A). Wicemistrzostwo kraju wywalczyli: Andrzej Kucharski (F2B), Jerzy Matloch (S8E/P). Drugimi wicemistrzami Polski byli: Rafał Kucharski (F2B), Kubit (F1A). Puchar Polski w klasie modeli silnikówek F1C wywalczył Piotr Płachetka, a Puchar Rzeczypospolitej F1H Wiesław Moj. W skład kadry narodowej wchodzili: Kubit, Płachetka, Jan Wojtak, Stanisław Kopacz, A. Kucharski, R. Kucharski, Wojciech Siódmok, Edward Wowry. We ogólnopolskim współzawodnictwie sportowym sekcji modelarskich Gliwickie Stowarzyszenie Modelarzy Lotniczych zajęło III miejsce[144].
- 2010 – 18–25 lipca na Mistrzostwach Europy Modeli Swobodnie Latających dla Seniorów w Turcji, drużynowo w konkurencji F1C, Piotr Płechetka zajął III miejsce i zdobył brązowy medal[28].
- 2010 – Międzynarodowa Federacja Lotnicza FAI podsumowała wyniki tegorocznej edycji Pucharu Świata. W klasie modeli szybowców sterowanych mechanicznie zwyciężył – po raz drugi z rzędu – Stanisław Kubit. Gliwiczanin startował w zawodach organizowanych w Niemczech, Rumunii, Słowacji, Czechach, Francji i w Polsce, podczas których zgromadził 142 punkty. Znakomicie wypadli także młodzi modelarze z GSML startujący w kategorii juniorów: Katarzyna Szymańska i Konrad Żurowski zajęli odpowiednio II i III miejsce.
- 2011 17–19 czerwca Mistrzostwa Polski Modeli Swobodnie Latających – Suwałki. Konkurencja F1A (indywidualnie): III miejsce – Przemysław Gumienny. Drużynowo: I miejsce – GSML[145].
- 2012 – 13 maja IV Mistrzostwa Polski Modeli Zdalnie Sterowanych klasy F3E – Gliwice. II miejsce Piotr Szymański Gliwickie Stowarzyszenie Modelarzy Lotniczych[146].
- 2013 – 4 lutego po raz 52. odbył się Plebiscyt Gliwickich Modelarzy, będący podsumowaniem działalności Gliwickiego Stowarzyszenia Modelarzy Lotniczych i Sekcji Modelarskiej Aeroklubu Gliwickiego za 2012 rok. Prezes Aeroklubu Polskiego – Włodzimierz Skalik za wkład pracy w rozwój polskiego modelarstwa uhonorował Stanisława Kubita Dyplomem im. Czesława Tańskiego, wyróżnienia otrzymali także: instruktorzy i działacze: Stanisław Paździorek, Stanisław Kopacz, Ryszard Jurecki, Tadeusz Milewski, Jan Wojtak. W Mistrzostwach Europy i klasyfikacji końcowej Pucharu Świata modelarze gliwiccy zdobyli w 2012 roku 5 medali, w tym jeden złoty, dwa srebrne i dwa brązowe. W Mistrzostwach Polski zdobyli 17 medali, w tym 8 złotych, 5 srebrnych, 4 brązowe. W Pucharach Polski w klasyfikacji końcowej wywalczyli 21 medali, w tym 7 złotych, 8 srebrnych i 6 brązowych. Łącznie w Mistrzostwach Świata, Europy, Pucharach Świata, Mistrzostwach Polski i Pucharach Polski modelarze GSML zdobyli 43 medale, w tym 16 złotych, 15 srebrnych i 12 brązowych. Modelarze GSML w Mistrzostwach Polski Modeli Latających zdobyli ponadto 10 medali drużynowych, w tym 4 medale złote, 4 medale srebrne i 2 medale brązowe[32].
- 2014 – 16 stycznia Komisja Modelarska Aeroklubu Polskiego przedstawiła wyniki współzawodnictwa sekcji i stowarzyszeń modelarskich za rok 2013. Gliwickie Stowarzyszenie Modelarzy Lotniczych zajęło I miejsce w zakresie aktywności sportowej oraz popularyzacji sportu lotniczego[147].
- 2014 – 13 września na lotnisku Aeroklubu Stalowowolskiego – Turbia, rozegrano 79 Mistrzostwa Polski Modeli Swobodnie Latających F1A, F1B, F1C oraz XII Memoriał Romana Straburzyńskiego. W klasyfikacji generalnej: I miejsce – Gliwickie Stowarzyszenie Modelarzy Lotniczych (GSML). Zwycięzcami indywidualnymi w poszczególnych klasach zostali: F1A: Stanisław Kubit, Jakub Jaraczewski, Jan Kurgan. F1B: Krzysztof Różycki, Wiktor Kochańczyk, Stanisław Skibicki F1C: Marek Roman, Paweł Krawczyk, Edward Burek. Wyniki drużynowe: F1A: SMO Feniks, Aeroklub Podkarpacki, GSML. F1B: OSiR Suwałki, GSML, Aeroklub Białostocki. F1C: GSML, MOKSiR Chrzanów, Aeroklub Ziemi Wałbrzyskiej[148].
- 2014 – sierpień, reprezentacja Polski w tym gliwiczanie Stanisław Kubit i Jacek Żurowski zdobyła tytuł drużynowego Mistrza Europy w sporcie modelarskim[149].
- 2014 – Jacek Żurowski (Gliwickie Stowarzyszenie Modelarzy Lotniczych) – w sporcie modelarskim – w konkurencji modeli szybowców sterowanych mechanicznie – F1E zdobył Tytuł Indywidualnego Mistrza Europy[150].
- 2014 – Dawid Lipski zdobył Puchar Świata juniorów oraz zajął III miejsce na Mistrzostwach Świata juniorów. Mateusz Wertyporoch został Mistrzem Polski Juniorów Młodszych w modelarstwie lotniczym[151].
- 2014 – 4 listopada Jacek Żurowski i Stanisław Kubit otrzymali wyróżnienia od Ministerstwa Sportu za wybitne osiągnięcia z dziedziny sportów lotniczych[152].
- 2015 – najlepsi gliwiccy sportowcy zostali nagrodzeni przez Prezydenta Miasta Gliwice na Gali Sportu 2015, za osiągnięcia sportowe w 2014 roku min. z Gliwickiego Stowarzyszenia Modelarzy Lotniczych. W dyscyplinach indywidualnych: Konrad Żurowski, Mikołaj Stryja, Jacek Żurowski, Adam Krawiec, Jan Wojtak. Trenerzy i działacze sportowi: Tomasz Lipski, Czesław Ziober, Małgorzata Milewska, Tadeusz Milewski, Wojciech Błachut. Za wyniki sportowe: Mateusz Wertyporoch, Dawid Lipski[151].
- 2015 – 27 lipca–3 sierpnia w Mistrzostwach Świata FAI Modeli Swobodnie Latających dla Seniorów – Ułan Bator (Mongolia). Reprezentacja Polski: Adam Krawiec (Gliwickie Stowarzyszenie Modelarzy Lotniczych – 28 m), Stanisław Skibicki (Ośrodek Sportu i Rekreacji w Suwałkach – 13 m) oraz Andrzej Poczobut (Aeroklub Białostocki – 33 m) w klasie modeli swobodnie latających z napędem gumowym (F1B), zdobyli brązowy medal w klasyfikacji drużynowej i tytuł drużynowych drugich Wicemistrzów Świata na lata 2015–2016[153].
- 2015 – 23–29 sierpnia Mistrzostwa Świata Modeli Latających – Szybowców Sterowanych Mechanicznie w klasie juniorów i seniorów Zlatibor (Serbia). Złoty medal i tytuł mistrza świata w kategorii juniorów, zdobył Mikołaj Stryja. W kategorii seniorów Konrad Żurowski zajął trzecią pozycję i tytuł II wicemistrza świata. Reprezentacja Polski w składzie Mikołaj Stryja, Szymon Morcinek, Jan Kabaciński zdobyła brązowy medal drużynowy w kategorii juniorów[154].
- 2015 – Klasyfikacja Pucharów Świata w modelarstwie lotniczym i kosmicznym. 1. miejsce, złoty medal w klasie F1E – Stanisław Kubit[155].
- 2016 – 15 maja Mistrzostwa Polski Modeli Swobodnie Latających dla Juniorów – Suwałki. Konkurencja F1B – modele swobodnie latające z napędem gumowym: II miejsce – Dawid Lipski (Gliwickie Stowarzyszenie Modelarzy Lotniczych) – 468[156].
- 2016 – 20–24 lipca Mistrzostwa Europy FAI Modeli Szybowców Sterowanych Automatycznie – Turda (Rumunia). Klasyfikacja drużynowa: I miejsce – Polska drużyna seniorów (Franciszek Kańczok, Stanisław Kubit, Konrad Żurowski) zostali drużynowym mistrzem Europy[157].
- 2017 – 22 kwietnia Ogólnopolskie Zawody do Pucharu Polski w klasie F3K – Lubin. Konkurencja modeli szybowców zdalnie sterowanych wyrzucanych z ręki: III miejsce – Rafał Budzoń (GSML Gliwice)[158].
- 2017 – 22–25 sierpnia Mistrzostwa Świata w modelarskiej klasie F1E – Turda (Rumunia). Klasyfikacja drużynowa: I miejsce – Polska drużyna [Stanisław Kubit, Jacek Żurowski i Frańciszek Kańczok (Rybnik)], V miejsce – Reprezentacja Polski juniorów (Jakub Wiśniewski, Mateusz Wertyporoch i Dawid Karpowicz – wszyscy Gliwice). Klasyfikacja indywidualna: III miejsce – Stanisław Kubit, V miejsce – Jacek Żurowski[159].
- 2019 – 25–28 sierpnia Mistrzostwa Świata F1E Modeli Sterowanych Automatycznie (mechanicznie) – Martin (Słowacja). Kategoria seniorów: I miejsce – Stanisław Kubit (Polska, Aeroklub Gliwicki). Klasyfikacja drużynowa: I miejsce – Polska drużyna [Franciszek Kańczok (Aeroklub Rybnicki), Jacek Żurowski (Gliwickie Stowarzyszenie Modelarzy Lotniczych) i Stanisław Kubit (Aeroklub Gliwicki)][160].

## Sekcja spadochronowa
Sekcja Spadochronowa Aeroklubu Gliwickiego – jedna z czterech sekcji Aeroklubu Gliwickiego. Siedzibą sekcji jest lotnisko Gliwice.
Przy sekcji działa Koło VII Oddziału Związku Polskich Spadochroniarzy w Katowicach, które jest współorganizatorem Spadochronowych Mistrzostw Śląska w celności lądowania. Przewodniczącym Koła jest Jan Isielenis.

### Instruktorzy prowadzący
Instruktorów prowadzących sekcję spadochronową Aeroklubu Gliwickiego podano za: Jan Isielenis, Archiwum sekcji spadochronowej Aeroklubu Gliwickiego, s. 2.
1. Sylwester Bąk (1.05.1955–30.01.1970)
2. Józef Stelmaszczyk (1.02.1970–31.10.1975)
3. Ryszard Kopijczuk (1.04.1975–28.02.1977)
4. Jan Boryczka (1.07.1977–30.11.1981)
5. Edward Miler (20.05.1980–30.09.1982)
6. Andrzej Grabania (10.01.1983–31.01.1985)
7. Jacek Gołębiewski (1.09.1985–30.09.1986)
8. Jan Isielenis (1.04.1987–28.02.2024)
9. Mariusz Bieniek (1.04.2024–obecnie).

(stan z 22 czerwca 2024)

### Spadochrony sekcji

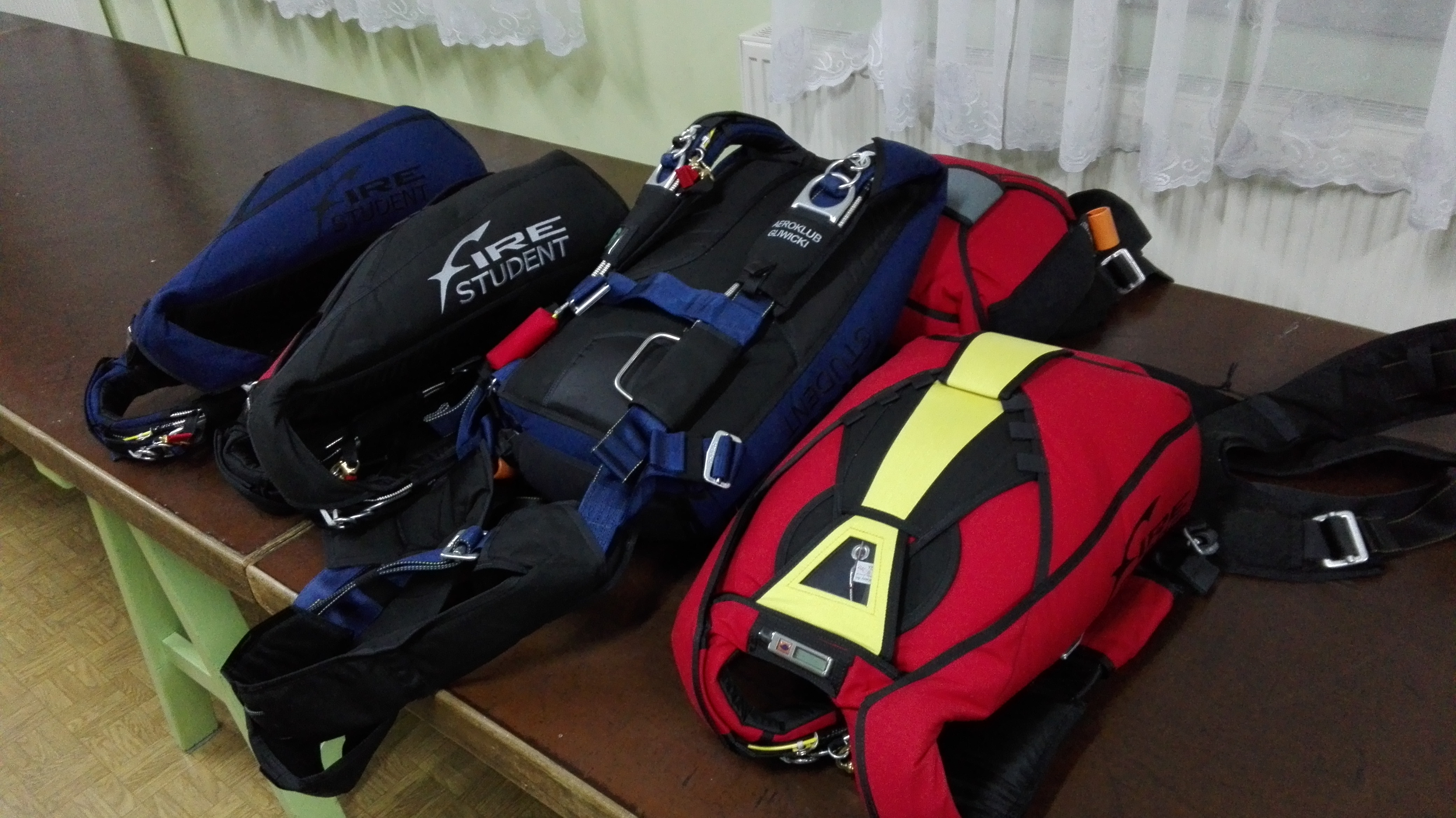
Spadochrony sekcji (kwiecień 2017)

Sekcja spadochronowa posiada 15 spadochronów szkolno-treningowych z automatami spadochronowymi Vigil.
- Skylark – 12 szt. w pokrowcach SkyWideSystems (SWS) Fire Student: (2 × 210, 2 × 230, 6 × 250, 1 × 270, 1 × 290)
- Voyager – 2 szt. (2 × 260)
- Navigator – 1 szt. (1 × 280).

(stan z 22 czerwca 2024)

### Klub „1000” Aeroklubu Gliwickiego
Członków Klubu „1000” Aeroklubu Gliwickiego podano za: Jan Isielenis, Archiwum Sekcji Spadochronowej Aeroklubu Gliwickiego, s. 3.
1. Józef Stelmaszczyk (7.05.1970)
2. Jan Bober (8.11.1971)
3. Ryszard Kopijczuk (24.08.1974)
4. Edward Miler (11.08.1978)
5. Jan Strzałkowski (10.05.1979)
6. Andrzej Grabania (30.06.1979)
7. Andrzej Młyński (2.03.1980)
8. Witold Lewandowski (30.04.1980)
9. Zdzisław Śliwa (2.08.1981)
10. Roman Grudziński (31.08.1983)
11. Jan Isielenis (8.07.1985)
12. Marcin Wilk (7.08.1986)
13. Bogdan Bryzik (5.09.1987)
14. Marek Boryczka (9.10.1987)
15. Mariusz Bieniek (22.06.1988)
16. Piotr Dudziak (3.09.1988)
17. Piotr Knop (6.09.1990)
18. Artur Kuchta (3.07.1992)
19. Grzegorz Polewski (20.06.1993)
20. Wiesław Walasiewicz (11.09.1993)
21. Krzysztof Stawinoga (22.05.1995)
22. Agnieszka Czajka (25.05.1998)
23. Joachim Hatko (12.09.1998)
24. Piotr Polewski (26.09.1998)
25. Bartosz Wasielewski (6.09.1999)
26. Danuta Polewska (29.04.2000)
27. Aleksandra Knapik (14.07.2001)
28. Bartłomiej Repka (14.07.2001)
29. Tomasz Kurczyna (10.06.2006)
30. Szymon Szpitalny (27.08.2006)
31. Ziemowit Nowak (12.05.2007)
32. Zbigniew Izbicki (29.07.2007)
33. Marcin Stencel (6.08.2011)
34. Wojciech Schneider (30.09.2011)
35. Tomasz Wojciechowski (15.10.2011)
36. Krzysztof Szawerna (11.08.2013)
37. Bartłomiej Ryś (19.10.2014)
38. Dominik Grajner (27.04.2018)
39. Tymoteusz Tabor (28.07.2019)
40. Rafał Duda (5.06.2022).

### Posiadacze Złotej Odznaki FAI z 3 diamentami
Posiadaczy Złotej Odznaki FAI z 3 diamentami podano za: Jan Isielenis, Archiwum Sekcji Spadochronowej Aeroklubu Gliwickiego, s. 4.

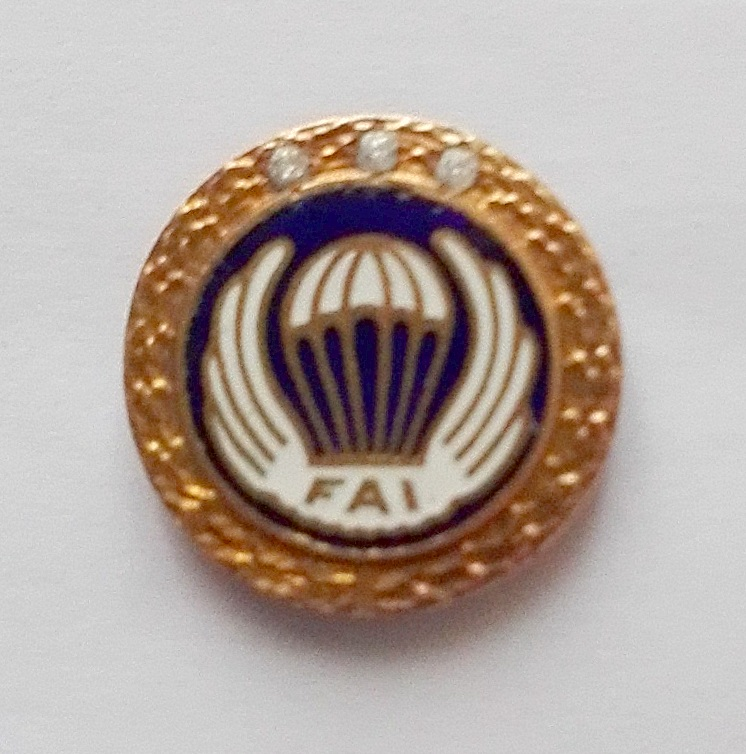
Złota odznaka skoczka spadochronowego z 3 diamentami

1. Jan Bober (1974)
2. Ryszard Kopijczuk (1974)
3. Edward Miler (1976)
4. Andrzej Grabania (1978)
5. Zdzisław Śliwa (1978)
6. Jerzy Hercuń (1979)
7. Witold Lewandowski (1979)
8. Andrzej Młyński (1979)
9. Jan Strzałkowski (1979)
10. Roman Grudziński (1987)
11. Jan Isielenis (1987)
12. Mariusz Bieniek (1988)
13. Bogdan Bryzik (1988)
14. Marcin Wilk (1988)
15. Piotr Knop (1989)
16. Krzysztof Stawinoga (1992)
17. Artur Kuchta (1994)
18. Piotr Polewski (1995)

### Członkowie Spadochronowej Kadry Narodowej
Członków Spadochronowej Kadry Narodowej podano za: Jan Isielenis, Archiwum Sekcji Spadochronowej Aeroklubu Gliwickiego, s. 5.
1. Anna Franke
2. Jan Bober
3. Roman Grudziński
4. Witold Lewandowski
5. Zdzisław Śliwa
6. Andrzej Młyński
7. Andrzej Grabania
8. Jerzy Hercuń
9. Marek Boryczka
10. Agnieszka Czajka
11. Mariusz Bieniek
12. Bogdan Bryzik
13. Piotr Knop
14. Marcin Wilk
15. Artur Kuchta
16. Bartłomiej Repka
17. Wiesław Walasiewicz
18. Krzysztof Filus
19. Dominik Orpel
20. Robert Borodiuk
21. Dariusz Nadzieja
22. Jan Isielenis[cb]

### Dane statystyczne
Dane statystyczne Sekcji Spadochronowej Aeroklubu Gliwickiego podano za: Jan Isielenis, Archiwum Sekcji Spadochronowej Aeroklubu Gliwickiego, s. 1.
| Sezon | Od kiedy | Do kiedy | Liczba wylotów | Ilość skoków | W tym skoki kursu podstawowego | Skoczkowie kursu podstawowego | Przesłanki | Wypadki |
| ----- | -------- | -------- | -------------- | ------------ | ------------------------------ | ----------------------------- | ---------- | ------- |
| 2024  | 12.04    |          |                |              |                                |                               |            |         |
| 2023  | 22.04    | 29.10    | 112            | 1187         | 458                            | 87                            | 10         | –       |
| 2022  | 30.04    | 29.10    | 71             | 742          | 186                            | 62                            | 2          | 3       |
| 2021  | 08.05    | 31.10    | 96             | 1027         | 322                            | 84                            | 4          | 4       |
| 2020  | 06.06    | 10.10    | 73             | 843          | 176                            | 55                            | 1          | 2       |
| 2019  | 01.05    | 26.10    | 135            | 1421         | 381                            | 81                            | 2          | 2       |
| 2018  | 12.05    | 10.11    | 136            | 1425         | 230                            | 67                            | –          | 2       |
| 2017  | 01.04    | 30.12    | 113            | 1305         | 198                            | 48                            | 1          | –       |
| 2016  | 23.04    | 31.12    | 175            | 1917         | 354                            | 68                            | 1          | 2       |
| 2015  | 16.05    | 31.12    | 132            | 1222         | 252                            | 77                            | 4          | 1       |
| 2014  | 21.04    | 31.12    | 140            | 1481         | 420                            | 96                            | 3          | 2       |
| 2013  | 27.04    | 29.09    | 173            | 2025         | 470                            | 101                           | 3          | –       |
| 2012  | 25.04    | 20.10    | 183            | 2070         | 342                            | 60                            | 6          | 1       |
| 2011  | 27.04    | 13.11    | 140            | 1527         | 303                            | 68                            | 1          | 1       |
| 2010  | 25.04    | 24.10    | 165            | 1930         | 537                            | 122                           | 5          | 3       |
| 2009  | 18.04    | 03.10    | 204            | 2401         | 187                            | 130                           | 4          | 3       |
| 2008  | 13.04    | 11.10    | 105            | 1256         | 409                            | 90                            | 2          | 2       |
| 2007  | 21.04    | 14.10    | 129            | 1524         | 366                            | 50                            | 8          | –       |
| 2006  | 22.04    | 15.10    | 188            | 2202         | 349                            | 58                            | 3          | 2       |
| 2005  | 13.04    | 29.10    | 202            | 2406         | 310                            | 52                            | 5          | –       |
| 2004  | 04.01    | 31.12    | 172            | 2006         | 413                            | 48                            | 2          | 3       |
| 2003  | 26.04    | 14.11    | 221            | 2538         | 411                            | 66                            | –          | 1       |
| 2002  | 17.04    | 29.09    | 151            | 1827         | 123                            | 38                            | –          | 1       |
| 2001  | 16.05    | 27.10    | 165            | 1925         | 354                            | 42                            | –          | –       |
| 2000  | 17.04    | 15.10    | 202            | 2331         | 394                            | 48                            | –          | 1       |
| 1999  | 09.04    | 31.12    | 192            | 2092         | 95                             | 25                            | 2          | 1       |
| 1998  | 20.04    | 31.12    | 292            | 3505         | 92                             | 19                            | bd         | bd      |
| 1997  | 26.04    | 08.10    | 352            | 4059         | 264                            | 41                            | bd         | bd      |
| 1996  | 26.04    | 31.12    | 332            | 4031         | 186                            | 31                            | bd         | bd      |
| 1995  | 21.04    | 08.10    | 309            | 3663         | 215                            | 35                            | bd         | bd      |
| 1994  | 29.04    | 22.10    | 244            | 2906         | 197                            | 28                            | bd         | bd      |
| 1993  | 26.04    | 29.09    | 288            | 2209         | 169                            | 24                            | 9          | 4       |
| 1992  | 12.04    | 27.09    | 221            | 2667         | 129                            | 22                            | 2          | –       |
| 1991  | 14.04    | 13.10    | 284            | 2764         | 301                            | 22                            | bd         | bd      |
| 1990  | 15.05    | 21.10    | 151            | 1748         | 91                             | 21                            | bd         | bd      |
| 1989  | 31.03    | 03.11    | 301            | 3290         | 206                            | 22                            | bd         | 1       |
| 1988  | 16.04    | 23.10    | 340            | 3246         | 198                            | 34                            | bd         | bd      |
| 1987  | 09.04    | 31.12    | 503            | 3500         | 247                            | 30                            | bd         | bd      |
| 1986  | 03.04    | 26.10    | 288            | 3022         | 245                            | 22                            | bd         | bd      |
| 1985  | 20.04    | 27.10    | 217            | 2760         | 247                            | 59                            | bd         | 1       |
| 1984  | 12.04    | 13.10    | 342            | 2027         | 162                            | 32                            | bd         | 1       |
| 1983  | 13.04    | 08.10    | 142            | 1541         | 117                            | 30                            | bd         | bd      |
| 1982  | 01.05    | 27.11    | 143            | 1624         | 121                            | 14                            | bd         | bd      |
| 1981  | 29.04    | 04.10    | 361            | 3033         | 259                            | 50                            | bd         | bd      |
| 1980  | 17.04    | 05.10    | 167            | 1958         | 88                             | 9                             | bd         | bd      |
| 1979  | 21.03    | 04.10    | 194            | 2212         | 121                            | 34                            | bd         | bd      |
| 1978  | 15.04    | 14.09    | 310            | 1873         | 47                             | 5                             | bd         | bd      |
| 1977  | 28.04    | 05.10    | 214            | 1634         | 88                             | 11                            | bd         | bd      |
| 1976  | 04.04    | 29.10    | 237            | 1372         | 67                             | 10                            | bd         | bd      |
| 1975  | 02.04    | 27.09    | 200            | 720          | 30                             | 4                             | 1          | bd      |
| 1974  | 18.05    | 26.11    | 186            | 824          | –                              | –                             | 1          | bd      |
| 1973  | 24.04    | 04.11    | 283            | 873          | 61                             | 16                            | 8          | bd      |
| 1972  | 09.04    | 05.11    | 127            | 627          | 113                            | 14                            | 11         | 1       |
| 1971  | 07.05    | 25.11    | 206            | 1028         | 52                             | 6                             | bd         | bd      |
| 1970  | 16.04    | 08.11    | 209            | 969          | 101                            | 10                            | bd         | bd      |
| 1969  | 09.04    | 04.10    | 200            | 689          | 51                             | 8                             | 6          | bd      |
| 1968  | 27.03    | 30.10    | 203            | 750          | 103                            | 13                            | 14         | bd      |
| 1967  | 26.02    | 30.10    | 266            | 674          | 71                             | 6                             | 15         | bd      |
| 1966  | 31.03    | 16.10    | 255            | 404          | 84                             | 15                            | 32         | bd      |
| 1965  | 24.02    | 27.10    | 207            | 207          | 38                             | 4                             | bd         | bd      |
| 1964  | 21.04    | 23.08    | 286            | 286          | 140                            | 18                            | 3          | bd      |